# Изобразительное искусство Италии

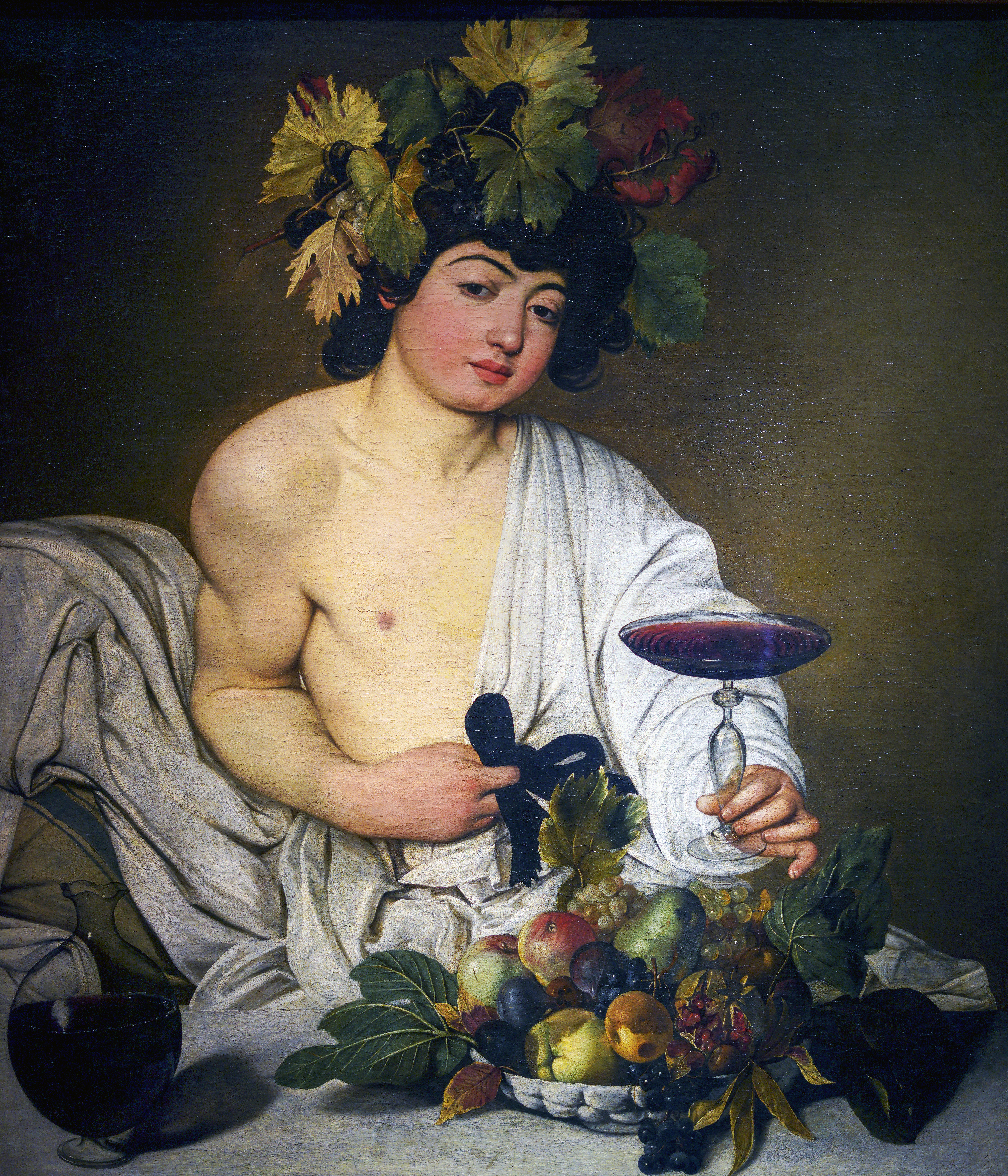
Караваджо. Вакх. 1593—1594. Уффици

История итальянского искусства во многом предопределила историю искусства Западной цивилизации. После этрусской и особенно Древнеримской эпохи, которые доминировали на Апеннинах на протяжении многих веков, Италия занимает центральное место в Европейском искусстве эпохи Возрождения. Италия также доминировала в европейской художественной жизни в XVI и XVII веках, будучи колыбелью стиля барокко. В XVIII веке в стране произошёл культурный спад, и она начала терять роль локомотива духовной жизни Европы, уступив её Франции. Тем не менее в середине XIX века страна вернулась на международную арену с такими художественными течениями, как маккьяйоли, футуризм, метафизическая живопись, новеченто, арте повера, трансавангард. Итальянское искусство на протяжении истории повлияло на несколько основных культурных движений и родило плеяду великих художников, архитекторов и скульпторов.
Сегодня Италия занимает важное место на международной арт-сцене, с несколькими крупными художественными галереями, музеями и выставками. Главными художественными центрами в стране являются её столица, Рим, а также Флоренция, Венеция, Милан, Неаполь, Турин и другие города.

## Древний период
Древняя Италия не имела единой этнической или культурной общности. Её населяла мозаика различных племен со своими традициями, обычаями, языками. Земли «варваров» (галлов, германцев) простирались к северу от реки По, южная же часть полуострова была частью Великой Греции. Этрусская культура, пусть и испытавшая влияние греческой, была единственной автохтонной культурой. Собственно древнеримская культура основывается на древнегреческой культуре, смешавшись с этрусской и обновив её, а также почерпнув элементы искусства «варваров».

### Великая Греция

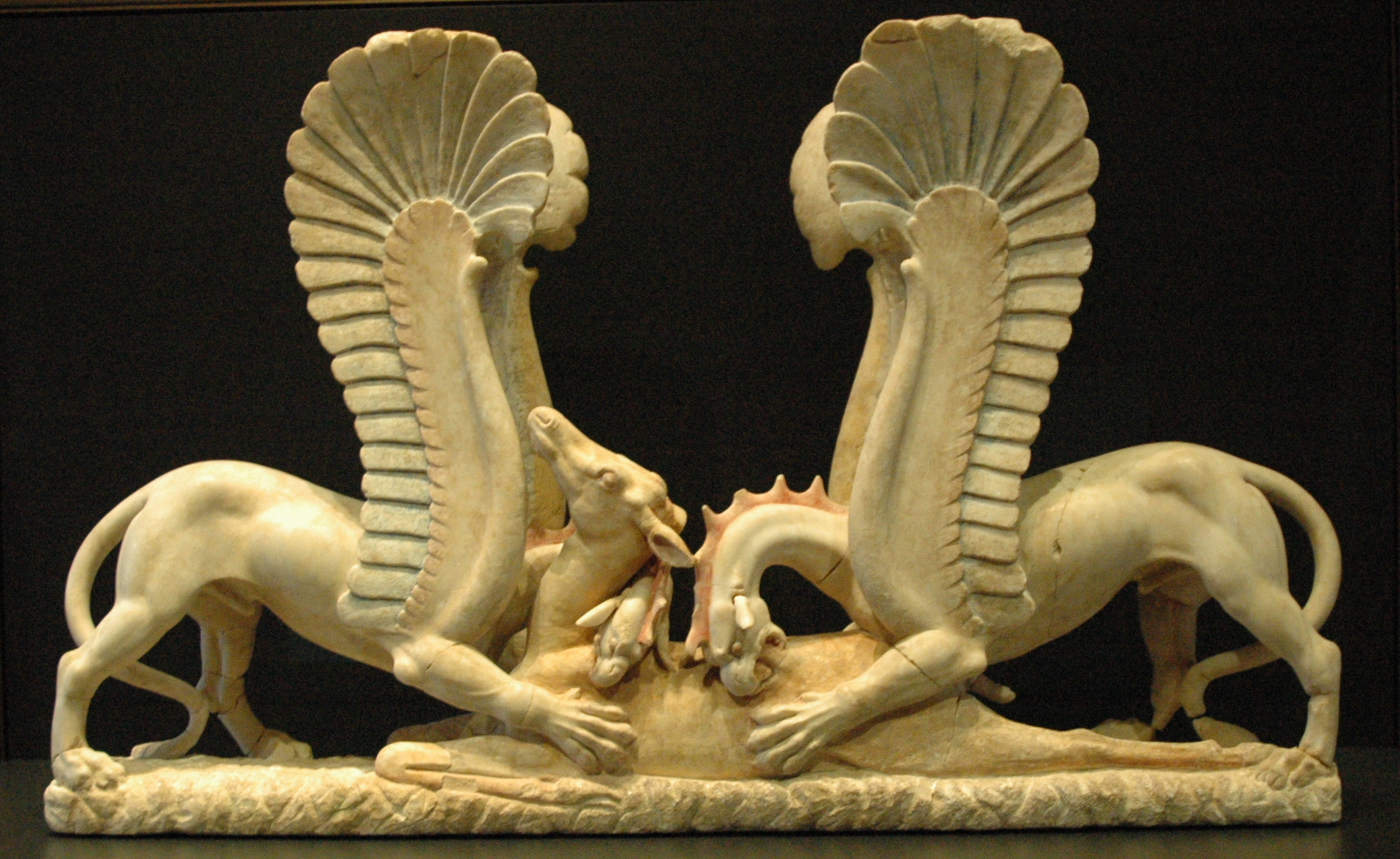
Подножие столика, 325—300 годы до н. э., Южная Италия

Итальянские области, тесно связанные с греческой классикой, — южные регионы и остров Сицилия. Греческая колонизация, начавшаяся в VIII веке до н. э., создала культуру древних городов Калабрии (Таранто, Локри, Сибарис, Кротоне, Реджо и проч.) и Сицилии (Сиракузы, Агридженто, Сегеста, Джела и проч.). Здания в Пестуме, Селинунте, Агридженто — важнейшие из сохранившихся храмов греческого мира.
Слабые пережитки древнейшего периода, которые проявлялись в некоторых особенностях ритуала или вкусов, почти не имели значения для художественной культуры Великой Греции. Единственные отличительные черты местной культуры: некоторая неправильность в орнаментальных композициях, смешение мотивов, так как архитекторы и скульпторы, работавшие здесь, происходили из различных регионов со своими художественными школами. Отсюда: излишества в декоративных украшениях, часто выполненных в полихромной терракоте, мягкость архитектурной и скульптурной моделировки, часто связанная с использованием податливых пористых желтоватых туфов.

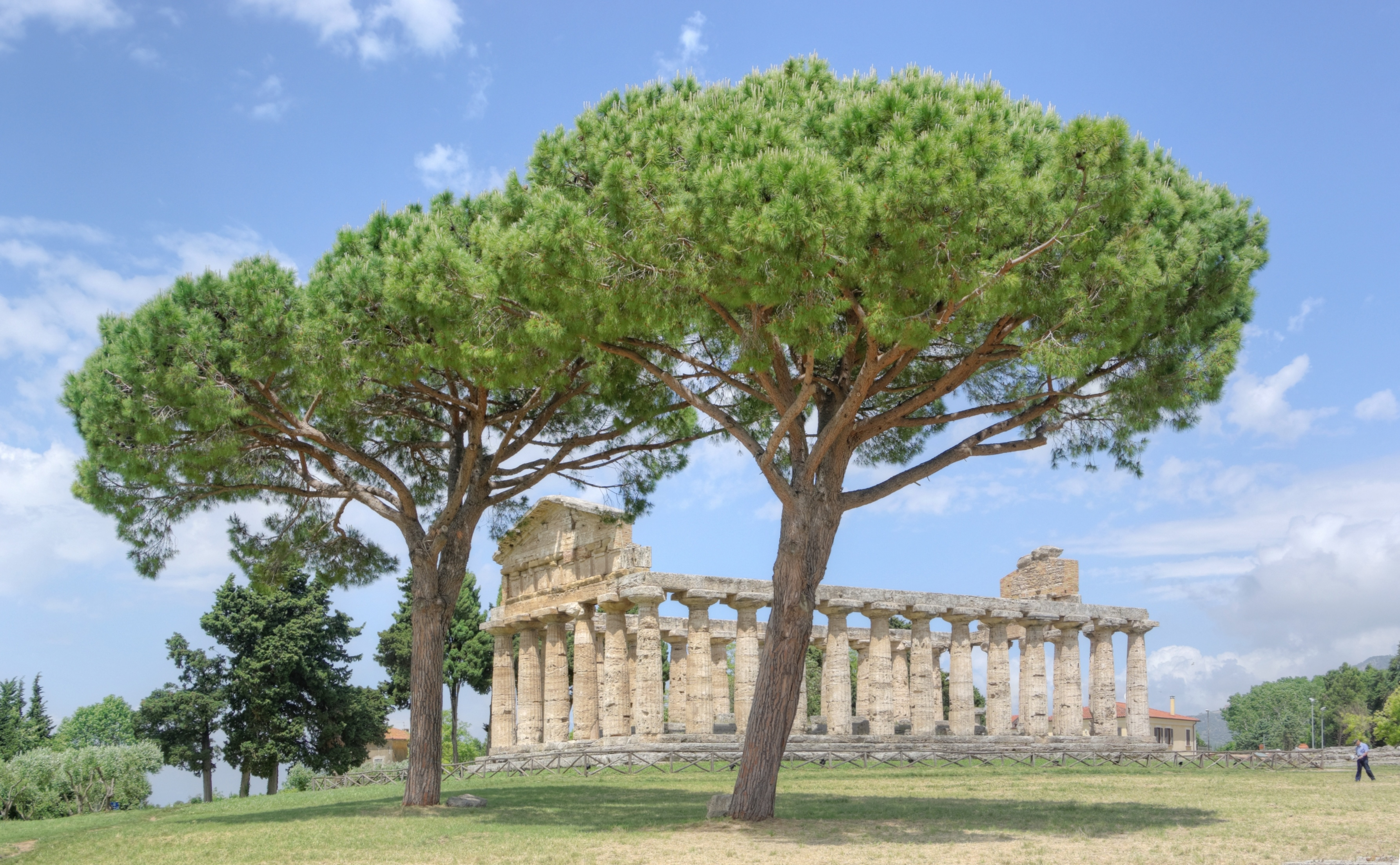
Пестум
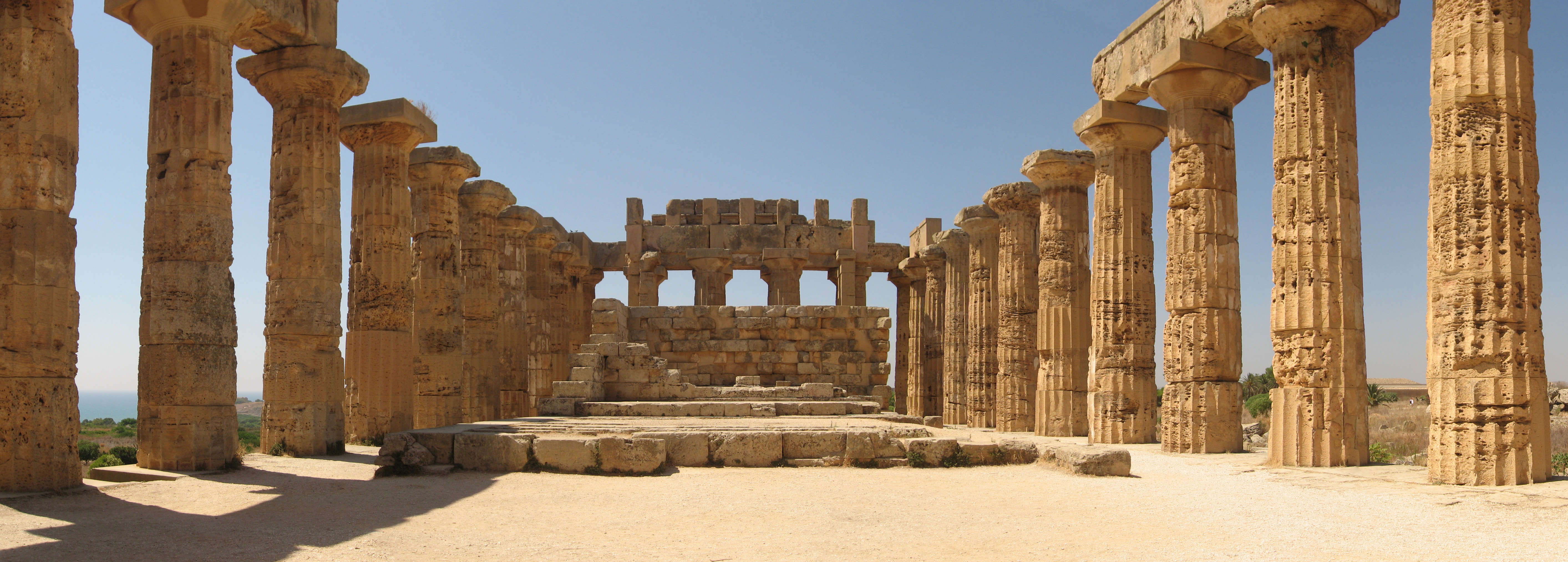
Селинунт
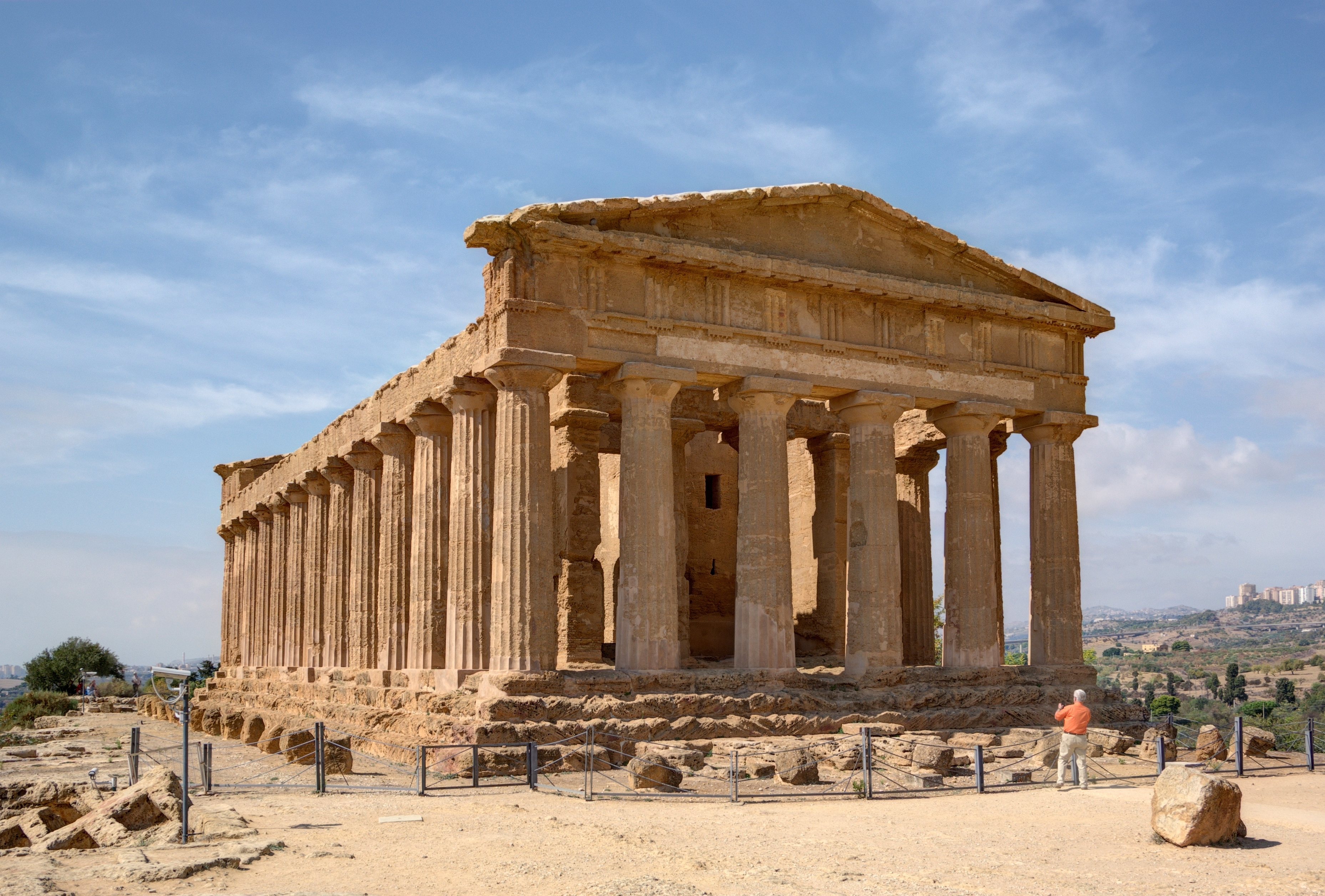
Агридженто

### Этрусское искусство
Первые памятники культуры этрусков относятся к концу IX — началу VIII в. до н. э. Цикл развития этрусской цивилизации завершается ко II в. до н. э. Рим находился под её влиянием до I в. до н. э.
Этрусская цивилизация носила преимущественно городской характер, она испытывала значительное, хотя и внешнее, влияние греческого искусства. Культура этрусков имела чрезвычайно натуралистический характер, никогда не утрачивая своей связи с повседневной жизнью.

## Древнеримское искусство

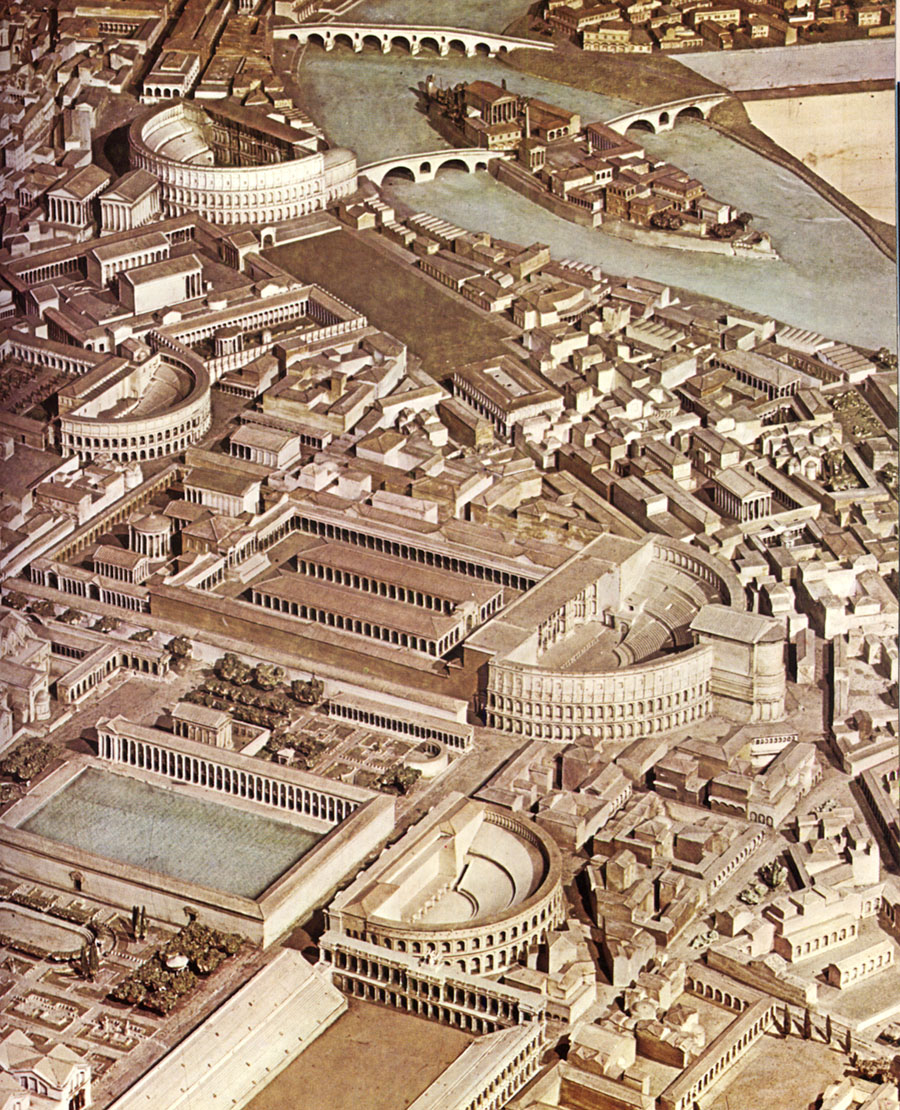
Рим времён императора Константина

Римляне, отличавшиеся большим практическим смыслом в решении задач материальной жизни, умевшие создать у себя стройный склад гражданственности, утвердить свою военную силу и широко распространить своё политическое могущество, были лишь в слабой степени одарены способностью к художественному творчеству, как и вообще к творчеству в области духовных интересов. Никогда не чувствуя настоящей, внутренней потребности в искусстве, они вначале смотрели на него, как на расслабляющую роскошь, и если обращались к нему, то единственно в видах реальной пользы, причём довольствовались заимствованиями от этрусков.
Потом, когда победы над другими народами доставили римлянам богатство и развили в них национальную гордость, особенно после завоевания Греции, сблизившего их с высокой цивилизацией этой страны и наводнившего город квиритов вывезенными из неё художественными произведениями, искусство стало пользоваться в Риме почётом, но всё-таки не как нечто существенно необходимое, а как средство придавать внешний блеск общественному и частному быту, возвеличивать виновников отечественной славы, льстить народному самолюбию. Государственные люди и богачи стали покровительствовать искусству и привлекать в Рим художников из обедневших и опустевших городов Эллады; эти приезжие артисты работали, стараясь удовлетворить вкус своих заказчиков, и под их руководством образовывались туземные мастера.
Таким образом, к концу республиканского режима, сложилось особое римское искусство, представляющее смесь этрусских элементов с греческими, но, несмотря на это, имеющее своеобразный характер. Главная отличительная черта этого искусства — стремление к роскоши, колоссальности и эффектной декоративности.

## Раннехристианское искусство
Раннехристианское искусство охватывает период от возникновения христианства и признания христианства государственной религией Константином I Великим в Римской империи (в 313 году) до формирования византийского искусства в VI—VII веках.
Поскольку раннее христианство являлось религией бедных слоёв населения, отсутствие раннехристианских культурных памятников можно объяснить и отсутствием меценатов. Кроме того, поначалу христиан интенсивно преследовали, поэтому создавать какие-либо памятники архитектуры и искусства христианские общины не могли.
Раннехристианские художники использовали традиции античности и эллинистического искусства: это римская скульптура, рельефы и саркофаги, искусство росписи и мозаики, фаюмский портрет. Пока не сложился собственный стиль у христиан, они использовали старые формы языческого искусства Римской империи.
Ранние христиане адаптировали римские мотивы и дали новый смысл многим языческим символам. Среди тем раннехристианских творцов, заимствованных у римлян, были: павлин, виноградные лозы, и образ «доброго пастыря». Ранние христиане также разработали свои собственные символы, например, такие как рыба (Ихтис).
После 200 года раннехристианское искусство делится на два периода: до и после первого Никейского Собора в 325 году и период первых семи Вселенских Соборов.

### Другие центры позднеантичной культуры: Милан и Равенна

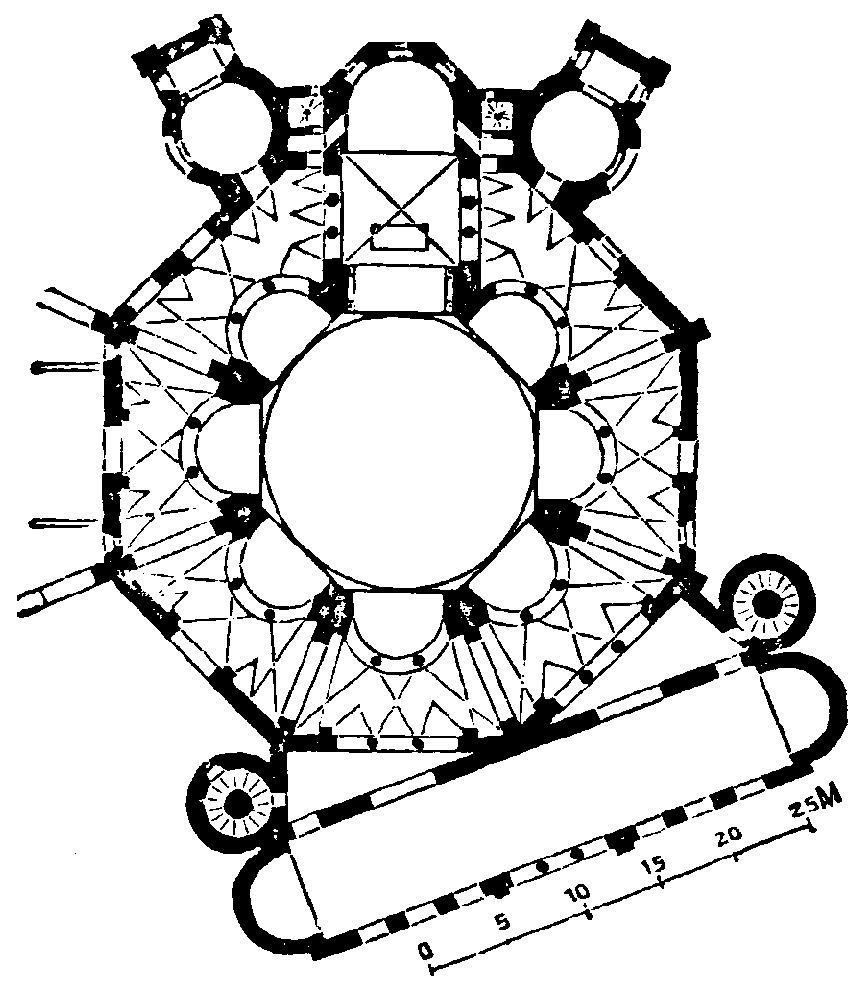
Церковь Сан-Витале, план

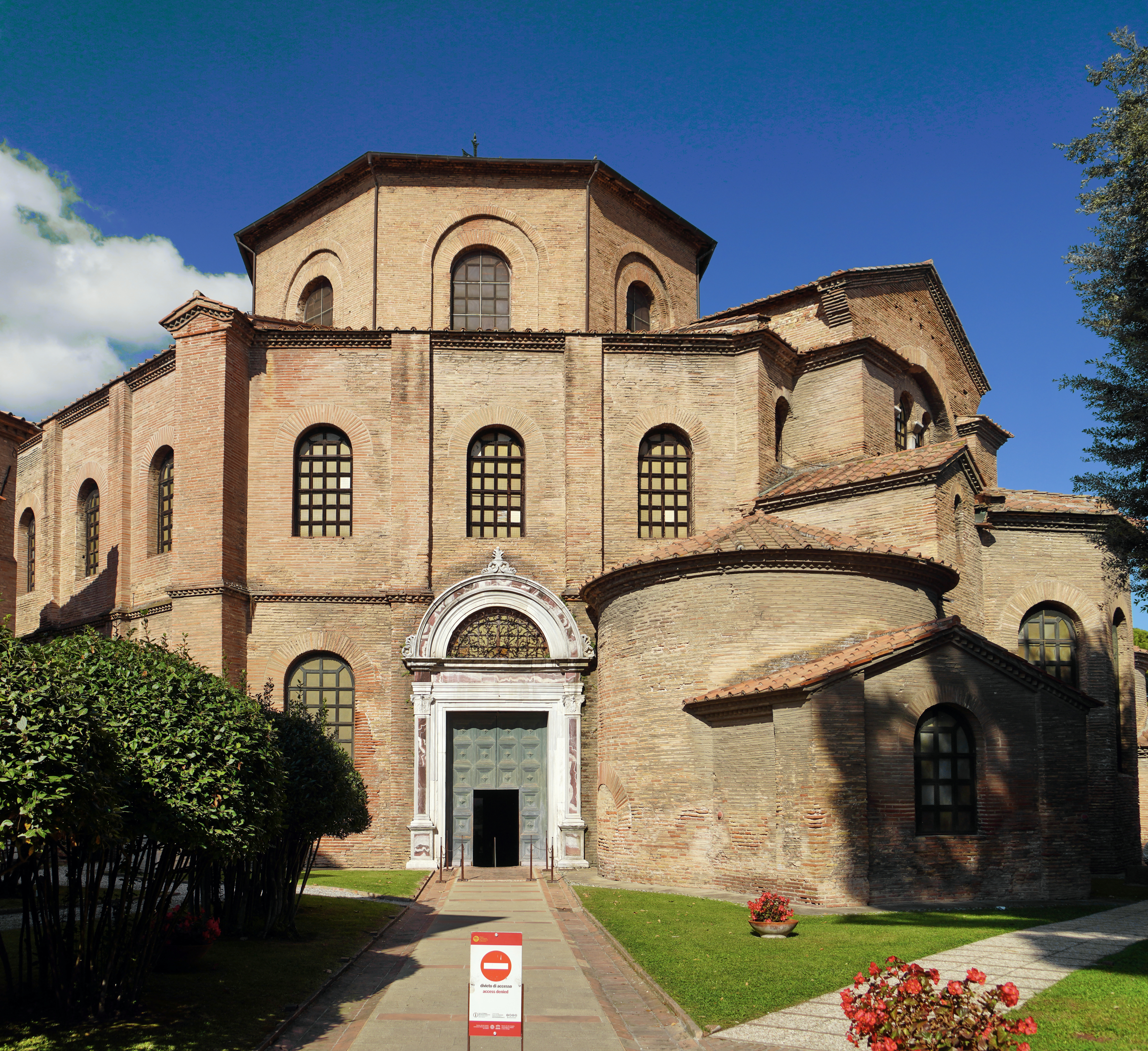
Церковь Сан-Витале

Распад древнеримской империи был длительным процессом. Распространился кризис как власти, так и кризис позднеантичных идей и культуры. Даже христианство не укрепляло далекие географические территории. Разграничение становилось всё большим с формированием Западной и Восточной империи. Западную имперскую традицию, которую лелеют в Риме, трактуют как временный упадок, а попытки восстановить былое величие на идеях христианства делают Св. Феодосий и Св. Амвросий в Милане. Милан между 379 и 402 гг. становится ненадолго столицей Западной империи. Именно в Милане строят величественную Апостольскую базилику (конец 4 в.) и церковь Сан Лоренцо Маджоре (5 в. н. э.)
Милан передал функции столицы городу Равенна, которая станет последним форпостом защиты имперских идей. Переносу столицы сюда способствовали окружающие болота и хорошо укреплённый военный порт Классе. В городе строят базилику Сан-Джованни-Эванджелиста по образцу миланской церкви Сан-Симпличиано и разрушенную позже церковь Санта Кроче. Сохранилась от Санта Кроче только крестовая в плане часовня, которую неправильно называют мавзолеем Галлы Плацидии, дочери императора Феодосия и сестры Гонория. На самом деле Галла Плацидия умерла в 450 г. в Риме и не была похоронена в Равенне. Снаружи маловыразительные, провинциальные стены «мавзолея», выстроенные из красного кирпича, компенсированы роскошным декором — мозаиками, лучшими среди сохранившихся с той эпохи. Небольшие участки мозаик достаточно привычны и в Риме, и в Милане. В «мавзолее» же они покрывают всю поверхность стен и сводов, удивляют яркими красками и отраженным светом, полным символического значения.

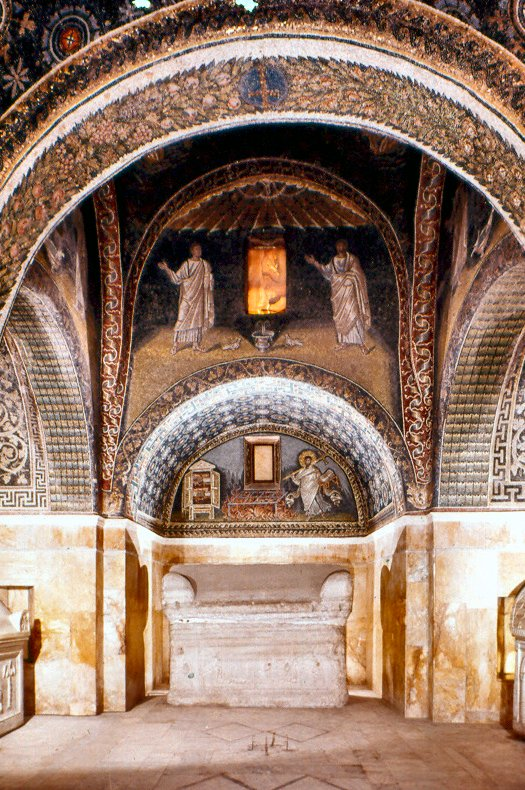
Интерьер мавзолея Галлы Плацидии
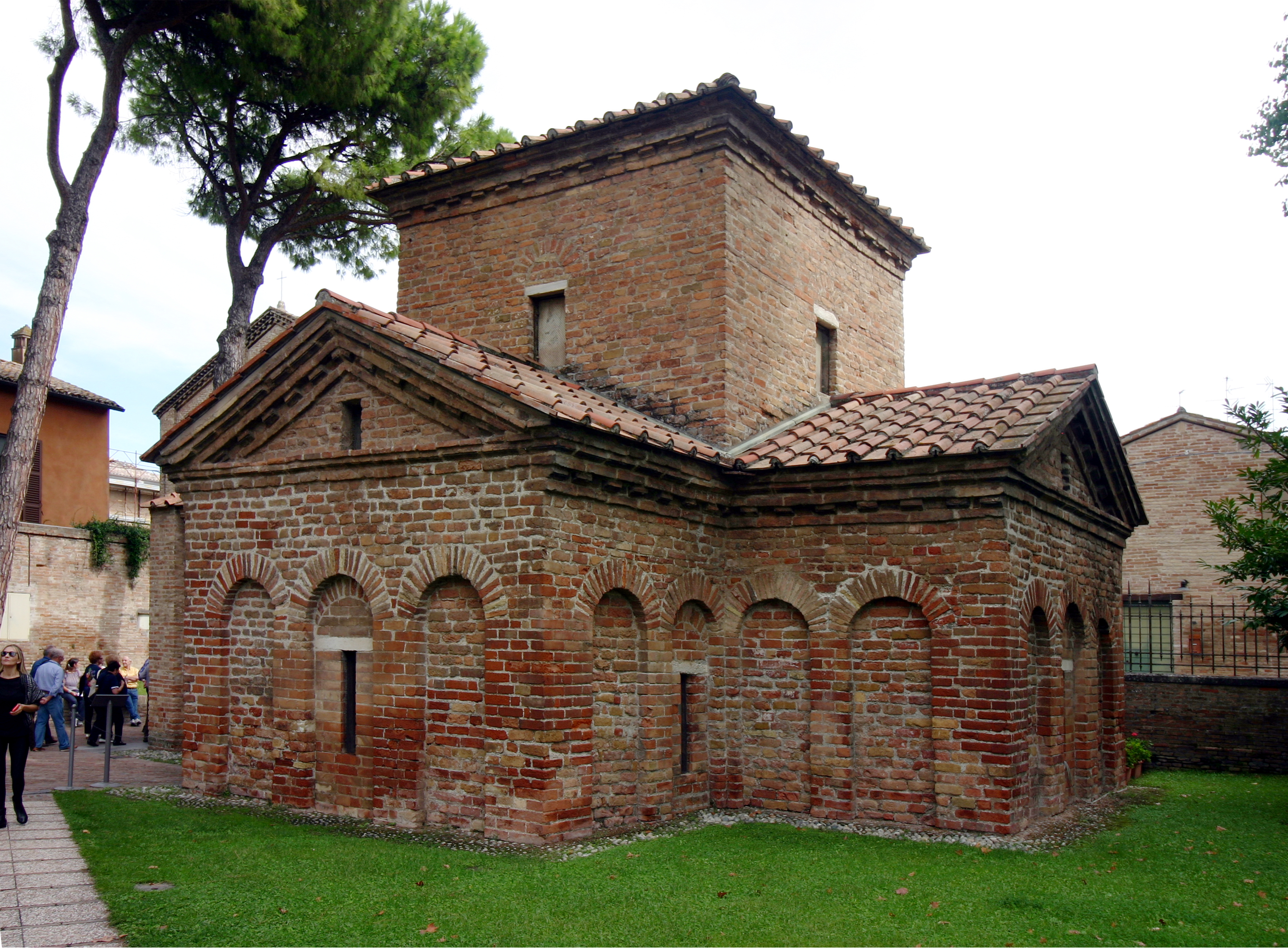
Мавзолей Галлы Плацидии, внешний вид
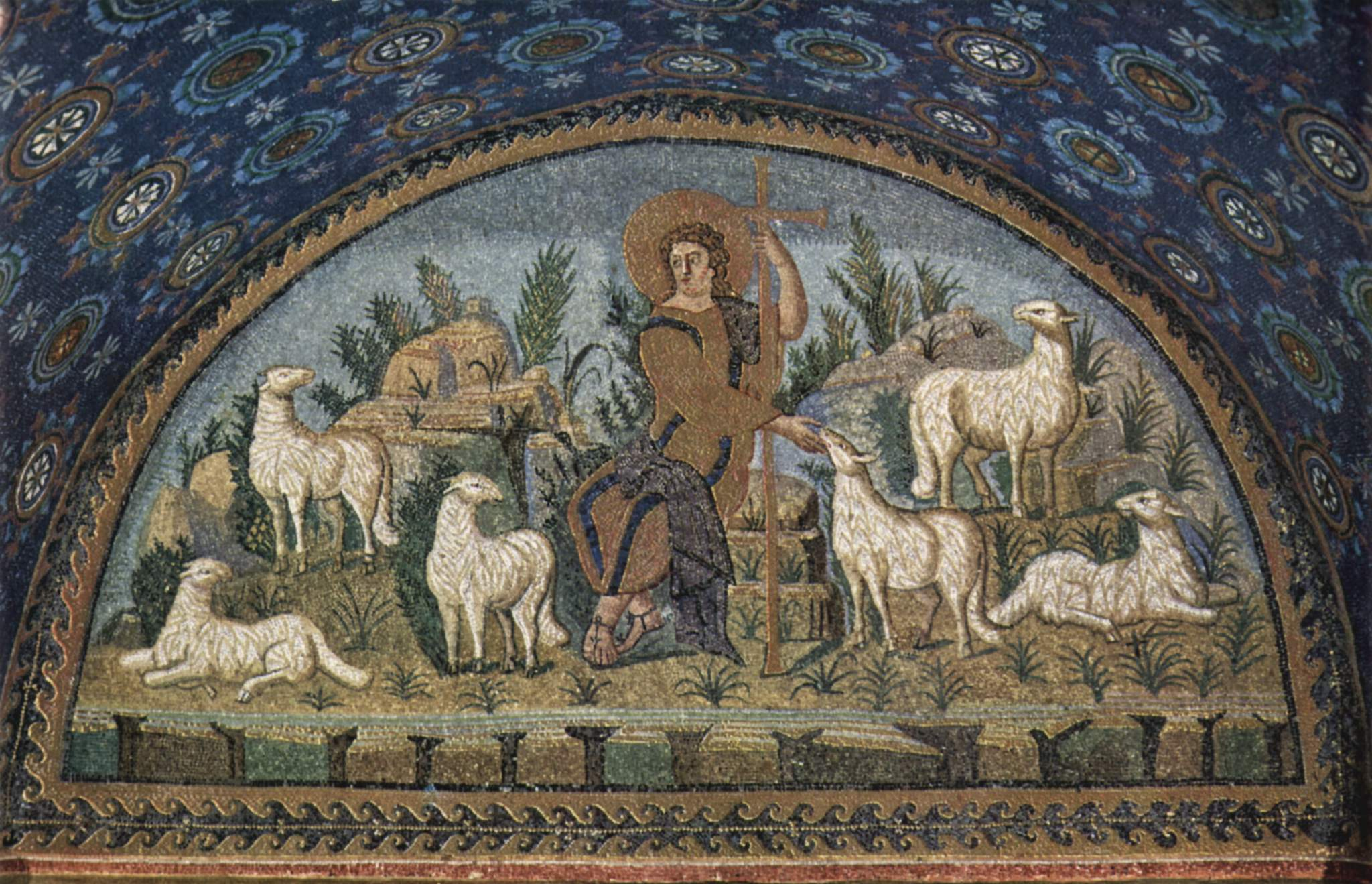
Мозаика «Добрый пастырь»
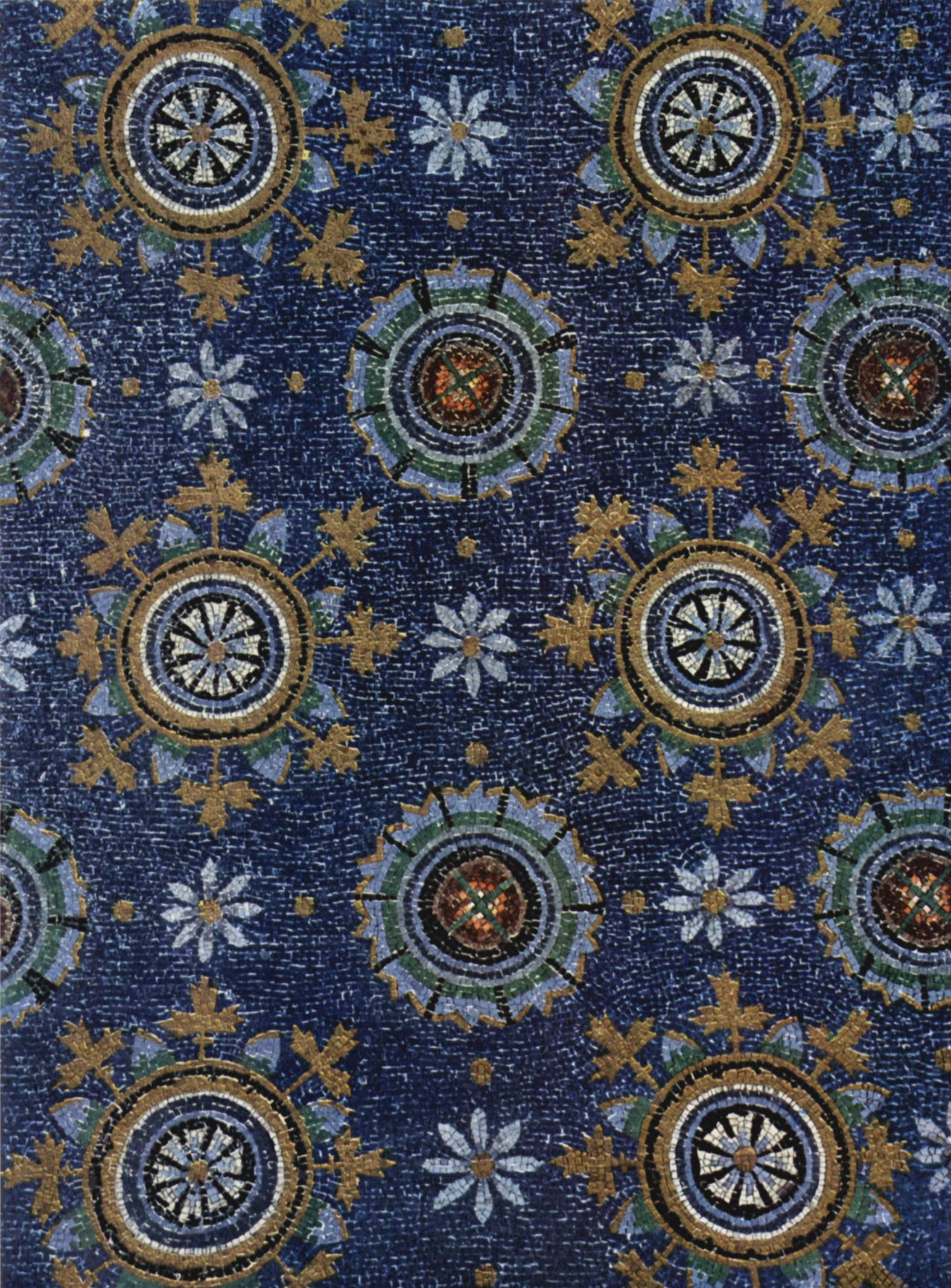
Мозаика свода мавзолея

Столичный блеск Равенны на новом этапе поддержала деятельность императора Теодориха. Теодорих (493—526) был чужаком-остготом, «варваром», которого пленил красотой и роскошью Рим, латинский мир. Поэтому он пригласил в Равенну мастеров из Рима. В Равенне выстроили кафедральный собор (ныне — Санто-Спирито), арианский баптистерий, церковь Сан-Мартино ин Чьель д’Оро и прославленную Сант-Аполлинаре-Нуово. Последняя — базилика с простыми фасадами и мозаиками в интерьере. Епископ Аньело, который был врагом еретических варваров, стал проводником культурных и идеологических воздействий Византии. Это нашло отражение в мозаиках дев и мучеников Сант-Аполлинаре-Нуово, схожих с образцами придворного искусства византийцев. Ещё больше византийского в церкви Сан-Витале (освящена в 547 году), потому что византийский чиновник Юлиан Аргентарий (императорский казначей и наместник) настоял на постройке по образцу церкви Св. Сергия и Вакха в Константинополе. На мозаиках апсиды — Христос на земной сфере в окружении ангелов-воинов, святого Витале и епископа Экклезия. Здесь и две мозаики с императором Юстинианом и Феодорой. Суровые лица земных богов, одежды, шокирующие невиданной роскошью и жемчугом — олицетворение божьей по происхождению власти и сверхчеловеческого величия. Императорская чета в окружении многочисленных царедворцев несут хлеб и вино для причастия. Аналогов этим мозаикам в настоящее время просто не существует.

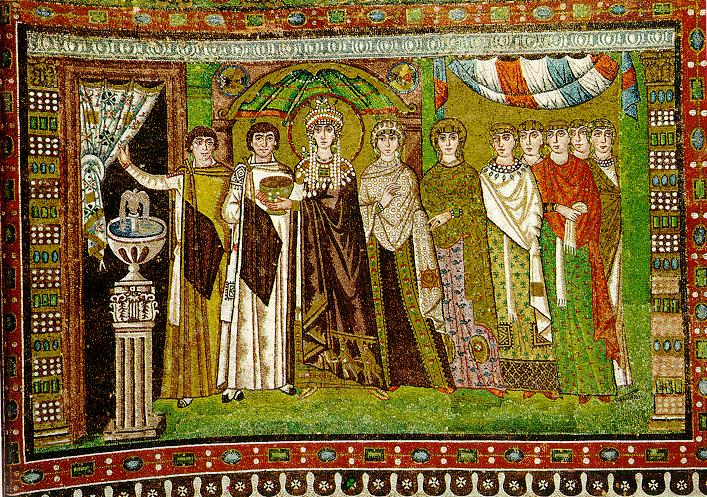
Императрица Феодора, мозаика в Сан-Витале

## Романская эпоха в Италии

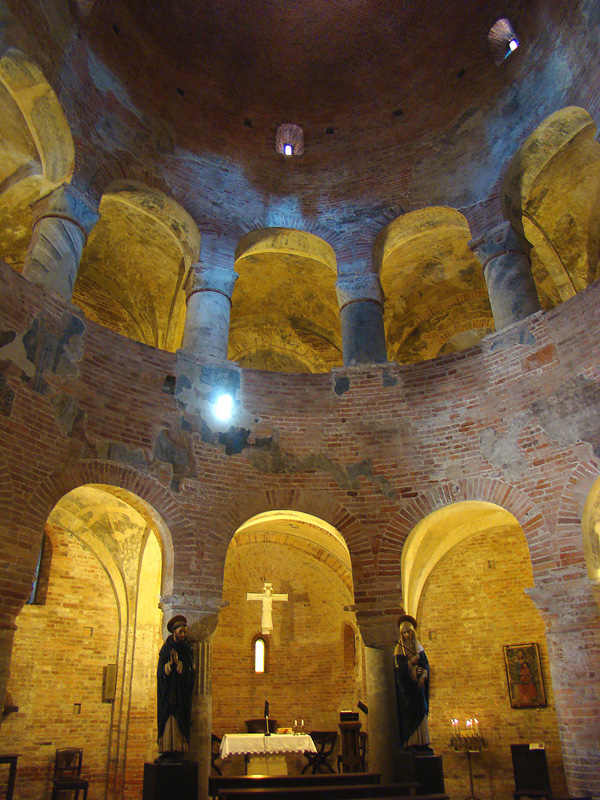
Мантуя. Ротонда Сан-Лоренцо, XI век, романский стиль

Романский стиль (от лат. romanus — римский) — художественный стиль, господствовавший в Европе (преимущественно западной) в X—XII вв. (в некоторых местах — и в XIII в.), один из важнейших этапов развития средневекового европейского искусства. Наиболее полно обнаружил себя в архитектуре. Термин «романский стиль» ввёл в нач. XIX в. Арсисс де Комон, который установил связь архитектуры XI—XII вв. с древнеримской и которая предшествовала готической. Романский стиль в Италии, несмотря на название «римский», имел региональные различия.
Ведущие позиции заняла архитектура — деревянная и каменная. Деревянная до наших дней практически не сохранилась, поэтому представление о художественных особенностях времени получают от исследования каменных сооружений — замков, церквей, соборов, монастырей. Монастырь романской эпохи некоторое время преобладал, потому что именно монастырское духовенство было главным заказчиком, в руках которого оказались большие средства, а монахи выступают образованными знатоками строительного дела и архитекторами.
В условиях феодальной раздробленности использовали только местный камень. Это удешевляло строительство, не требовало значительных перевозок — из-за отсутствия дорог с твердым покрытием. Кроме того, перевозки не сталкивались с многочисленными таможнями.
Романская архитектура была тяжёлая, прочная, с простыми геометрическими объёмами, с малым количеством декора или скульптур, которые увеличиваются лишь со временем.
Не существовало стандартных размеров каменных глыб, колонн, капителей. Каждую капитель делал отдельный ремесленник, приблизительно зная размеры и детали, — в результате существовал произвол художника (художественная свобода). Поэтому каждое из творений того времени — отдельное, уникальное произведение искусства.

### Культурные особенности романской эпохи
В романскую эпоху вызрели и значительные культурные особенности.
Распространяется латынь, которая становится базой для создания национальных языков, которые получат позже название «романские языки». Латинский становится языком межнационального общения и языком тогдашнего образования. Западная Европа переняла университет как учреждение образования — богословского, юридического, медицинского и т. д. Возникают первые западноевропейские университеты (Болонский — в 1055 г., Оксфордский — 1163 г., Парижский (Сорбонна) — в 1180 г., Кембриджский — в 1209 г., Падуанский — в 1228 г.). Это заложило значительные культурные различия с Византией и, впоследствии, с восточнославянским миром.
В мусульманских странах языком образования и межнационального общения станет арабский язык.
В 11 — 12 веках ещё не прошло осознание Западной Европы как отдельного сообщества стран и народов, но уже прошло глубокое размежевание между Западом и Востоком (Западом — и Византией и славянским миром, Западом и мусульманским миром). Дошло до настоящего идейного и военного противостояния. Франки и латиняне становятся олицетворением народов западного мира вообще (хотя остаются настоящим конгломератом разных народов), тогда как византийцы (греки, армяне и славяне восточного вероисповедания) не считаются уже настоящими христианами. Их считают на Западе нечто средним между христианами и сарацинами, еретиками, ненамного менее опасными, чем турки. Эти идейные установки достигли высшего развития и выплеснулись во взаимных анафемах и расколе христианства на православие и католицизм в 1054 году, в крестовых походах на Византию и мусульманский мир, в военном захвате крестоносцами Константинополя и создании там Латинской империи (1204—1261 гг.), в экспансии на европейский восток и окатоличивании Польши, Прибалтики, попытках сделать католическими Иерусалим и Палестину, в испанской Реконкисте.
Коренным образом изменилось отношение к труду. Он воспринимается как путь для совершенствования, воспитания, путь к спасению души. Работа перестала быть непрестижной, недостойной для гражданина (как у римлян), а богатство и стремление к нему не воспринимаются грехом. Труд — одна из главных добродетелей на Западе.
Появляются прогрессивные технологии. Бог создал природные материалы, которые человек способен усовершенствовать, берущие на себя долю божьего духа. Отсюда стремление изучать материалы и улучшать их постоянно. Техника ещё примитивная, но в Европе она постоянно усложняется. Способствуют этому и постоянные войны, и усовершенствование оружия.

### Романская архитектура Италии

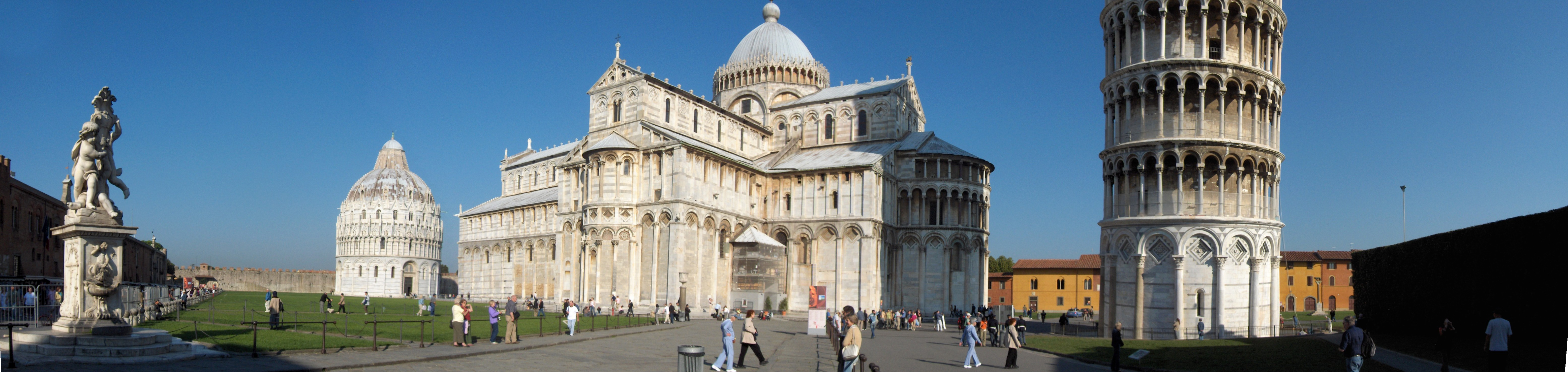
Средневековая площадь Чудес в городе Пиза

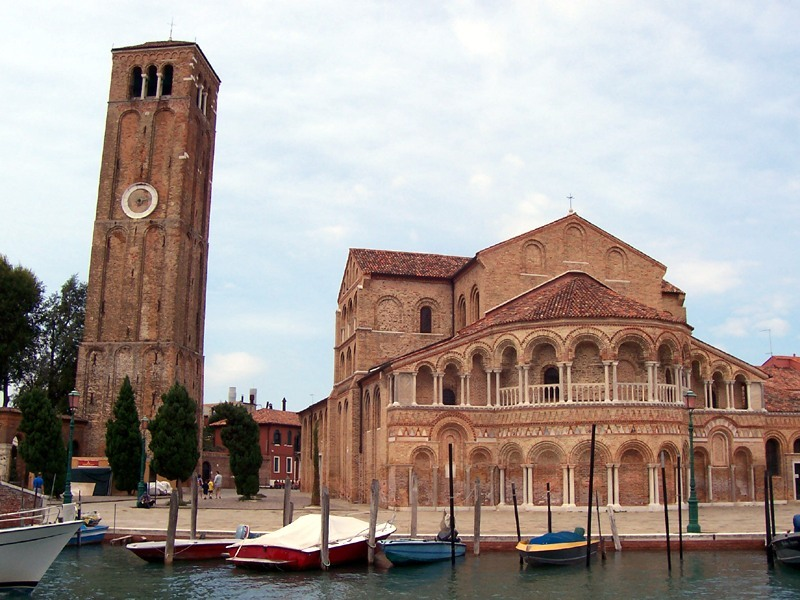
Остров Мурано, собор Санти-Мария э Донато

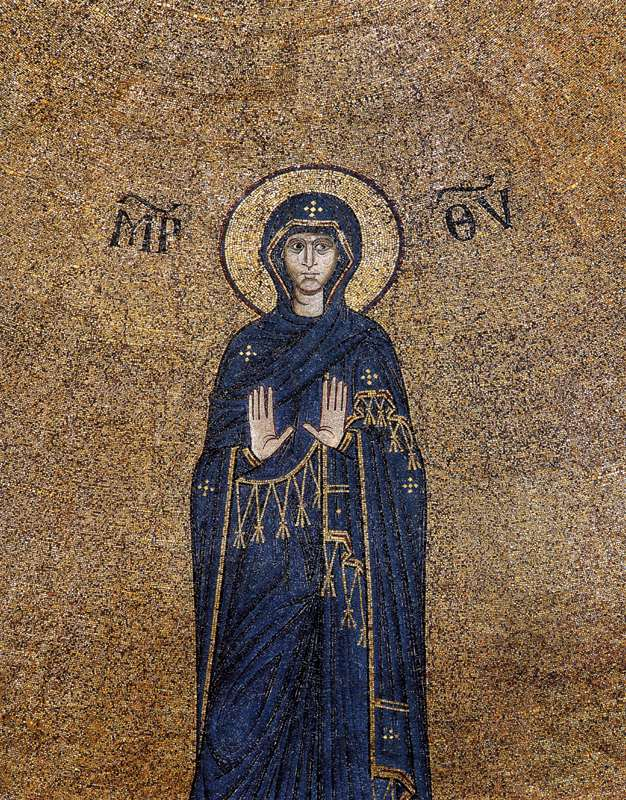
Богородица в соборе Санти-Мария э Донато

Создание романского собора было технически сложным, потому что главный неф был шире боковых и выше них. В разных романских центрах проблемы сводов и освещения решали по-разному. Крыши на деревянных стропилах были легче каменных, не требовали толстых стен, под ними создавали ряд окон, что экономило стройматериалы и давало достаточное освещение центральному нефу. Именно так строят большинство сакральных сооружений в Италии, в Саксонии и Чехии, во французской Нормандии. В 11—12 в. возрождаются стенопись и монументальная скульптура, что находились в упадке. Романская архитектура Италии не имела единого художественного центра, формировалась в условиях уединённости земель, в условиях подражания античным образцам, традициям, технике и значительном влиянии светских тенденций. Среди её значимых центров — Сицилия и Палермо, Пиза, Ломбардия, Милан, Венеция. Художественная школа в Риме сформируется веками позже и расцветет в 15−16 веках.
Пиза пережила короткий, но блестящий период подъёма в 10-12 веках. Её подъём был обусловлен морской торговлей с Константинополем и мусульманскими странами. Энтузиазм от победы над сарацинами в 1063 г. побудил увековечить событие созданием нового религиозного центра. Его особенности — расположение не в центре города, а на окраине, на площади Чудес, рядом с путями на Лукку и порт. Новый комплекс сооружений имел и символическое значение — путь человека от рождения, крестин, жизнь и смерть. Отсюда — баптистерий, собор, колокольня и кладбище под крышей. Баптистерий (по тогдашним требованиям ритуала) строили отдельно от храма, неофиты входили в храм лишь после крестин. Чрезвычайно эффектно были использованы аркады. Они и декорируют стены снаружи, и визуально облегчают их, особенно баптистерий и цилиндрическую колокольню. Падающая башня Пизанской колокольни станет одной из визитных карточек страны.
Значимым центром романской стилистики была Венеция. Тесные связи с Византией способствовали значительным культурным заимствованиям, но не сдерживали зависти, конкурентной борьбы и даже агрессии. Заимствования приветствовались, но местные культурные задачи решались отдельно и специфично для Венеции. Это хорошо отразилось в создании собора Св. Марка (строительство в 1063—1085 гг., достройки и декор — в 13, 14, 15, 17 ст.). В его основе — византийская схема, которую окончательно скрыли достройки и поздний декор. В начале 13 в. после ограбления Константинополя, фасад храма украсили как вывезенными колоннами, так и бронзовыми, античными фигурами лошадей. Спиритуализм, византийские каноны были отброшены ради торжества, декоративности, нескрываемой демонстрации военных трофеев.

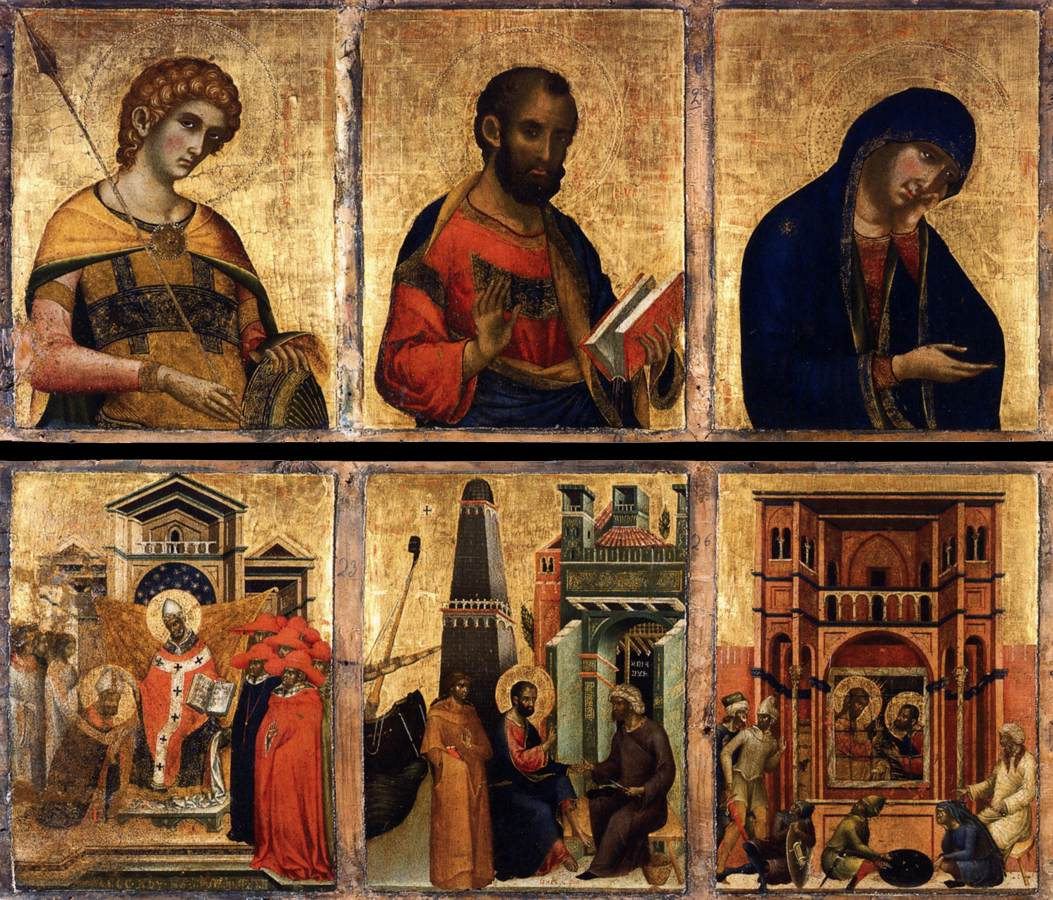
Худ. Паоло Венециано. Части полиптиха, Музей Марчиано, Венеция

Больше романского, тяжелого и упрощенного — в соборах на острове Торчелло (1008 год) и в Каорли, в соборе острова Мурано (12 в.). Заимствование византийских схем более характерно для венецианских мозаик.
Мощный толчок к развитию получила и венецианская живопись. В основе — византийская иконопись и её каноны. Но у венецианцев культивируют торжественность, достаточно свободное отношение к каноническим требованиям и яркие краски. Венецианские иконы и похожи, и не похожи на византийские даже на ранних этапах. Фон может быть золотым и чёрным, на нём может быть фантазийная архитектура со знаковым изображением даже прославленного Маяка в Александрии Египетской (у Паоло Венециано). Венецианская живопись долго борется в пределах старых византийских схем и новейших требований, пока не взорвется оригинальностью композиций и деталей у таких мастеров, как Марко Базаити, Чима да Конельяно, Витторе Карпаччо, Джованни Беллини, ранних Джорджоне, Лоренцо Лотто и Тициан, Паоло Веронезе и Тинторетто, которые станут высшим достижением венецианской школы.

## Проторенессанс

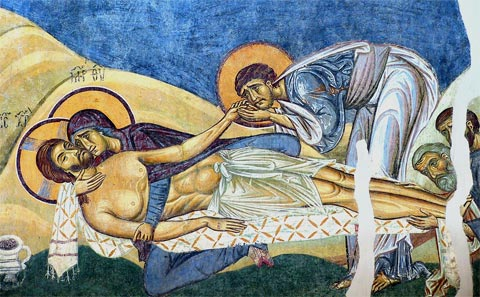
Монастырь Святого Пантелеимона в Нерези (возле Скопье). Византийская фреска «Оплакивание Христа», 1164 год

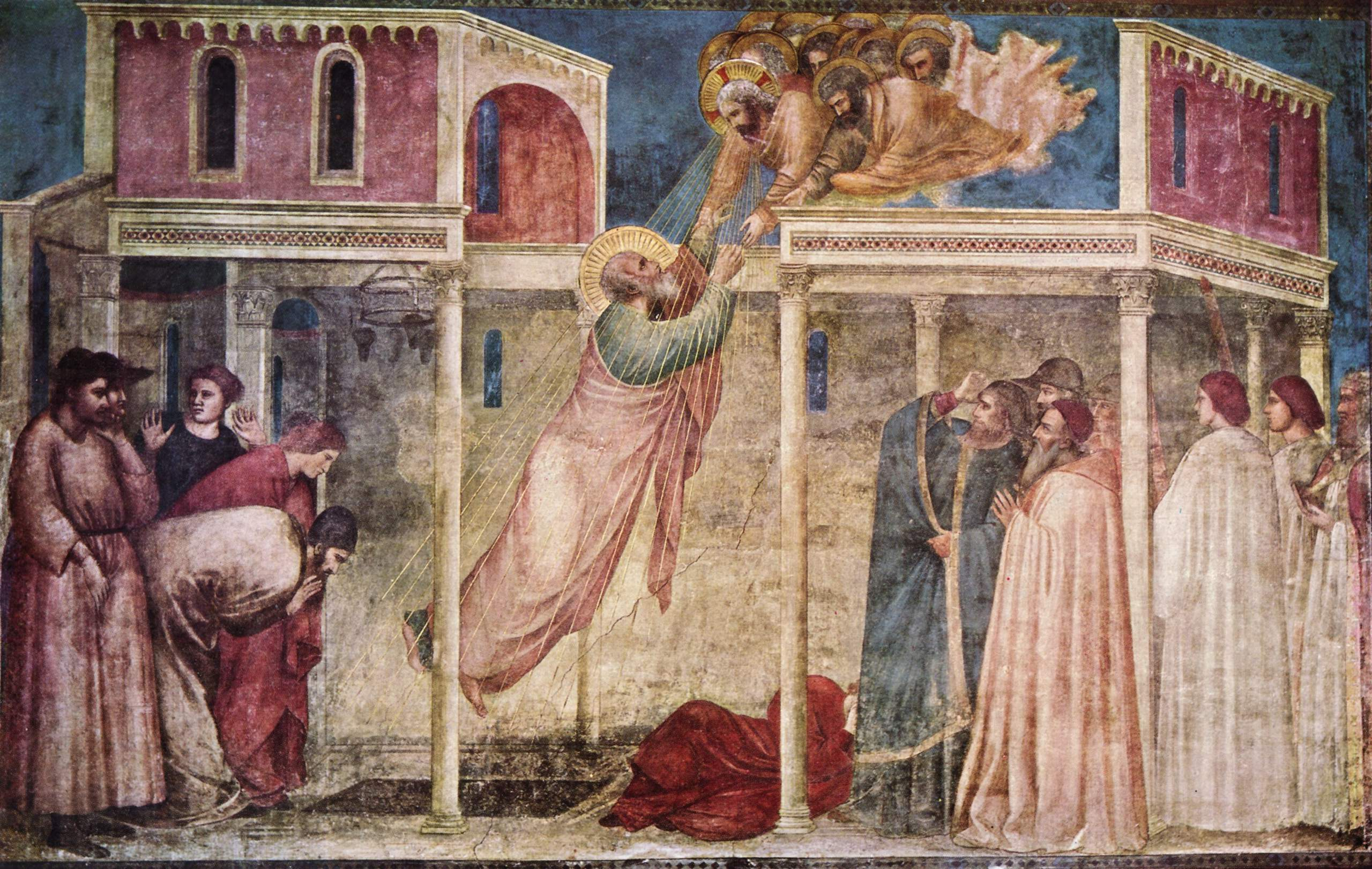
Джотто. Вознесение Св. Иоанна Богослова, часовня Перуцци

Предвозрождение (или проторенессанс) — важный этап развития итальянской культуры и искусства, который начался в недрах позднего романского стиля и местного варианта готики. По времени — это 13-14 вв. Научный термин «проторенессанс» предложил швейцарский ученый Я. Буркхардт, который заметил новые тенденции в развитии искусства Италии ещё 11-13 веков. На этот период на Аппенинах пришлось ускорение исторического процесса, рост городов и активности их жителей, развитие ремесел и ремесленных техник, формирование коммун, успех проведённых антифеодальным реформ.
Формальные изменение и возврат подзабытых (античных или эллинистических) черт испытали скульптура, декоративное искусство, стенопись. Древнеримское достояние, античные техники и формы никогда не исчезали с горизонта итальянской культуры. Итальянская готика имеет более упорядоченный и уравновешенный характер, чем у соседних народов (сооружения Арнольфо ди Камбио). Более-менее античные черты присущи «готической» по времени итальянской скульптуре (Никколо Пизано, Якопо делла Кверча).
Живопись, начиная с 12-13 вв., начинает играть всё более значимую роль в становлении и развитии европейской художественной культуры. Западноевропейская живопись медленно отходит от статичных, застывших схем в сторону ещё робкого движения, динамики. К тому же живопись наиболее приспособлена к передаче любого сюжета или откровенно условной идеи. Византийская художественная традиция ещё сохраняет привлекательность для западноевропейских художников, но они уже сами способны предложить новые детали, новое понимание пространства и времени, новые композиции, поэтому мало считаются с жесткими канонами.
Черты исключительности и несхожести по сравнению с живописью Византии получила итальянская живопись — благодаря усилиям Джотто, Ченни ди Пепо (более известного как Чимабуэ), Пьетро Каваллини, Дуччо ди Буонинсенья. Спиритуализм византийских образцов дополняют психологизмом и эмпирическими поисками перспективы, попытками воспроизвести глубину пространства на плоскости стены (поздние стенописи Джотто). Ощутимая правдивость, достоверность и своеобразная чувственность, драматизм событий были присущи не только персонажам и сценам Джотто или Чимабуэ, но и тогдашней литературе (поэзия школы «сладкого нового стиля», Данте). Проторенессанс как явление искусства имел место только в истории Италии. Но его наставления не пропали, а нашли поддержку и творческое продолжение в деятельности новых поколений итальянских художников от Мазаччо и Паоло Уччелло до Микеланджело Буонарроти.

## Ранний ренессанс

### Скульптура

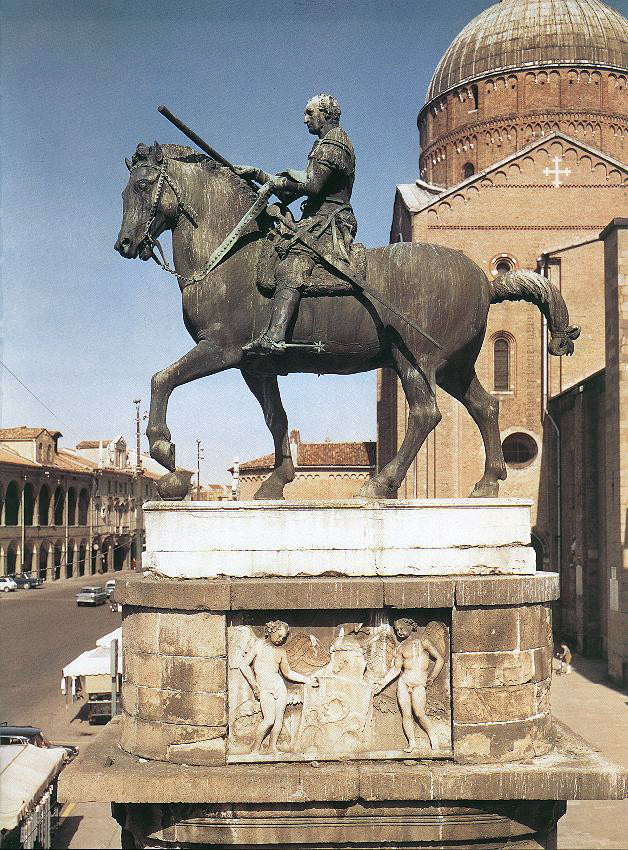
Донателло. Монумент воину Эразмо да Нарни, Падуя

В Италии эпохи раннего Возрождения развитие скульптуры опередило на некоторое время развитие других видов искусства. Скульптура начала доминировать на площадях городов и в первых образцах загородных вилл, в пышных садах, в благолепии фонтанов. Фонтаны со скульптурами приобрели такую популярность, что итальянские образцы были заимствованы в сады Англии, Франции, Чехии (Прага, фонтан в саду Королевского летнего дворца). Поэтический фонтан с небольшой скульптурой стал героем драматических спектаклей в театре, а образцы фонтанов Италии покупали и вывозили в вельможные имения даже в 19—20 веках (усадьбы в Англии, имения в США и т. п.). Касалось это и фонтанных скульптур Джованни да Болонья периода маньеризма, мастеров барокко.
Среди выдающихся скульпторов эпохи -
- Донателло (ок. 1386—1466)
- Лоренцо Гиберти (ок. 1378—1455)
- Якопо делла Кверча (1371—1438)
- Лука делла Роббиа (1400 −1481)
- Антонио Росселино (1427—1478)
- Андреа Верроккьо (1435—1488)

### Фрески
На этапе раннего Возрождения чрезвычайного распространения получили фрески. Большинство итальянских художников этого периода — именно фрескисты. Творчество некоторых из них известно только благодаря фрескам. Реформы фресковой живописи, начатые Джотто, становятся школой для поколений итальянских художников. Монастыри соревнуются в приглашении на работу известных художников. Фрески-шедевры покрывают стены как старых, ещё готических сооружений, так и новых, и в провинциях, и в художественных центрах. Фресками украшали церкви, дворцы, церковные и домашние часовни, общественно значимые сооружения, фасады и интерьеры. Сюжеты — ветхий Завет (Сотворение Адама), сцены жизни Марии и Страсти Христовы (Благовещение, Тайная вечеря, Поцелуй Иуды, Распятие, Оплакивание Христа), танец смерти или её триумф, аллегории («Аллегория мудрого правления»), мифические персонажи (Геракл), батальные сцены («Победа императора Константина над Максенцием»), фиксация событий папского двора («Основание Ватиканской библиотеки папой Сикстом IV»), значимые события мелких герцогских дворов и т. д.

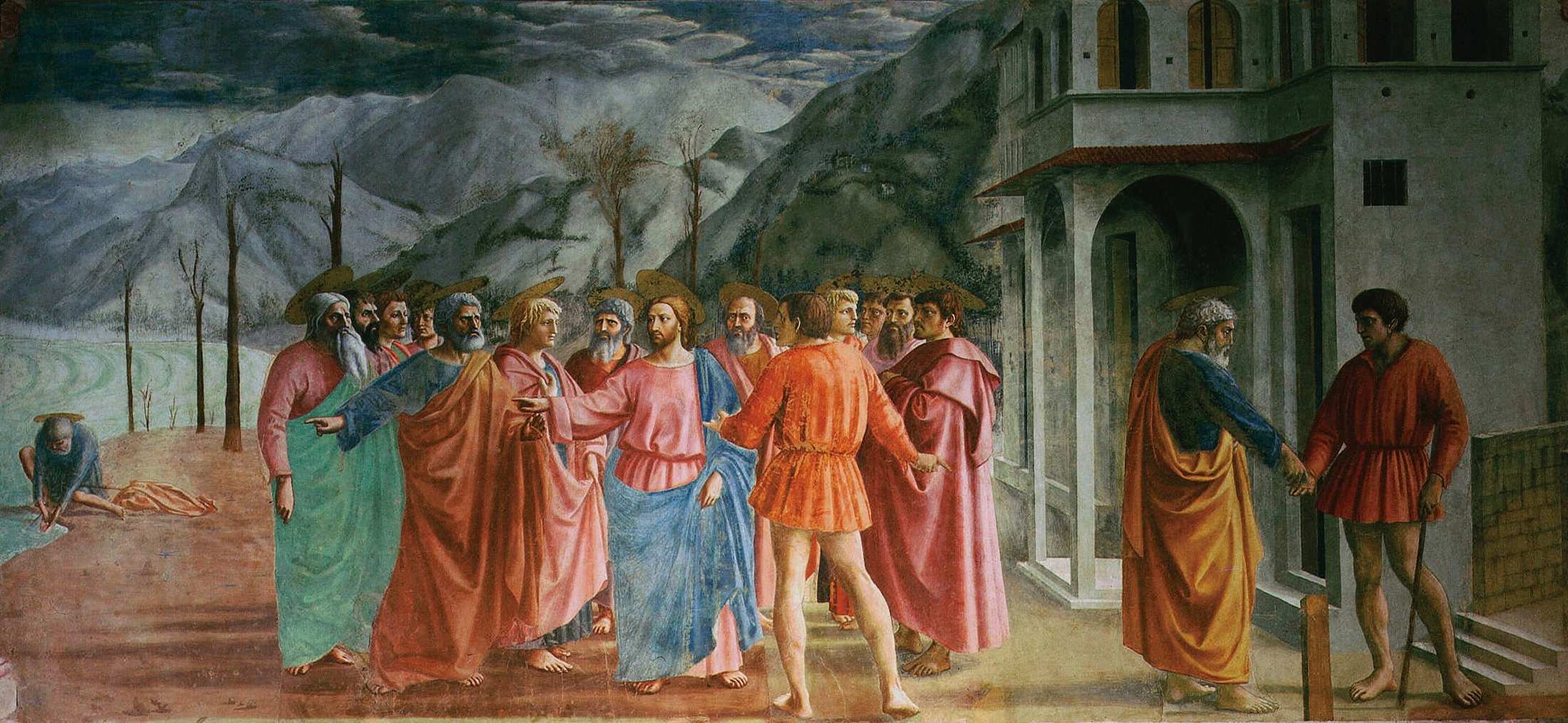
Фреска Мазаччо «Чудо с динарием»

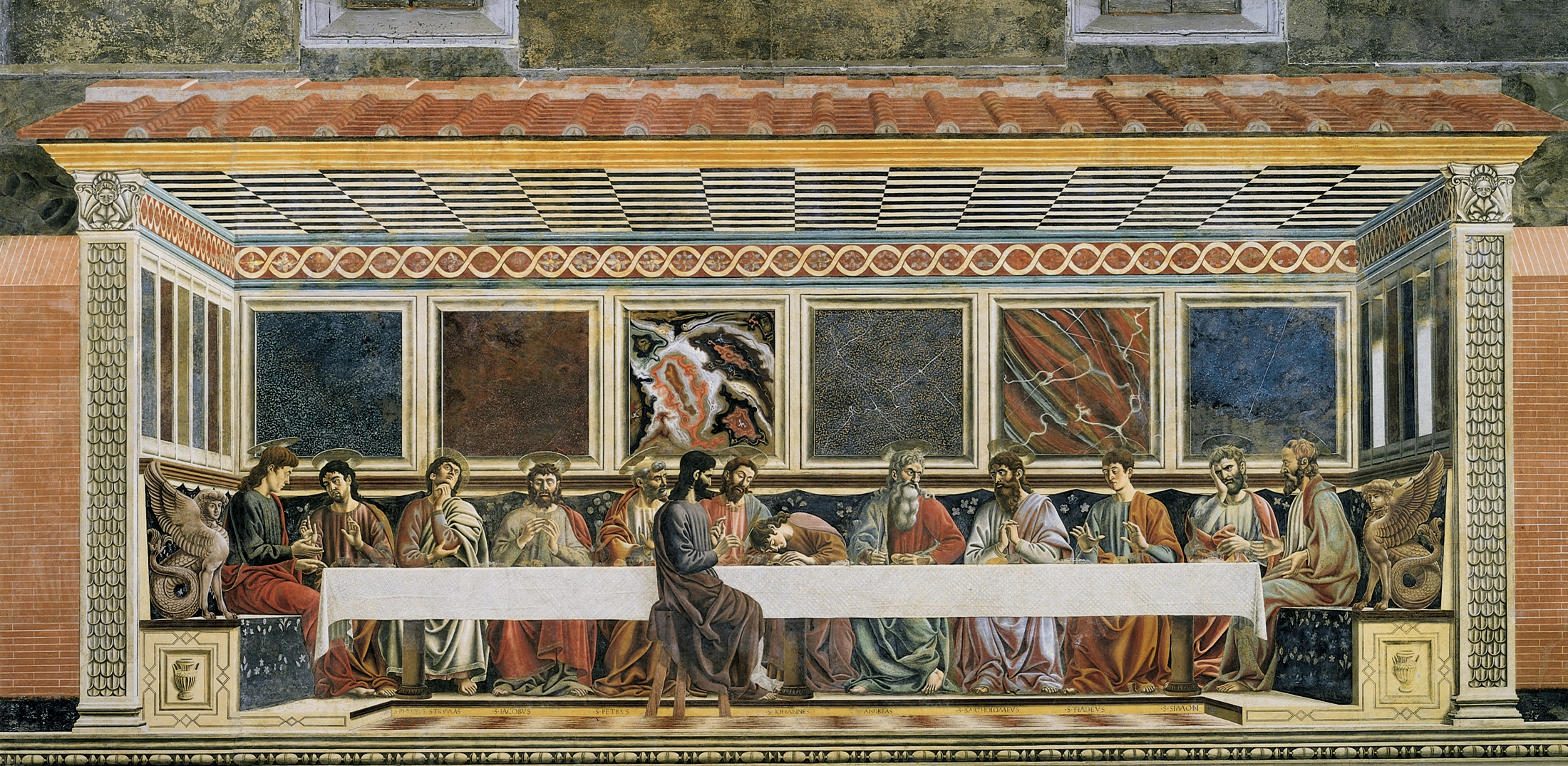
Кастаньо, «Тайная вечеря»

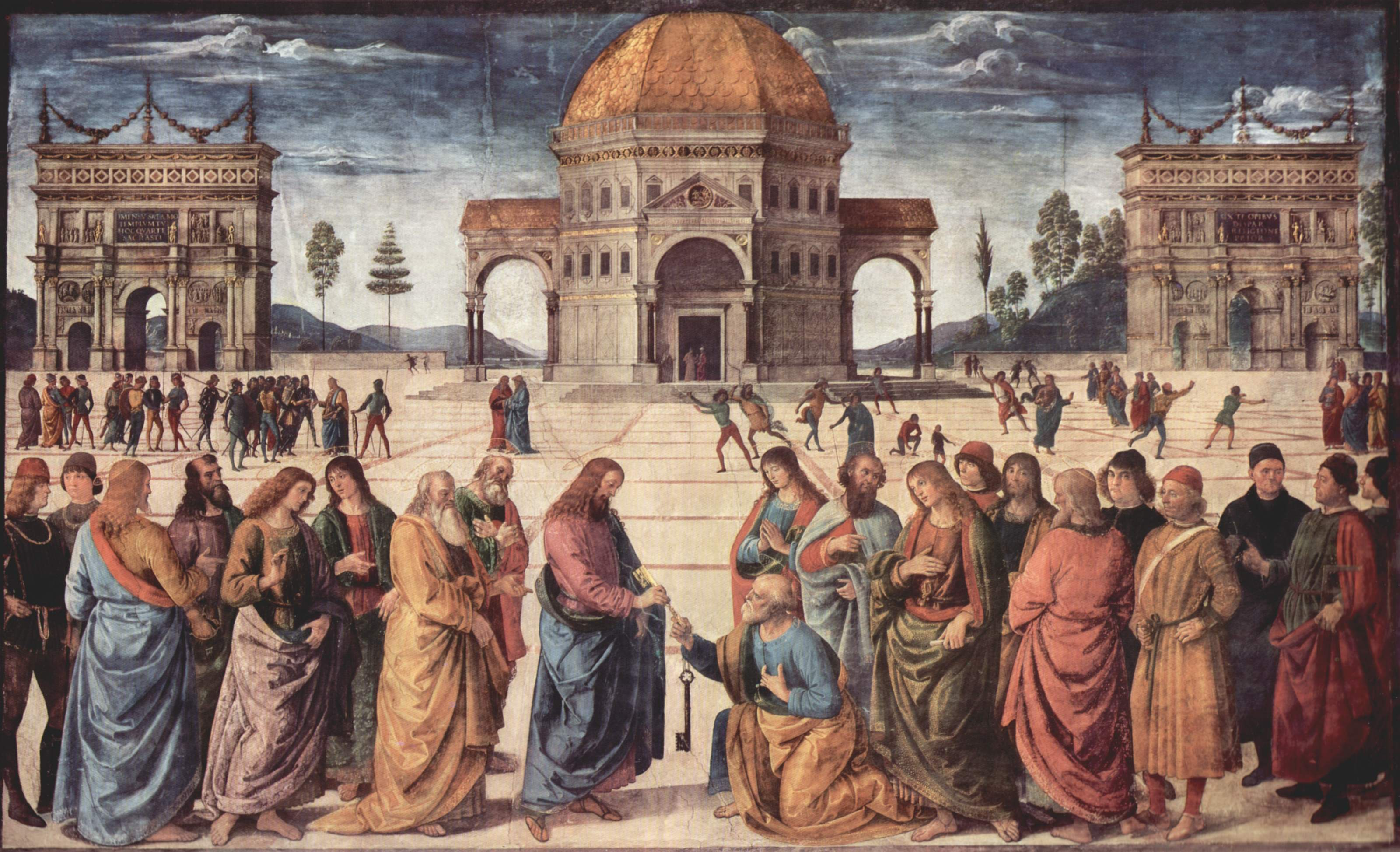
Перуджино, Сикстинская капелла, «Христос передает ключи от рая Апостолу Петру»

Среди наиболее значимых фресковых циклов -
- Мазаччо (Часовня Бранкаччи, «Чудо с динарием», «Изгнание из рая Адама и Евы» 1426—1428 гг, Флоренция)
- Пинтуриккьо (фрески апартаментов Борджиа, Ватикан)
- Паоло Уччелло («Сотворение Адама» 1431 г., «Грехопадение», «История Ноя», конец 1440-х гг.)
- Пизанелло («Св. Георгий освобождает дочь царя Трапезунда» 1430-е гг, ц-ва Сант Анастазия, Верона)
- Пьеро делла Франческа («Победа императора Константина над Максенцием» 1452—1466 гг, церковь Сан Франческо, Ареццо)
- Фра Беато Анджелико (Часовня папы Николая V, Ватикан)
- Лука Синьорелли («Страшный суд» 1499 г, собор, Орвието)
- Мастер Триумфа смерти («Воскресение Христово», крытое кладбище Кампосанто, Пиза)
- Андреа дель Кастаньо (Вилла Пандольфини, «Тайная вечеря», трапезная монастыря Сант Аполлония, 1445—1450-е гг., Флоренция)
- Беноццо Гоццоли («Поклонение волхвов» 1459—1460 гг, часовня палаццо Медичи-Риккарди)
- Филиппо Липпи (алтарная апсида 1452—1466 гг, собор в Прато)
- Алессио Бальдовинетти (Часовня кардинала Португальского 1466—1473 гг, церковь Сан-Миниато-аль-Монте, Флоренция)
- Андреа Мантенья («Путь Св. Иакова к месту казни» 1440-е гг, церковь Эремитани, Падуя, Камера дельи Спози 1465—1488 гг, дворец Гонзага, Мантуя)
- Доменико Гирландайо («Рождение Девы Марии», «Истребление младенцев по приказу царя Ирода»)
- Мелоццо да Форли («Основание Ватиканской библиотеки папой Сикстом IV» 1477 г, Ватиканская пинакотека)
- Филиппино Липпи (часовня Строцци, церковь Санта-Мария-Новелла, Флоренция)
- Сандро Боттичелли (Сикстинская капелла, сцены из жизни Моисея, 1482 г.)
- Пьетро Перуджино (Сикстинская капелла, «Христос передает ключи от рая Апостолу Петру»)
- Франческо дель Косса (фрески палаццо Скифанойя, «Месяцы года» 1465—1470 гг, Феррара)
- Браманте («Философы Гераклит и Демокрит» ок. 1480 г., Пинакотека Брера)
- Леонардо да Винчи («Тайная вечеря» 1486—1490 гг, Милан)

### Архитектура 15 века

Купол флорентийского собора

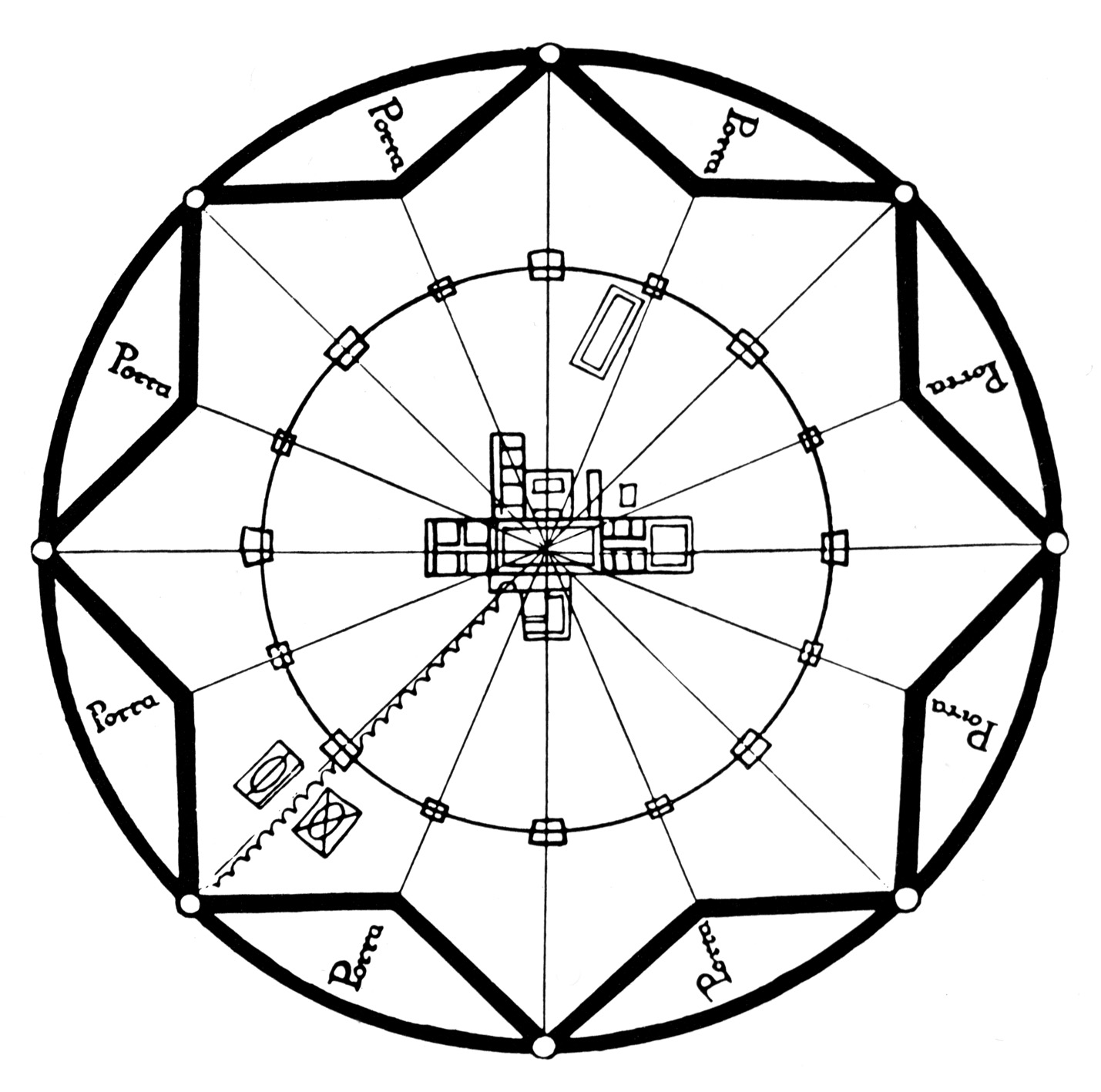
Филарете. Идеальный город Сфорцинда

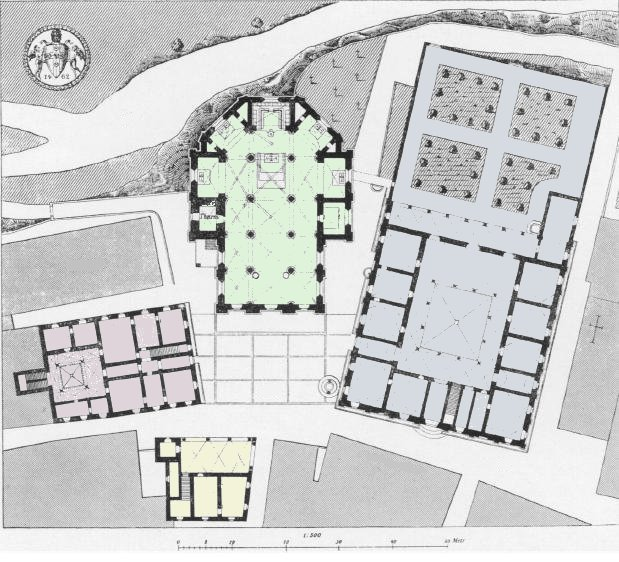
арх. Б. Роселлино. Город Пьенца, план центра

Попытки возродить также древнеримскую, ордерную архитектуру овладели умами нескольких теоретиков и архитекторов-практиков. Ещё нет широкого круга заказчиков, не все технические средства разработаны и испытаны. Но возрождение ордерной архитектуры состоялось в теоретических работах Филарете и особенно Альберти. Проектами реставрации разрушенных памятников Древнего Рима выглядит и архитектурный фон многих фресковых циклов итальянских художников (у Фра Анжелико, у Филиппо Липпи и Беноццо Гоццоли, у Перуджино). Первоначальное количество сугубо ренессансных сооружений — небольшое. Но именно они зададут главное направление развития итальянской архитектуре. Даже купол флорентийского собора Санта-Мария-дель-Фьоре, который современники рассматривали как первый образец «нового стиля», был полностью выстроен лишь к 1461 году.
Среди значимых сооружений того времени -
- Воспитательный дом для брошенных внебрачных детей, Флоренция (проект Брунеллески, достроен Франческо делла Луна в 1445 г.)
- Капелла Пацци (закончена в 1446 г.)
- Палаццо Ручеллаи (закончено в 1451 г.)
- ренессансная перестройка монастыря Сан-Марко (арх. Микелоццо, закончена в 1452 г.)
- Палаццо Медичи-Риккарди, (построено в 1460 г.)
- ренессансные достройки церкви Сан-Лоренцо (без фасада, арх. Манетти, 1460 г.)
- ренессансный фасад церкви Санта-Мария-Новелла (построен в 1470 г.)
- Наиболее значимый памятник ренессансной архитектуры в далёкой провинции — дворец для Федериго да Монтефельтро в горном Урбино (1468—1482 гг., арх. Лучано да Лаурана)
- Палаццо Строцци (закончен накануне 1490 г.)

Реформаторы флорентийской живописи (Мазаччо, Паоло Уччелло, Пьеро делла Франческа, Андреа дель Кастаньо) просто не могли войти в новые ренессансные интерьеры, потому что их ещё не существовало. Вполне средневековой была и осталась архитектура — в том числе и Сикстинская капелла, где работают Доменико Гирландайо, Перуджино, Сандро Боттичелли, Пинтуриккьо.
Искусство кватроченто (и шире — искусство возрождения) — это искусство активных жителей городов. Теоретики обратились к созданию проектов идеального города — градостроительной идеи создания такого города, что был бы достаточно безупречным в аспектах безопасности, архитектурного образа, социального устройства, гармонично сочетался с окружающей средой. При случае эти проекты воплощают в реальность, как это было с ансамблевой застройкой городка Пьенца, созданного при финансовой поддержке папы римского Пия II, родившегося там (арх. Бернардо Роселлино). Ориентировались и на конкретный градостроительный проект при развитии города Феррара — при содействии феррарского герцога Эрколе I (арх. Бьяджо Россетти). Но идея все ещё остается утопичной.
Однако, база для новой архитектуры была заложена. От купола флорентийского собора — прямой путь к проекту купола собора Св. Петра в Риме (арх. Микеланджело Буонарроти), а от палаццо Ручеллаи — к величественным дворцам и виллам Рима 16 — 17 вв., к новым достижениям итальянской и европейской архитектуры.

### Возрождение медальерного искусства

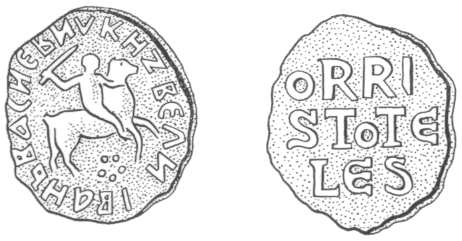
Монета, вероятно, сделанная Аристотелем Фиораванти. Между 1475—1483 гг.

Италия — страна с двухтысячелетней культурой, вклад в которую внесли разные народы. Именно в Италии не забывали мастерство изготовления скульптур из бронзы и литейное дело. Знания в этих областях (при наличии древнеримских образцов медальерного дела) побудило возродить подзабытое искусство. Для эпохи итальянского Возрождения становится характерной чертой личность универсального мастера, осведомленного в различных отраслях. Микеланджело (1475—1564) успешно занимался скульптурой, рисовал фрески, был способным инженером и выдающимся архитектором. Но универсальность началась не с него, а из мастеров предыдущих эпох. Среди них — подзабытый инженер, архитектор и медальер Аристотель Фиораванти (ок. 1415 — ок.1486). Сохранилась монета с надписью «orristoteles» и всадником-рыцарем. Под копытами коня — условное изображение цветка, вероятно, знака Фиораванти. Фиораванти был приглашен в Москву, где мастер построил Успенский собор, который существует и до сих пор.

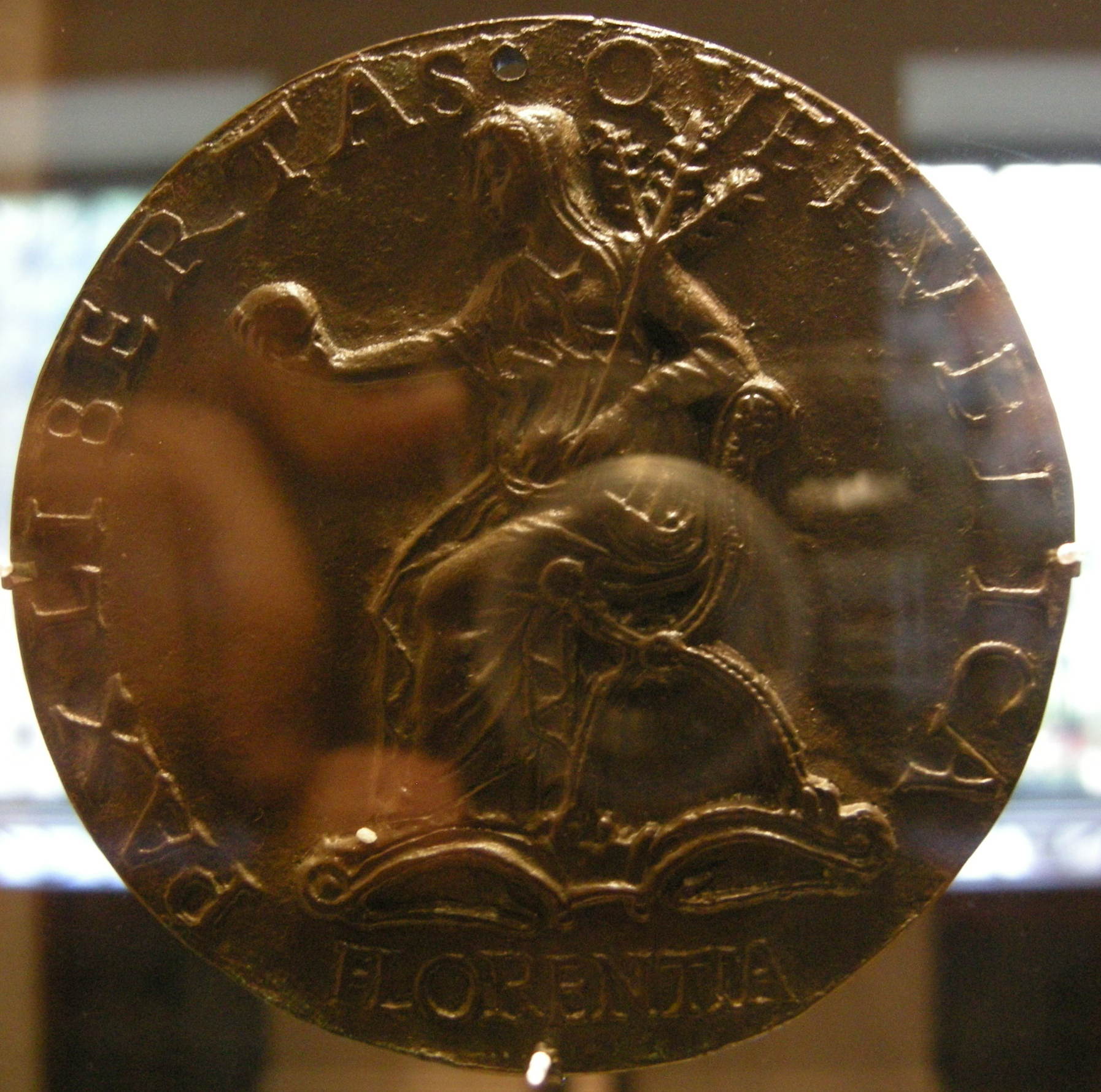
Неизвестный мастер  из Флоренции, медаль Козимо Медичи (аллегория мудрого правления,  1469 г.)
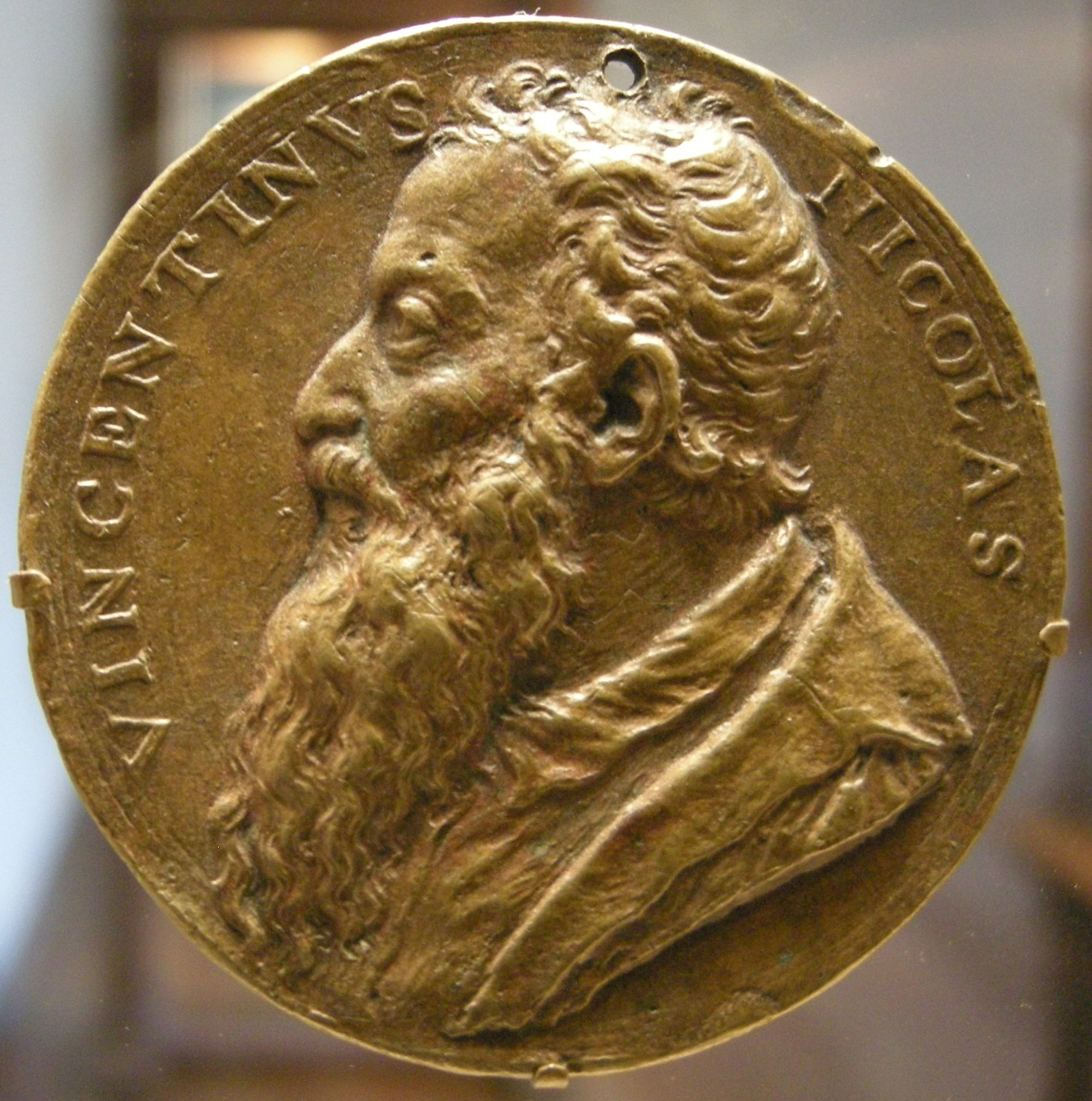
Алессандро Виттория, портрет Николо Вичентино, 1555
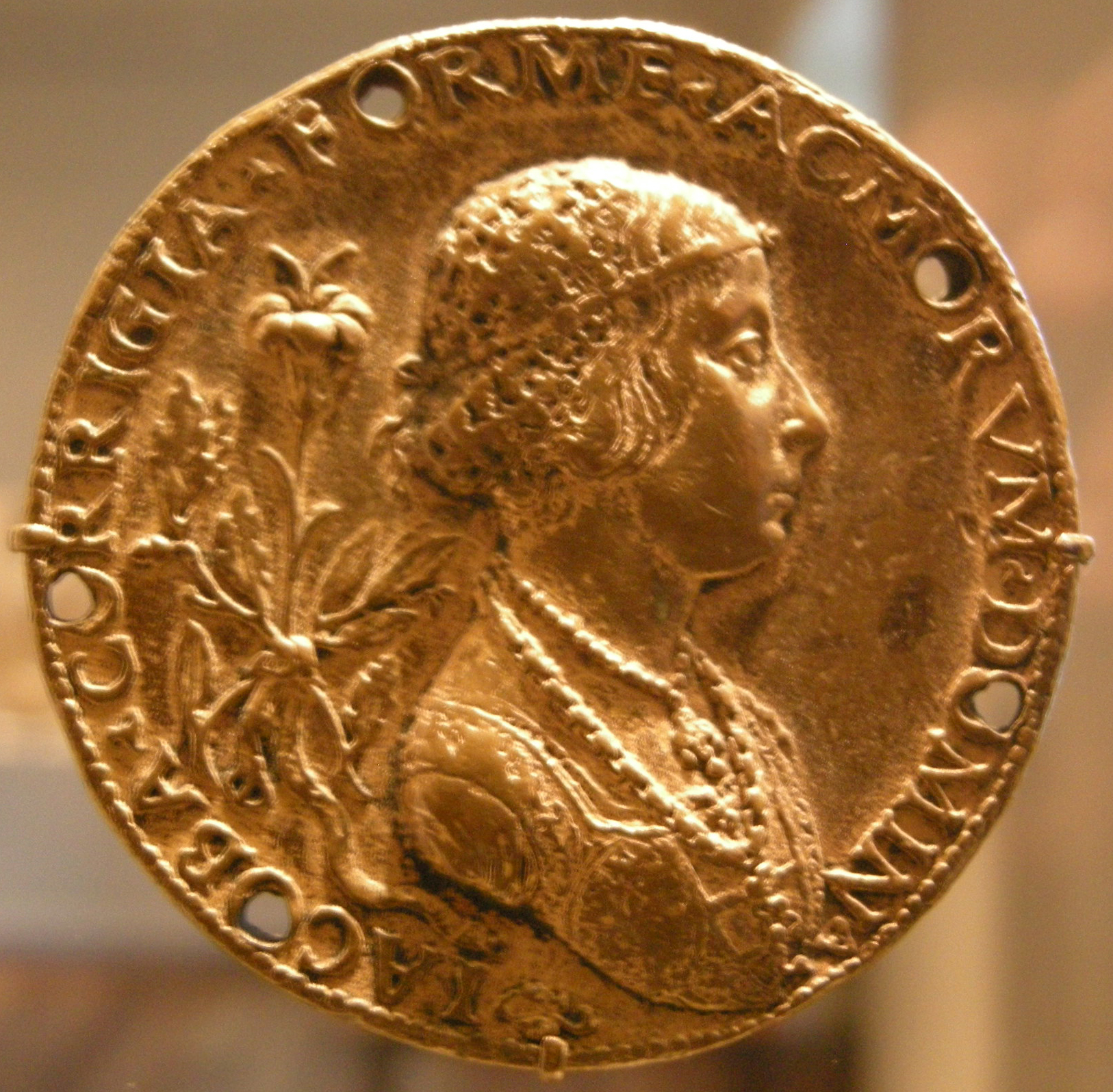
Неизвестный мастер из Мантуи, портрет Якоба Корреджа, ок. 1500 г
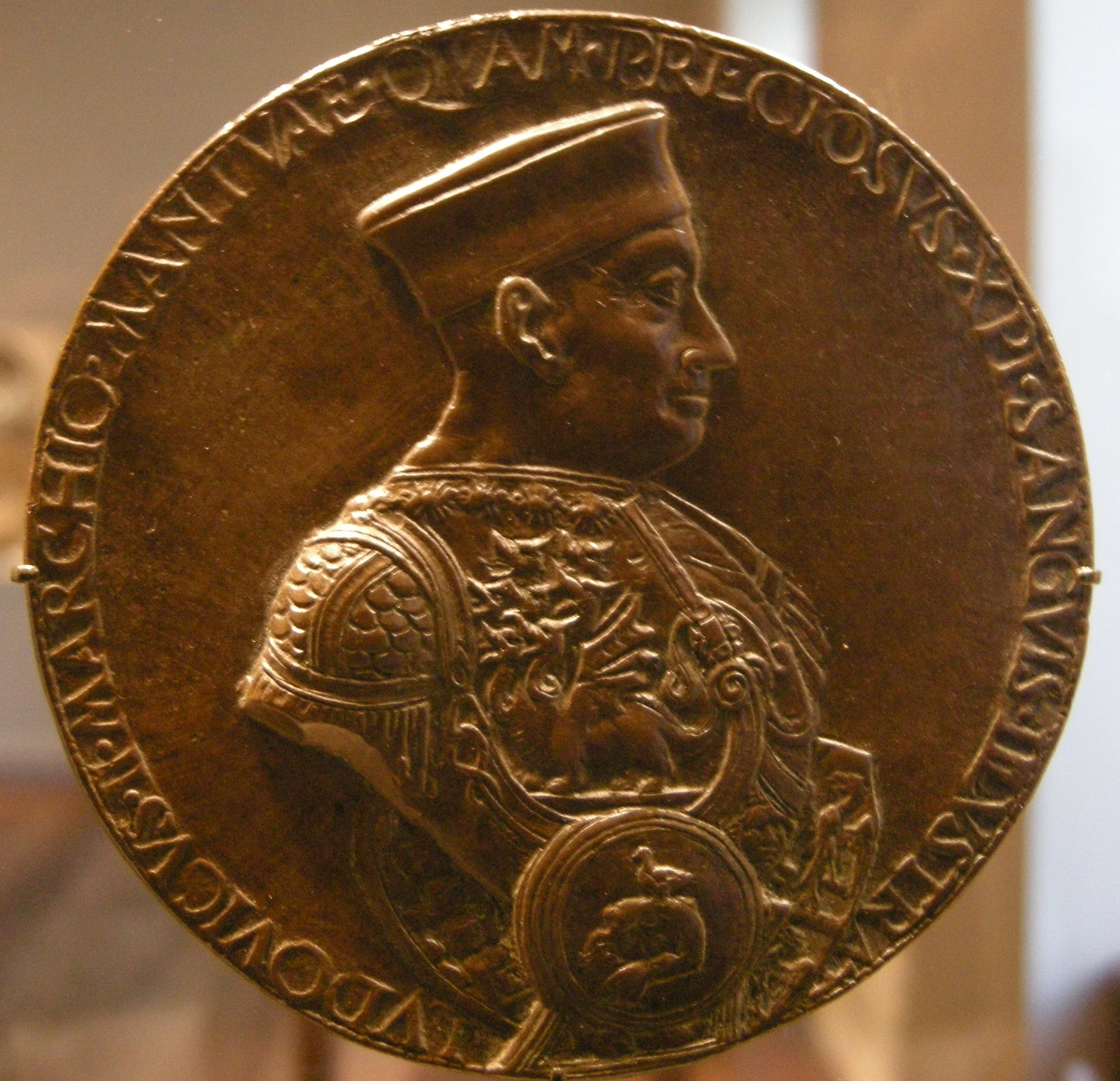
Бартоломео Мельйоли, герцог Лодовико II Гонзага, 1475

## Высокое возрождение

### Архитектура
На развитие архитектуры значительно повлияли изменения в мировоззрении, изменения художественных стилей и ускорение исторического процесса в Европе в пределах даже одного века.

#### Начало 16 века

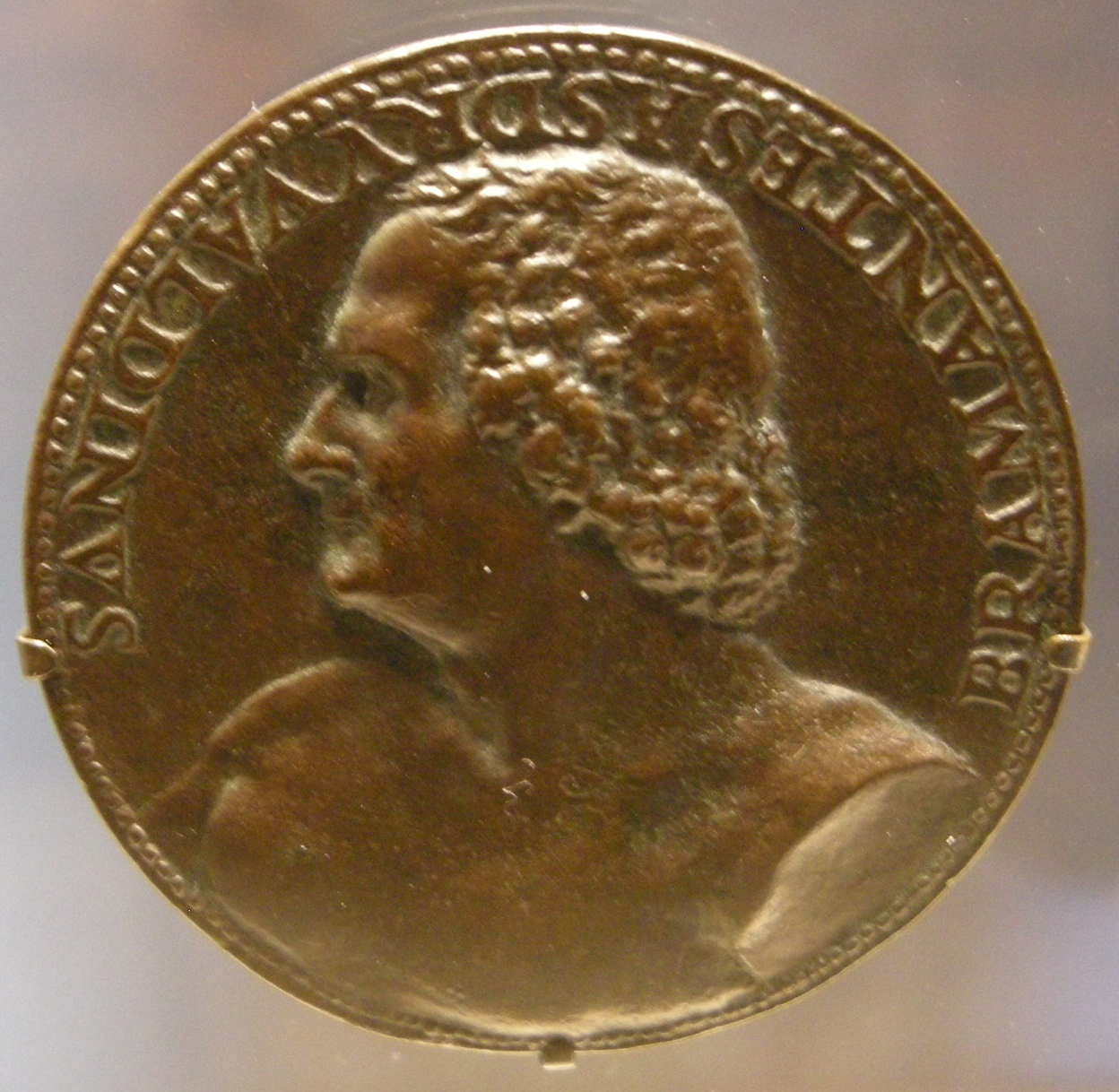
Медальер Карадоссо, архитектор Донато Браманте, 1506, Национальная галерея искусства, Вашингтон

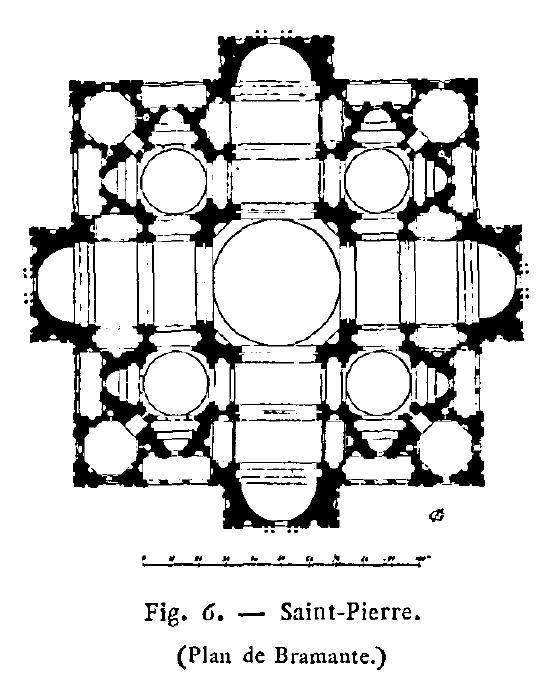
Браманте. План собора Святого Петра, 1-й вариант

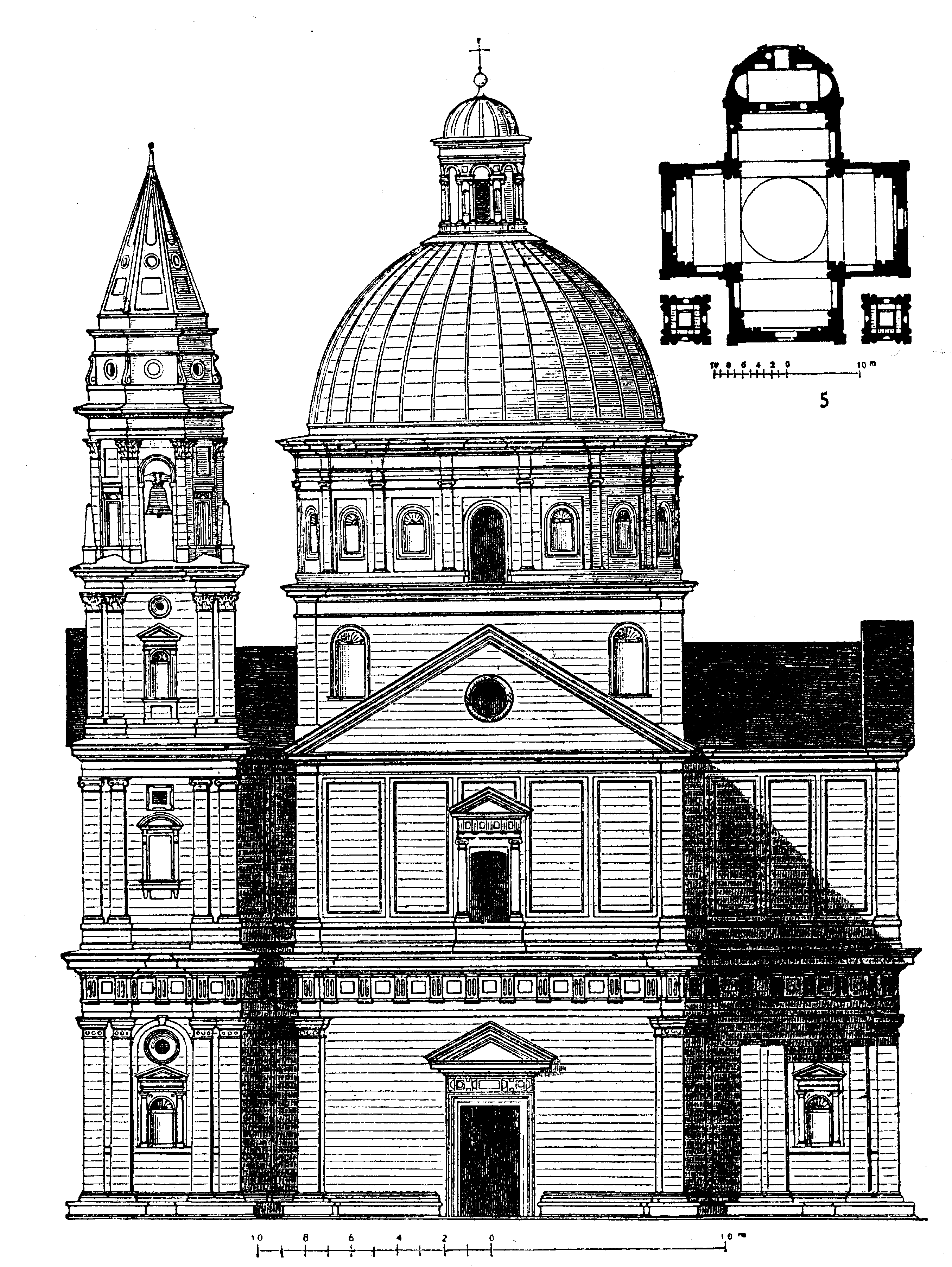
Церковь Мадонна ди Сан Бьяджо, Монтепульчано, план и западный фасад

Конец 15 в. и начало 16-го в архитектуре Италии тесно связаны с творчеством Донато Браманте. Хронологически период Высокого Возрождения был довольно коротким. Разные исследователи (в зависимости от радикальности оценок) ограничивают его в 15-30 лет, то есть длинным он не был, хотя его влияние на художников и искусство эпохи было огромным.
Срок в 30 лет (1490—1520) более достоверный, ибо показывает истоки достижений Браманте и лучшие их образцы. Он получил должность главного архитектора папы римского Юлия II и частично превратил разрозненные, хаотичные, ещё средневековые по характеру сооружения Ватикана в единый, художественно выразительный ансамбль (дворы Ватикана, галереи, библиотека, ренессансный сад с партерами — позже перестроено всё, кроме фасадов).
После смерти Браманте в 1514 году его стилистику в архитектуре удачно продолжали Рафаэль Санти, Антонио да Сангалло Старший, Бальдассаре Перуцци. В стилистике Высокого Возрождения созданы и архитектурные наброски Леонардо да Винчи (который не занимался реальным строительством в это время), и проекты Микеланджело, которого заставят заниматься архитектурой именитые клиенты позже. Срок в 30 лет слишком мал для строительства, потому что техника строительства была ещё довольно примитивной. Даже сооружения Браманте в Ватикане (корпус библиотеки) обвалились и их позднее восстановили в первоначальных формах. Сооружения Высокого Возрождения — величественные, монументальные, удивительно гармоничные; за 30 лет успели выстроить лишь небольшое их количество. Почти все они возникли в Милане или в самом Риме или вокруг него, среди них -
- интерьер, церковь Санта Мария прессо Сан-Сатиро, Милан (Браманте)
- Фасады Ионического дворика, церковь Сант-Амброджо, Милан (Браманте)
- Палаццо делла Канчеллерия, Рим (бригада архитекторов)
- Темпьетто, храм-ротонда во дворе монастыря Сан-Пьетро-ин-Монторио, Рим (Браманте)
- Дворец Бельведера, Ватикан, Рим (Браманте)
- первый проект собора Св. Петра, Рим (не осуществлен, проект Браманте был существенно переработан и изменён)
- церковь Санта-Мария делла Консолационе
- Церковь Мадонна ди Сан-Бьяджо близ Монтепульчано (арх. Антонио да Сангалло старший)
- фасады трех дворцов, Рим (Рафаэль Санти)
- палаццо Пандольфини, Флоренция (проект, Рафаэль Санти)
- вилла Мадама, (начало сооружения, Рафаэль Санти, недостроена)

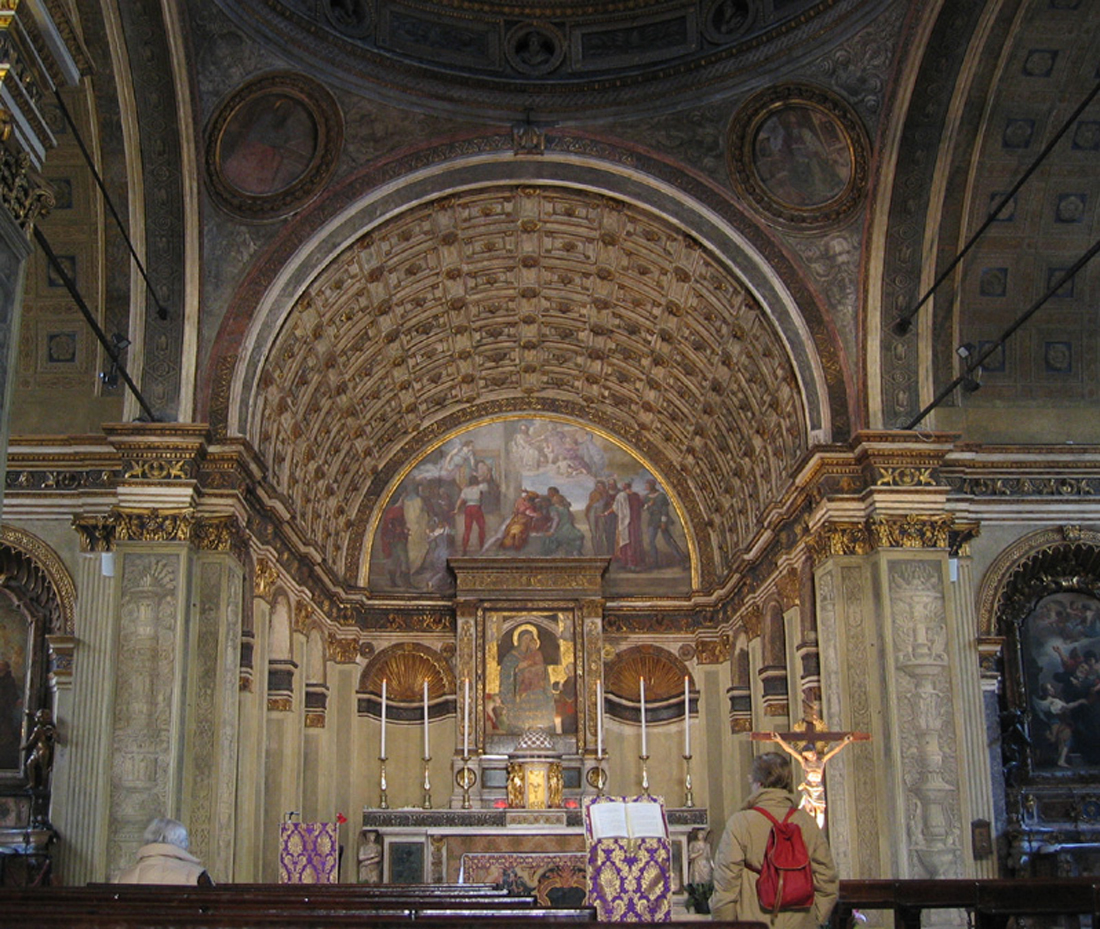
Церковь Санта Мария прессо Сан Сатиро, Милан
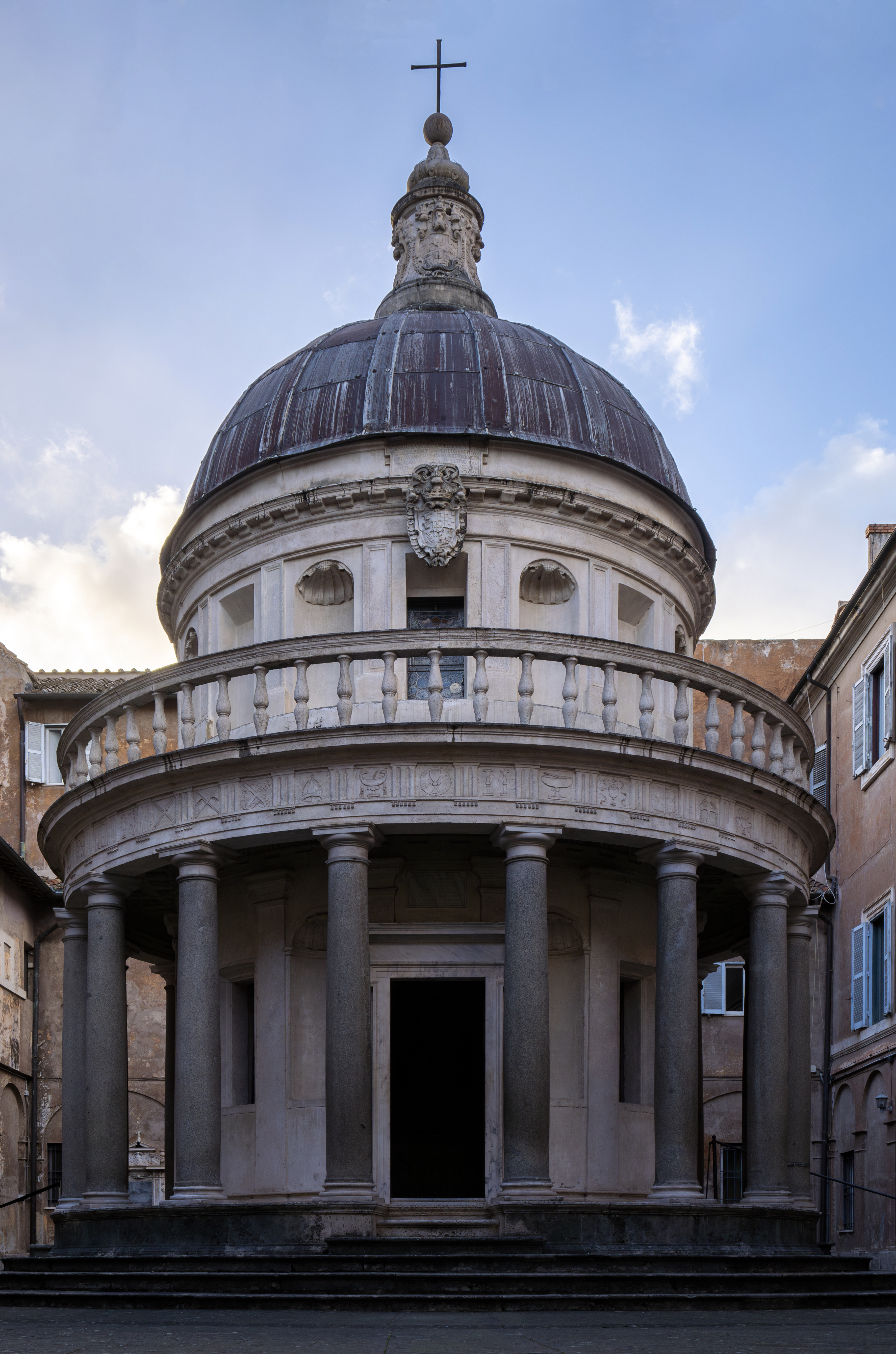
Темпьетто
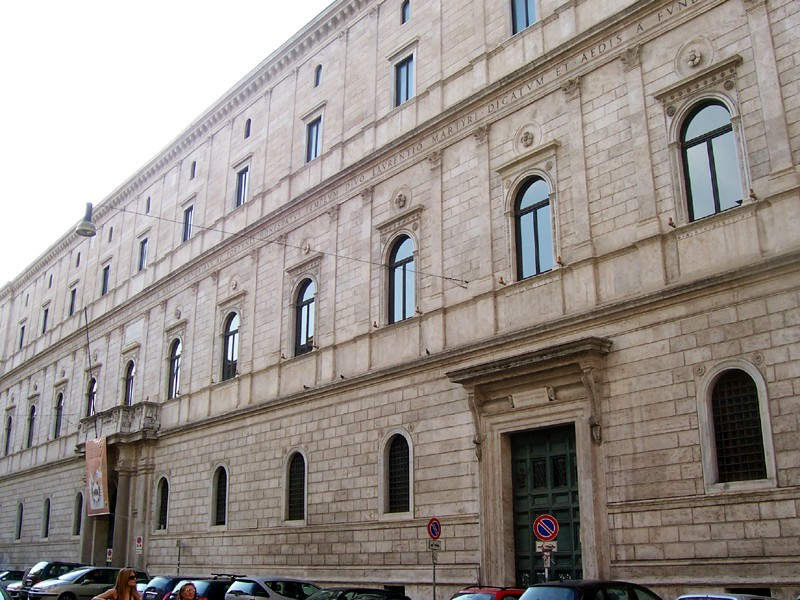
Палаццо Канчеллерия, Рим
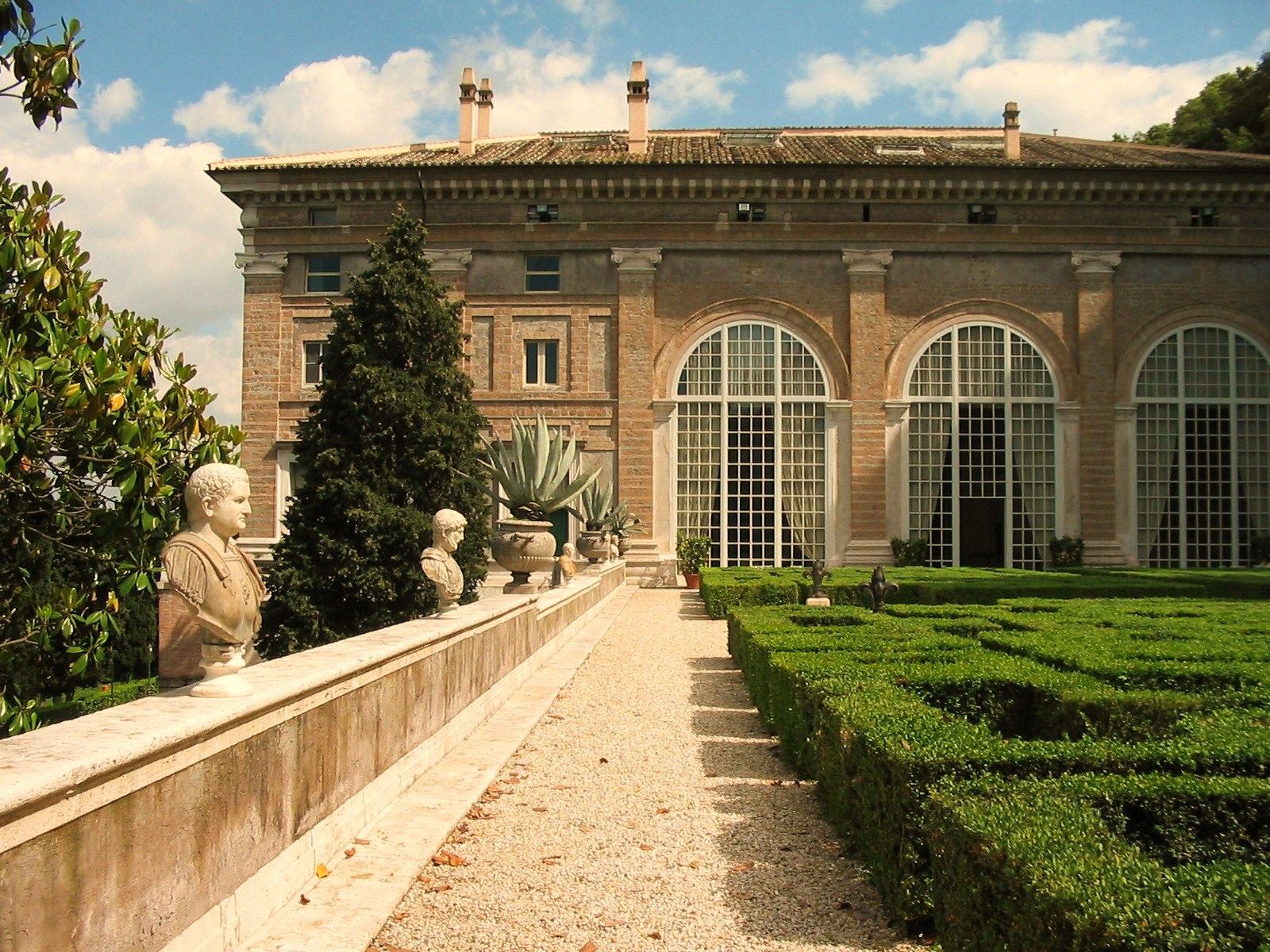
Вилла Мадама, Рим, недостроена

### Живопись в период 1490—1520 гг.

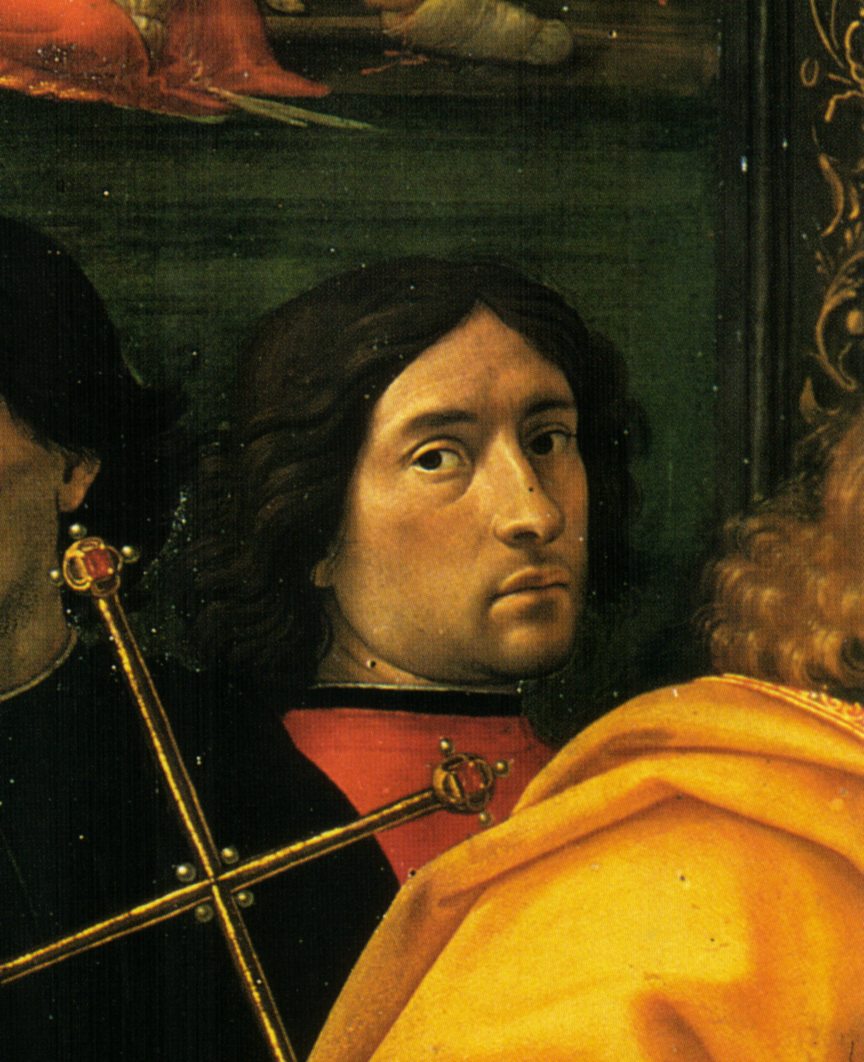
Поздний автопортрет Доменико Гирландайо, деталь картины «Поклонение волхвов». 1488 г.

В период 1490—1520 гг. живопись Италии переживает настоящий расцвет и высшую фазу своего развития. Ещё в полную силу работают талантливые представители кватроченто — Доменико Гирландайо, Сандро Боттичелли, Перуджино, Джованни Беллини. Но подросло и активно захватывает ведущие позиции в искусстве новое поколение художников, которое мало считается с живыми авторитетами недавнего художественного прошлого. Их значительно меньше, чем мастеров 15 века, но их одаренность и мастерство — почти недосягаемы. Их перечень не превышает и 10 человек, но все они — крупные таланты, титаны Возрождения, среди которых -
- Леонардо да Винчи
- Джорджоне
- Тициан
- Рафаэль Санти
- Микеланджело Буонарроти

Позднее Возрождение в Венеции добавит ещё фигуры Паоло Веронезе и Тинторетто.
Уже при жизни этих мастеров их произведения станут образцами, а рисунки Леонардо да Винчи, Микеланджело, фрески Рафаэля в Ватикане, картины Джорджоне, портреты работы Тициана и Тинторетто станут эталоном для поколений художников как в самой Италии, так и далеко за её пределами, к какому бы веку или художественному направлению они бы ни принадлежали.

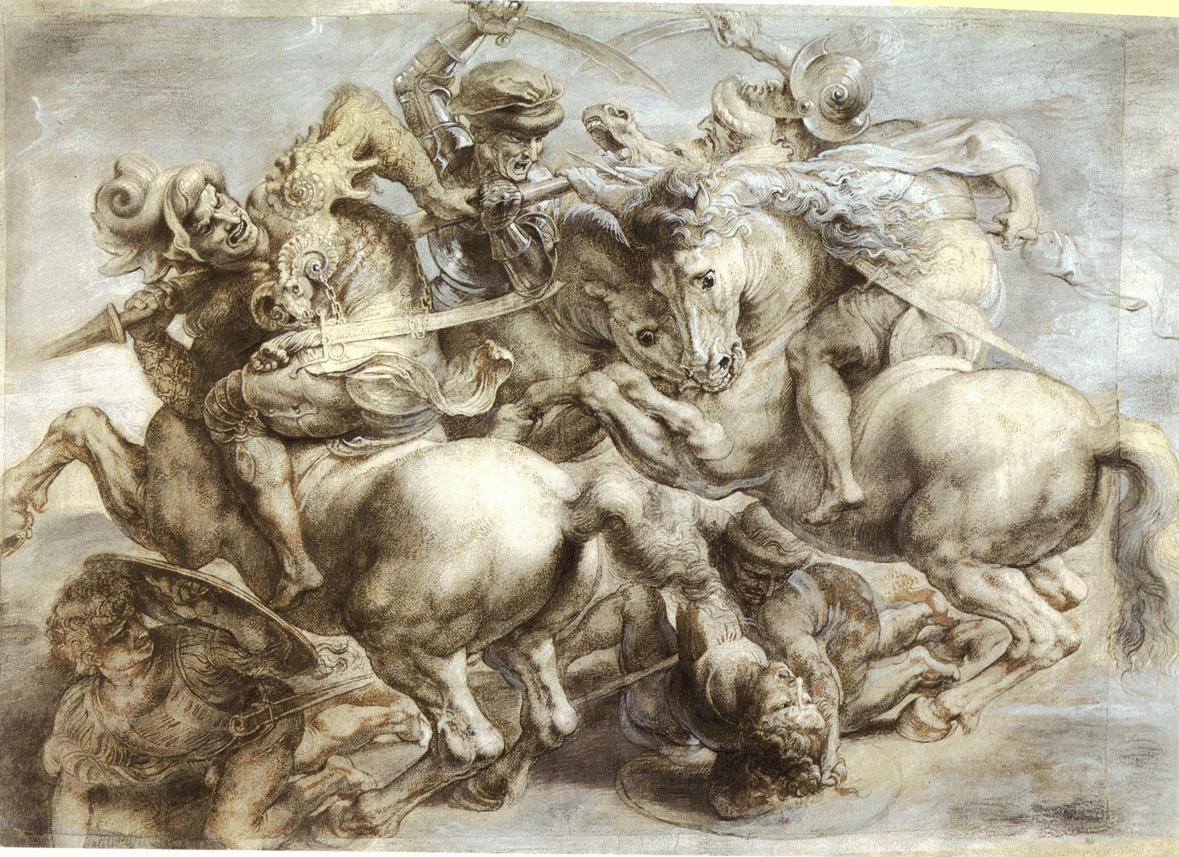
Битва при Ангиари, копия произведения Леонардо работы Рубенса, Лувр, Париж
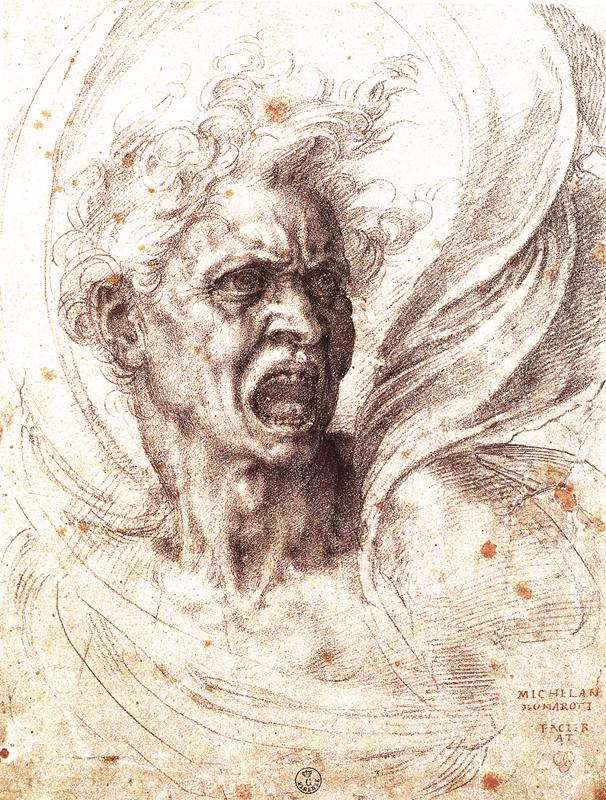
Рисунок Микеланджело, Галерея Уффици
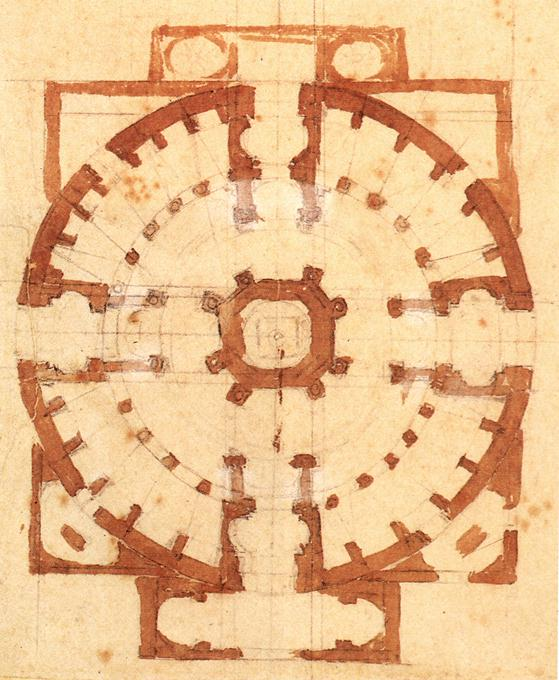
Микеланджело, план центрического сооружения

### Венецианская живопись XVI века

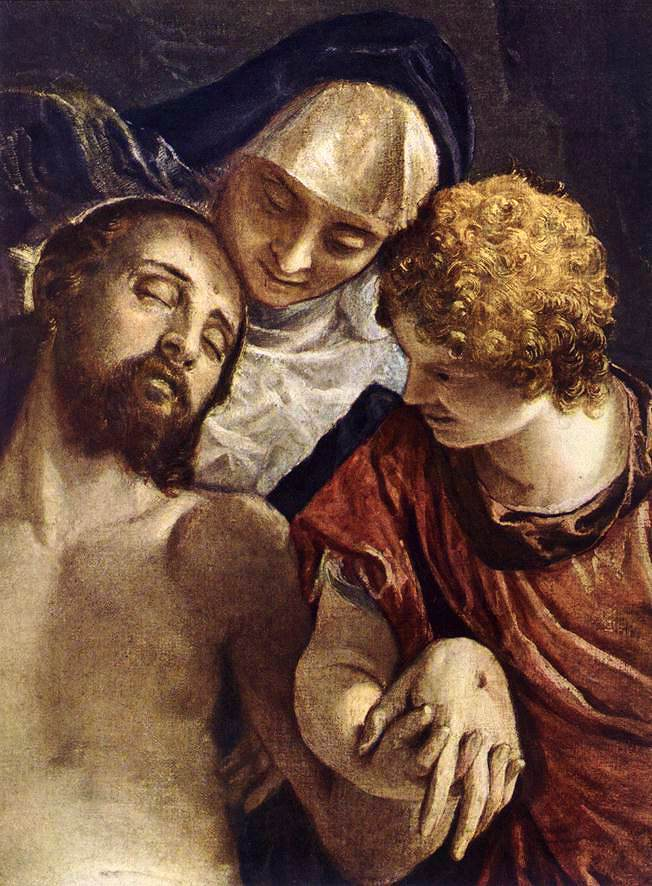
Паоло Веронезе. «Оплакивание Христа», Эрмитаж

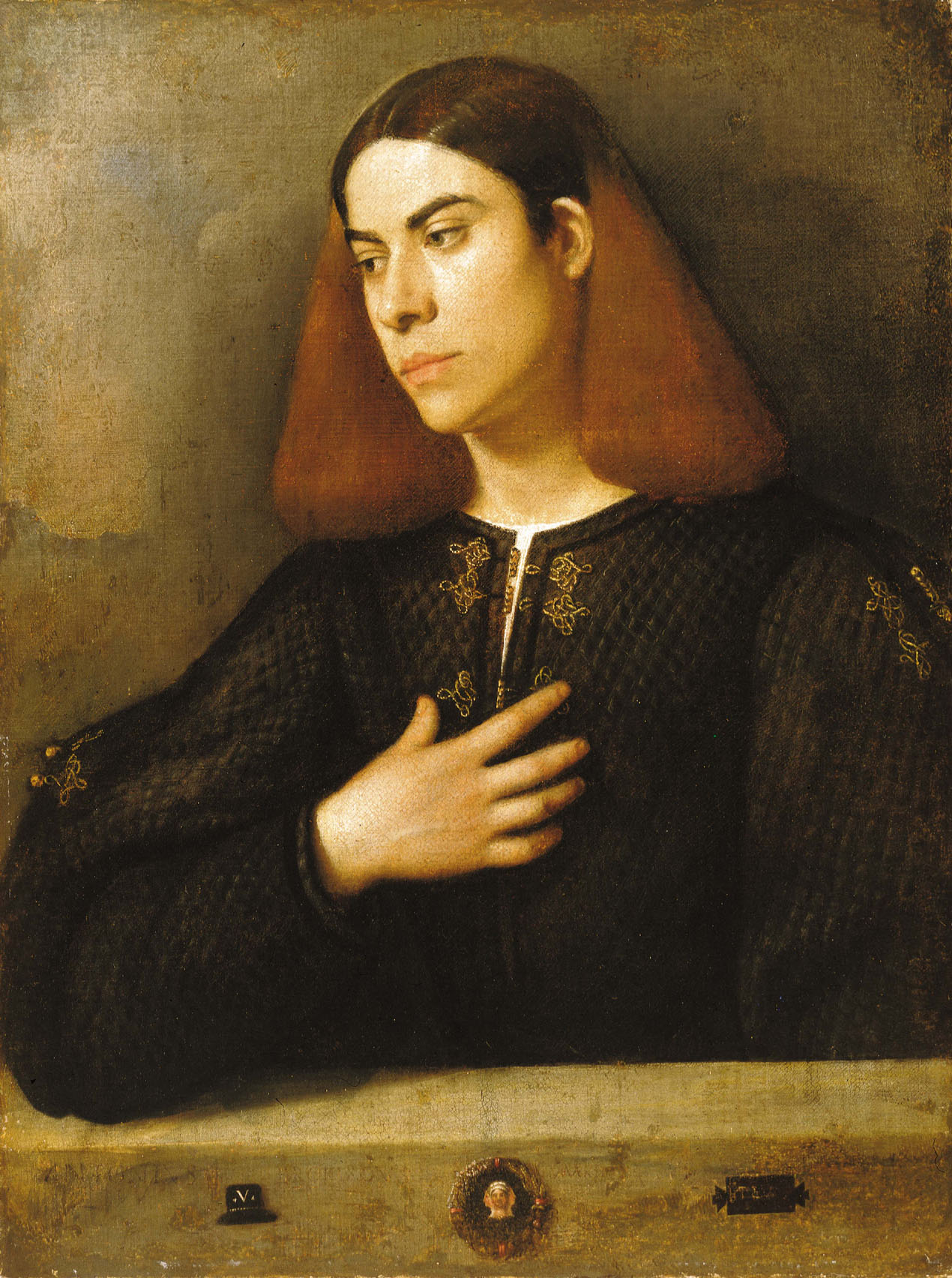
Джорджоне (возможно, портрет поэта Антонио Броккардо), 1510 г. Музей изобразительных искусств (Будапешт)
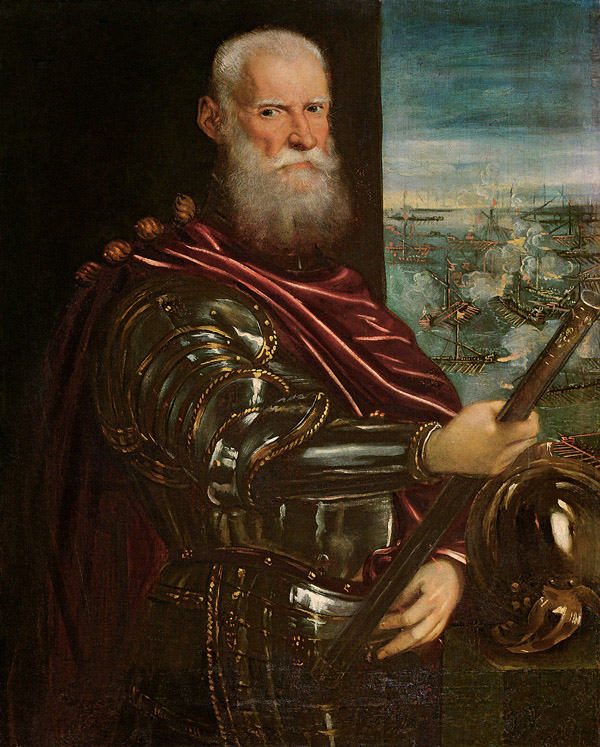
Тинторетто. Дож Себастьяно Веньер - герой битвы при Лепанто.
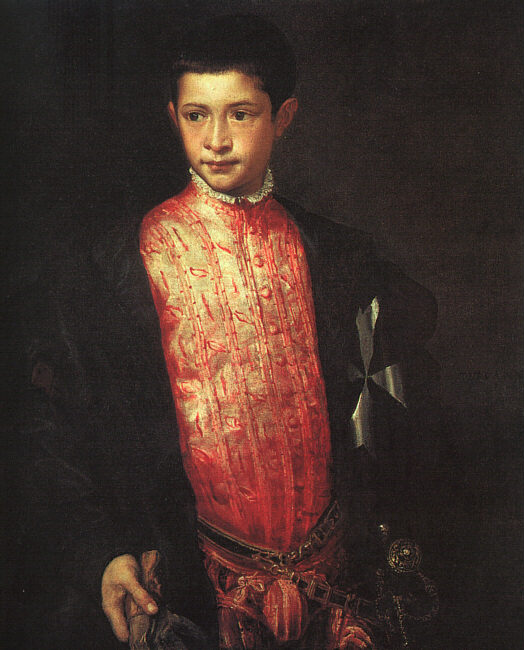
Тициан. Портрет Раннучо Фарнезе
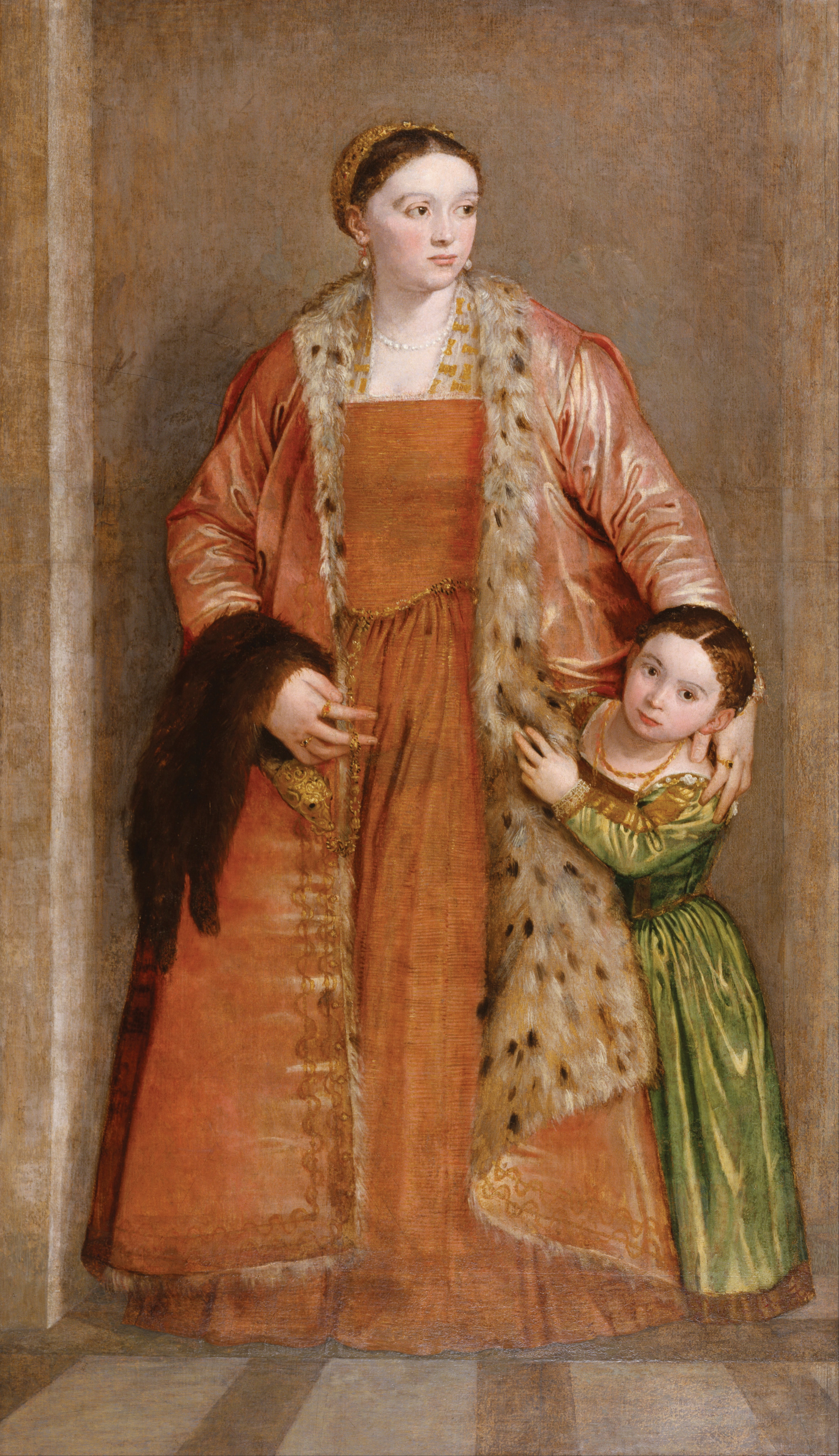
Веронезе, Ливия да Порто Тьене и её дочь Порция
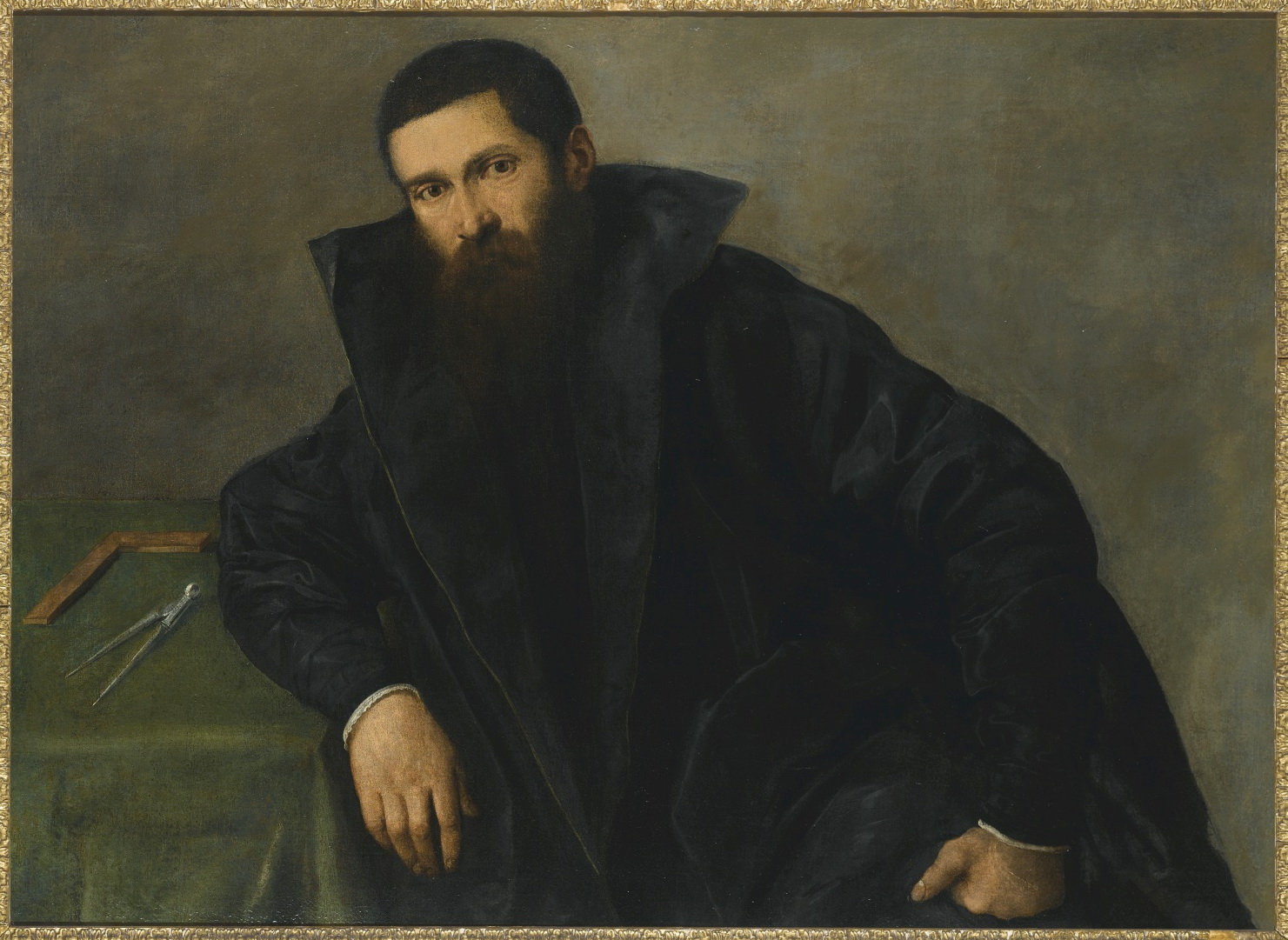
Лоренцо Лотто. Портрет архитектора
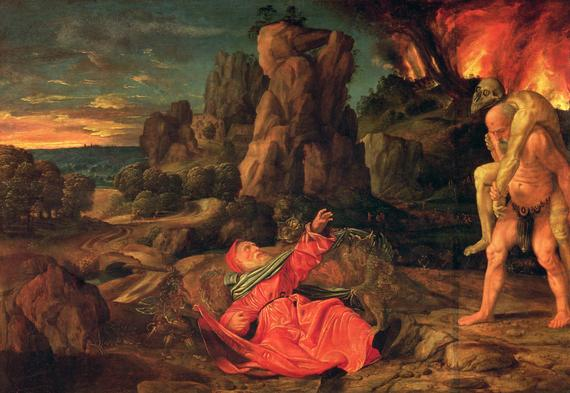
Джованни Джироламо Савольдо. Искушения Святого Антония (Савольдо)
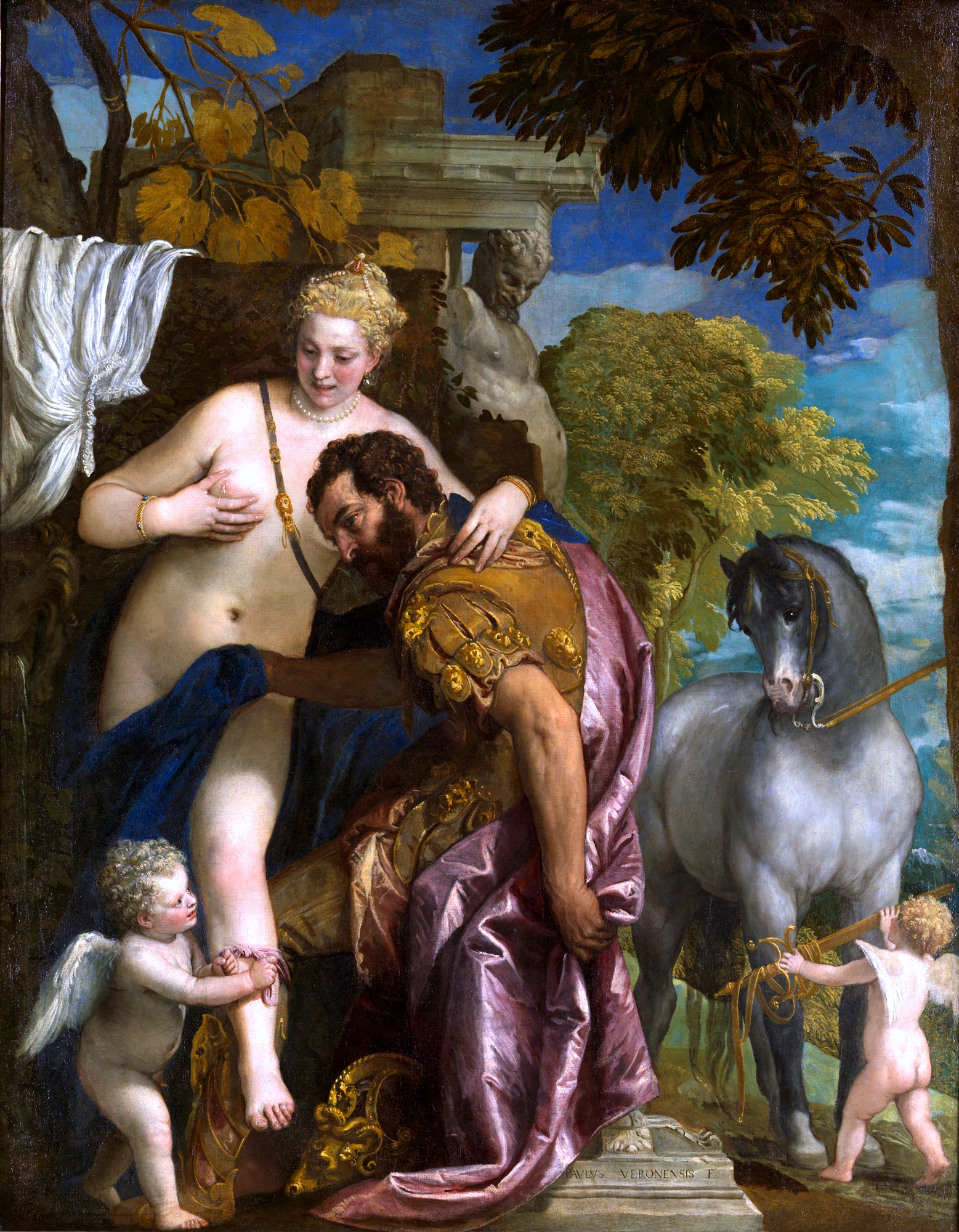
Веронезе, Венера и Марс, Метрополитен-музей, Нью-йорк.
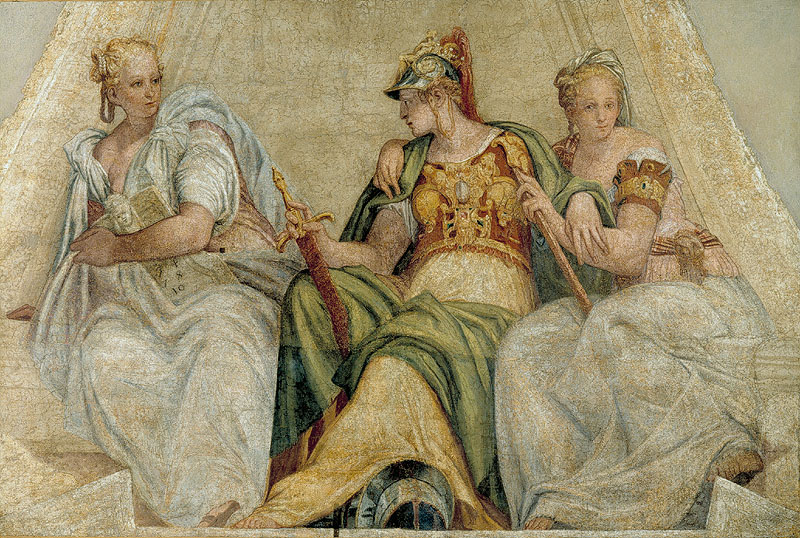
Фреска Паоло Веронезе «Богиня Мудрости в окружении Математики и Геометрии»

## Итальянский маньеризм

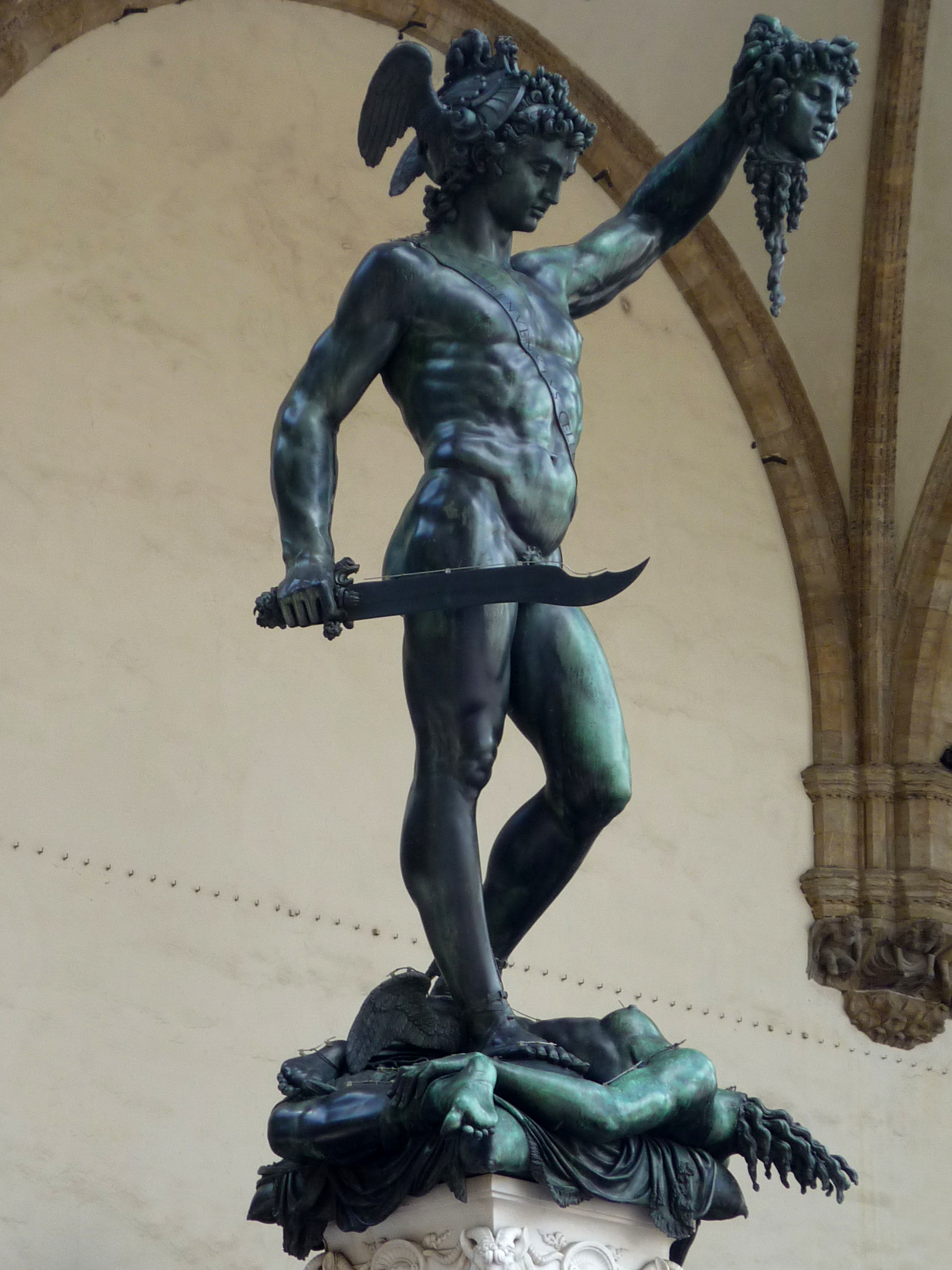
Бенвенуто Челлини. «Персей с головой Медузы», Флоренция

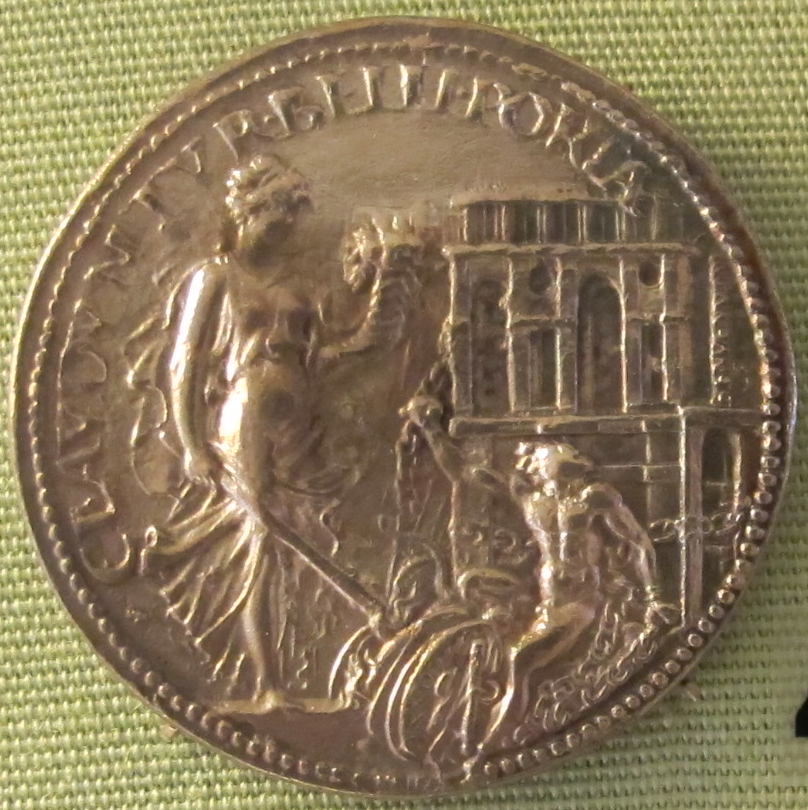
Бенвенуто Челлини. Медаль в честь папы Климента VII

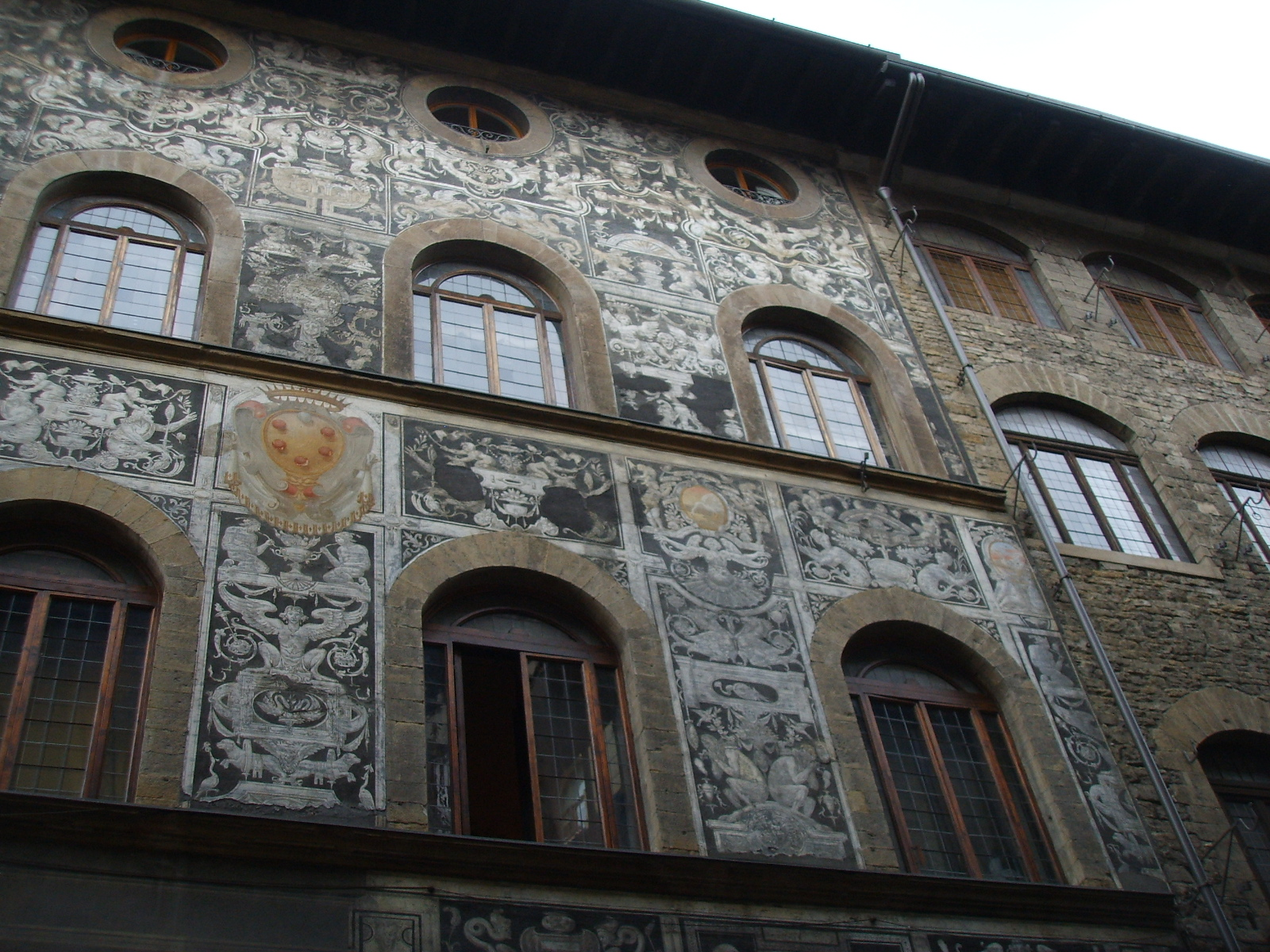
Гризайль эпохи маньеризма на фасаде дворца Бьянки Капелло

Маньеризм появился в Италии, где важнейшими центрами развития стиля стали Флоренция, Мантуя и Рим, а затем он получил распространение во Франции и других европейских странах. Стиль был также порождением кризисных явлений в общественно-политической сфере, характерных для позднего Возрождения с его социальной, моральной и религиозной неустойчивостью. Иногда начальную фазу маньеризма связывают с ограблением и разрушением Рима в 1527 году немецкими воинами императора Карла V. Самое главное то, что маньеризм в заметной форме отразил существенную, подобную взрыву трансформацию искусства и литературы от средних веков к «Новой истории».
Кризис папской власти начался задолго до 1527 года. Ограбление Рима в мае 1527 стало лишь кульминацией давнего процесса. Кризис хорошо чувствовали римские художники, в произведениях которых усилились элементы уныния, разочарования, тревоги, предчувствие катастроф. Художники предыдущего поколения ещё по инерции создают гармоничные образы в стиле возрождения. Но новое поколение, обуянное разочарованием, ценит лишь виртуозную художественную технику и эрудицию, а не гармонию и не стремление к ней. Возникают удлинённые, слишком элегантные фигуры, раздражённые и тревожные. Фон картин и фресок насыщается фантастической архитектурой и человеческой толпой, а главные персонажи словно подхвачены тем же стихийным, тревожным движением, что и окружение. Художники отказываются изучать натуру как таковую ради изучения художественной манеры прославленных предшественников. В моде — нелепые композиции, нереальные, ядовитые краски и люди, которые забыли о радости.

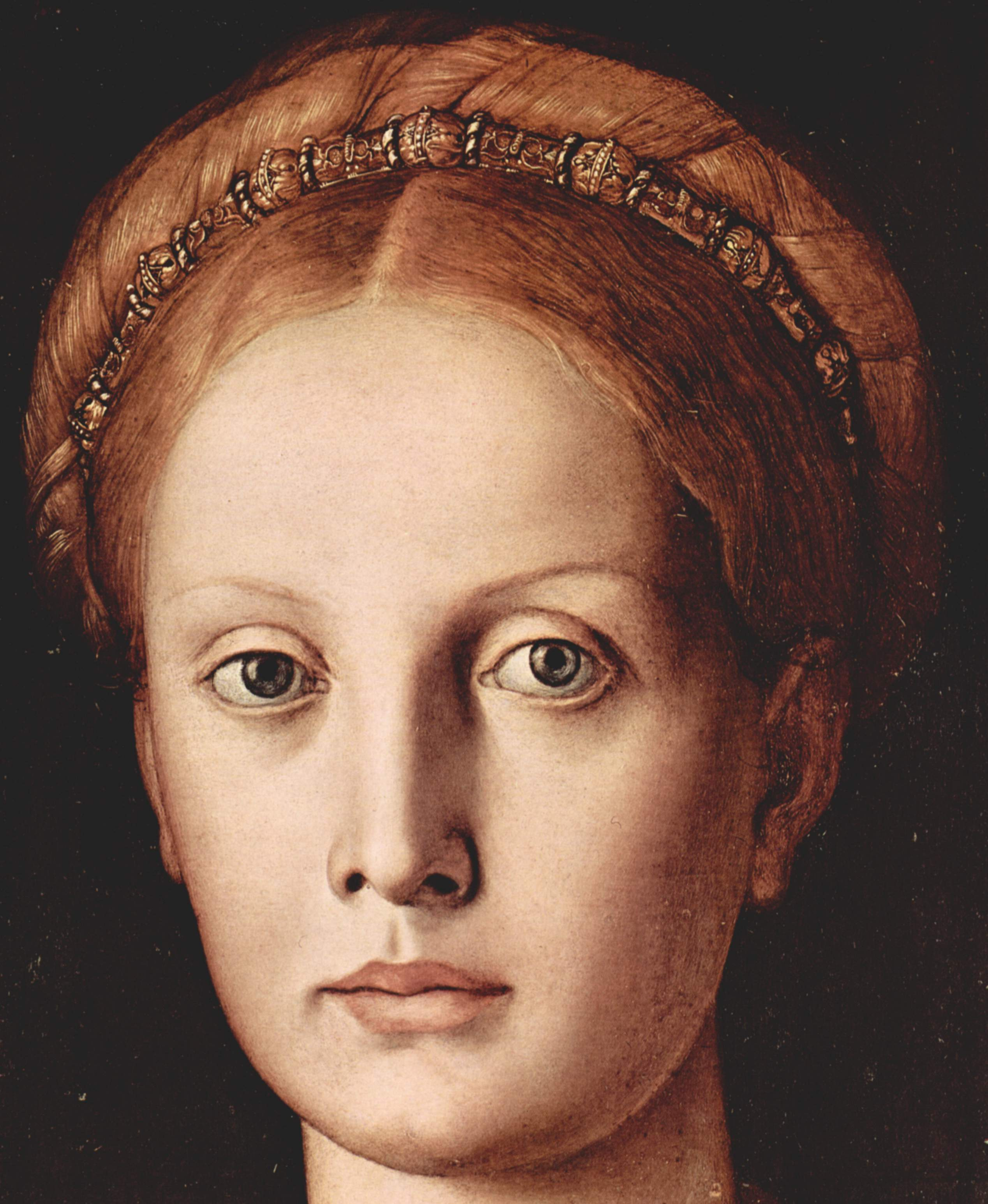
Анджело Бронзино. Портрет Лукреции Панчатики, фрагмент
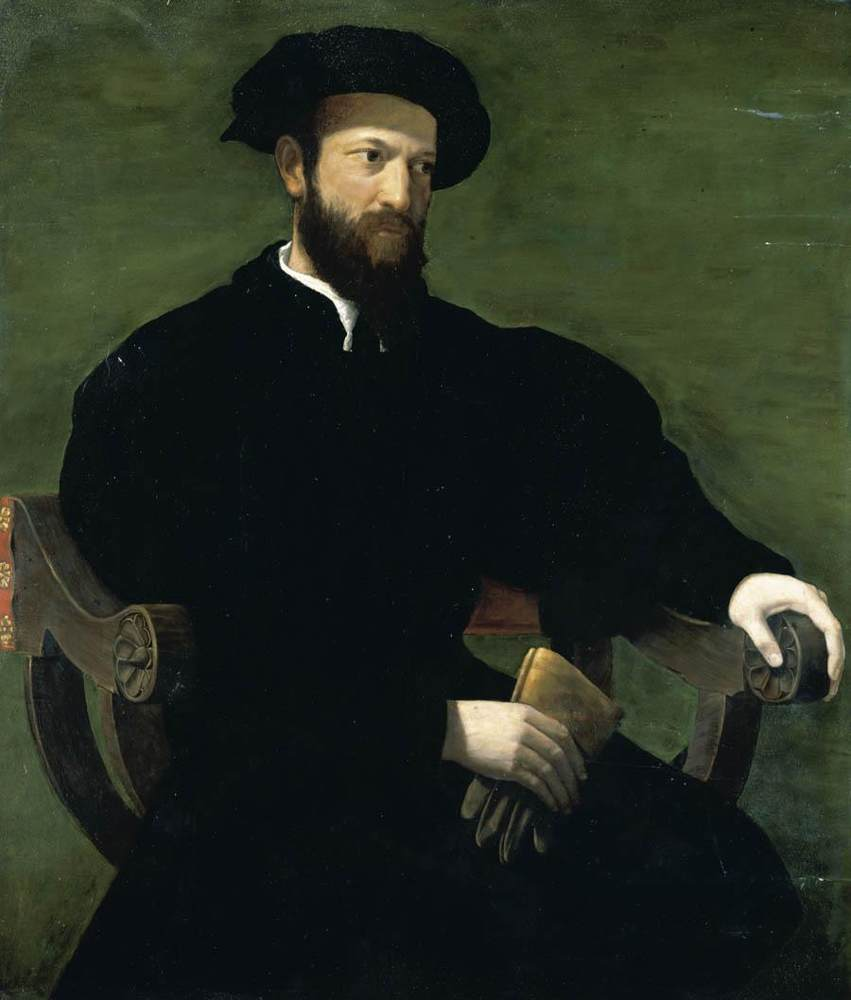
Худ. Франческо Сальвиати, портрет неизвестного господина, частное собрание.
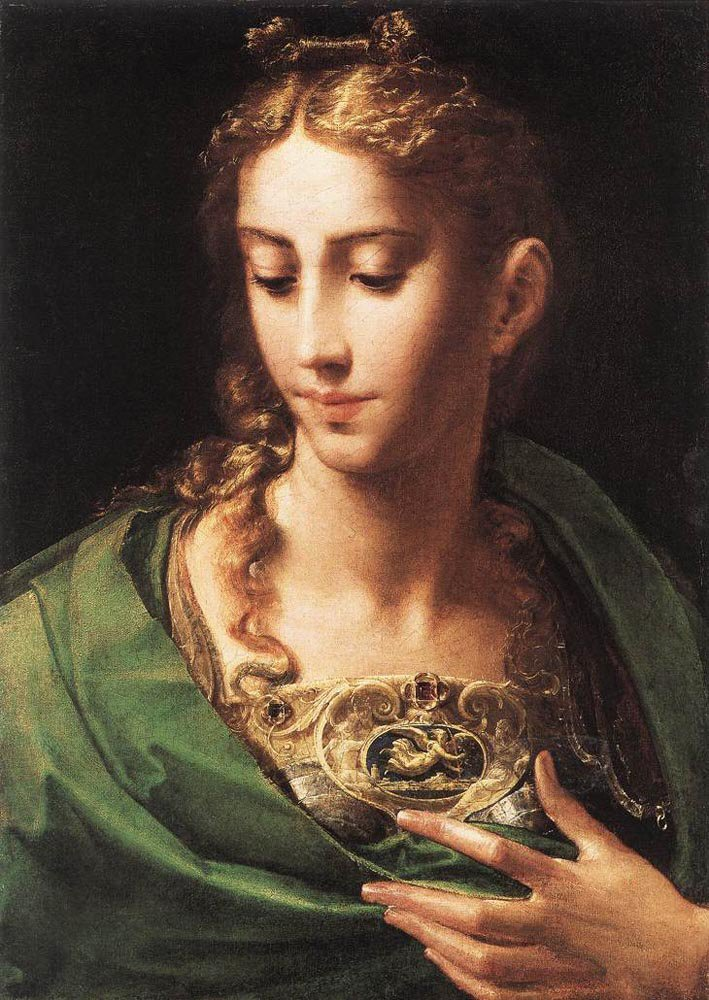
Худ. Пармиджанино, женский портрет, 1539 г., Виндзор, Англия.
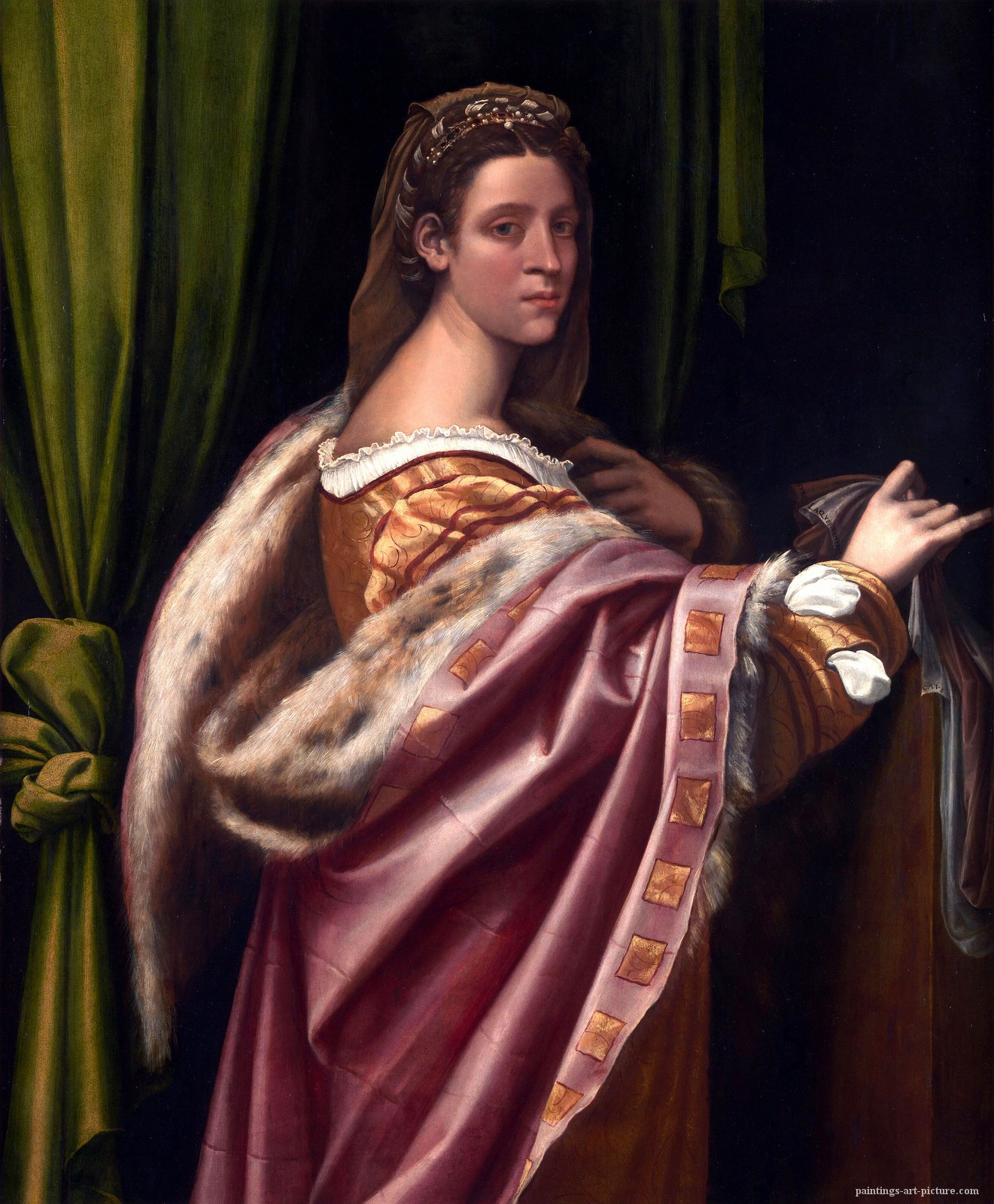
Худ. Себастьяно дель Пьомбо, Неизвестная дама из Рима, 1540-е гг.

Важной особенностью маньеризма как стиля был его аристократизм, недемократичность, ориентированность на вкусы богатых владельцев, в целом придворный характер. Главными заказчиками и потребителями искусства маньеризма была церковная и светская аристократия. Не удивительно, что значительные центры маньеризма группировались при дворе папы римского, герцогского двора во Флоренции, при герцогском дворе в Парме, при королевских дворцах в Фонтенбло (Франция), Эскориале (Испания), Праге (Чехия), Кракове (Польша).
Маньеризм основан на противоречиях, в числе которых тщательное изучение произведений гениев Высокого Возрождения и неистовое желание работать в их же манере (отсюда название маньеризм), отказ от наблюдения за природой и поклонения авторитетам, виртуозность исполнения художественных работ, доминанта индивидуализма, высокая образованность мастеров и безудержная фантазия, теоретические заявления о наследственности своего искусства и при этом чрезвычайная искусственность, капризность художественных манер, почти полный отказ от классических канонов в архитектуре, в композициях картин, потеря гармонии ради диссонансов, тревожности, асимметрии, чрезвычайного воздействия на чувства и сознание заказчика и зрителя. Фантазия даже становилась главной целью художника-виртуоза.

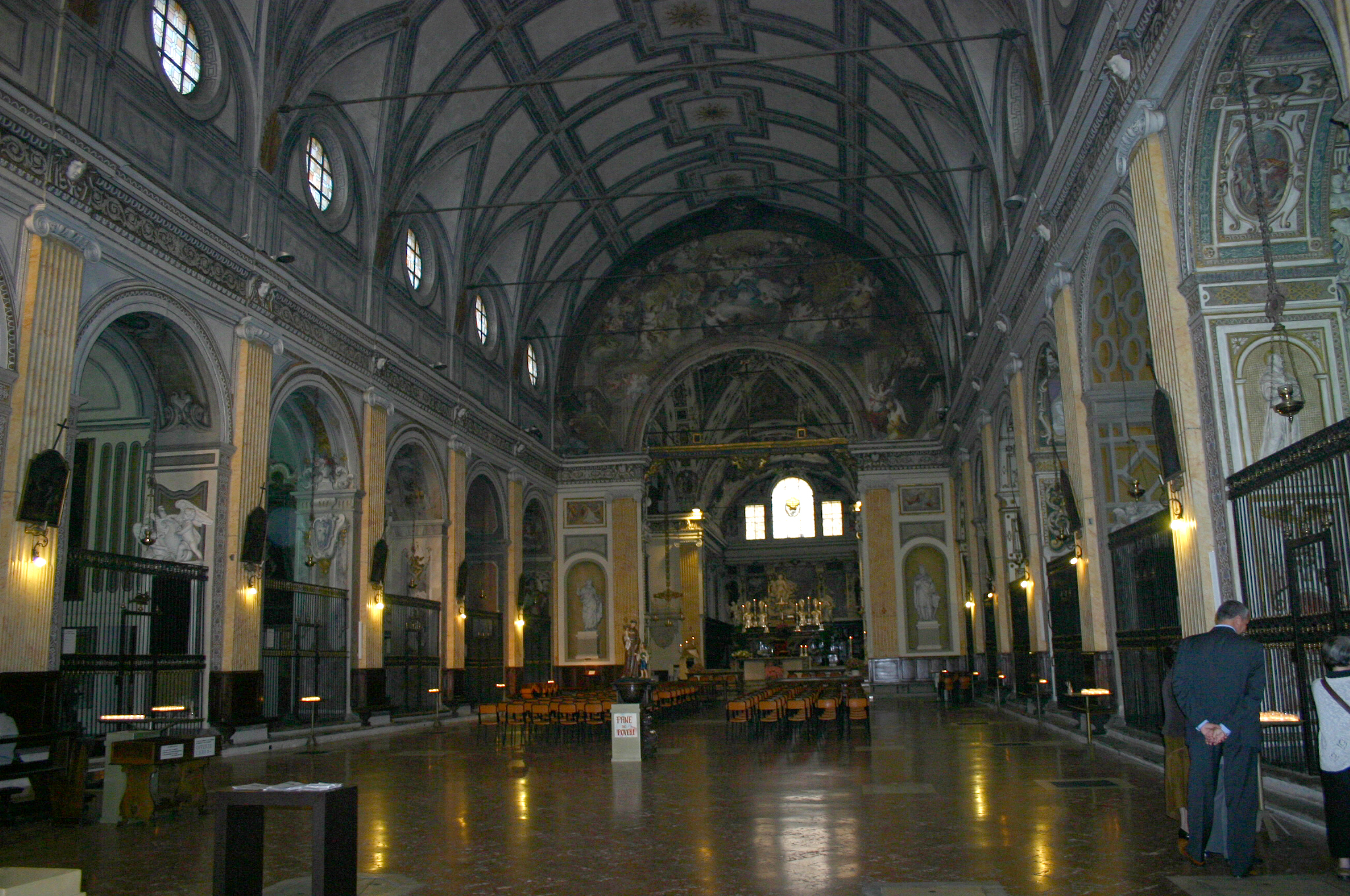
Церковь Сан Анжело, Милан
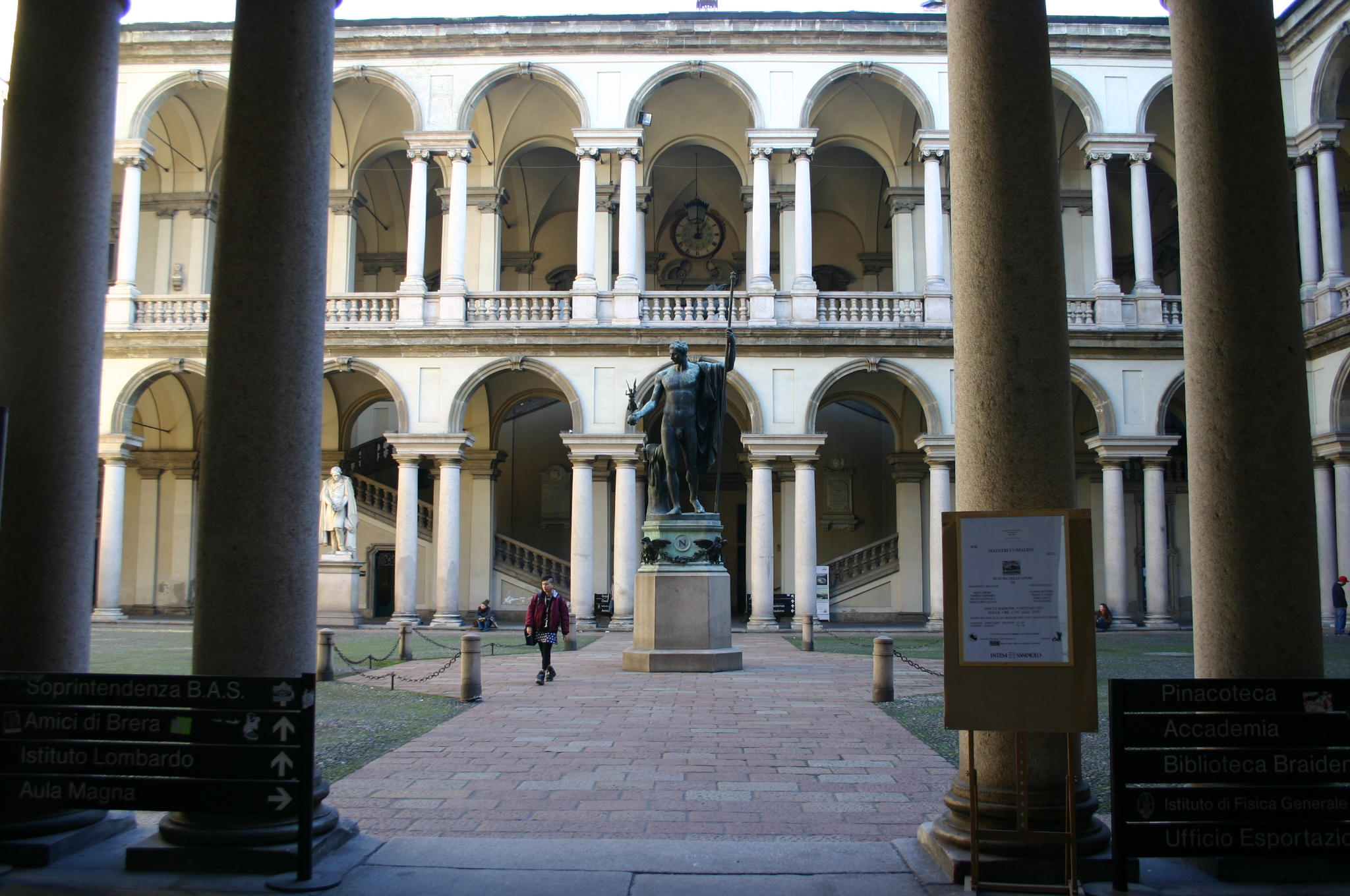
Палаццо ди Брера, Милан
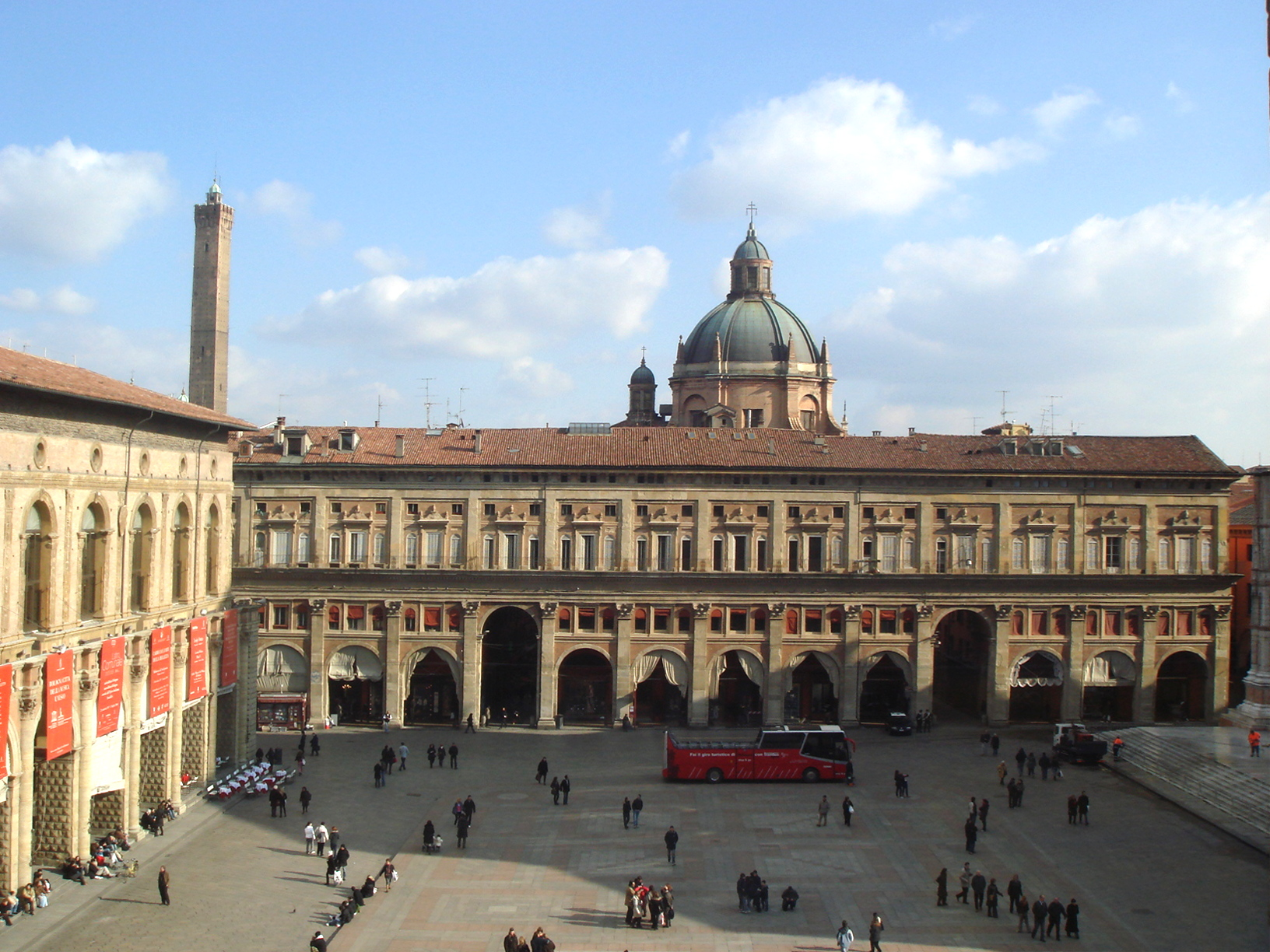
Палаццо-дей-Банки, Болонья
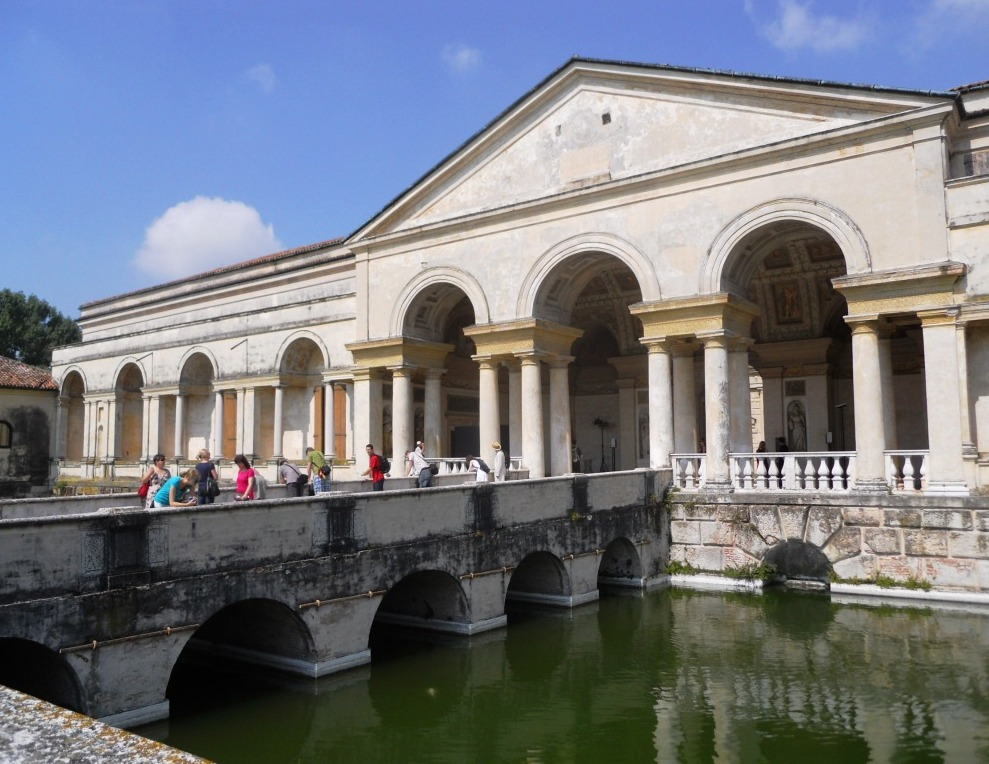
Палаццо дель Те, Мантуя

## Регулярные сады Италии

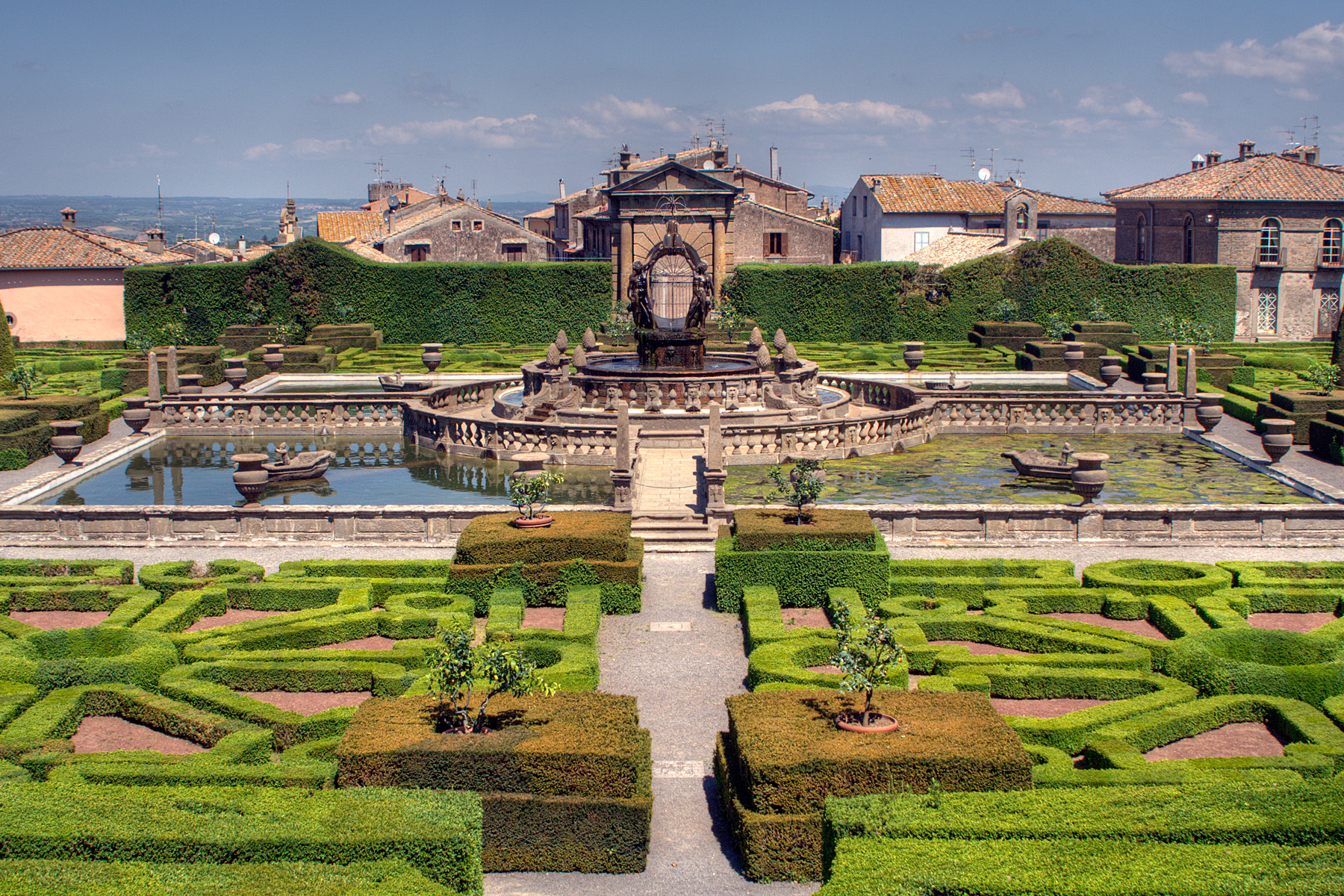
Сад виллы Ланте, фонтан «Четыре мавра»

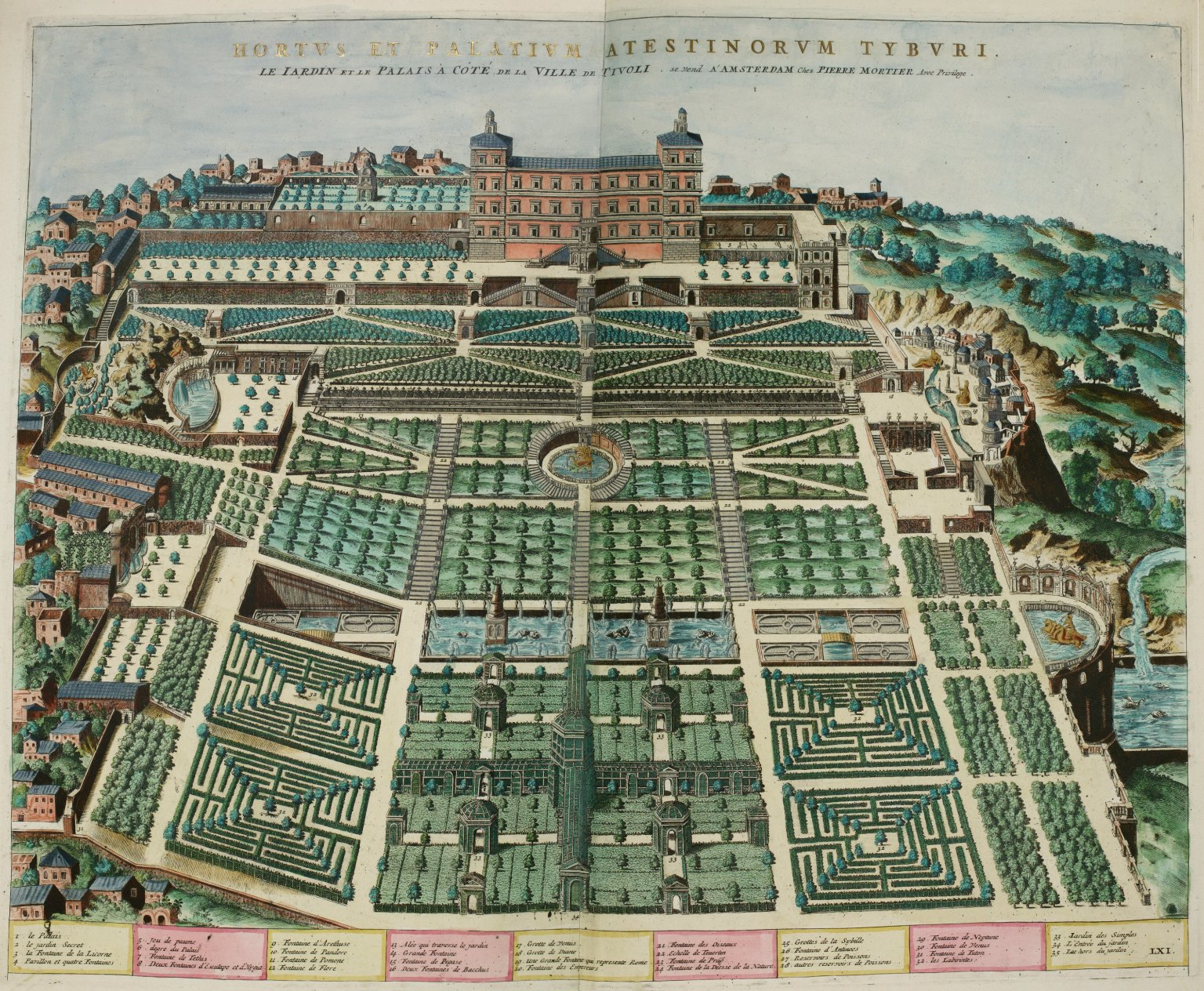
Вилла д’Эсте в Тиволи

В 16 веке инициатива в создании декоративных садов перешла от Флоренции к Риму. Сюда активно переносили достижения искусства из других культурных центров Италии — от находок в архитектуре Лаурана, Лучано де и Браманте до лучших достижений в живописи, скульптуре и садоводстве. В Риме существовала прослойка образованных заказчиков с большими средствами (папы римские, кардиналы, римская аристократия), готовые потратить эти средства на возведение загородных вилл и садов. Среди первых загородных вилл Рима — Вилла Мадама, вилла Джулия для папы римского Юлия II (Джулиано делла Ровере), дворец Бельведер с садами, созданный в Ватикане. Если вилла Мадама (и её сад) по разным обстоятельствам остались недостроенными, то дворцу Бельведер было суждено стать образцом для других садов до его уничтожения. Творческим развитием лучших руководств сада Бельведер архитектора Браманте станет сад Виллы Джулия (арх. Джакомо да Виньола). К созданию загородных вилл с садами привлекают лучших архитекторов эпохи, которые также становятся и ландшафтными архитекторами.
Среди первых, кто заимствовал установки декоративных садов Италии — садовники и архитекторы Франции. Барочному саду французского типа присущи все черты ренессансного и барочного сада Италии. Здесь и использование террас, и партеров, и водных ресурсов. Но французские сады распланированы на небольших холмах, а террасы были не такие высокие, как в Италии. Во Франции любили партеры и придумали несколько их разновидностей: партер сухой, водный, партер со скульптурой, партер с арабесками (сложными узорами). Природу активно уподобляли геометрическим фигурам (стрижкой кустов под конус, шар, стену), пруды в виде зеркал, русла рек в виде прямых каналов и т. д. Все это подчинено главной доминанте сада — дворцу вельможи или короля. Именно во Франции 17 века сложился завершенный тип садово-паркового ансамбля, который получил название сада французского типа и взял на себя всю славу итальянских образцов.
Чудеса садов эпохи итальянского маньеризма и барокко были продолжены в 20 веке, когда создали сад Ла Скарцуола.

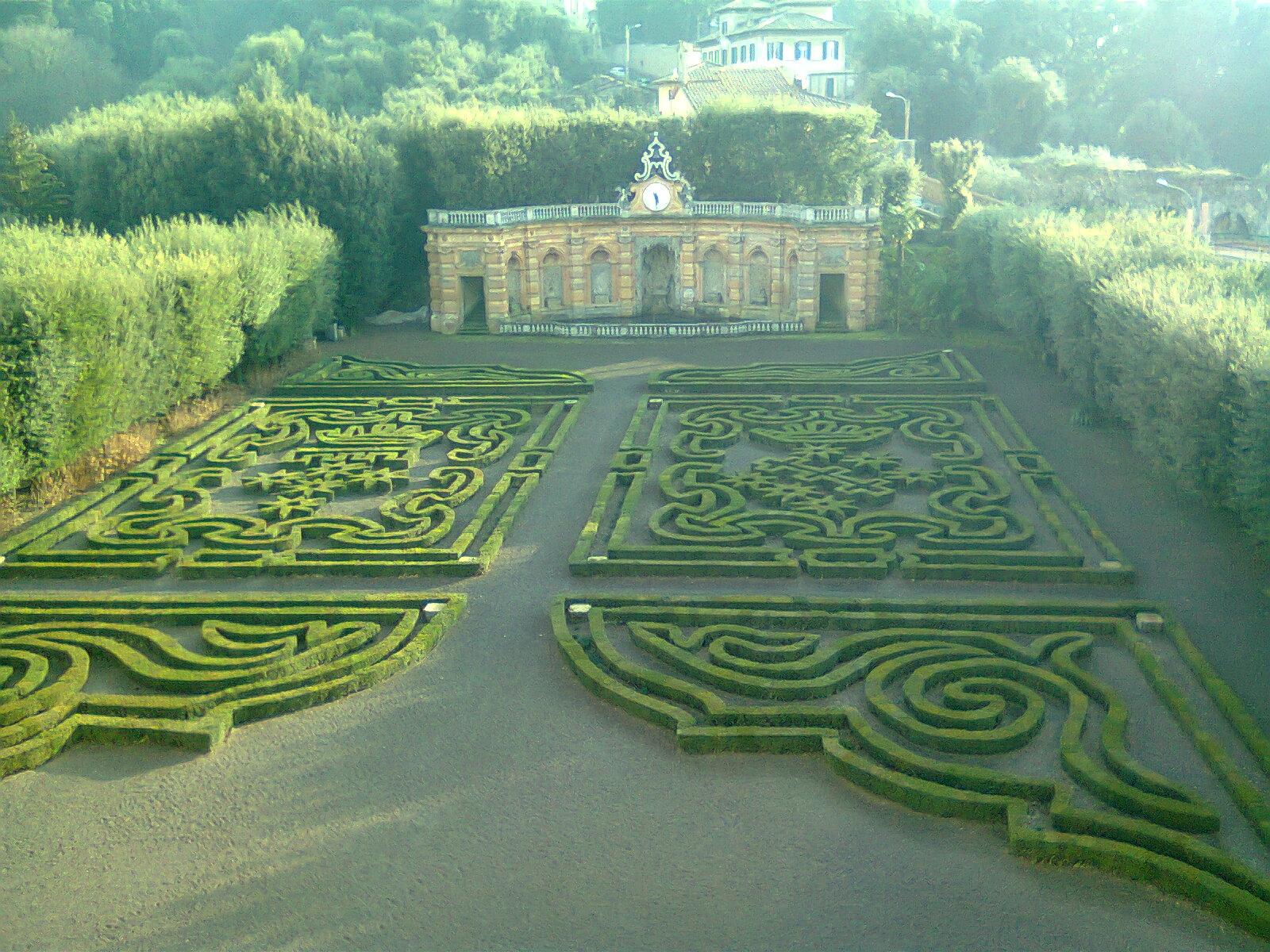
Вилла Ланцелотти, сад и нимфей
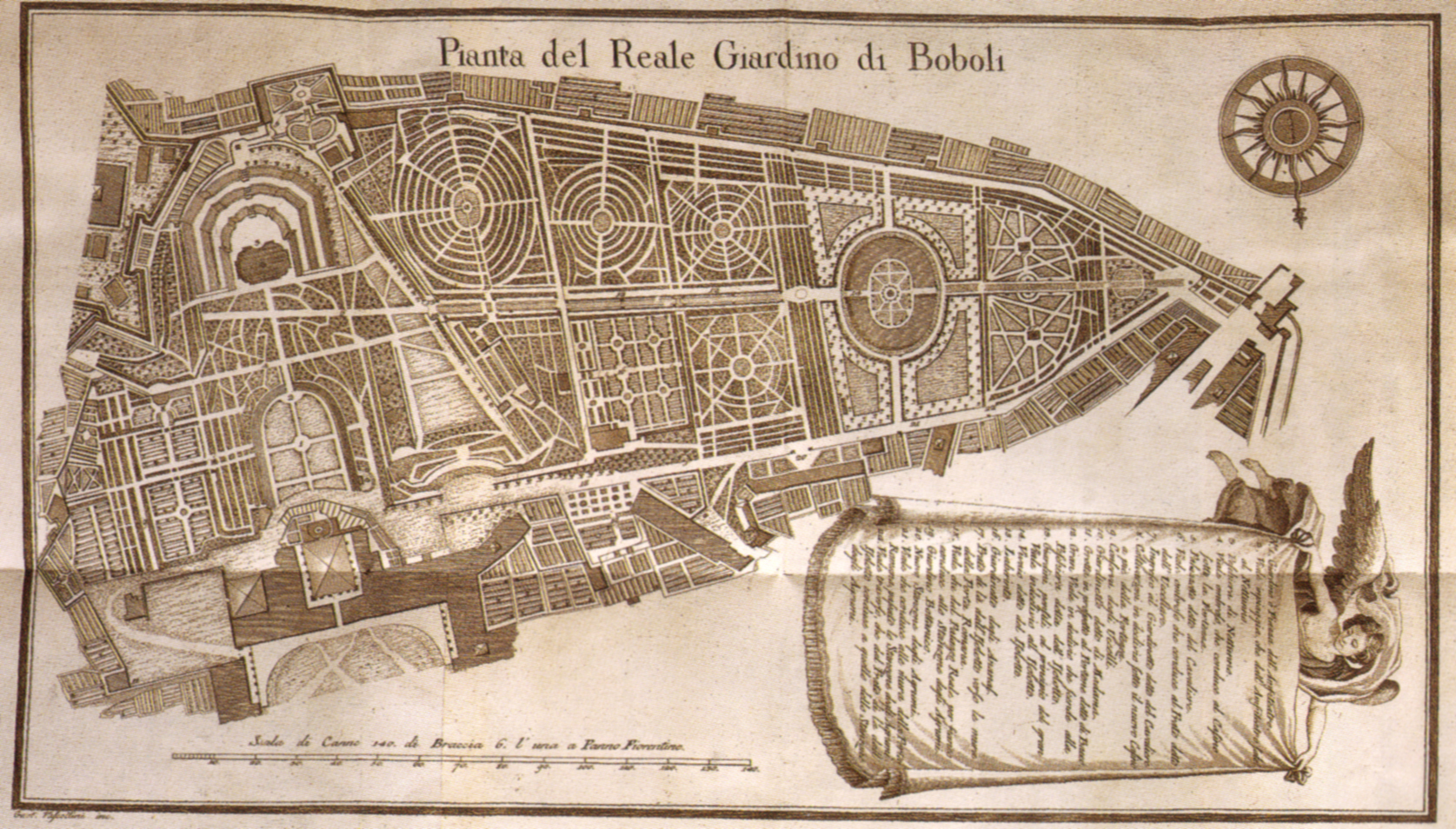
Сады Боболи, Флоренция, план
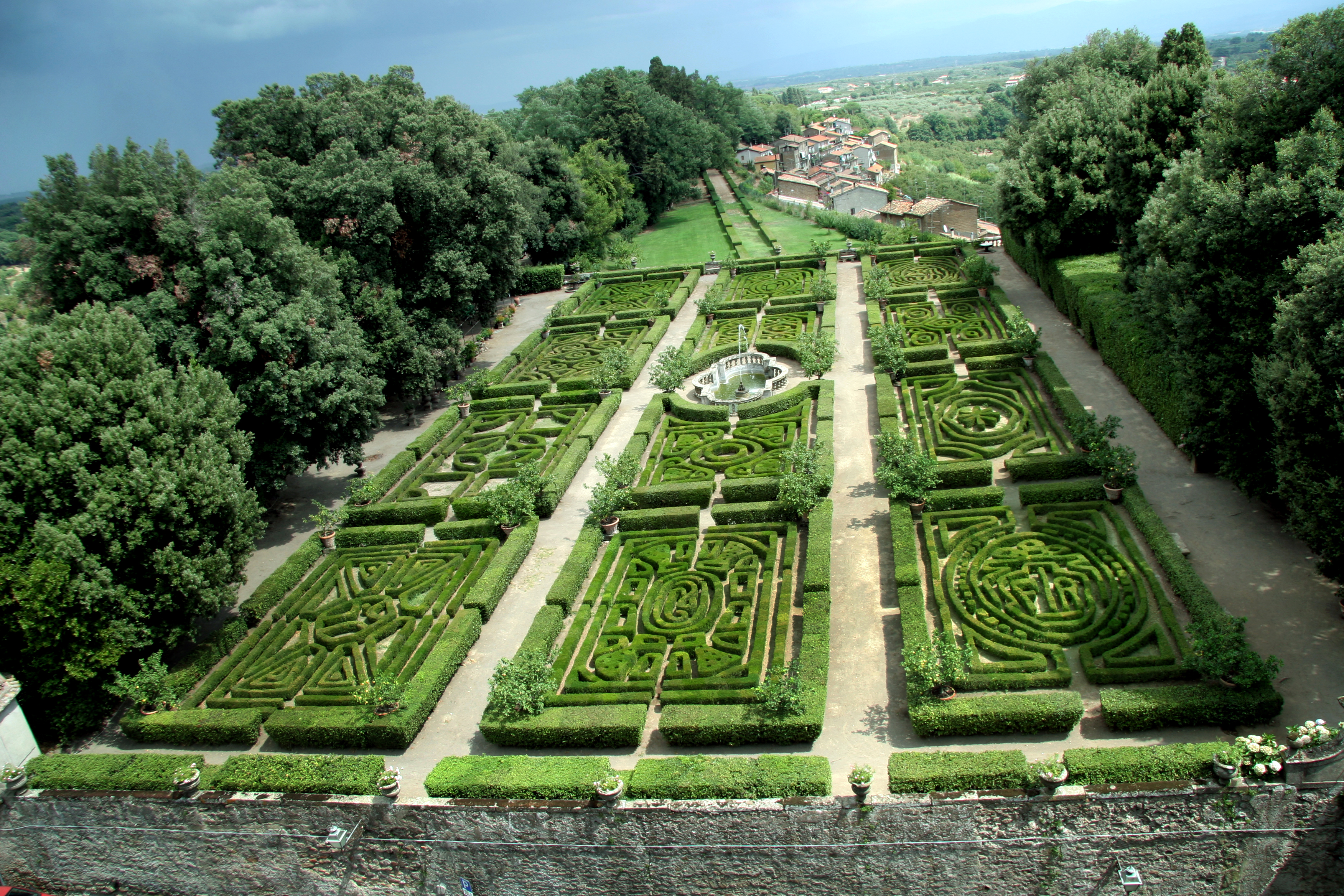
Сад Кастелло Русполи Виньянелло, Италия

## Барокко Италии

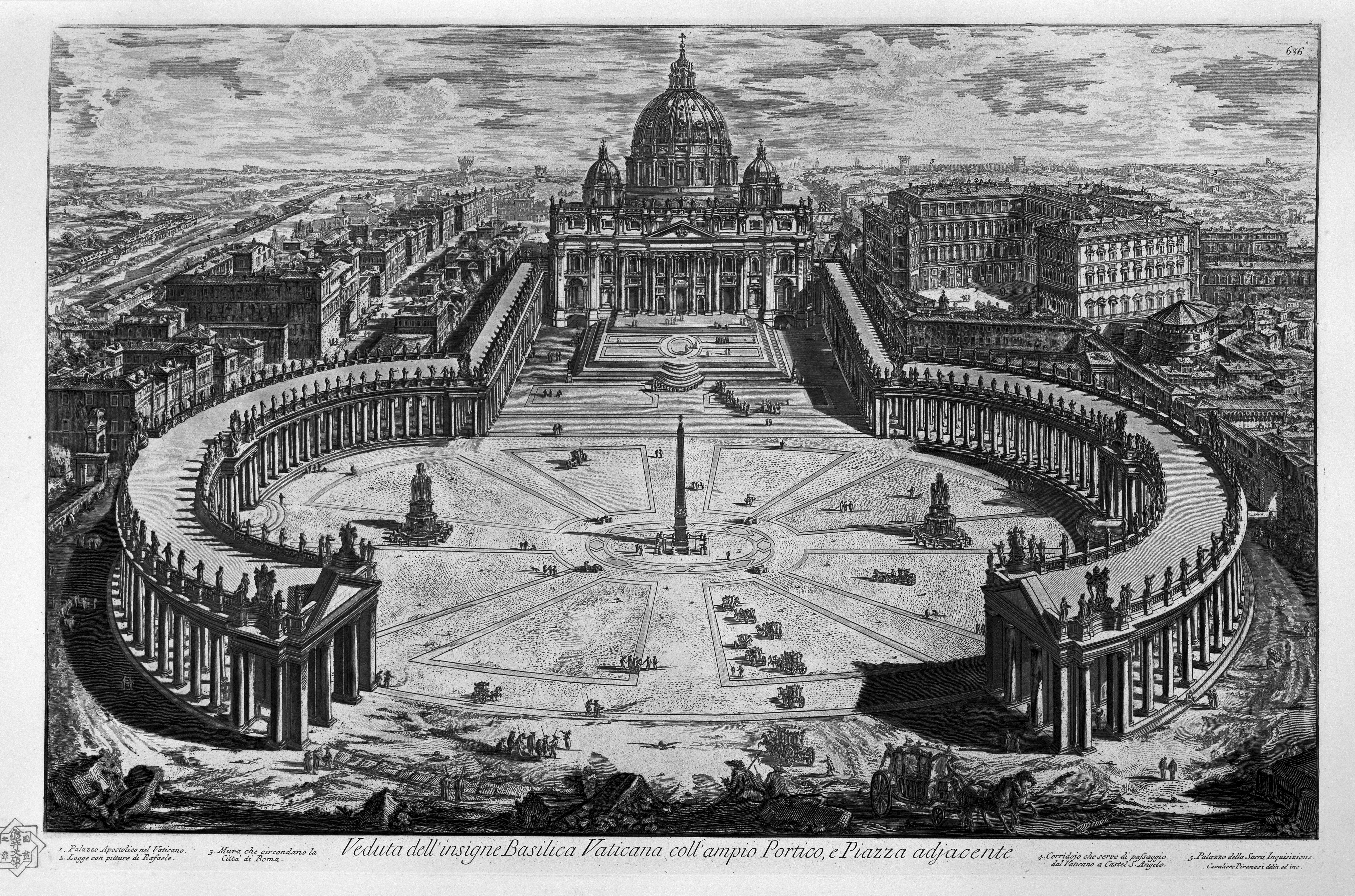
Лоренцо Бернини. Колоннада собора Св. Петра в Риме

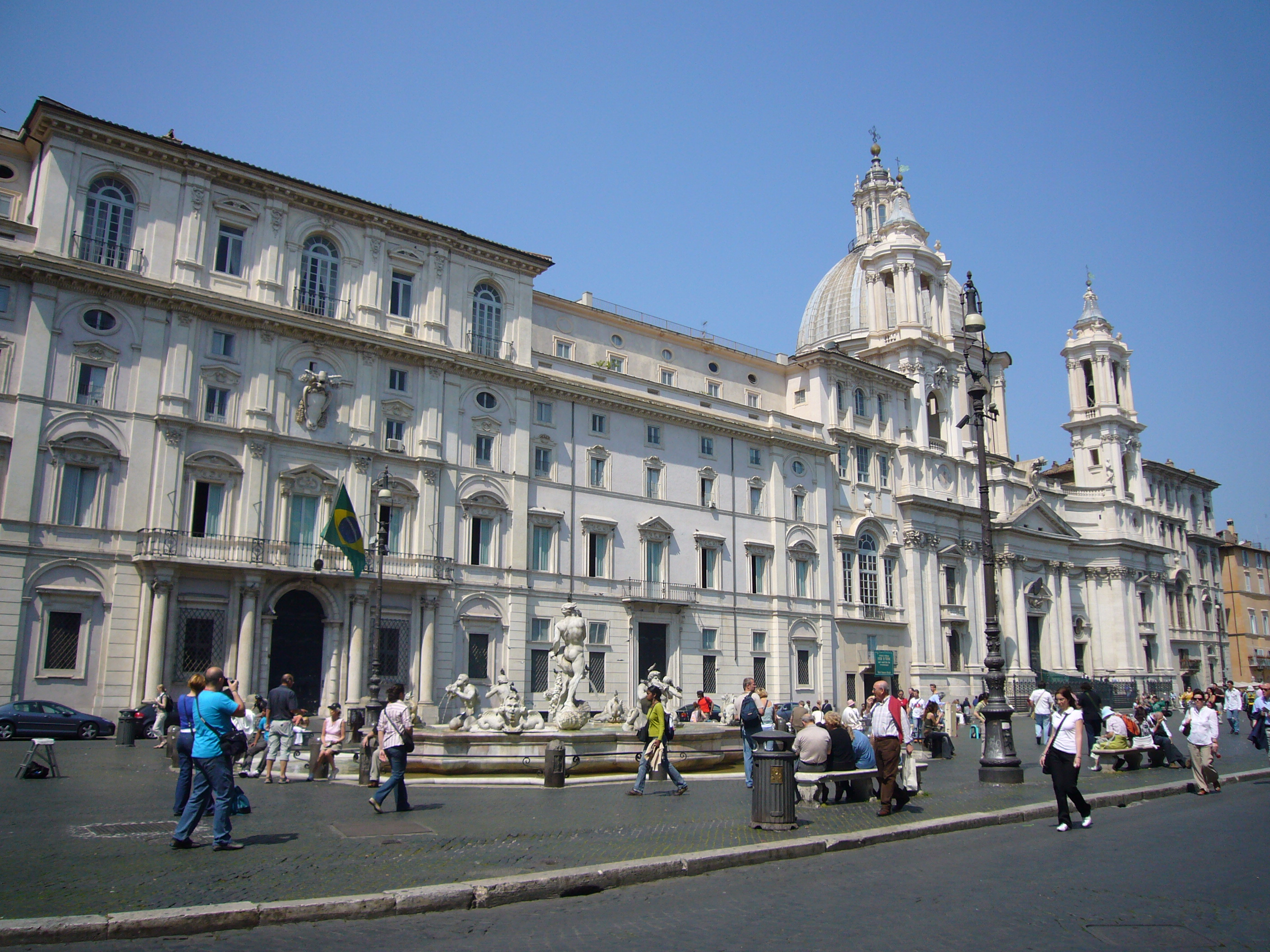
Рим. Палаццо Памфили и церковь Сант-Аньезе-ин-Агоне

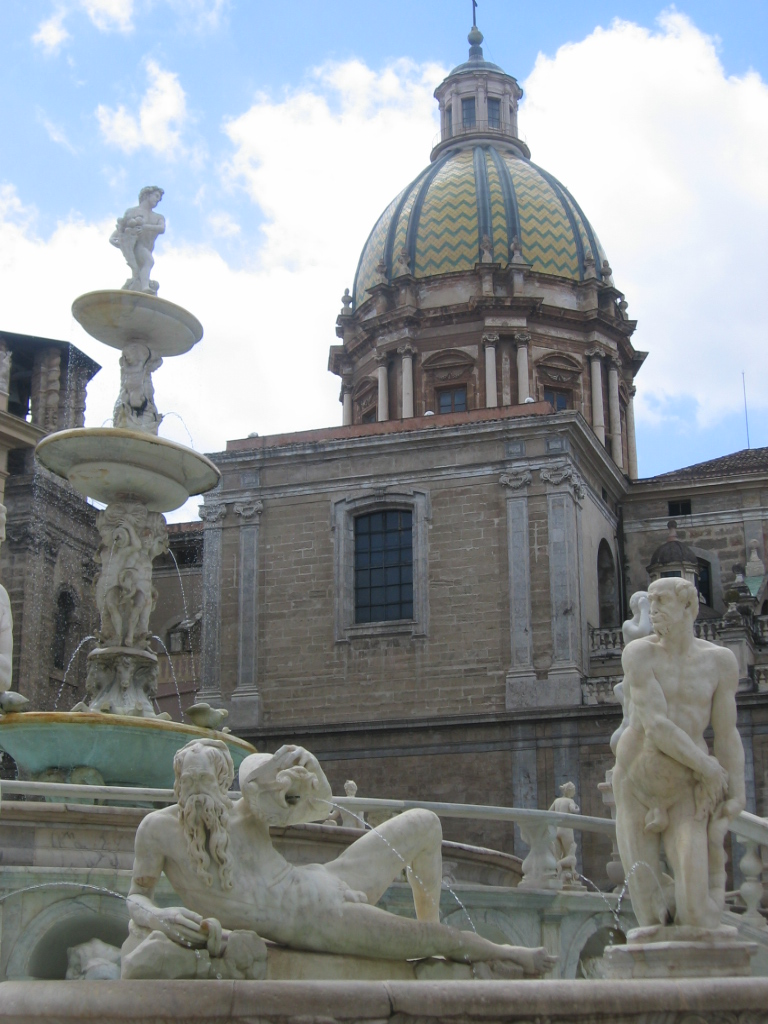
Барочное Палермо, площадь Претория

Родина барокко — Италия, где в выдающихся художественных центрах (Риме, Мантуе, в меньшей степени — в Венеции и Флоренции) произвели первые образцы барокко в архитектуре, скульптуре, живописи. По мнению ученых, барокко — кризисный стиль, что возник на волне кризиса гуманизма и рождения маньеризма. Но это не исключало желание наслаждаться дарами жизни, искусства и природы; эпохе присущи широкое использование насилия, работорговли, истребление необычных культур или идейных течений как в самой Европе, так и за её пределами (Контрреформация, миллионы уничтоженных индейцев Америки, засилье инквизиции и т. п.). Если Возрождение имело незначительное распространение в странах за пределами Италии, то с эпохи барокко началось настоящее нашествие западноевропейской цивилизации в известный мир и включение в орбиту своих хищнических интересов отдаленных стран и континентов (эпоха Великих географических открытий, хищническая колонизация Америки, Южной Азии и др.). Основателем барокко в Италии считают Микеланджело Буонарроти (1475—1564). Именно он усилил архитектуру исполинским ордером, широко использовал карнизы, удвоение пилястр и колонн, тесноту архитектурных элементов и сверхчеловеческий размер. Скульптурные и архитектурные произведения гения и до сих пор производят впечатление скорби, напряжения, нервозности, хотя сохраняют четкое построение, симметрию и потустороннюю, почти невозможную красоту.
Характерной чертой является великолепие, парадность, яркость цветов, контрастность, экстравагантность орнамента, асимметрия конструкций. В барочной архитектуре господствуют сильные контрасты объёмов, преувеличенная пластика фасадов, эффекты светотени и цвета. Живопись и скульптура отмечаются декоративно-театральными композициями, тонкой разработкой колорита и эффектов освещения, осложнённой пластикой, парадностью. В музыке — появление оперы, развитие свободного полифонического стиля (в частности в творчестве Палестрини).

### Архитектура 17 в.
Состояние дел в римской архитектуре 17 в. целиком зависело от противостояния и конкурентной борьбы мастеров Бернини и Борромини.
- Лоренцо Бернини (1598—1680) — стал проводником официальной линии римских пап в искусстве периода барокко, позиционировал себя как универсального мастера, способного одинаково плодотворно заниматься живописью, архитектурой и скульптурой. Но он оказался слабым художником, а в архитектуре остался одаренным любителем, способным разработать идею, программу произведения, бросая все хлопоты по расчетам, инженерному обеспечению и реальному воплощению на многочисленную армию скульпторов и архитекторов-помощников собственной римской мастерской. Себе он оставлял огромные гонорары и славу.
- Франческо Борромини (1599—1667) — занимался только архитектурой. Он — виртуозный архитектор-практик и мастер чертежей, которыми он плодотворно занимался ещё в Милане. Чертежи Борромини не имели себе равных по профессиональному совершенству в Италии 17 века. Вытесненный на обочину архитектурной практики в Риме, он становится архитектором монашеских орденов. Поэтому его творчество — неоправданно скромное. Но значительная художественная ценность и популярность произведений Боромини пересечет границы Италии и найдет настоящих продолжателей и потомков в творческих личностях, среди которых Николо Микетти (Константиновский дворец, Стрельна, Российская империя) или Ян Блажей Сантини Айхл (Чехия).

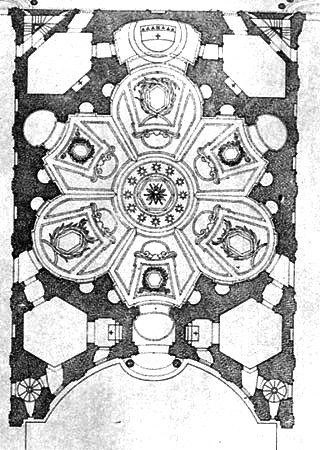
План церкви Сант-Иво алла Сапиенца
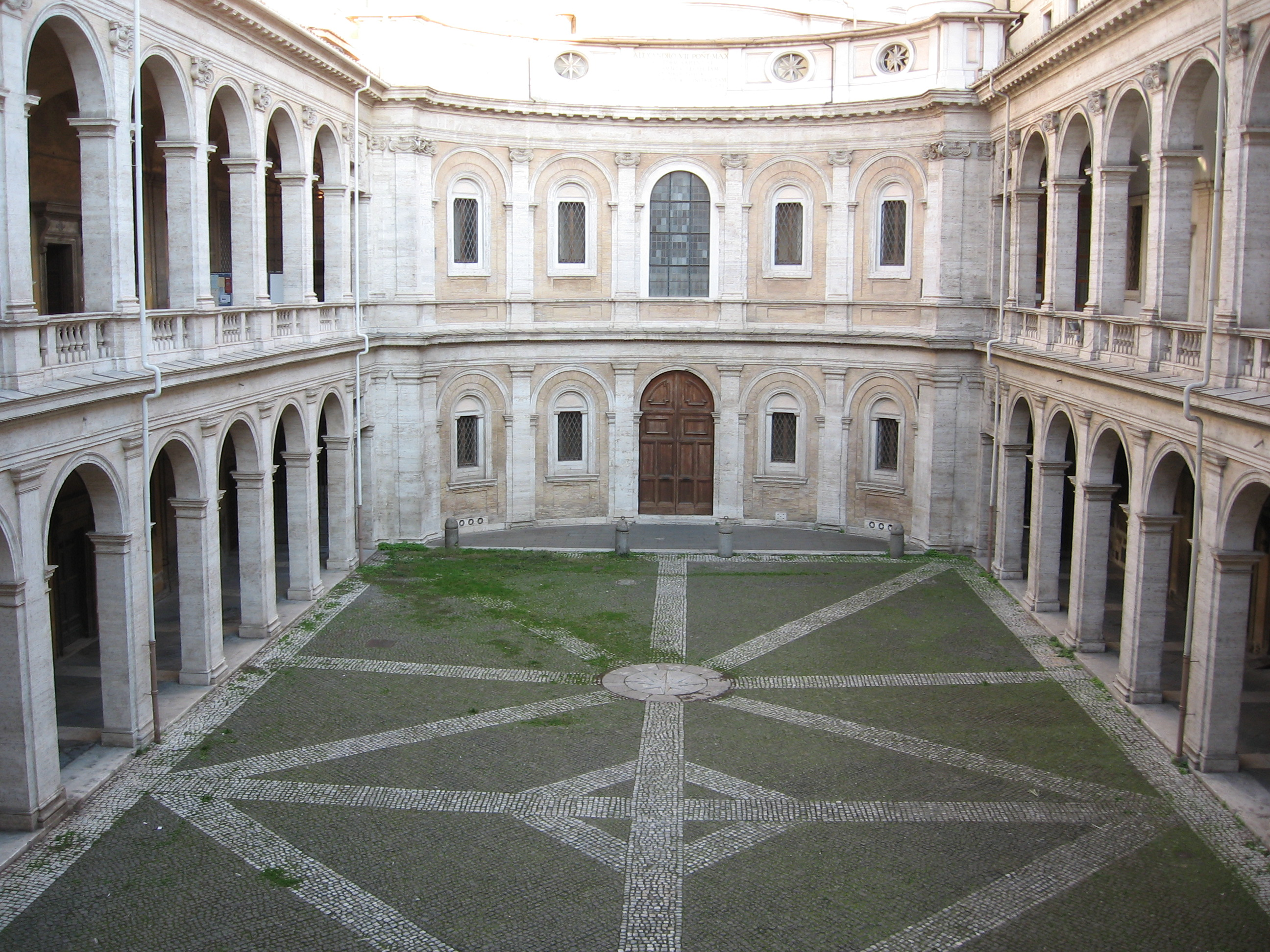
Двор Сант-Иво алла Сапиенца
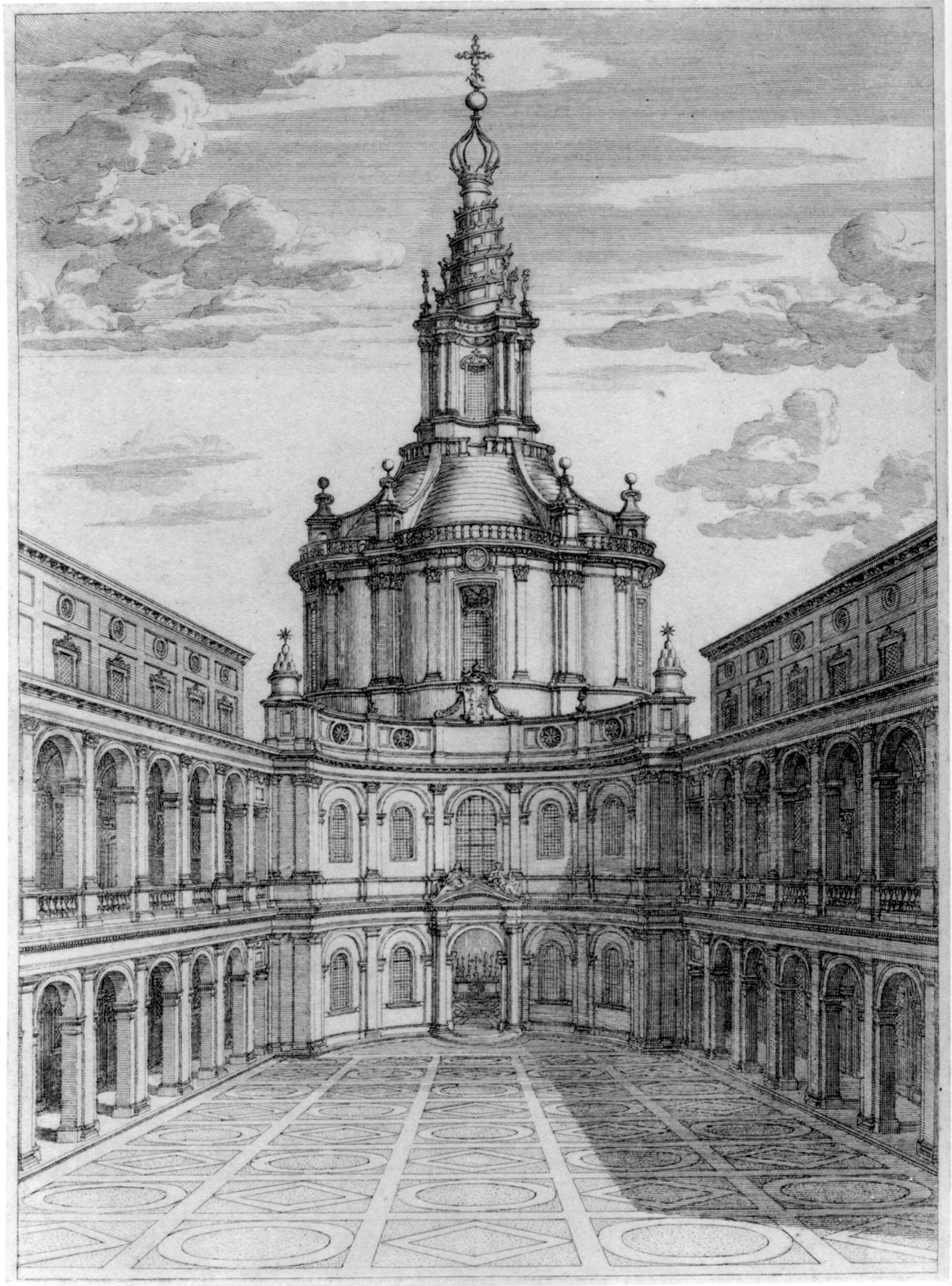
Сант-Иво, старинная гравюра 1695 г.
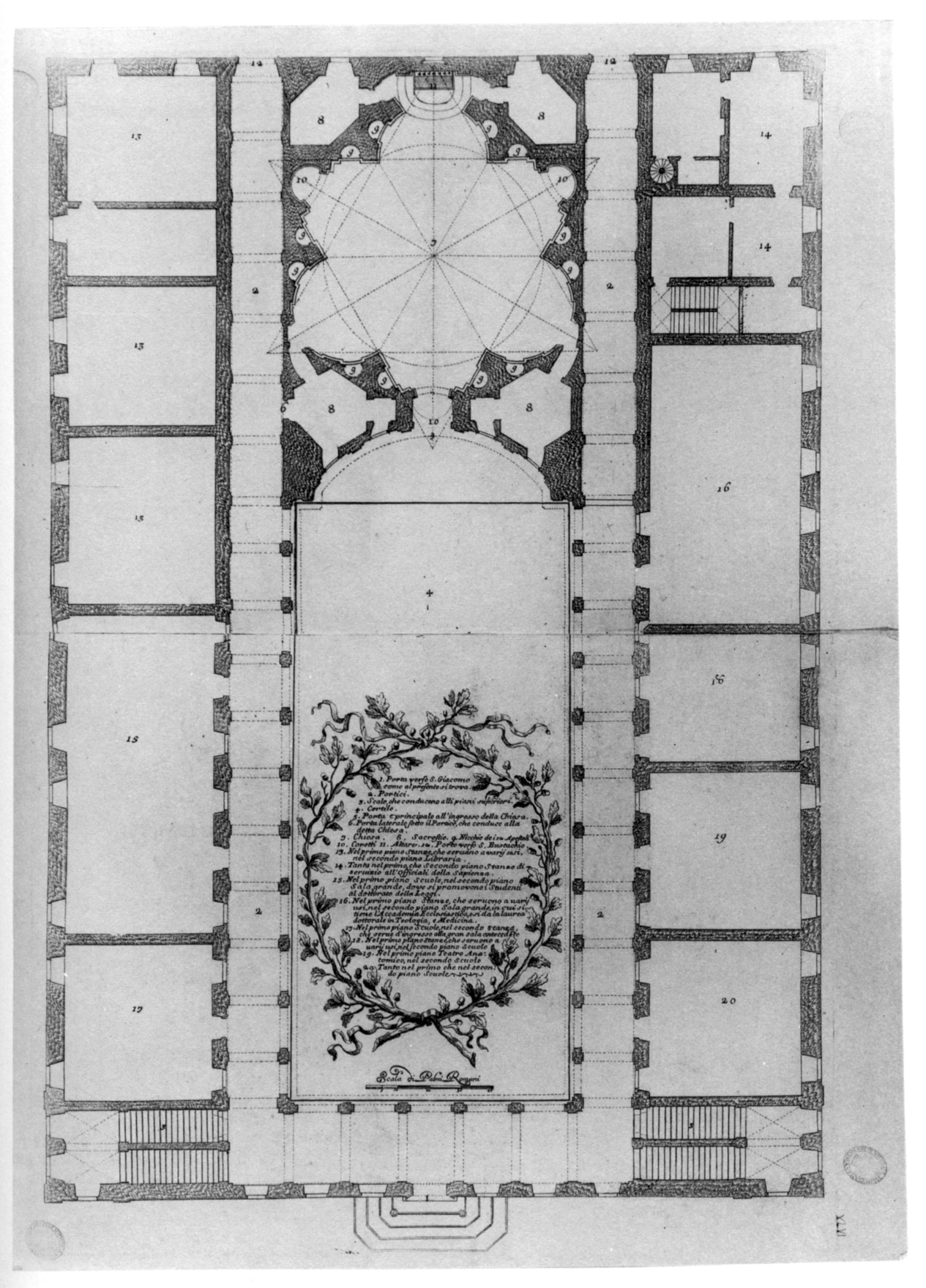
Композиция дворца и церкви Сант-Иво

### Итальянский сад барокко

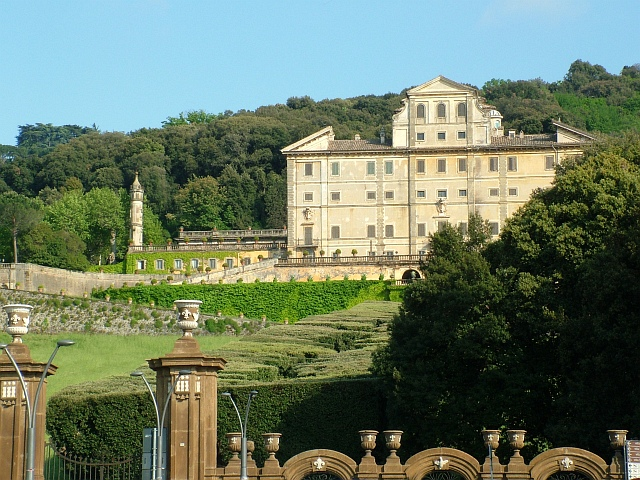
Вилла Альдобрандини

Барочный сад итальянского типа — логическое продолжение сада эпохи Возрождения. Сады Возрождения были ещё небольшие по размерам, лишенные великолепия. Использовали фонтан со скульптурой, скамьи, горшки с лимонными деревьями. Над всем доминировал дворец или вилла. Террасы ещё не подчинены единому художественному замыслу, друг другу и дворцу. Теснота застройки в городских крепостных стенах не позволяла создавать сады в городах, и они возникают на окраинах (сады Боболи во Флоренции) или в сельской местности.
Образцом развитого барочного сада итальянского типа стал ансамбль виллы Альдобрандини в Фраскати под Римом. Архитектор виллы стал и главным садовником. Джакомо делла Порта (1537—1602) использовал горный склон для создания террас, на которых распланировал и дворец для Альдобрандини, и сад. Горный ручей стал украшением каскада, который переходил в большой нимфей, равный по размерам самой вилле. Парковая терраса виллы стала театральным залом для нимфея, украшенного скульптурами, гротом, лепкой. Грохот воды оживлял все это нагромождение архитектуры и скульптур.
Противоположный фасад виллы удивлял грандиозными размерами и овальными ступеньками величественных размеров, что увеличивали и без того большой фасад.

## Искусство Италии в XVIII в

### Позднее барокко
Барокко, родившееся и вызревшее в Италии, задержалось в национальном искусстве дольше, чем в других европейских странах. Понемногу в нём идет накопление кризисных черт и усталости. Уже в произведениях Карло Маратта (1625—1713) барочная живопись теряет достоинство, правдивость, которые вытесняют бравурность и неискренняя патетика. Исследователь Дж. Арган с горечью заметил: «Его живопись на службе у властителей символизирует банальные вещи, прикрываясь авторитетом Рафаэля и Тициана». Но барочная живопись Италии ещё не теряла способности обновляться и рассказывать о природе, истории и мире человеческих чувств как в произведениях провинциальных мастеров (Креспи, Витторе Гисланди), так и в декоративной живописи (Джованни Баттиста Тьеполо). Затихающее барокко надолго удержит свои позиции и в театрально-декорационном искусстве Италии, и многих европейских странах (Андреа Поццо, Фердинандо Бибиена, Джузеппе Валериани).
Но центр художественных поисков в Европе окончательно уходит во Францию.

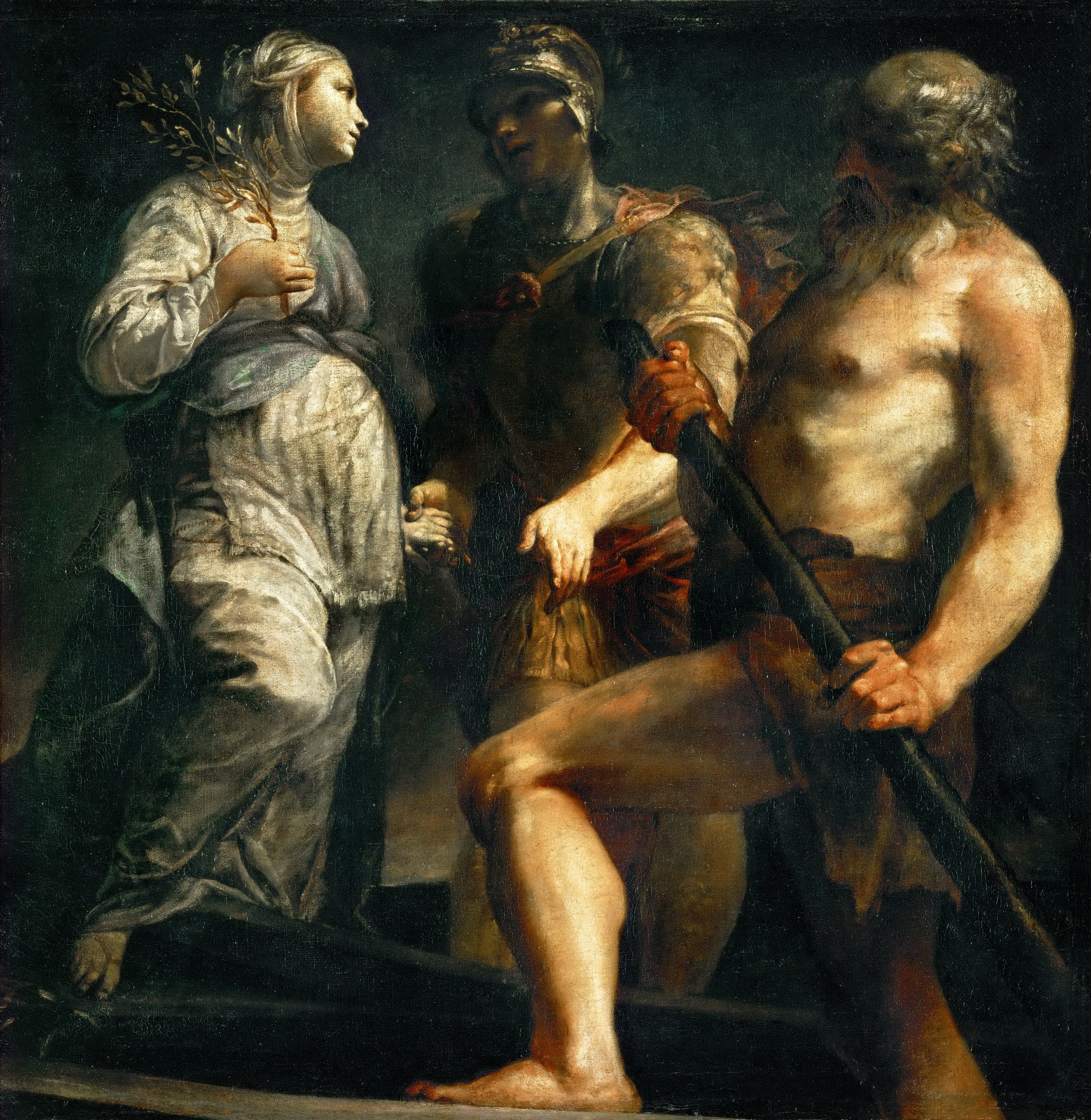
Креспи. Сивилла Кумская, Эней и перевозчик Харон, 1705 год.
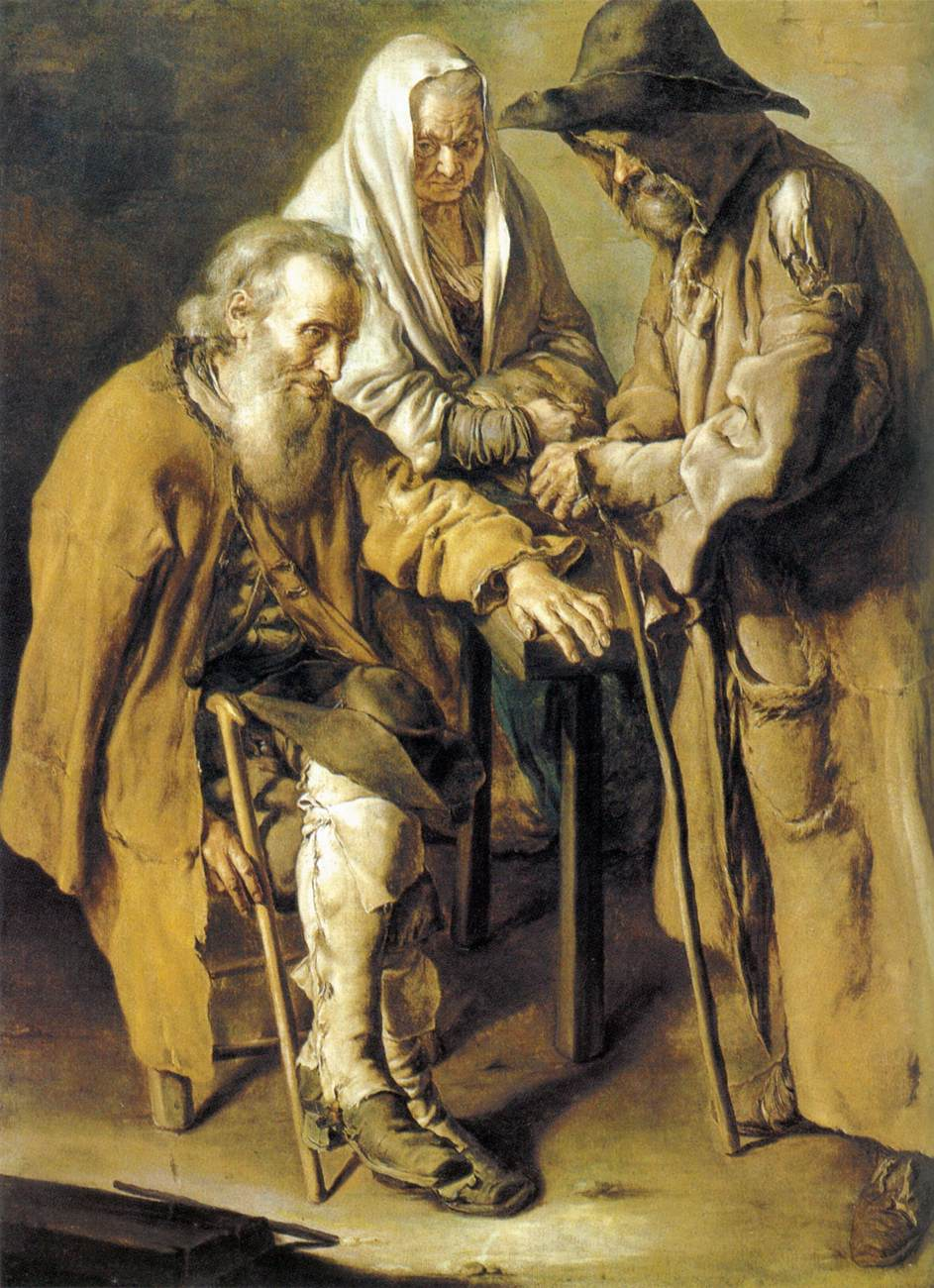
Джакомо Черути. «Трое нищих», 1736 год.
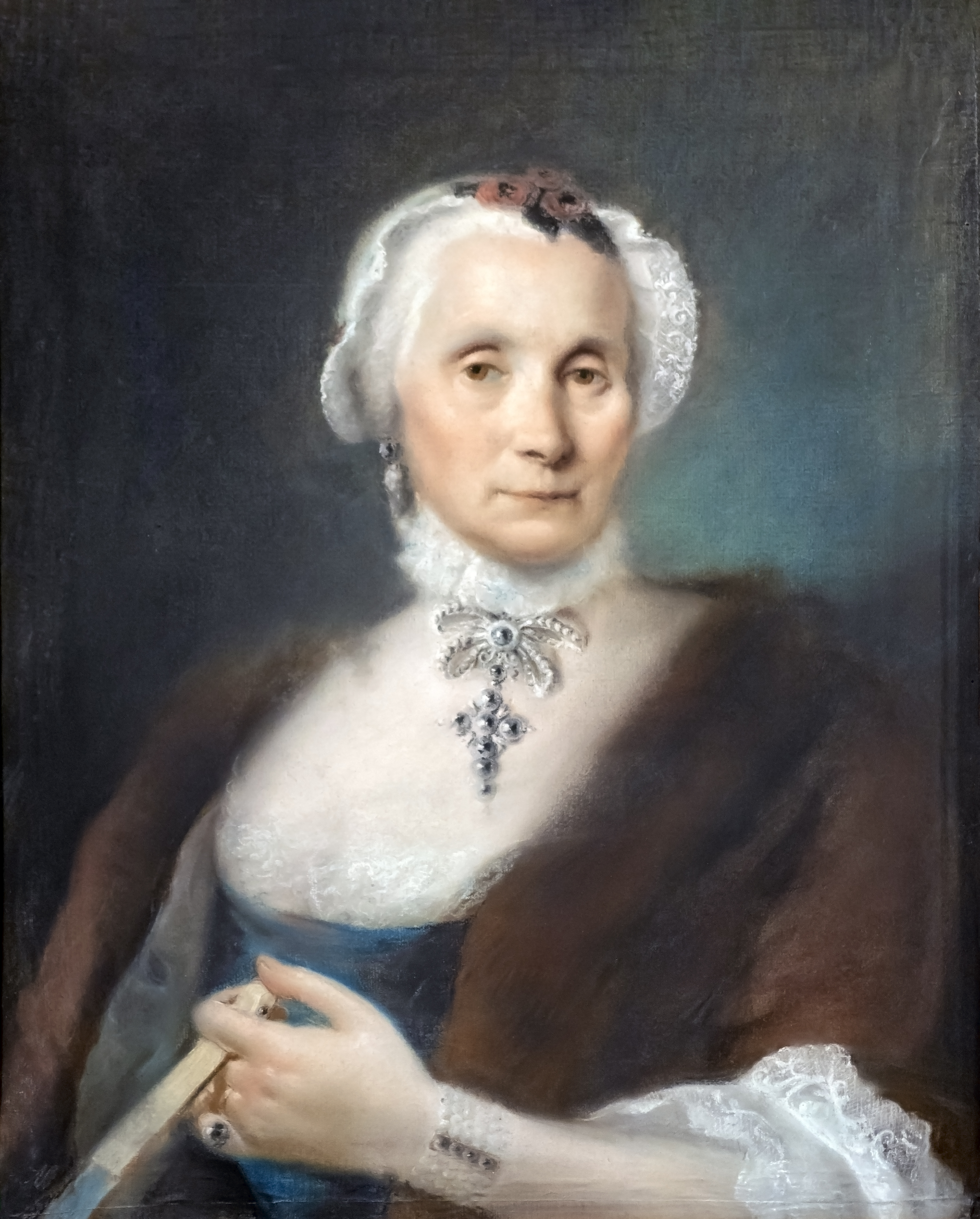
Лоренцо Тьеполо. Портрет Цецилии Гварди
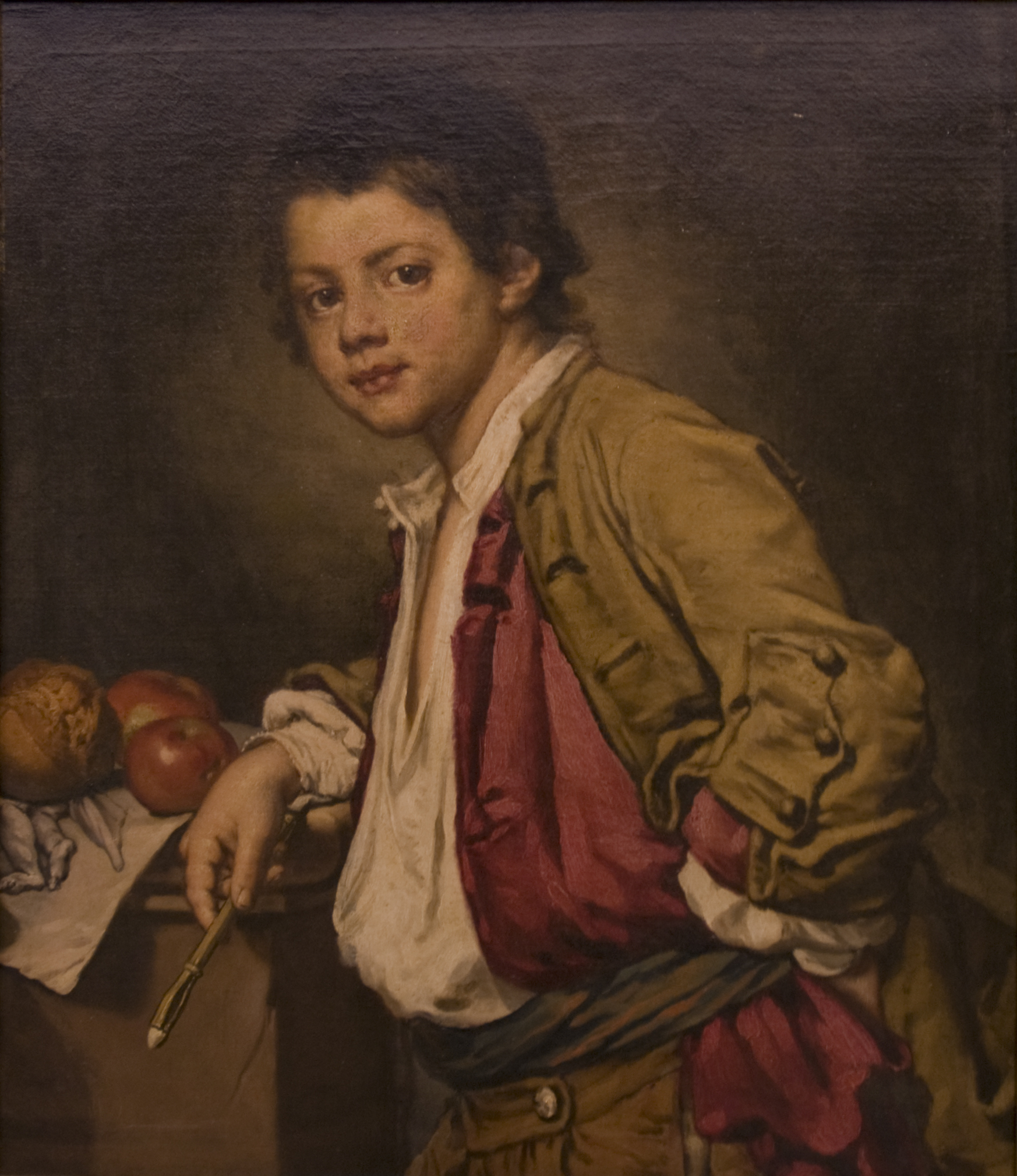
Витторе Гисланди. Юный художник, 1732 год.

### Короткое итальянское рококо

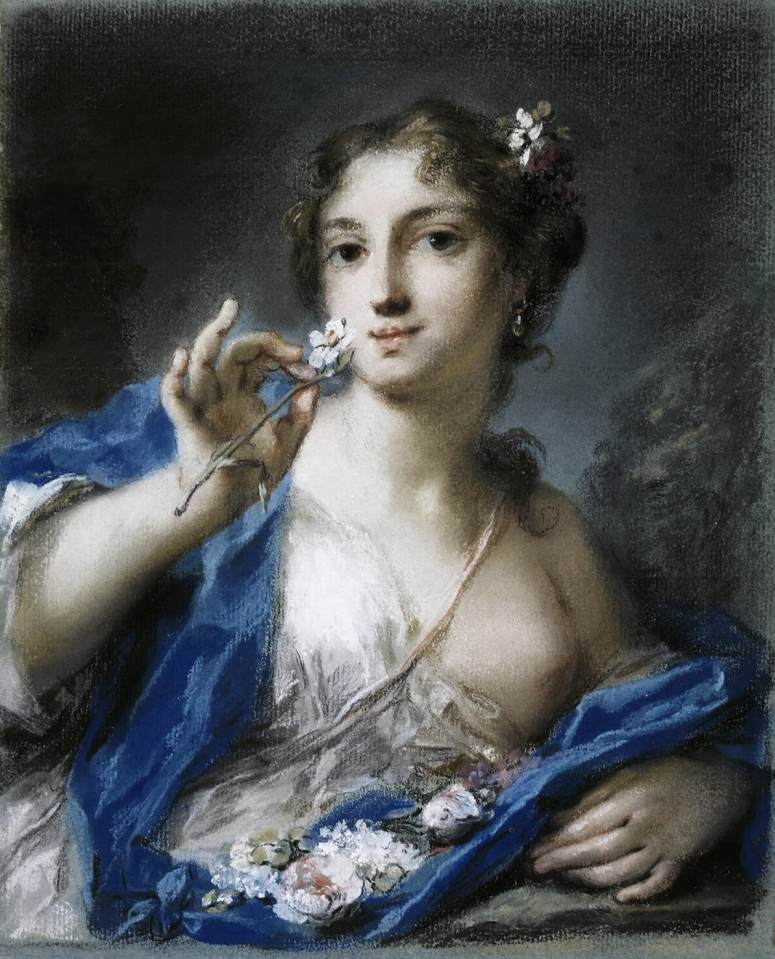
Розальба Карьера. «Аллегория весны», 1725 г.

Художники Италии принимали непосредственное участие в рождении и развитии стиля рококо. Художница из Венеции Розальба Карьера при поддержке мецената Пьера Кроза перебралась в Париж, где деятельно способствовала развитию стиля вместе с французом Ватто. Стиль выразился прежде всего в планировке и декорации интерьеров (дворцов, церквей, костёлов) в тематической живописи и портрете. В эпоху рококо скульптура (преимущественно полихромная) стала существенной частью архитектурной композиции, а орнамент (в частности в резьбе) принял форму раковины («rocaille»). В эпоху рококо широко развилось ремесло — ткачество, ювелирное дело, производство мебели, рисование гобеленов.
Вельможи эпохи рококо ставили целью ежедневные наслаждения. Наслаждениям должны были способствовать роскошные интерьеры дворцов и церквей, роскошные платья, череда праздников в садах барокко и в павильонах летом, а зимой во дворцах. В больших масштабах использовалась косметика — белила, пудра, румяна, чёрная краска для бровей, мушки. Косметику обильно использовали как женщины, так и мужчины. Особое распространение получило использование мушек на лице — расположение мушек имело своё значение для осведомленных в куртуазных играх вельмож. Космополитизм живописи рококо наиболее присущ именно произведениям итальянцев, которые довольно легко пересекали границы различных государств и годами работали за пределами Италии (Джакопо Амигони — в Баварии, Лондоне и Мадриде, Бернардо Беллотто в Германии и Польше, Пьетро Ротари — в Дрездене, Вене и Петербурге). Но делали это вынужденно, потому что разрозненные княжества Италии катились в пропасть политического и экономического кризиса. Для Северной Италии это закончится военным захватом воинами Наполеона, потерей государственности Венецианской республикой и трагическими годами порабощения Австрийской империей до середины XIX в.
В живописи эпохи рококо преобладали праздники и театральные представления, бесконечные влюбленные пары мифологических персон. В портретах — все подчеркнуто улыбаются, приветливые, изящные, но это была маска, которая скрывала многочисленные недостатки и чрезвычайно сложные проблемы. Это был праздник посреди чумы — с искусственно отмененными проблемами, туберкулезом, сифилисом, бедностью, смертью.
Капризное и великолепное искусство рококо было смыто новой и мощной волной классицизма конца XVIII века и стилем ампир.

### Итальянская светская скульптура XVII—XVIII вв.

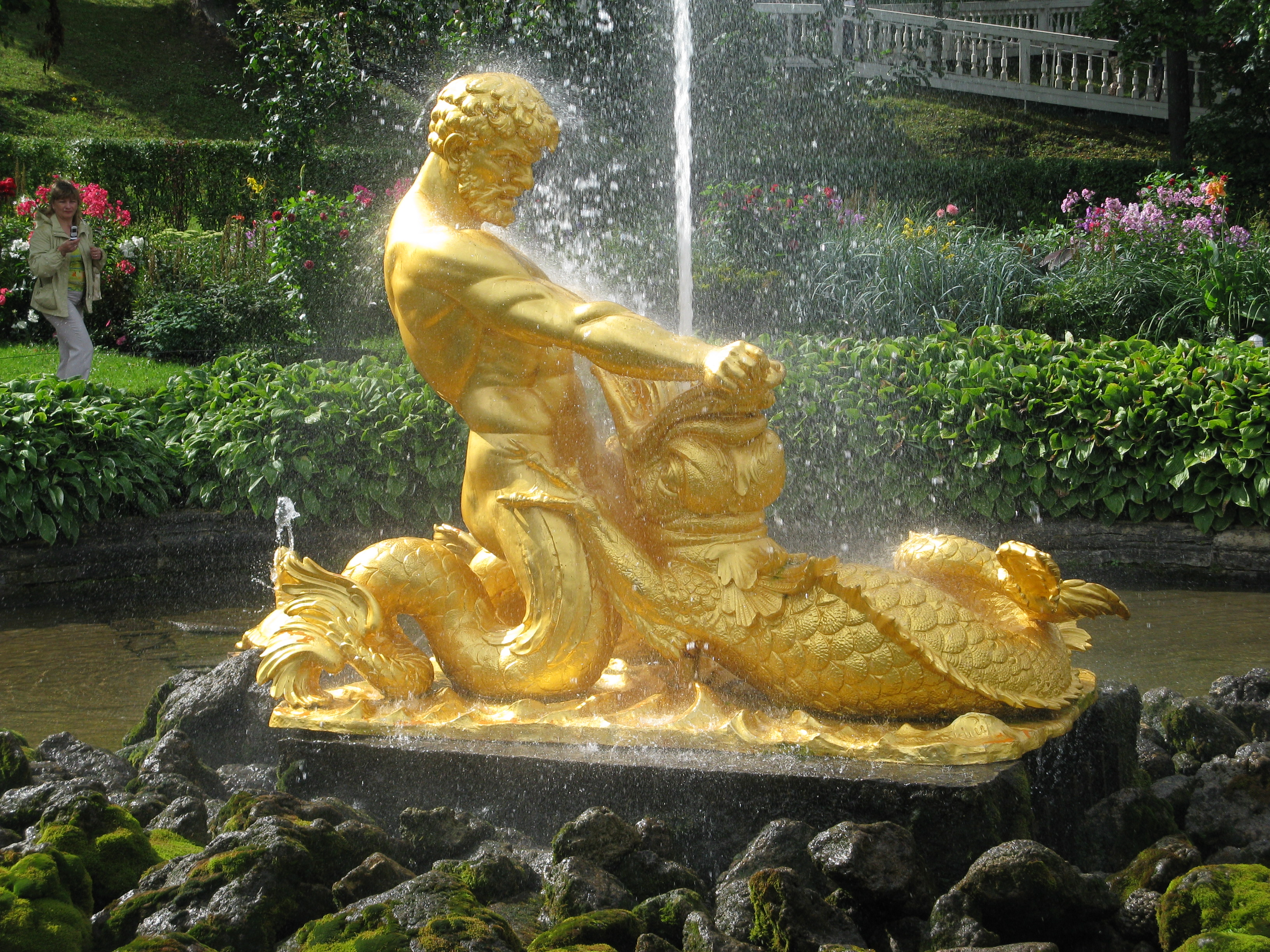
Карло Бартоломео Растрелли. Фонтанная скульптура «Тритон с морским чудовищем», восстановлена в 1956 по старым рисункам (скульптор А. Гуржий)

Итальянская скульптура XVIII века не получила значительного влияния на художественную ситуацию в стране, как то было во времена Микеланджело Буонарроти или Лоренцо Бернини, Алессандро Альгарди. На первом плане — живопись и архитектура. Скульпторы Италии, скованные барочной традицией XVII века, начатой Бернини, Алессандро Альгарди и фламандцем Франсуа Дюкенуа, развивают её декоративные качества и виртуозность обработки материала. На фоне искусных римских или венецианских мастеров выделяются темперамент и одаренность флорентийца Карло Бартоломео Растрелли. Но он вынужден эмигрировать во Францию, а затем в Россию, где станет основателем русской монументальной, портретной и декоративной скульптуры барочного направления.
Но сладкий плен уже произведенных схем и сюжетов поддерживает авторитет итальянских скульпторов, что получают приказы и из-за границы. Грубоватую садово-парковую скульптуру веронских, венецианских мастеров вывозят в Россию, Германию, Польшу, Австрию. По иностранным заказам работают — Пьетро Баратта, Антонио Тарсиа, Джованни Бонацца, Джованни Дзодзони, Джузеппе Торретто, Джованни Мария Морлейтер, Генри Моренго, Джованни Маркьори, братья Гропелли и ряд второстепенных мастеров.

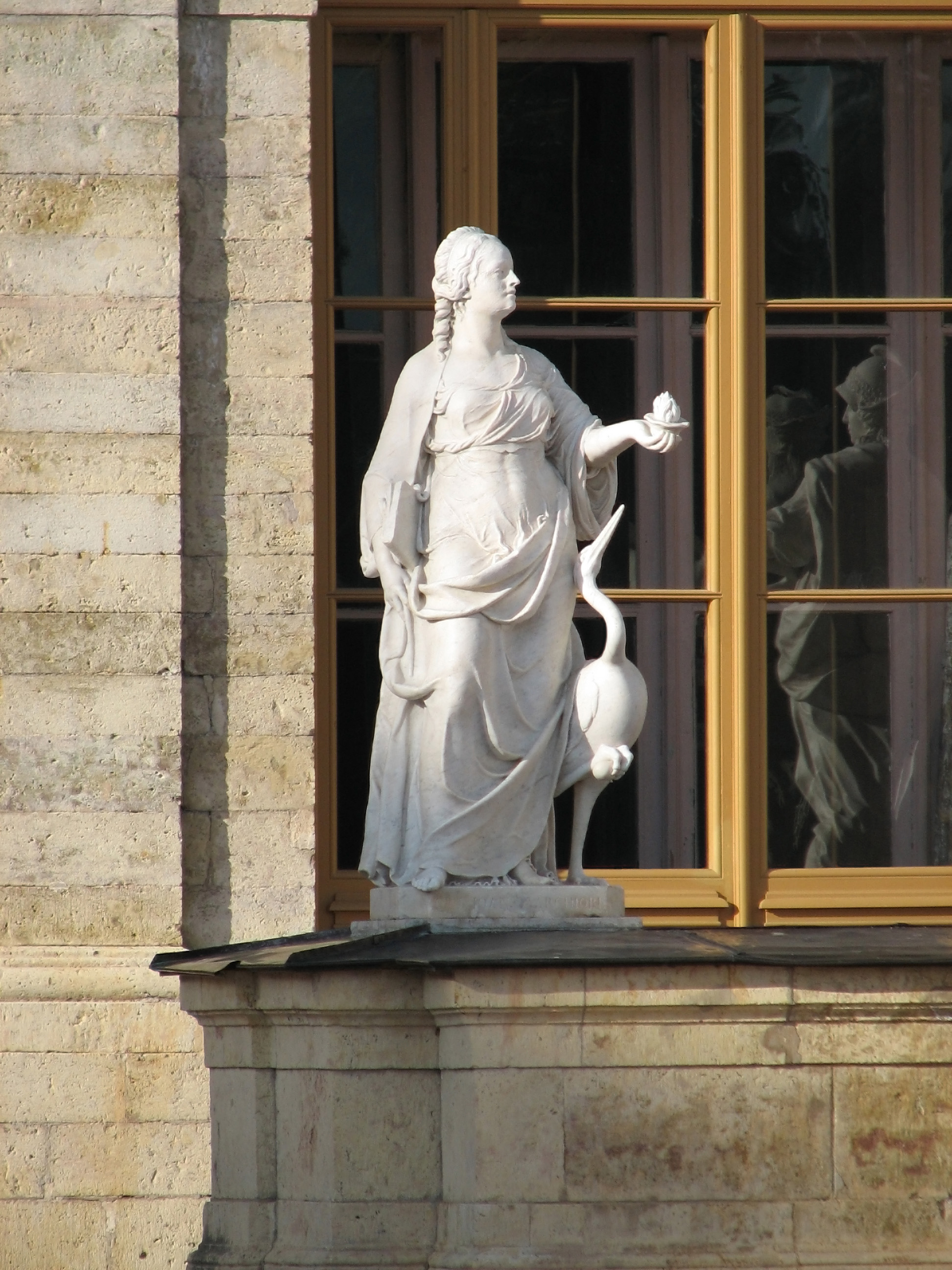
Ск. Морлейтер. Аллегория бдительности. Большой Гатчинский дворец, Россия.
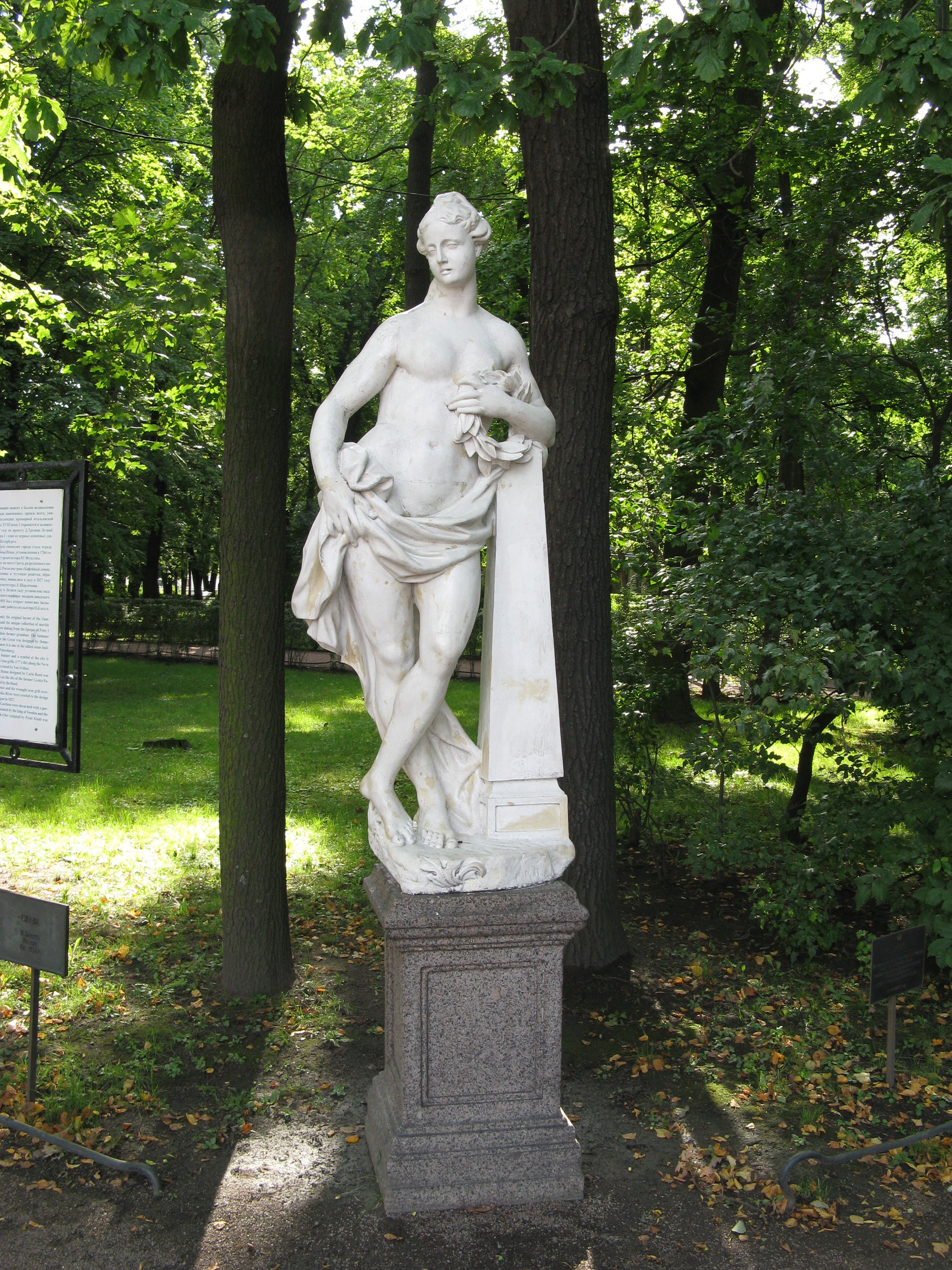
П. Баратта, аллегория «Слава воинам»
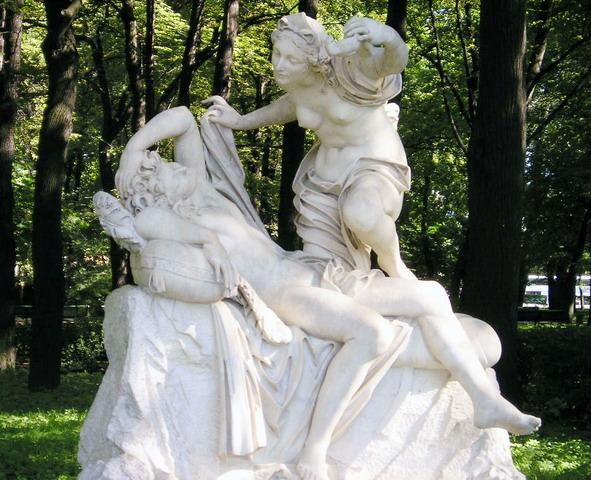
Ск. Д. Картари. «Амур и Психея», Летний сад (Санкт-Петербург)
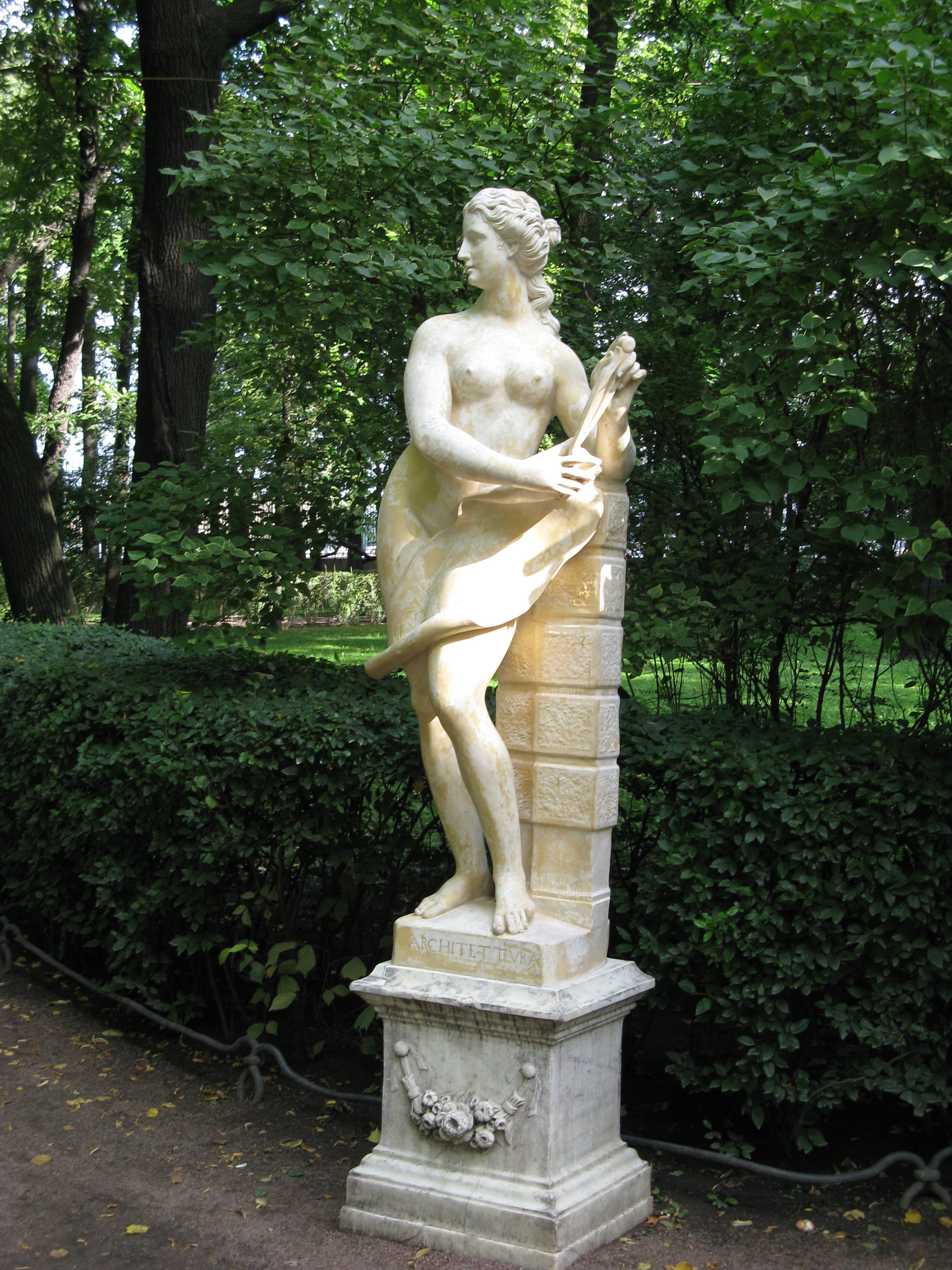
П. Баратта, аллегория Архитектуры, 1722

## Классицизм

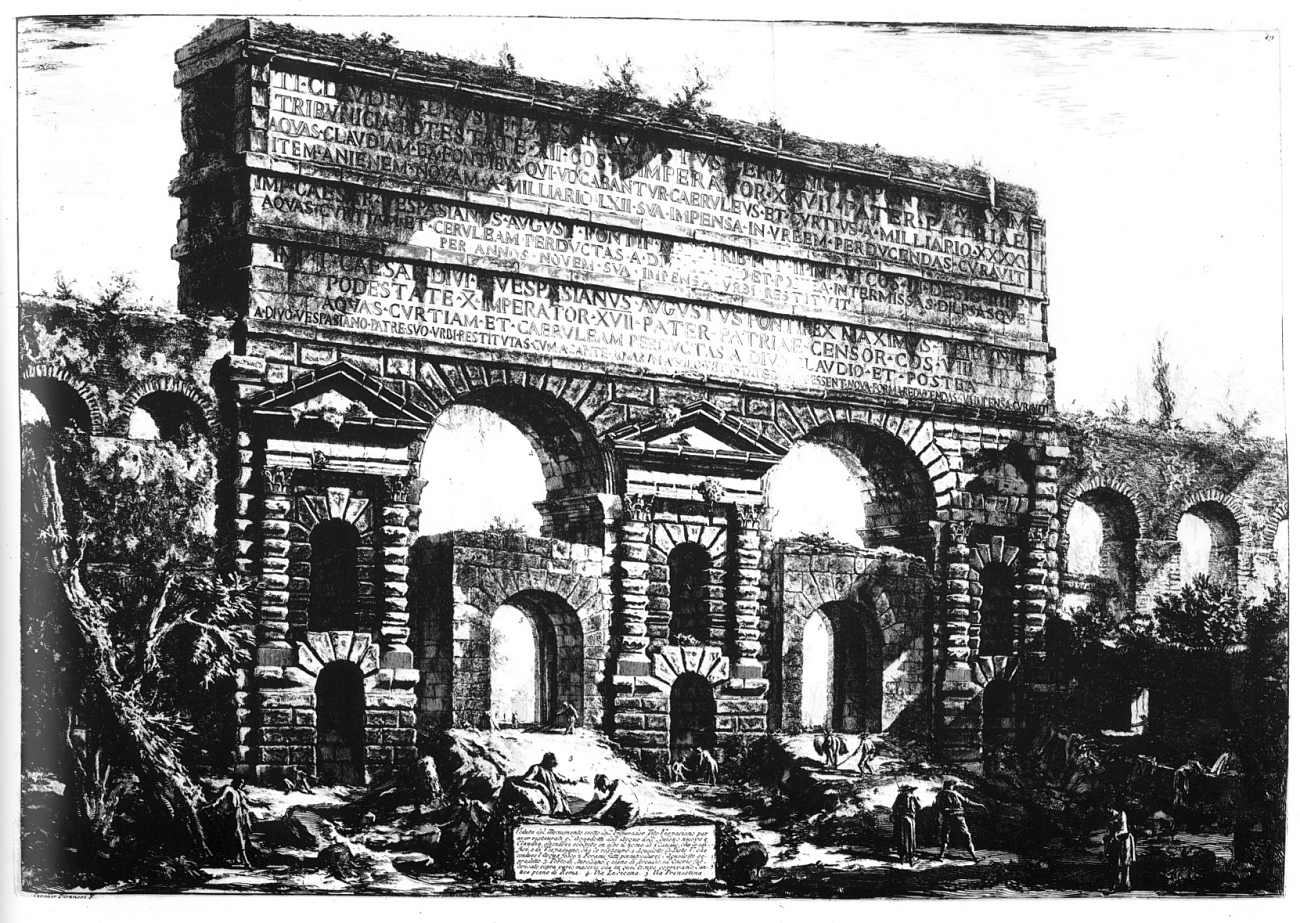
Пиранези. «Порта Маджоре, Рим»

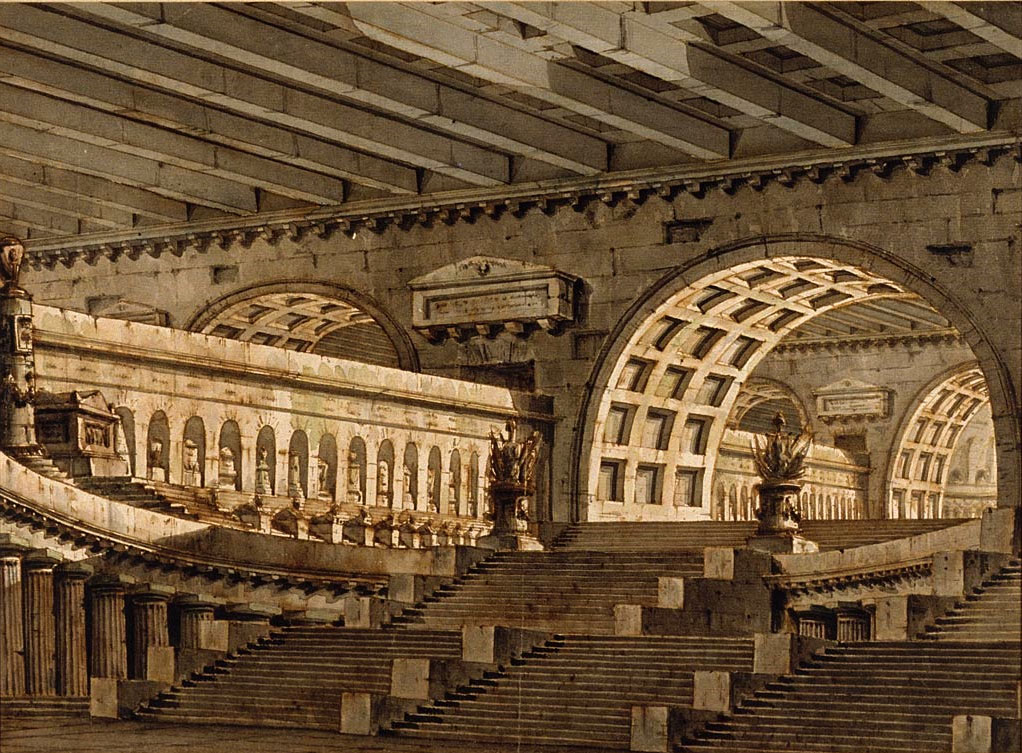
Пьетро Гонзага. Театральная декорация «Мавзолей». Художественный институт Чикаго

Искусство Италии XVIII в. теряет интерес к значимым проблемам действительности и предпочитает декоративность репрезентативным задачам. Бытовой жанр, такой разнообразный у художников Голландии XVII в. или у англичанина Уильяма Хогарта (1697—1764), у итальянцев — конгломерат забавных сцен, иногда — простых фиксаций неприятной действительности. Уменьшается ценность даже древнеримской истории, образы которой ещё пытаются реабилитировать фрески Джованни Баттиста Тьеполо или гравюры Пиранези. Античность (такая привлекательная на протяжении трех веков) окончательно становится лишь теоретическим идеалом, а также — научным объектом рождённой археологии. Этому способствуют хищнические раскопки древнеримских Помпей и деятельность Иоганна Винкельмана. В Италии везде значительно сокращается строительство, что в свою очередь усиливает эмиграцию художников — из Рима и итальянской Швейцарии в различные страны Европы. Архитектура позднего барокко Италии теряет пышный декор и приближается к интернациональным формам классицизма (его новой волны в искусстве 18 в. в виде неоклассицизма). Черты классицизма присущи уже сооружениям недавних сторонников барокко (Палаццо Реале, арх. Луиджи Ванвителли; базилика Суперга, Турин, арх. Филиппо Юварра). Упрощенные формы классицизма присущи и немногим виллам страны (Вилла Манин). Примечательно, что лучших образцов классицизма в Италии меньше, чем за рубежом — прежде всего в Британии, Франции, в Российской империи, где работает армия одаренных итальянских архитекторов (Алессандро Галилеи, Антонио Ринальди, Джакомо Кваренги, Франческо Кампорези, Фердинандо Фуга, Луиджи Руска, Доминико Мерлини, Джакомо Тромбара), не считая второстепенных.
Среди лучших итальянских художников переходной эпохи от рококо к классицизму — Помпео Батони. Лучшие черты итальянского классицизма в театрально-декорационном искусстве присущи и итальянцу-эмигранту в Российскую империю — Пьетро Гонзаго. Но итальянское искусство этого периода (скульптуры Антонио Кановы, живопись Винченцо Камуччини и Андреа Аппиани) теряет оригинальность и связь с реальностью, скованное неоклассическими идеями Винкельмана и отсутствием патриотических или общественно значимых идеалов, чего не было в искусстве революционного классицизма Франции.

## Итальянское искусство XIX в
На первые места в общественной жизни Италии середины XIX века вышли не проблемы искусства, а проблемы национально-освободительной борьбы против Австрийской империи, проблема объединения разрозненных земель (мелких государственных образований) в единое государство, как то давно произошло в Великобритании, Франции, Российской империи.

### Живопись 2-й половины XIX в
По завершении процесса соединения страны в единое королевство у художников из города Флоренция созрело стремление создать новое творческое общество. Идейная платформа общества противостояла и позднему классицизму, и оторванному от реалий романтизму, и академизму XIX ст., что переживал кризис. Исследователи Италии относят к направлению реализма и предшественников импрессионизма в национальном искусстве. Черты национального реализма уже имели место в искусстве Пьемонта и неаполитанских художников, наиболее открытых к новейшим тенденциям западноевропейского искусства. Художник из Пьемонта Антонио Фонтанези (1818—1882) был настоящим последователем скучноватой манеры Камиля Коро, который посетил Италию. Более разнообразными были сюжеты и произведения Джачинто Джиганте (1806—1876), Филиппо Палицци (1818—1899). Художники общества много сделали для возрождения былой славы художников Италии и считаются основателями современной живописи страны. Ведь они пытались сделать более современным художественный язык итальянской живописи и подчеркнуть ценность реальности в отличие от мифологических или литературных сюжетов.
К академизму относятся работы сиенского художника Луиджи Муссини, отличавшегося пристрастием к редким сюжетам из античной и средневековой истории. Особый интерес вызвала его картина «Шахматный турнир при дворе короля Испании», созданная для выставки Королевского института в Манчестере в 1883 году. В конце XIX века олицетворением виртуозной живописи станут произведения итальянца Джованни Больдини, который будет работать в Париже. Традиции национальной демократичной живописи найдут лучшее воплощение в произведениях Джованни Сегантини (1858—1899), открытого как реалистическим традициям, так и воздействиям символизма.

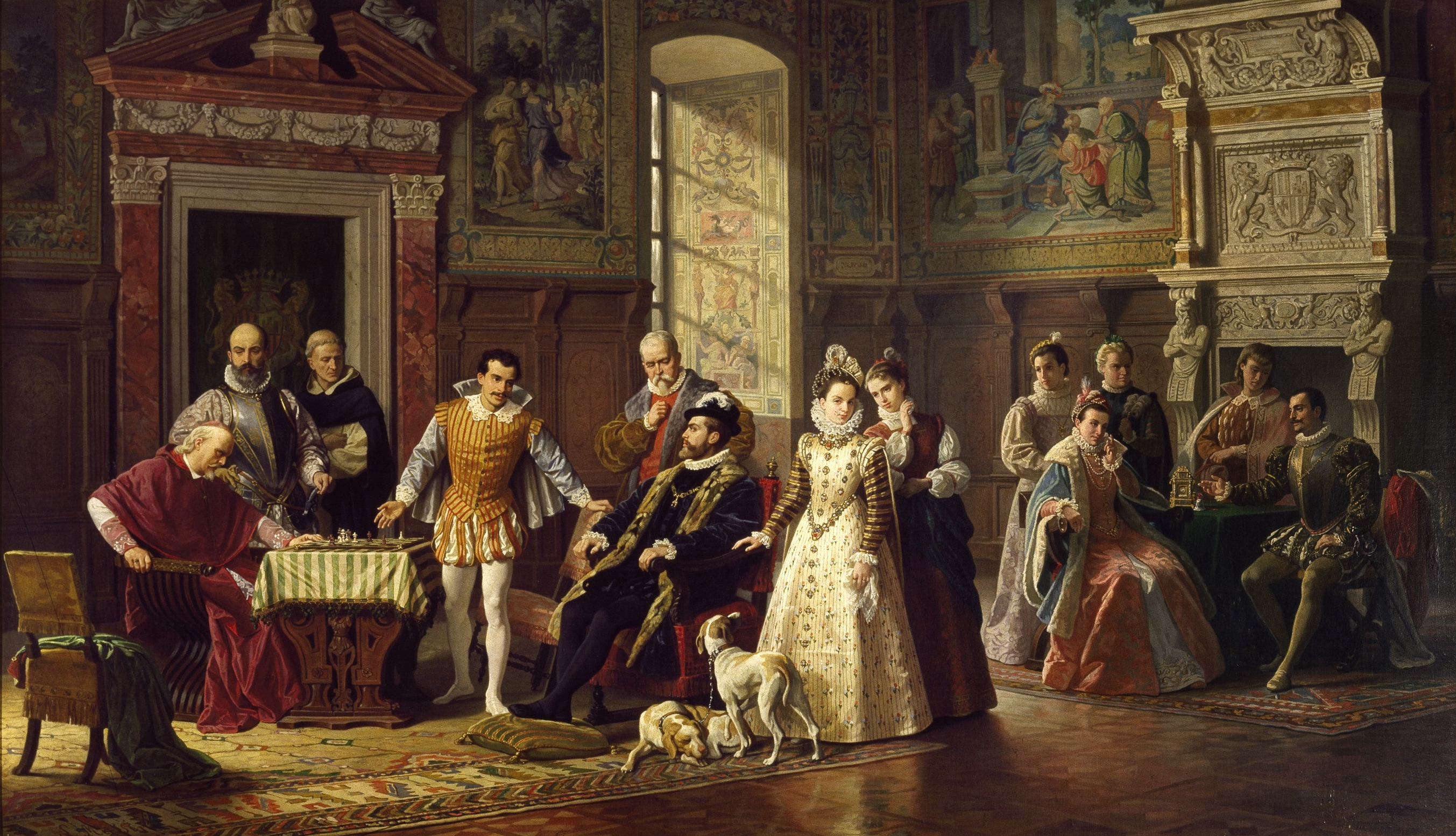
Луиджи Муссини. Шахматный турнир при дворе короля Испании, 1883
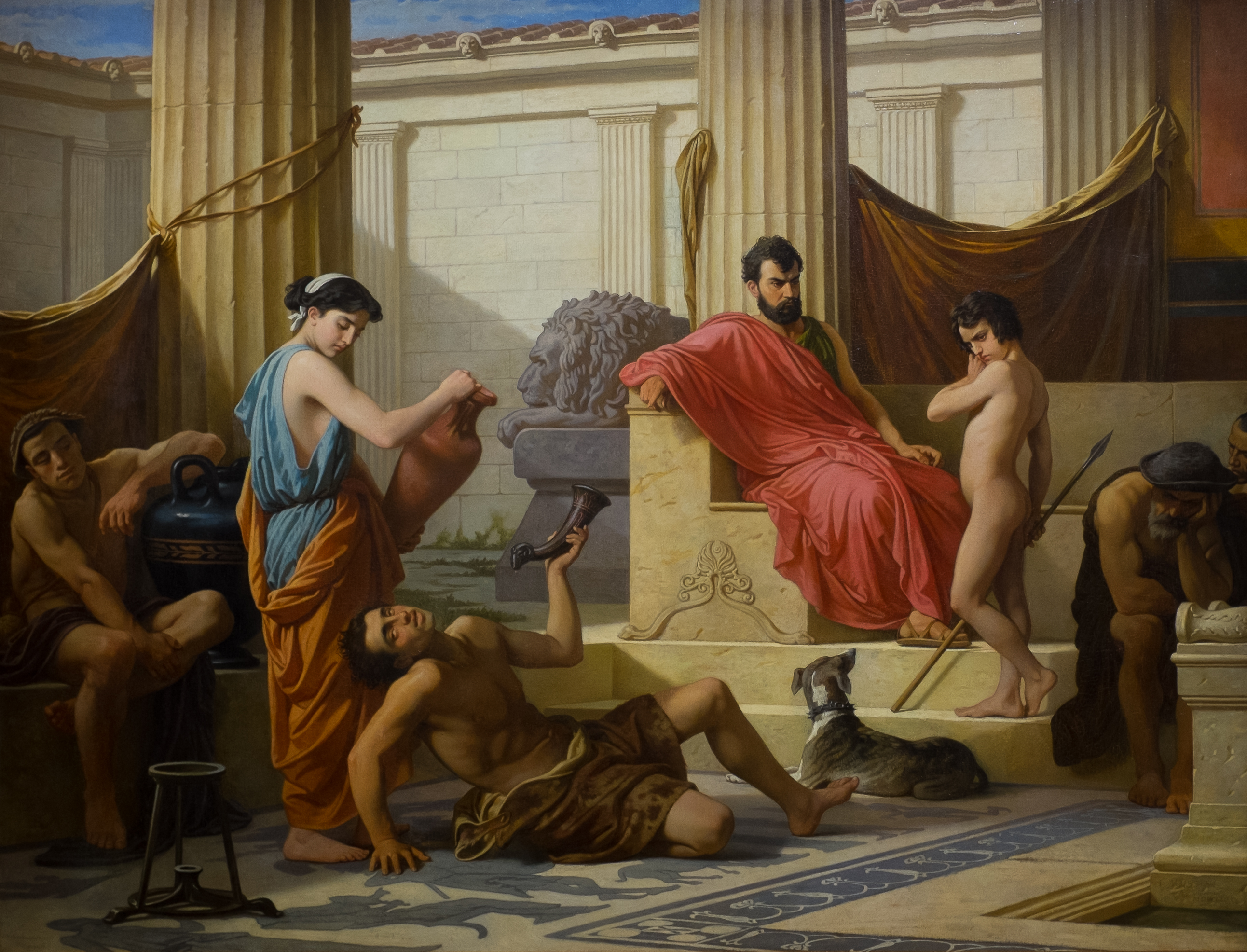
Луиджи Муссини. Спартанский мальчик наблюдает последствия чрезмерного потребления алкоголя, 1850
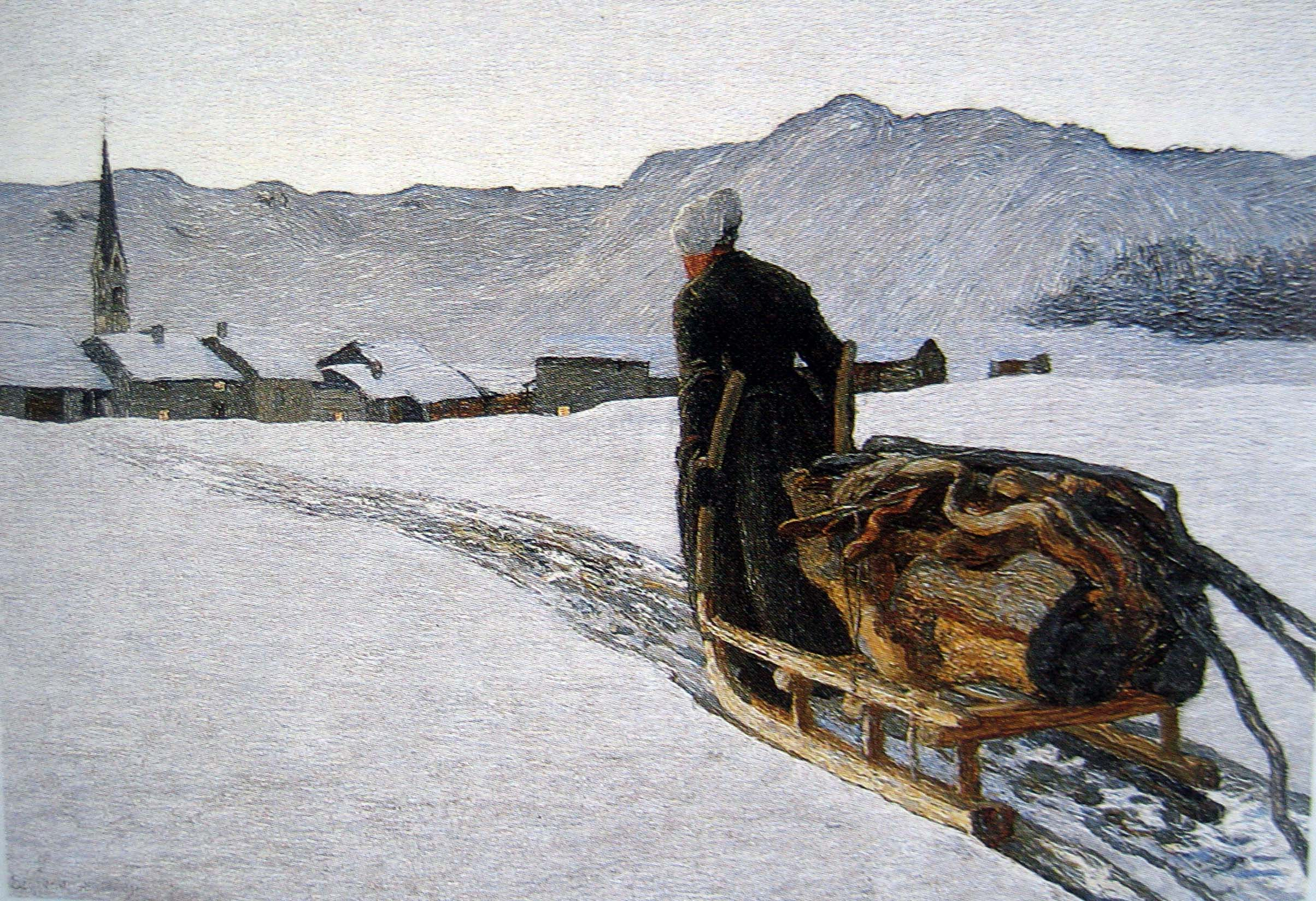
Сегантини. Крестьянка тянет дрова зимой
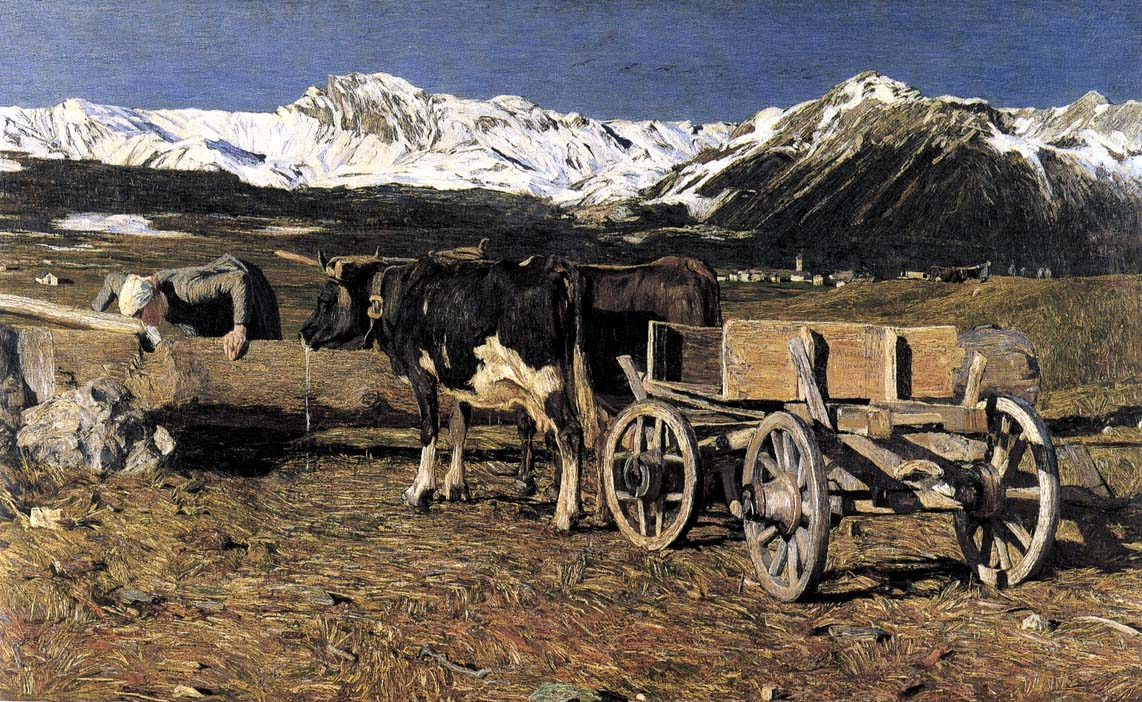
Сегантини. На водопой
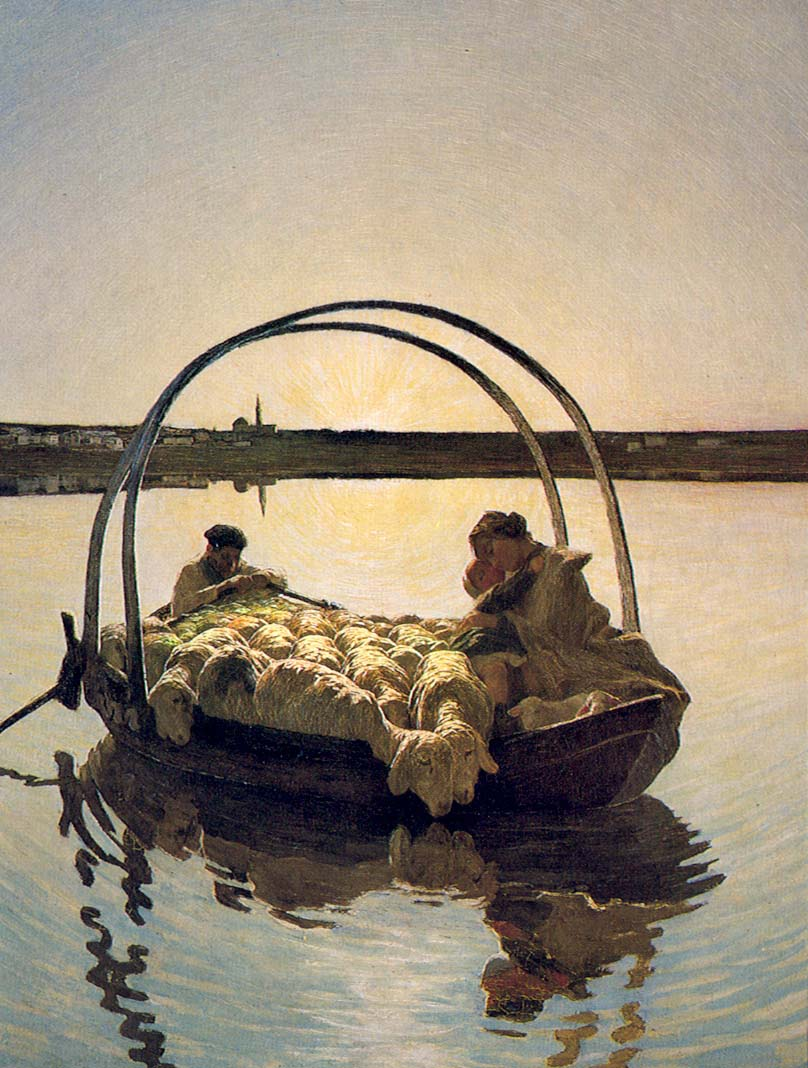
Сегантини. Аве Мария
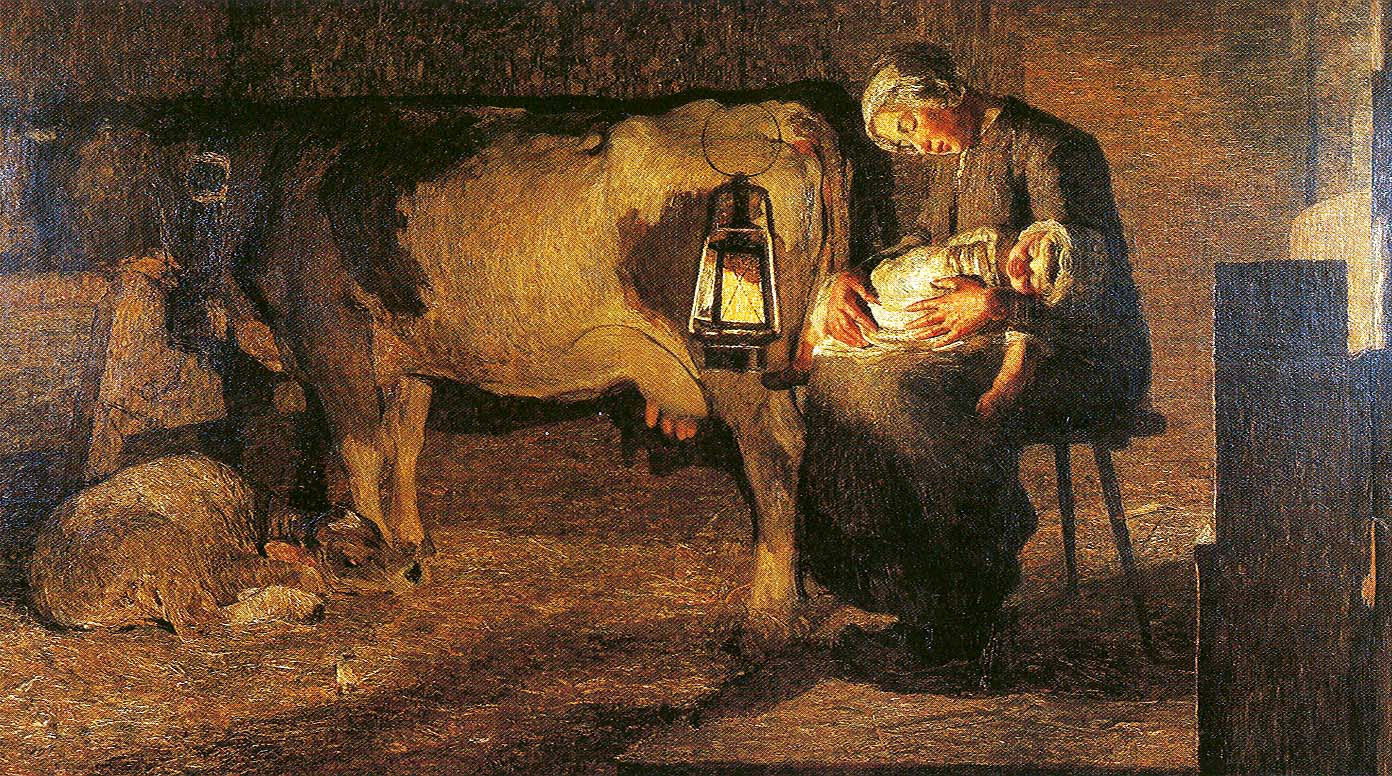
Сегантини. Две матери

### Скульптура XIX в.

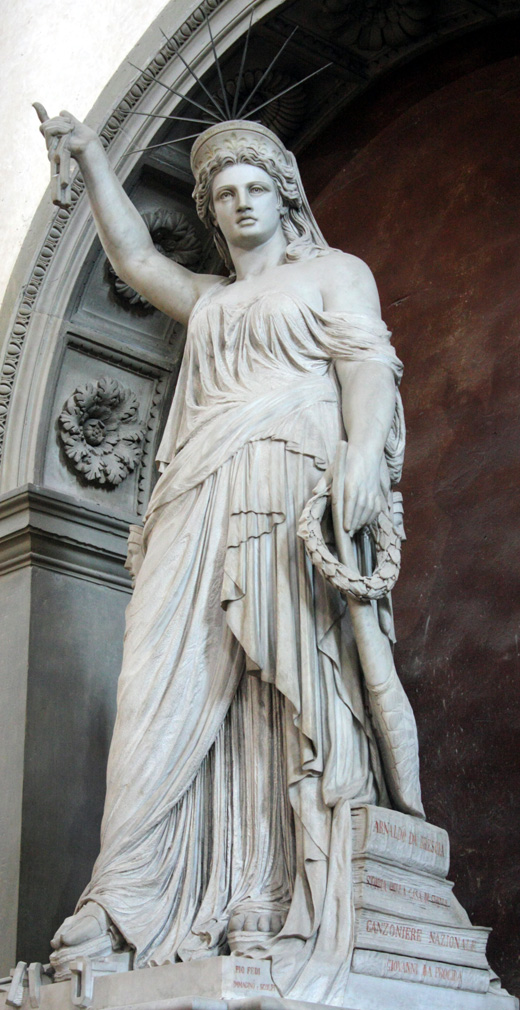
Пио Феди, монумент поэту Джованни Николлини, аллегорическая скульптура «Свободная Поэзия», Санта Кроче, Флоренция 1877 г.

Несмотря на бум по созданию монументов королю Виктору Эммануилу, Джузеппе Гарибальди и известным деятелям культуры Италии, монументальная скульптура переживала не самые лучшие времена. Города Италии наполнил ряд помпезных монументов королю, маловыразительных — Гарибальди, чисто иллюстративных, вульгарно натуралистических архитекторам, скульпторам, художникам, композиторам, литераторам — Данте, Леонардо да Винчи, Арнольфо ди Камбио, Джотто и т. д. Чтобы разнообразить монументы, некоторые из них совмещают с фонтанами (Фонтан Гаэтано Доницетти, г. Бергамо), ставят в нише дворцовых стен. Реалистично созданные рельефы воинов сочетают с аллегорическими скульптурами Италии (монумент 150 партизанам, погибшим под Ментоной, Милан) в стилистике академизма или ампира.

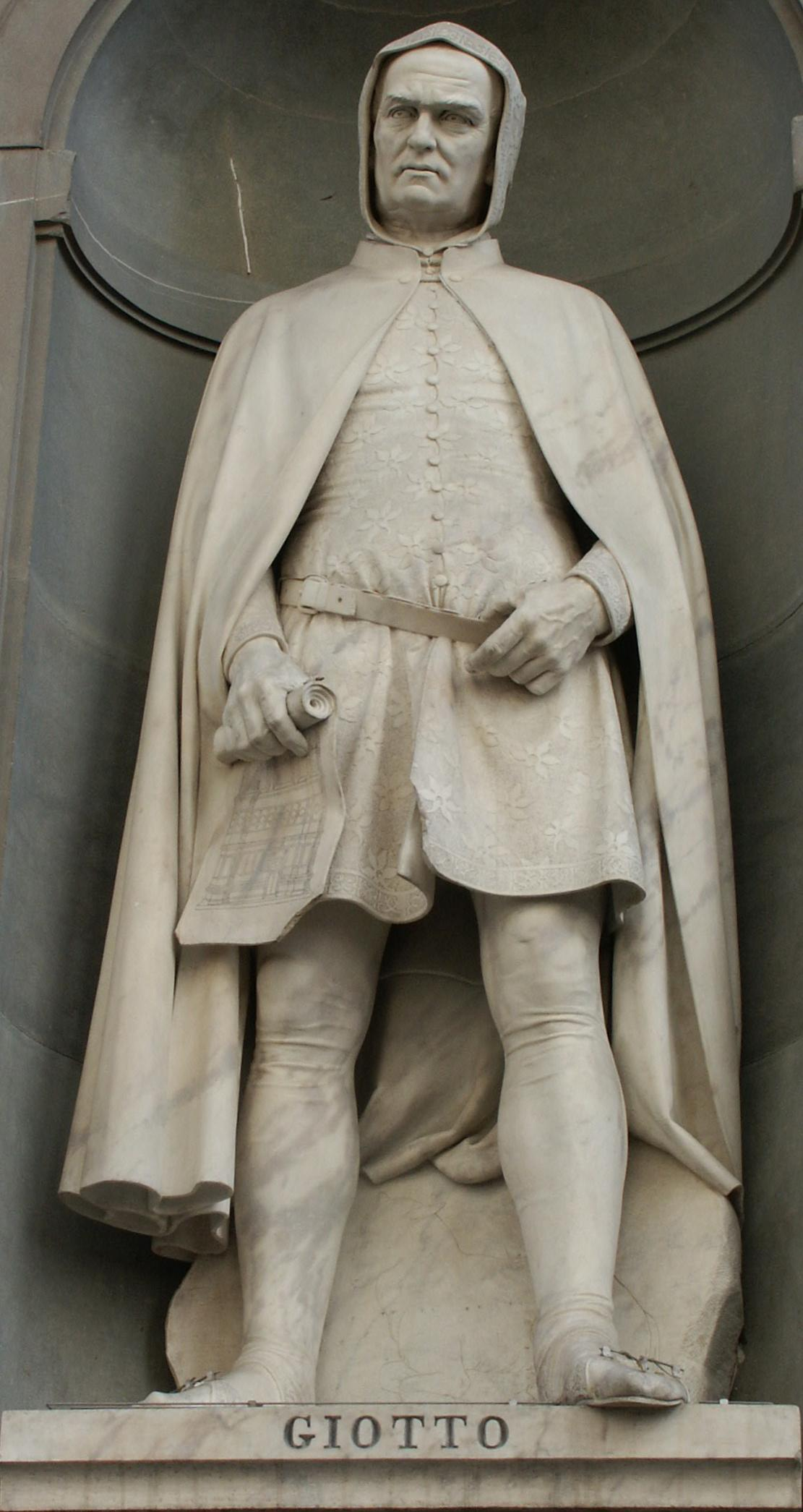
«Джотто», Уффици, скульптор Джованни Дюпре, 1845 г.
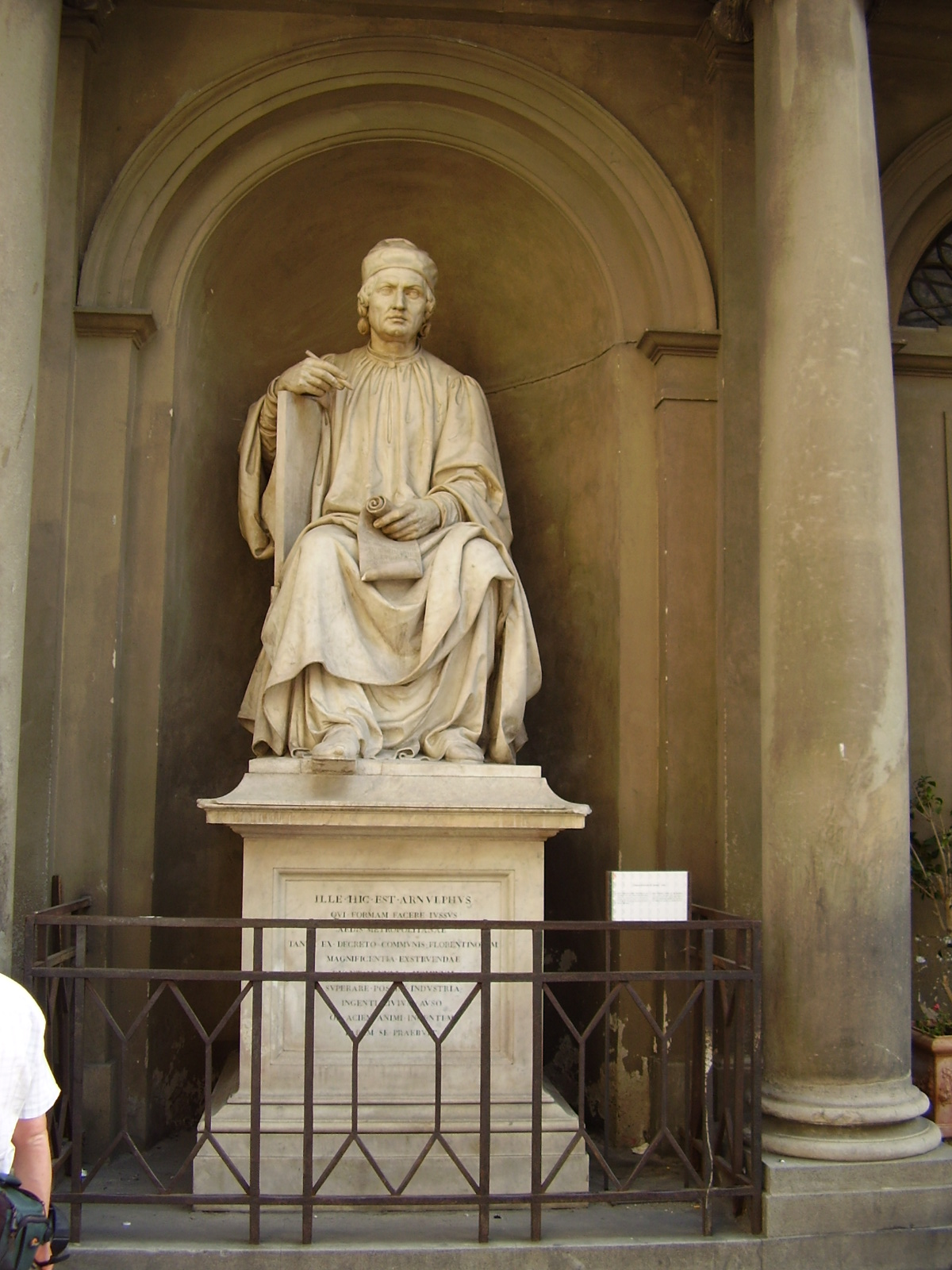
«Арнольфо ди Камбио», Соборная площадь, скульптор Луиджи Памплоне, 1830
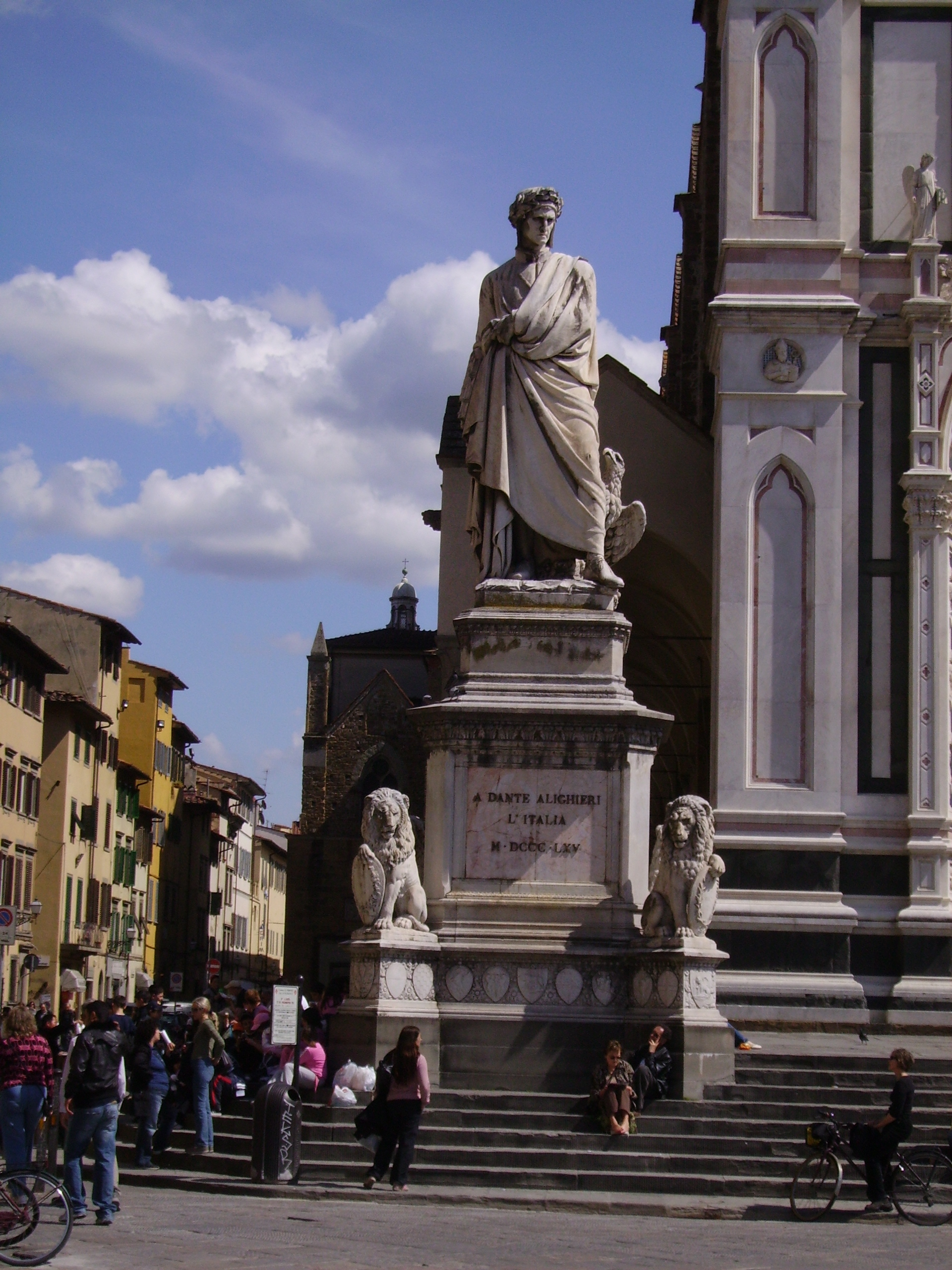
Монумент Данте, Флоренция
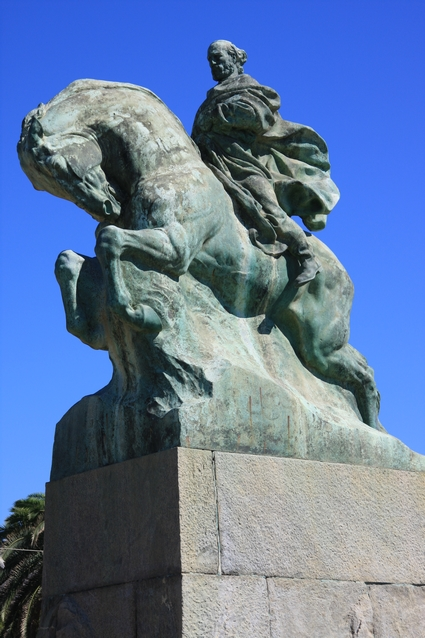
Монумент Джузеппе Гарибальди, г. Савона.
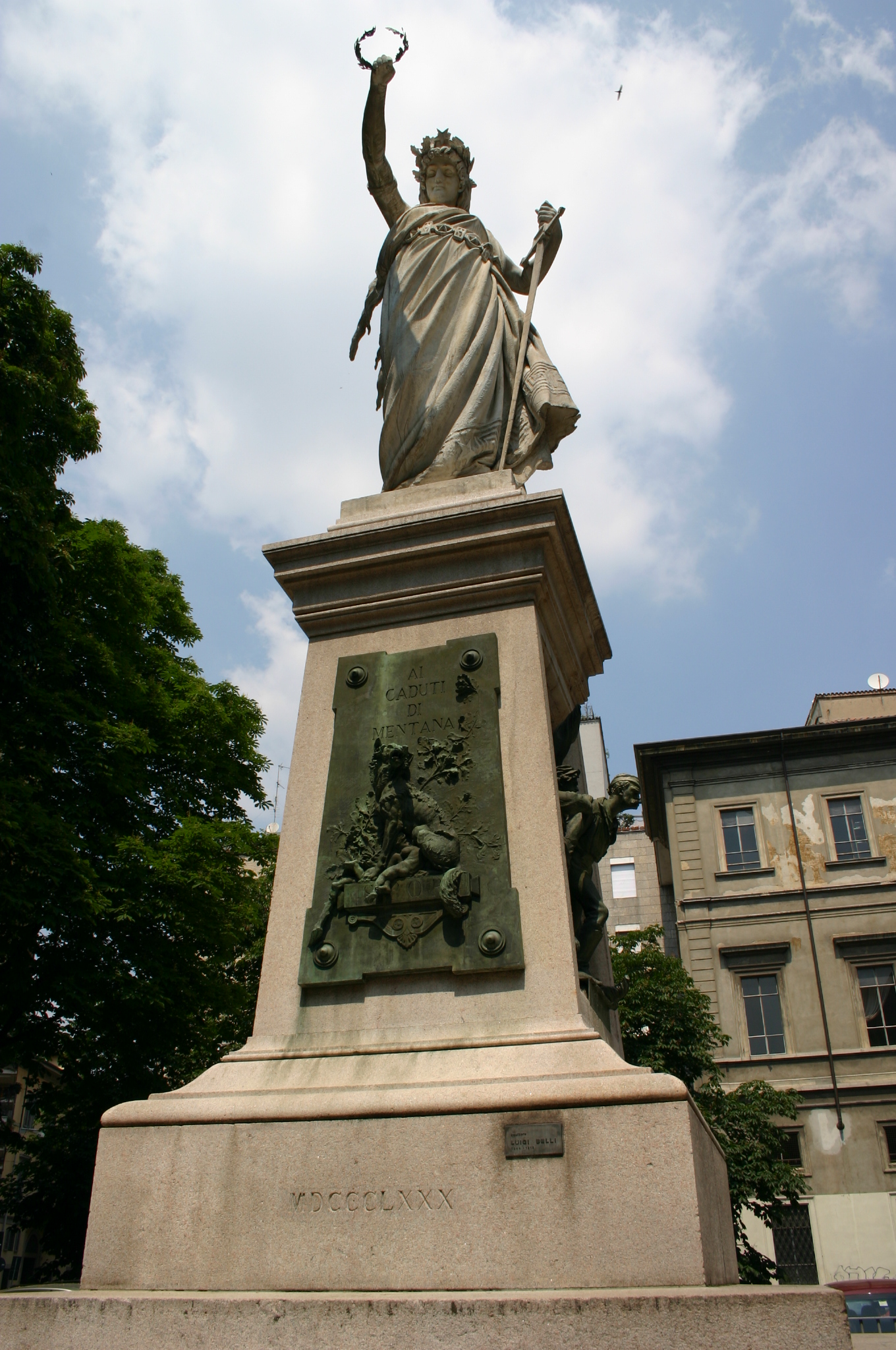
Монумент 150 партизанам, погибшим под Ментоной с аллегорией Италии, Милан
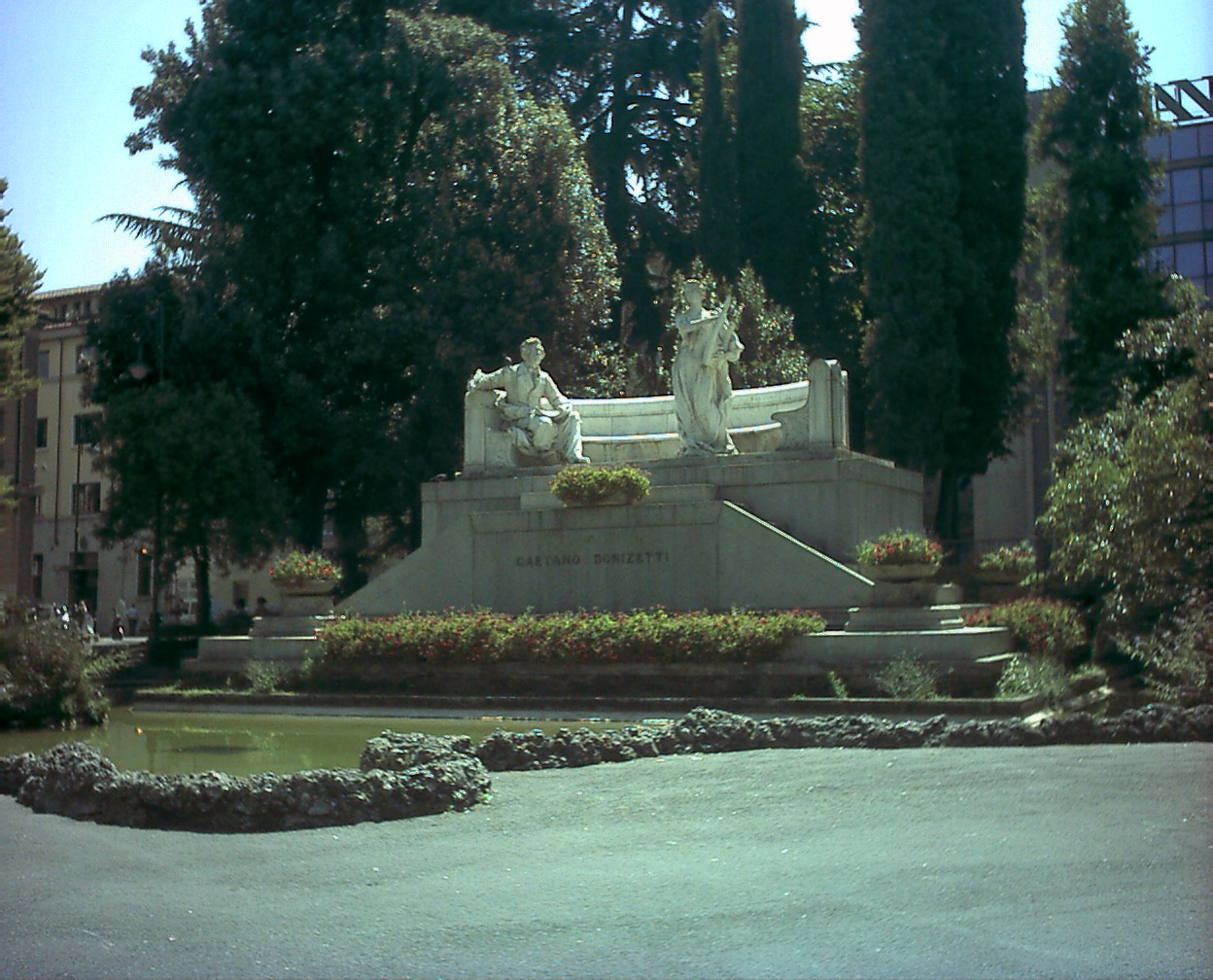
Фонтан Гаэтано Доницетти, г. Бергамо.
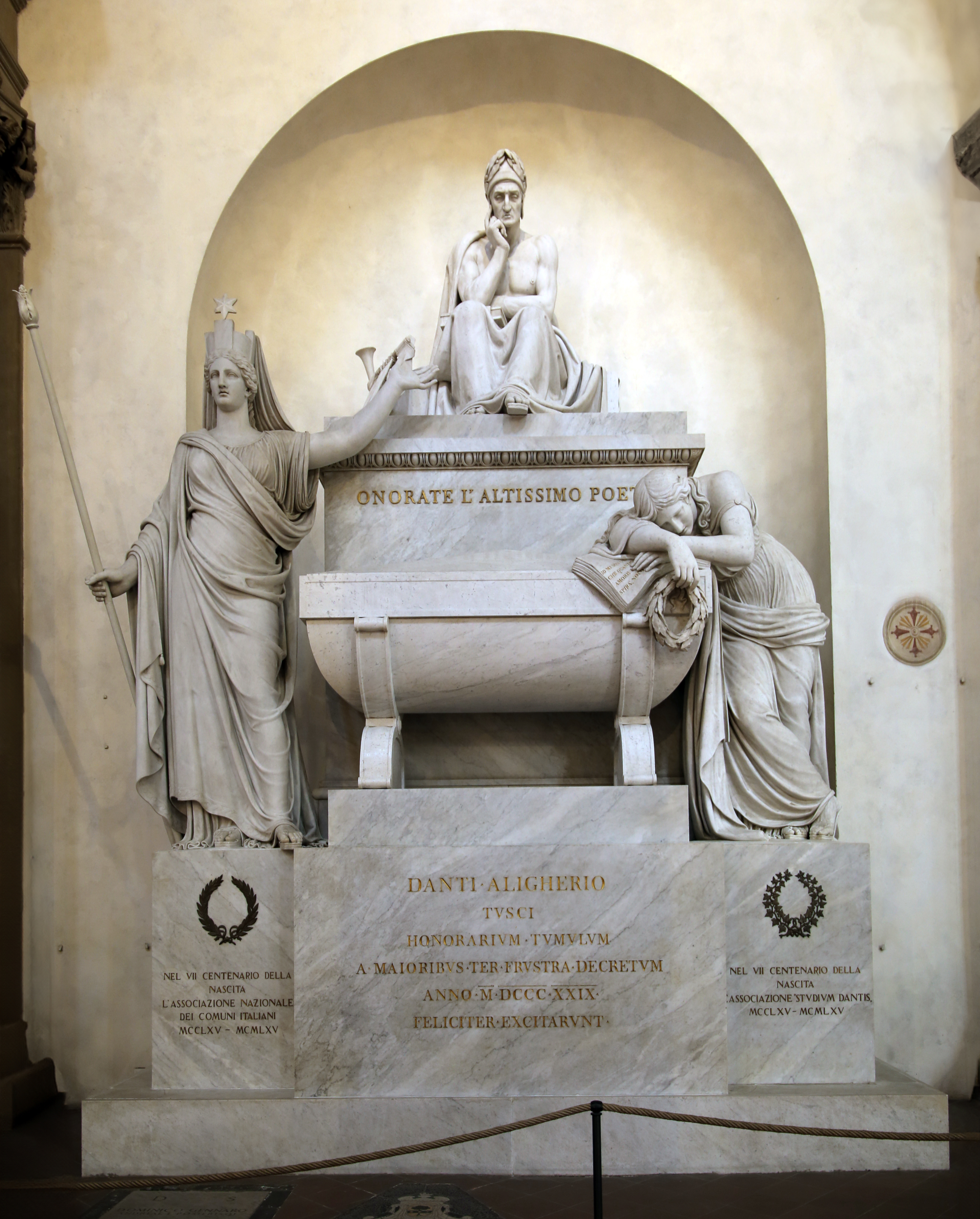
Почетное погребение Данте (кенотаф), скульптор Стефано Риччи
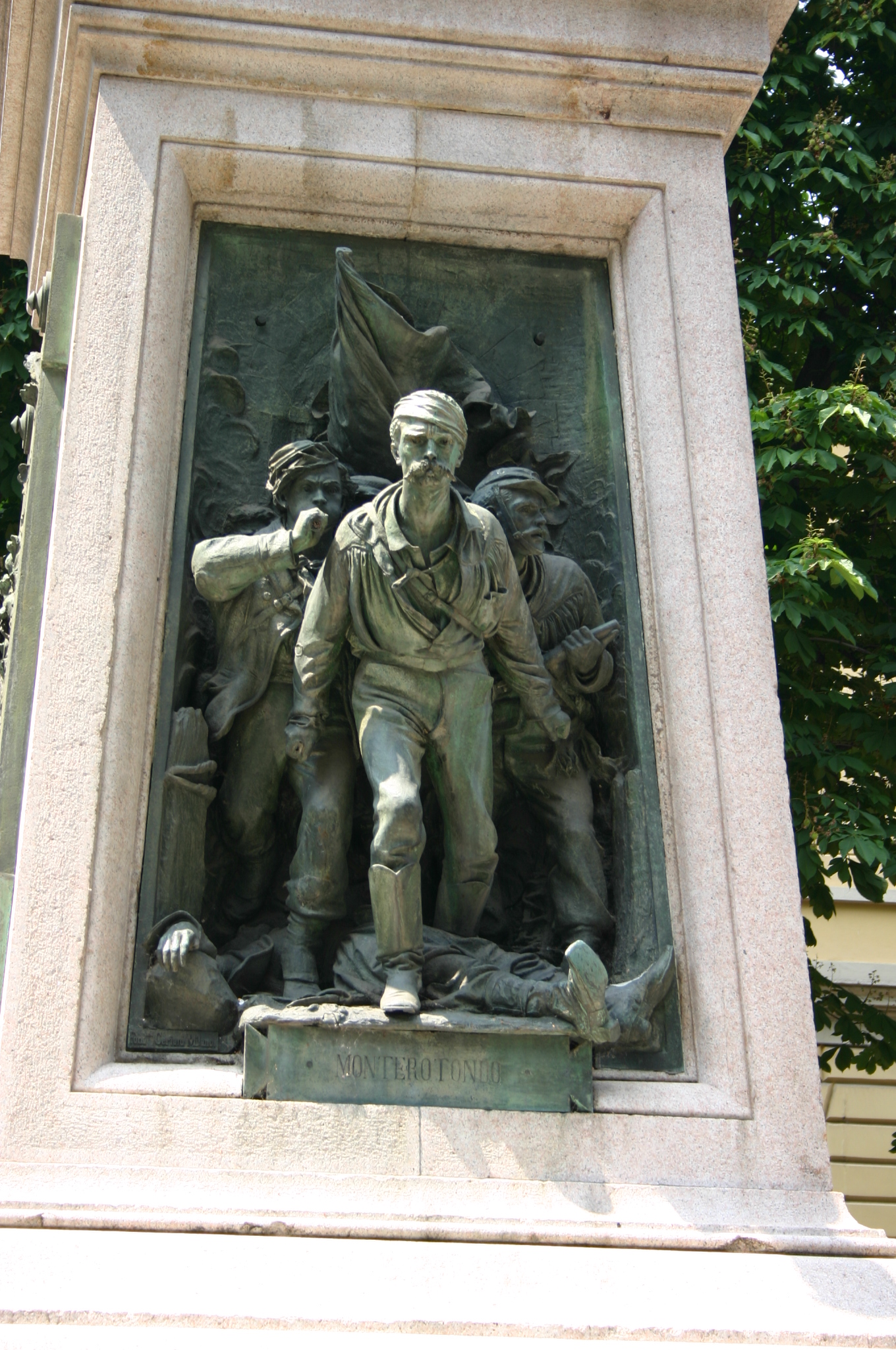
Скульптор Луиджи Белли, автопортрет на монументе с аллегорией Италии, 1880 г.
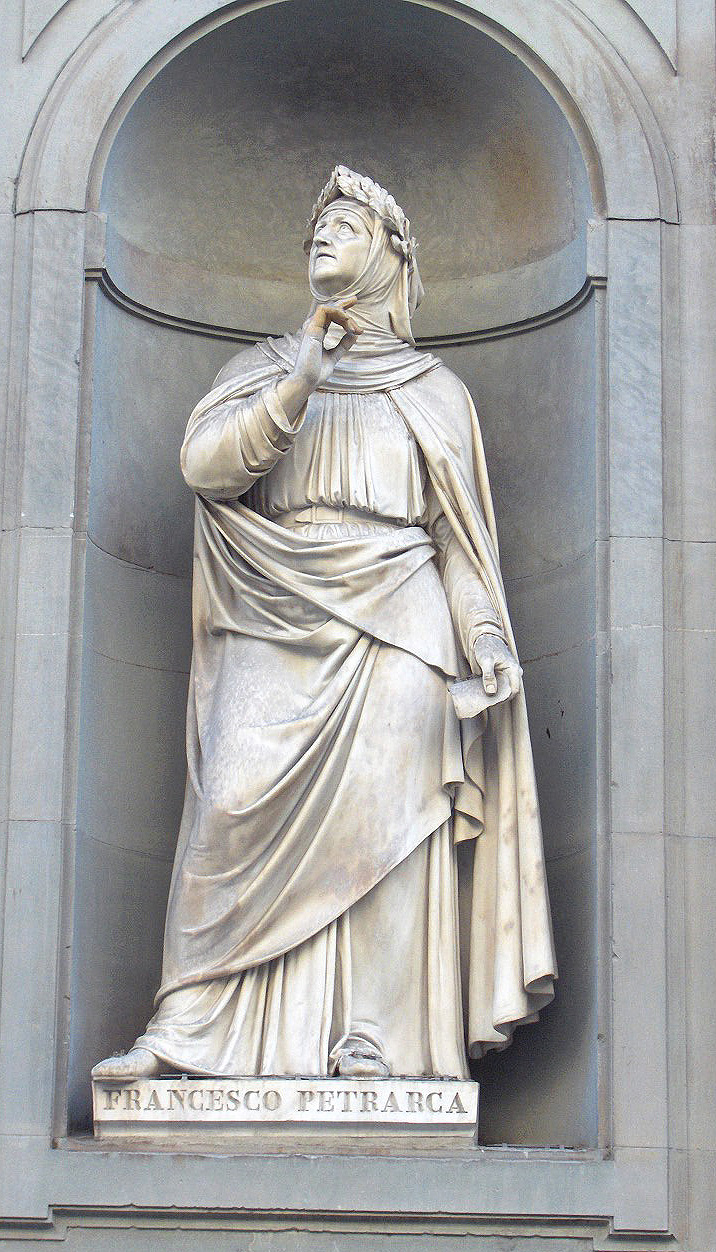
Поэт Петрарка, ниша дворца Уффици.
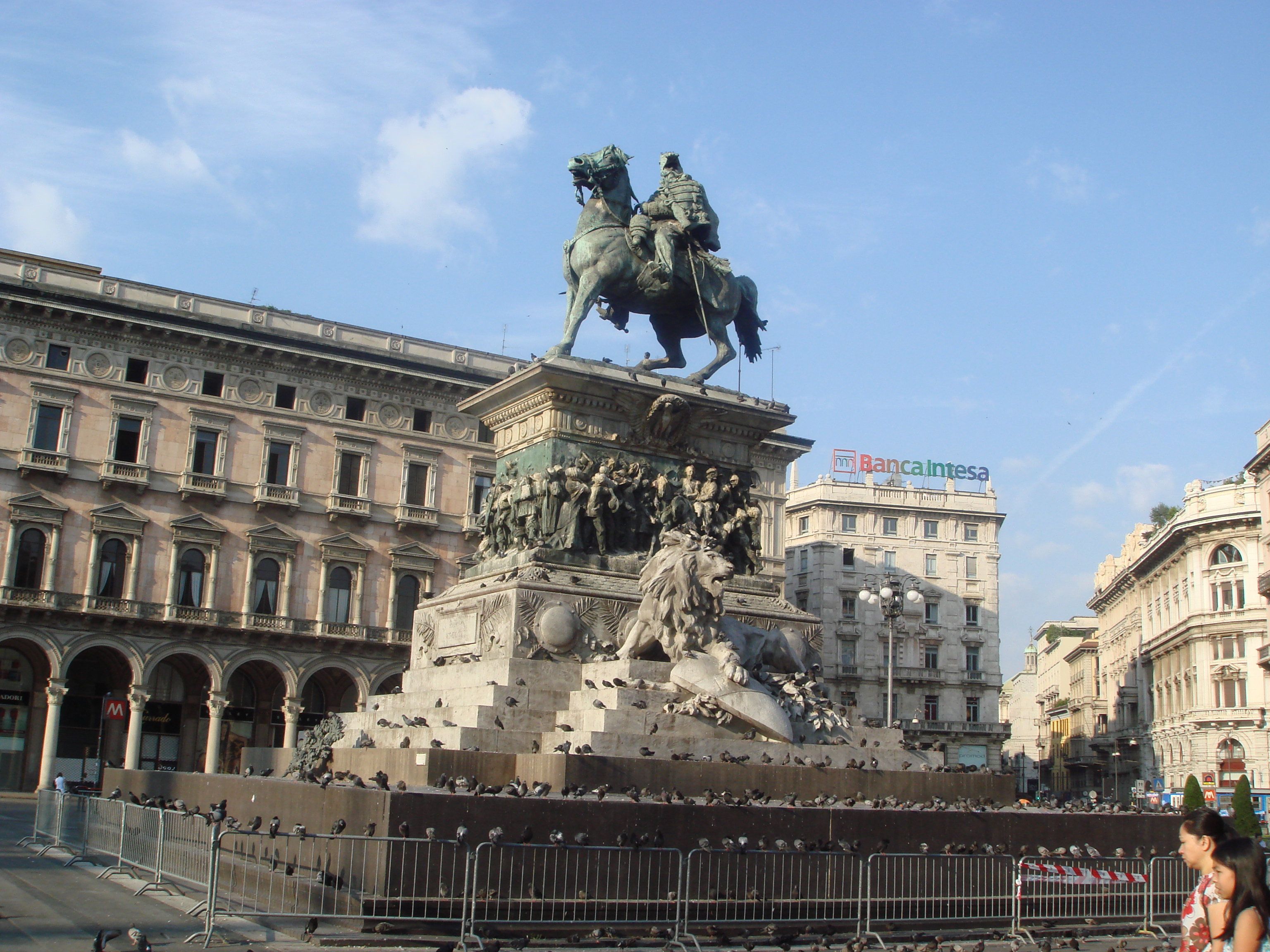
Монумент королю Виктору Эммануилу II, Милан, скульптор Эрколе Роза, 1896 г.
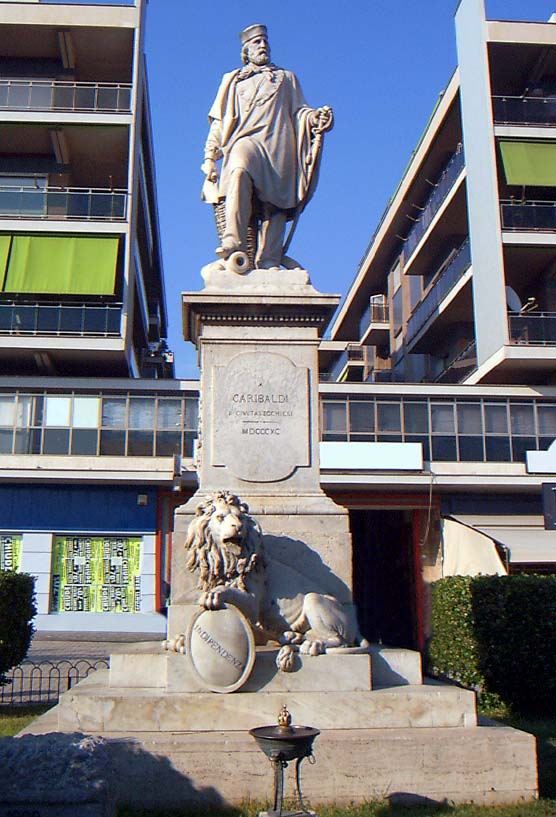
Монумент Дж. Гарибальди, г. Чивитавеккья
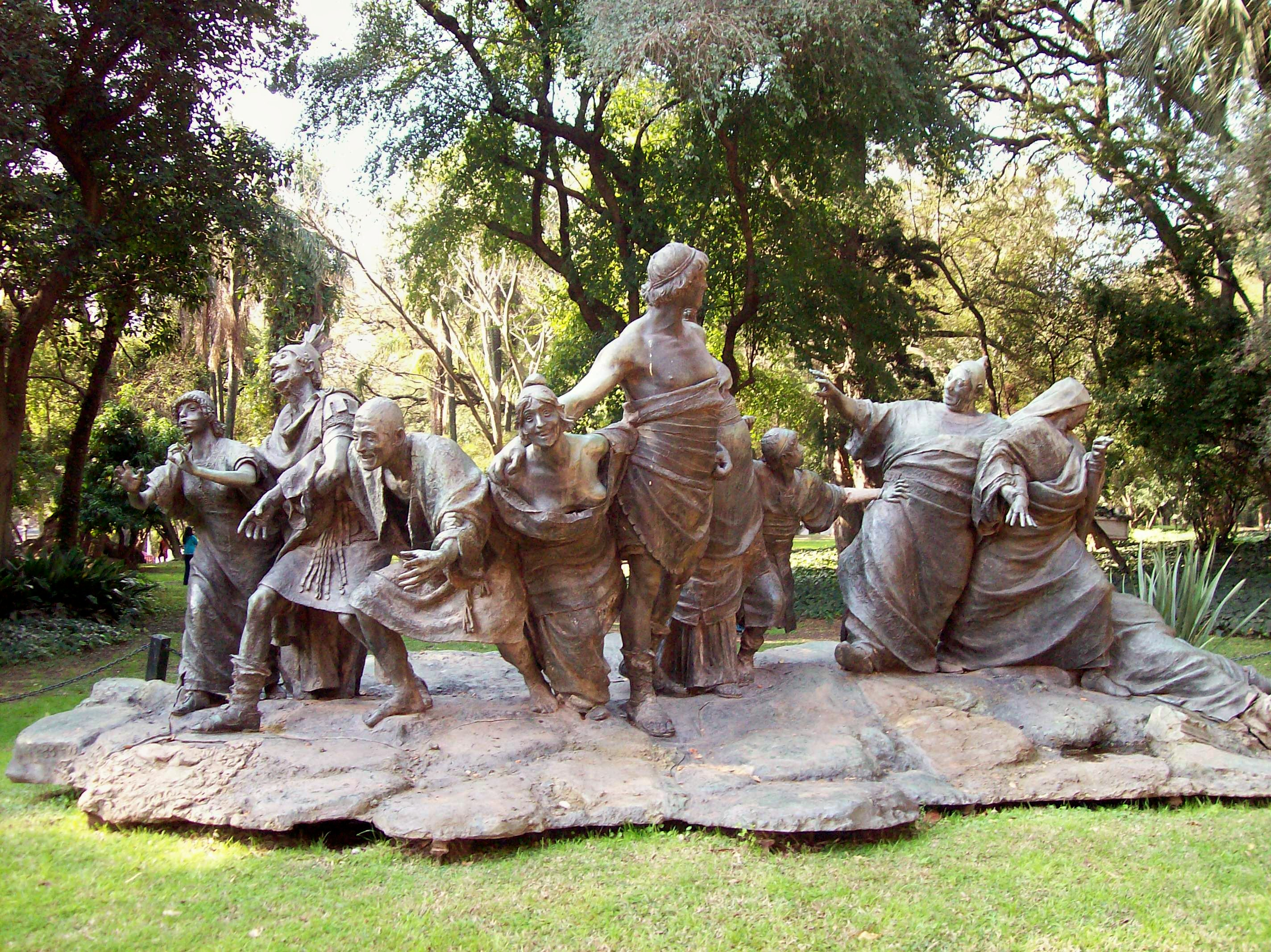
Сатурналии Бьонди, скульптурная группа 1899 года.

### Сецессия в Милане
Особое место из-за своих крайних форм имела сецессия в Милане. Бурное развитие промышленности и высвободившиеся денежные суммы новых миланских богачей вызвали к жизни форму сецессии, которую иронически называли «ассирийским стилем». Стилистика причудливо соединила пафос (часто пустой) с декоративностью историзма, стремление к монументальности и психологический надлом, крайние формы индивидуальных художественных манер. Яркой достопримечательностью эпохи, полной суеты и противоречий, стало новое миланское кладбище — Cimitero Monumentale, полное помпезных надгробий и мемориалов, мавзолеев, саркофагов, украшенных скульптурами, витражами, мраморным или бронзовым декором, кованым металлом и т. д.

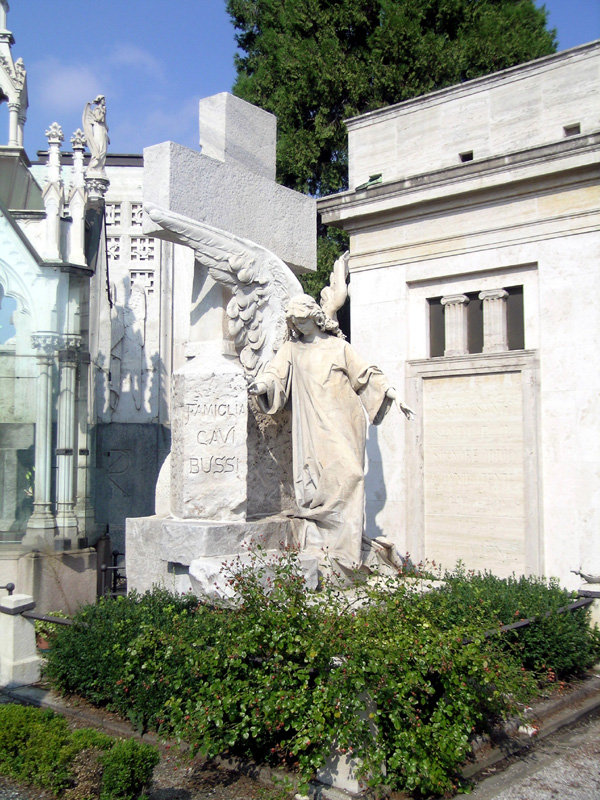
Надгробие семьи Бусси
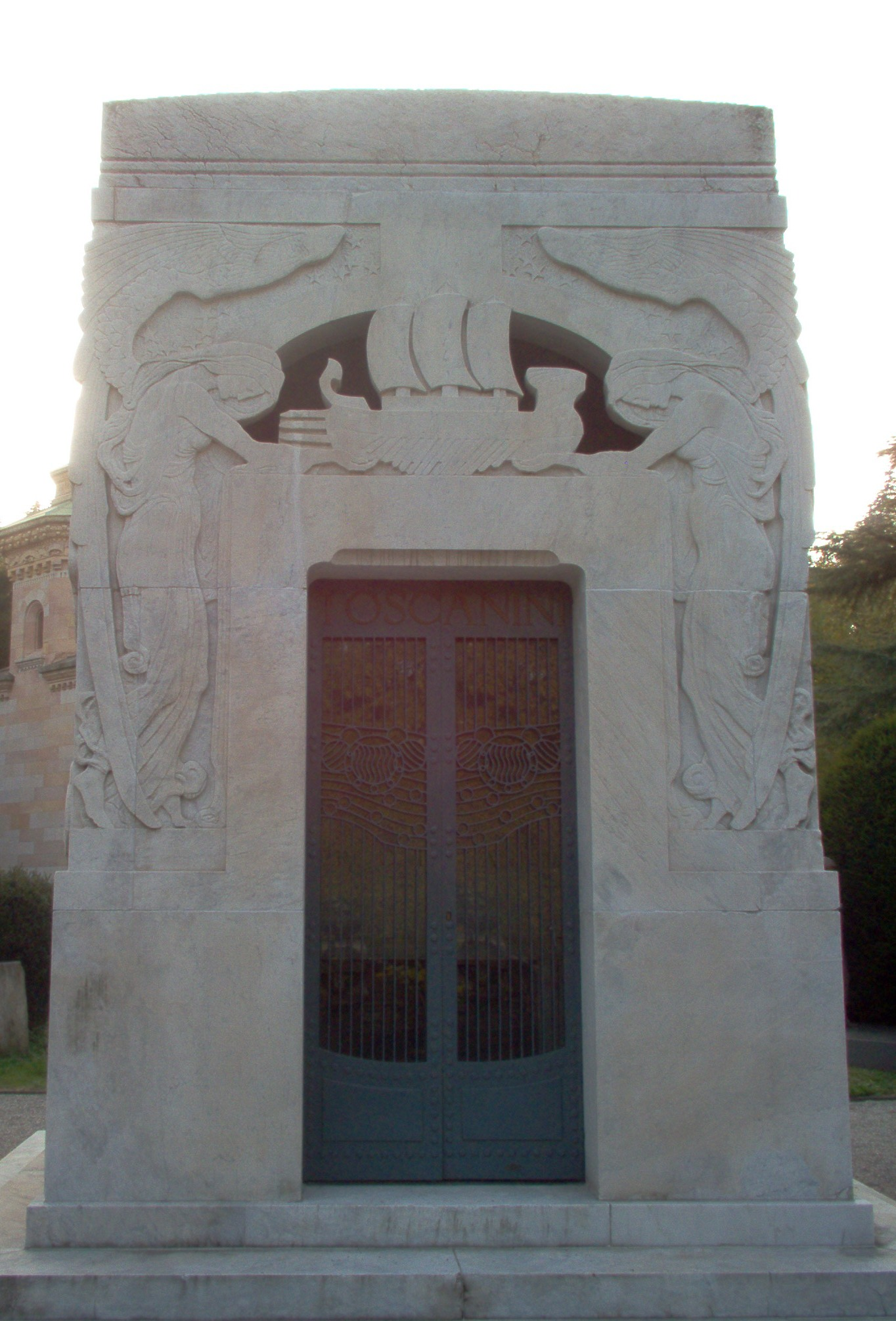
Надгробие Артуро Тосканини, сецессия, скульптор Леонардо Бистольфи, 1915 г.
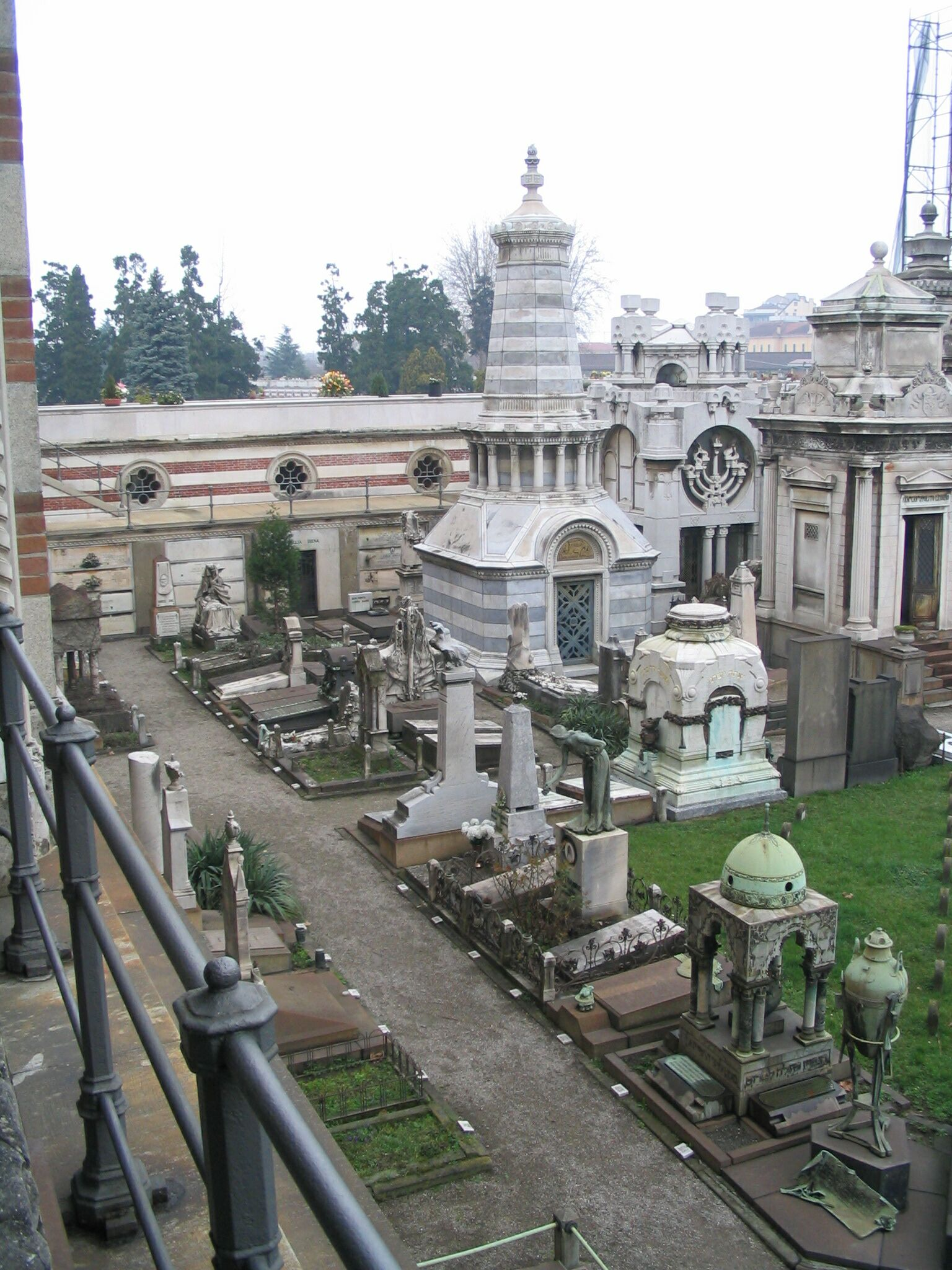
Еврейская часть кладбища
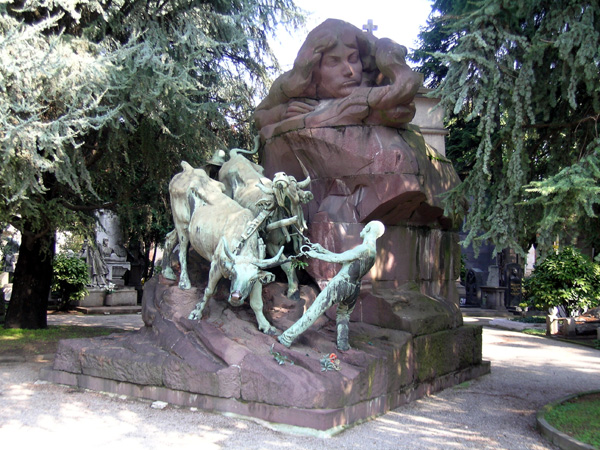
Надгробие семьи Безенцаника, скульптор Энрико Бутти

## Декоративно-прикладное искусство Италии

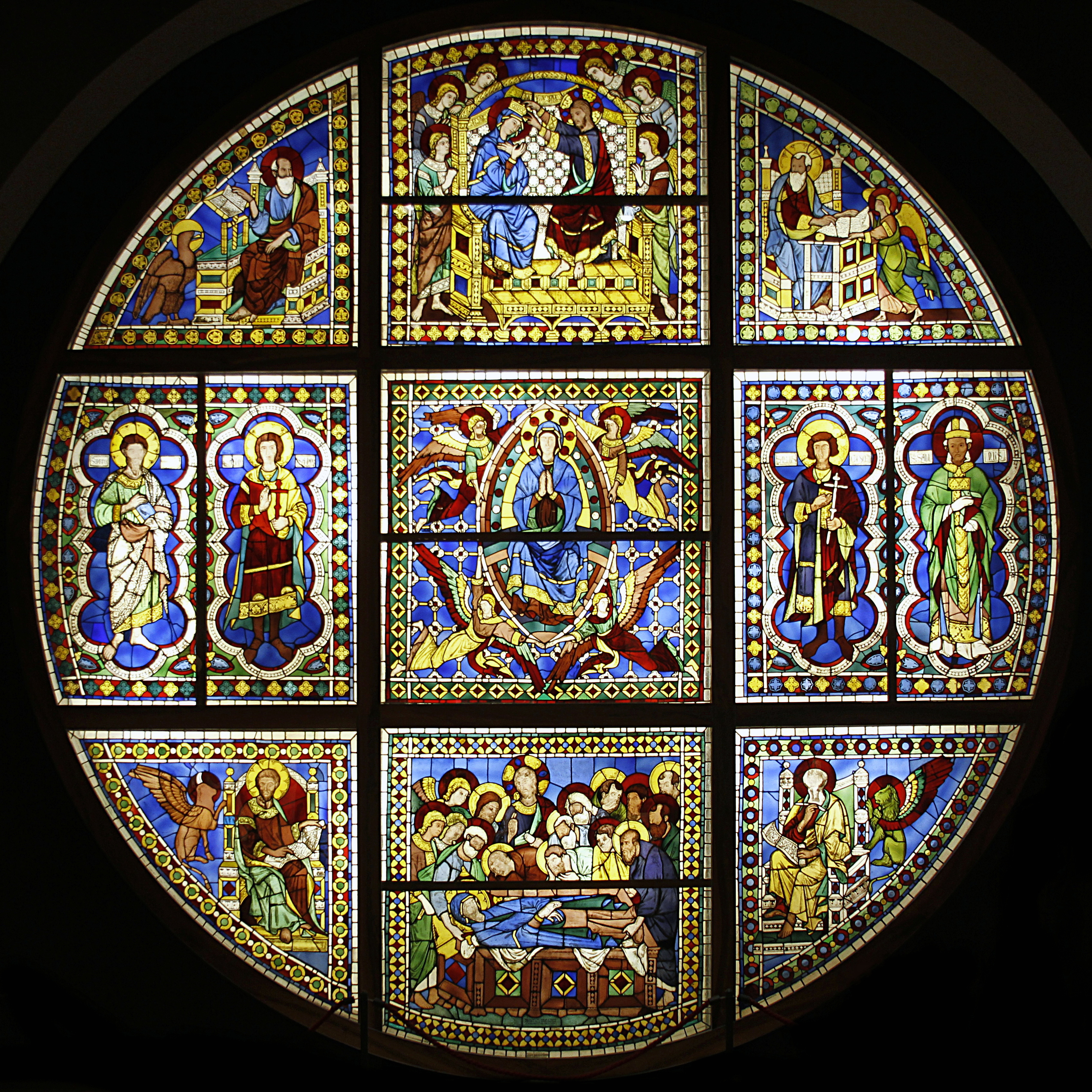
Сиена, кафедральный собор. Витраж по картине Дуччо ди Буонинсенья

На протяжении многих веков важной художественной отраслью было также декоративно-прикладное искусство итальянцев. Исторически длинная раздробленность и разобщённость земель способствовали развитию местных художественных центров. В эпоху готики получило распространение производство витражей. Как и во Франции, к созданию витражей в итальянских княжествах привлекали лучших художников, среди которых -
- Паоло Уччелло
- Лоренцо Монако
- Дуччо ди Буонинсенья
- Арчимбольди

Традиционно сильным было стекловарение и ткачество, производство кружева в Венеции. Приобрели популярность изделия оружейников Милана или ювелиров Рима. Европейское признание имели итальянская мебель (стулья, столы, свадебные сундуки), изготовленные из древесины ореха, покрытые резьбой.

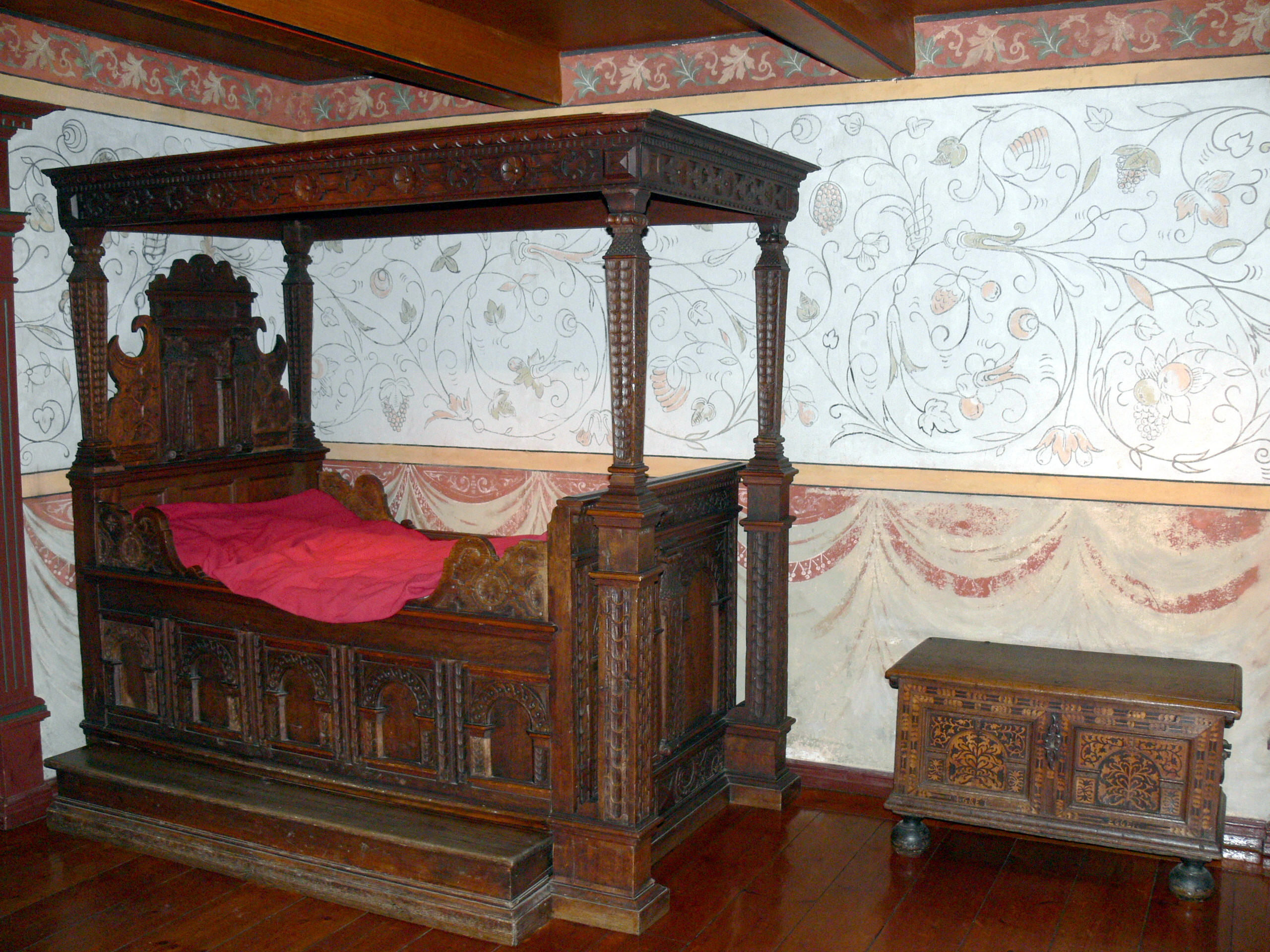
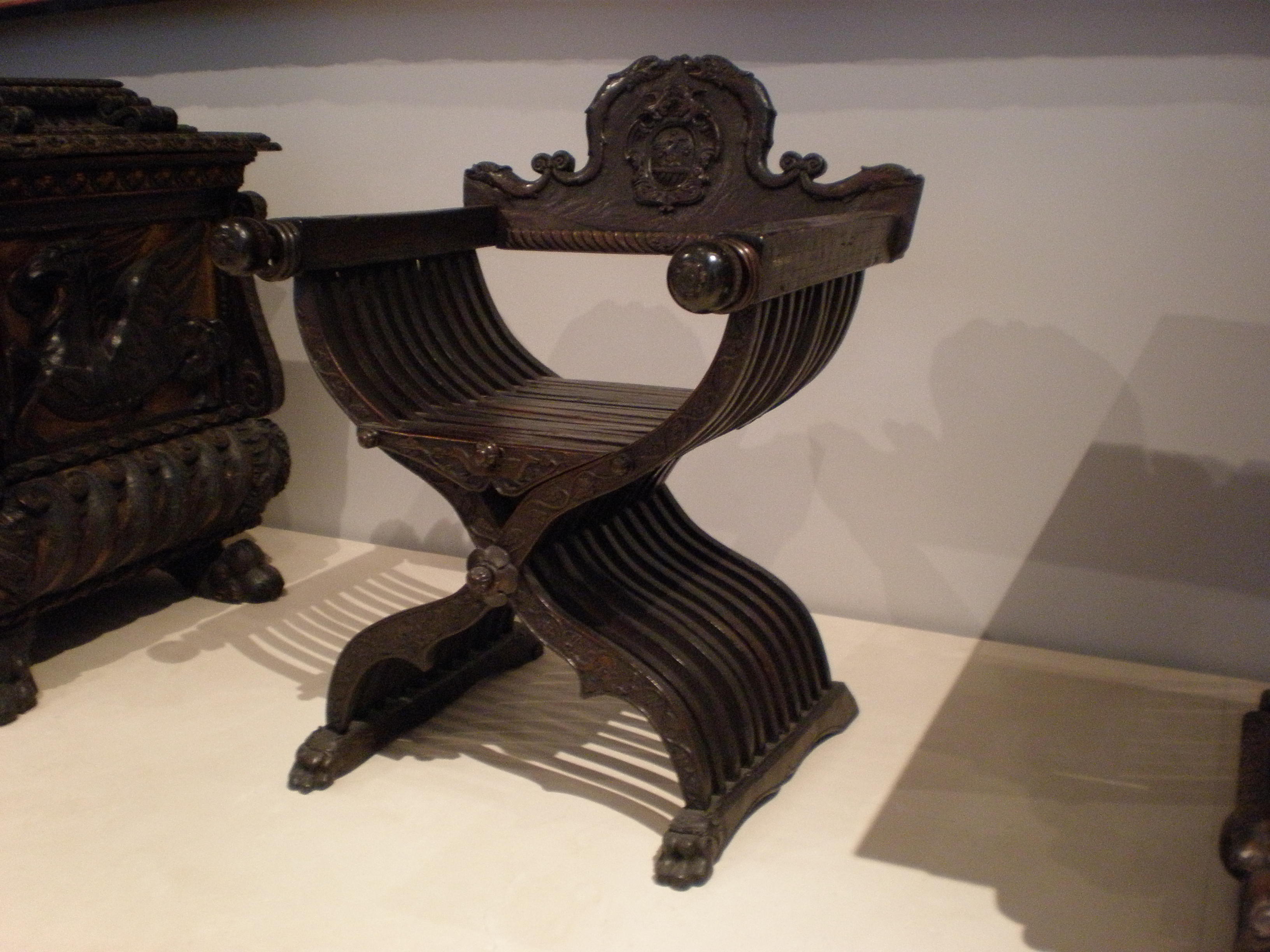
Мебель из Северной Италии. Музей Виктории и Альберта
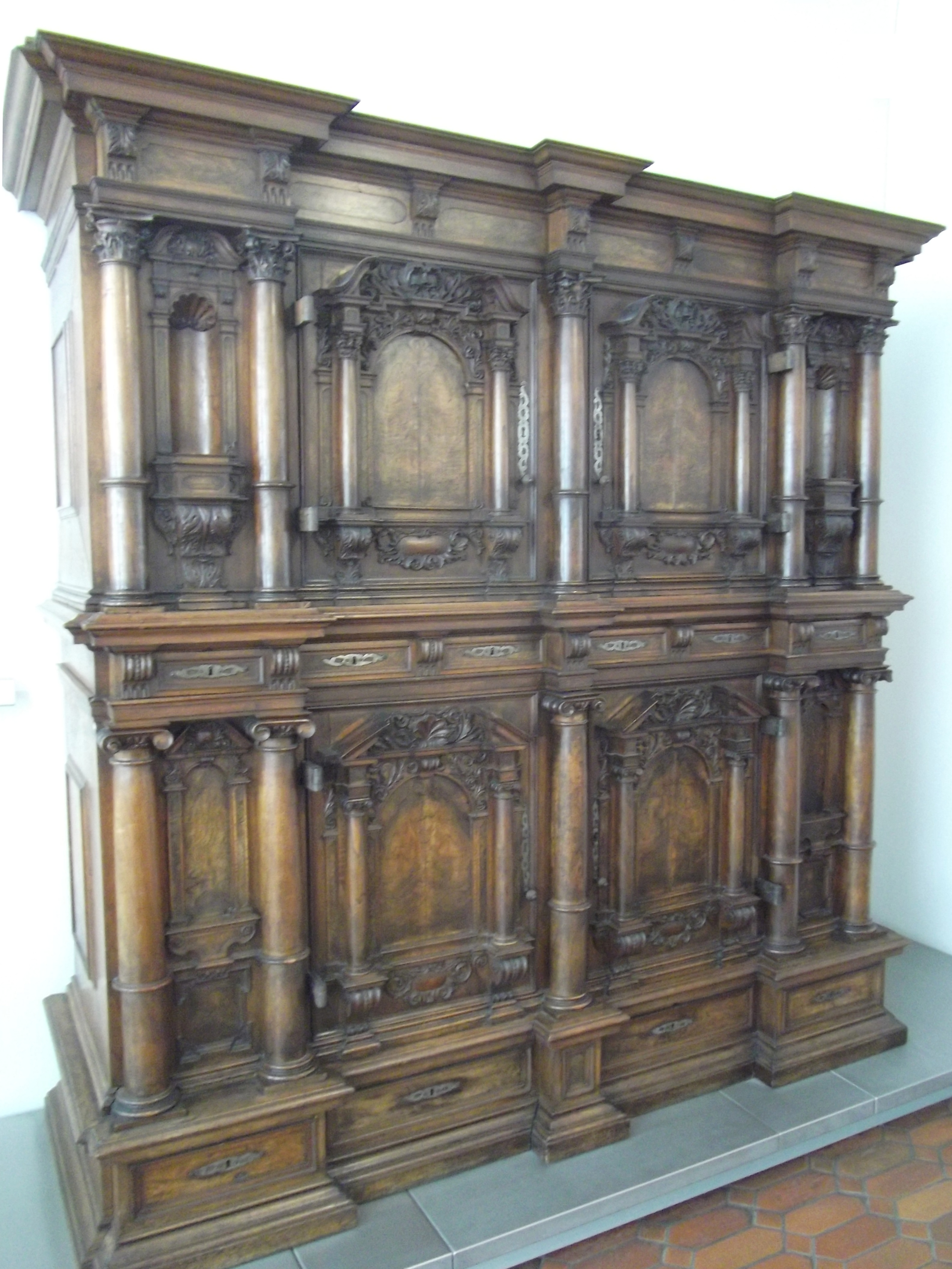
Шкаф

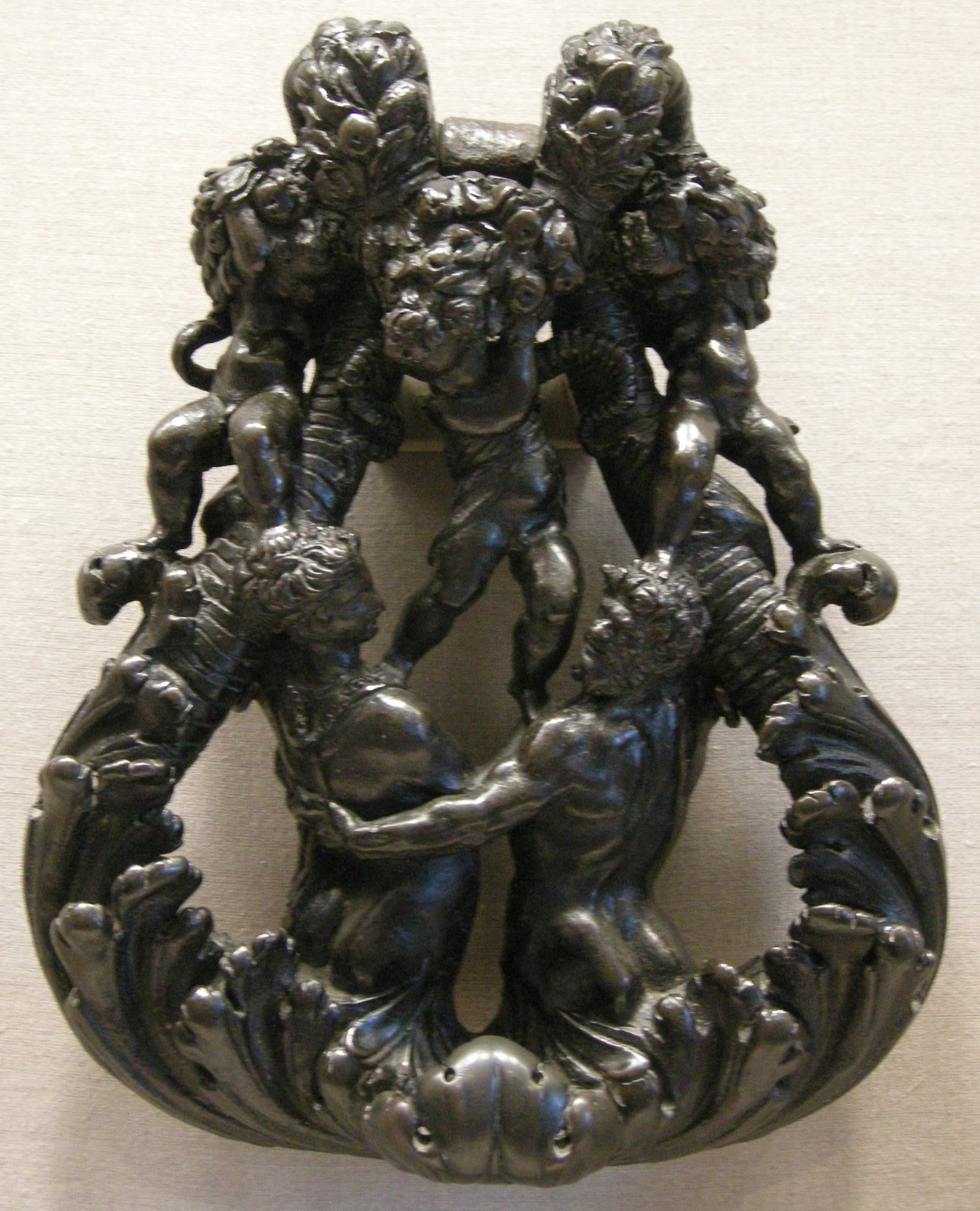
Якопо Сансовино. Металлический молоточек «Морские тритоны и путти»

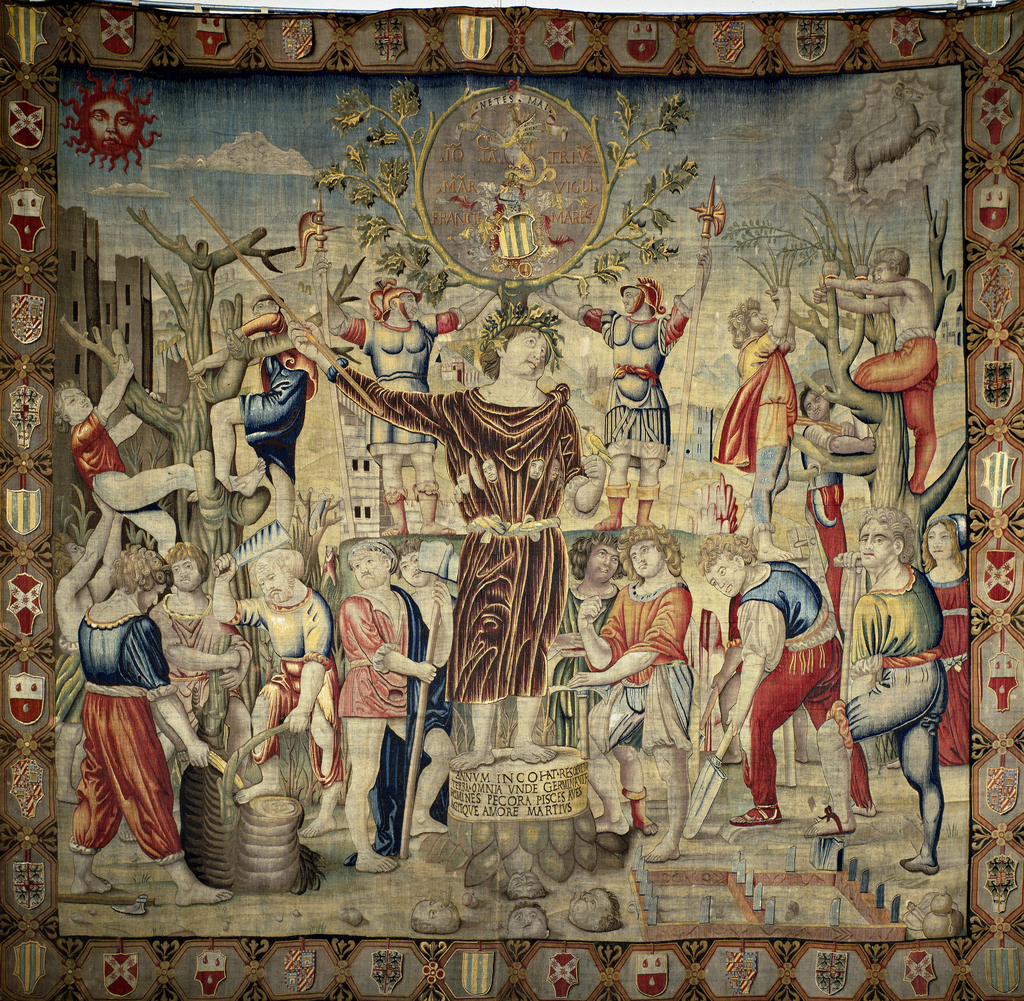
Аррас Тривульцио. «Аллегория месяца Марта», Кастелло Сфорцеско, Милан

В Венеции эпохи Возрождения расцвело изготовление металлических, дверных молоточков. Мастера соревновались в придании изделиям самых разнообразных форм, что подняло бытовую деталь входной двери на уровень настоящих изделий высокого искусства.
Особое место заняли мелкие керамические центры, территориально далекие от известных художественных центров — Фаэнца, Дерута, Губбио, Савона, Кастель-Дуранте, Сиена, Урбино. Первые позиции в 15 веке заняли керамические мастерские Тосканы. Началось производство посуды, блюд и ваз своеобразных форм, покрытых синими узорами. На производство парадной и свадебной посуды переходят и в других керамических центрах (Дерута, Губбио, Савона, Кастель-Дуранте).

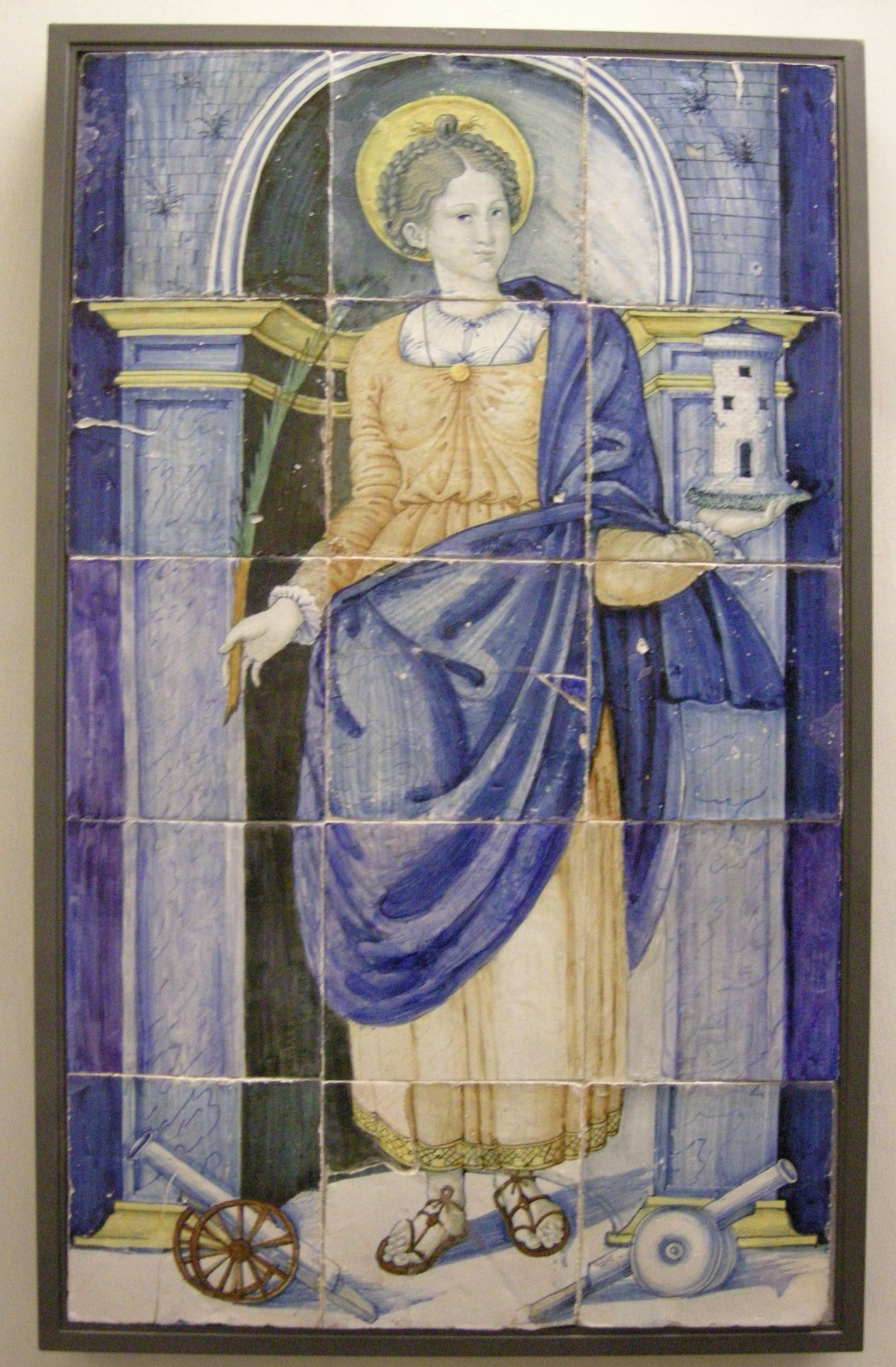
г. Савона, изразцы с изображением Св.Барбари, 1530 г.
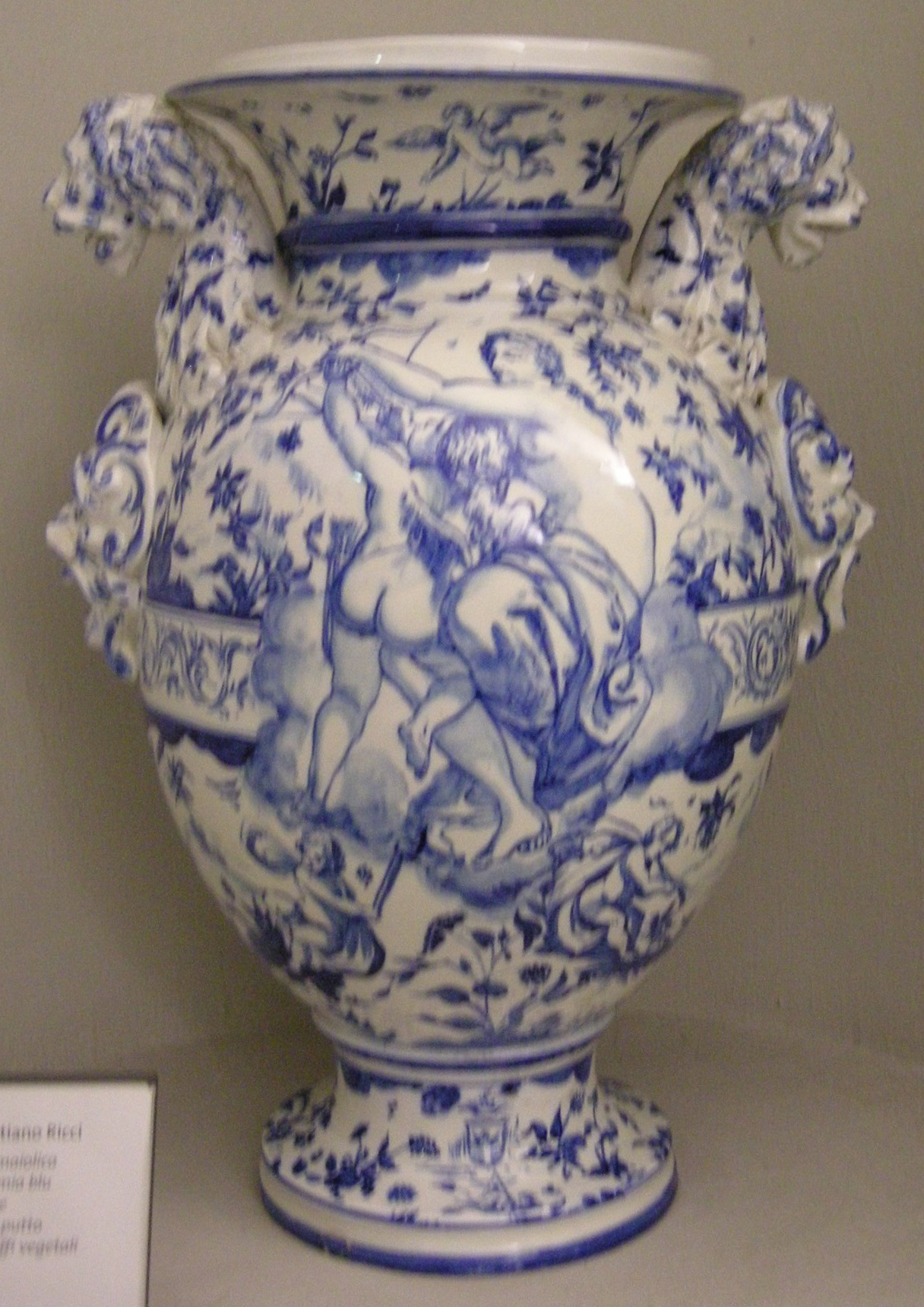
Савона. Мануфактура Себастьяно Риччи, аптечная ваза
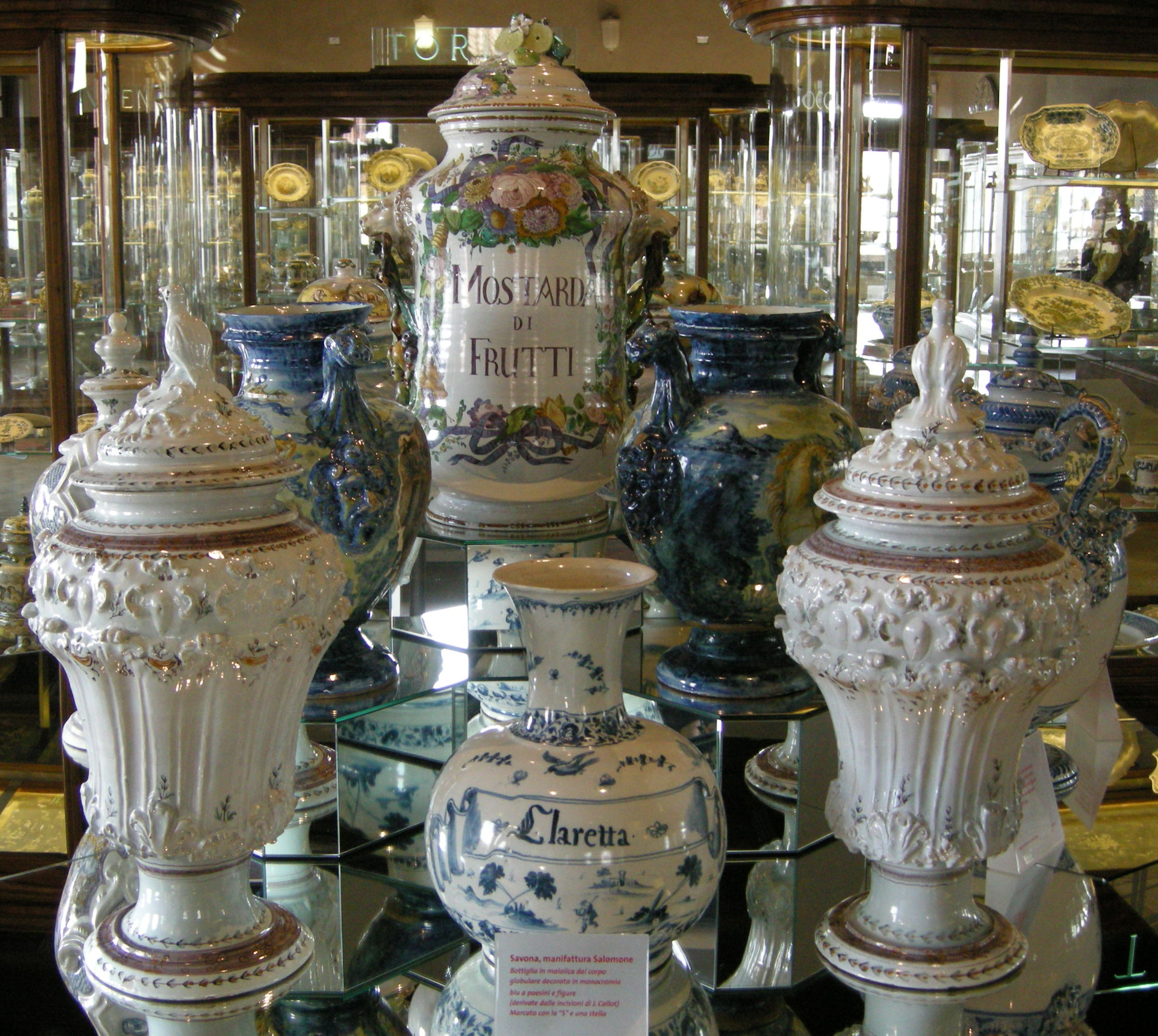
Савона, мануфактура Соломоне, майоликовые изделия

Цветными росписями покрывали и привычную тогда посуду для аптек. Престижность произведений итальянских художников и граверов отразилась и на декоре керамических изделий. Мастера (несмотря на самостоятельные сюжеты) в 16 веке начинают переносить на керамику сюжеты из гравюр, хотя и не всегда удачно. Своеобразие присуще так называемым «свадебным блюдам», на которых рисовали девичьи портреты. Увеличивается со временем и ассортимент — появляются большие миски, лохани-холодильники, фляги, покрытые детально проработанным декором и лепными деталями.
Единичные образцы китайского фарфора, что попали в Италию, вызывали восхищение и попытки скопировать его технологии во Флоренции и Савоне. Но качество этих изделий уступало образцам Китая или Японии. Наиболее удачным было производство итальянского фарфора в городе Неаполь в 18 в.

### Майолика в Италии

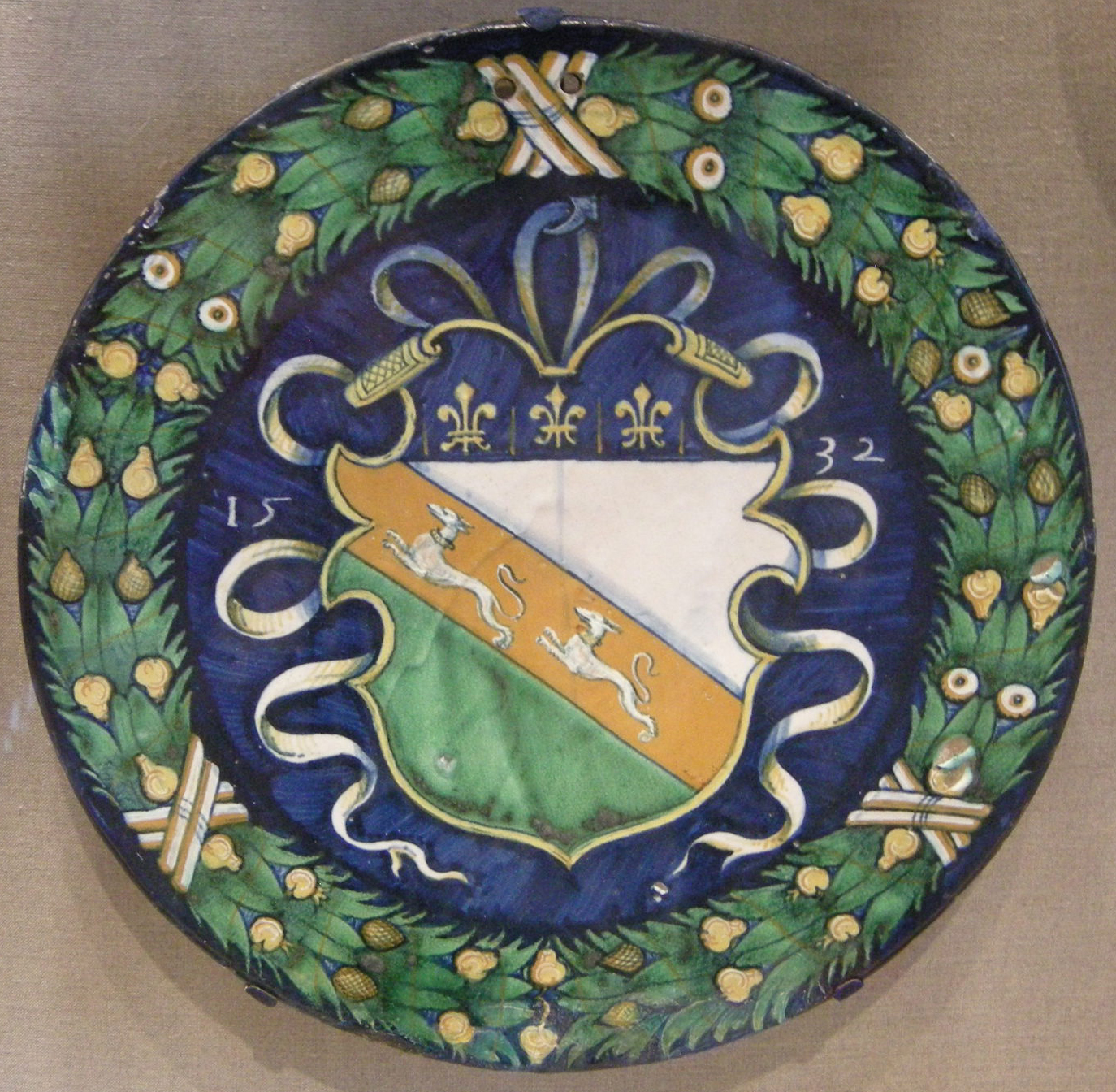
г. Фаэнца, блюдо с гербом. 1532 г.
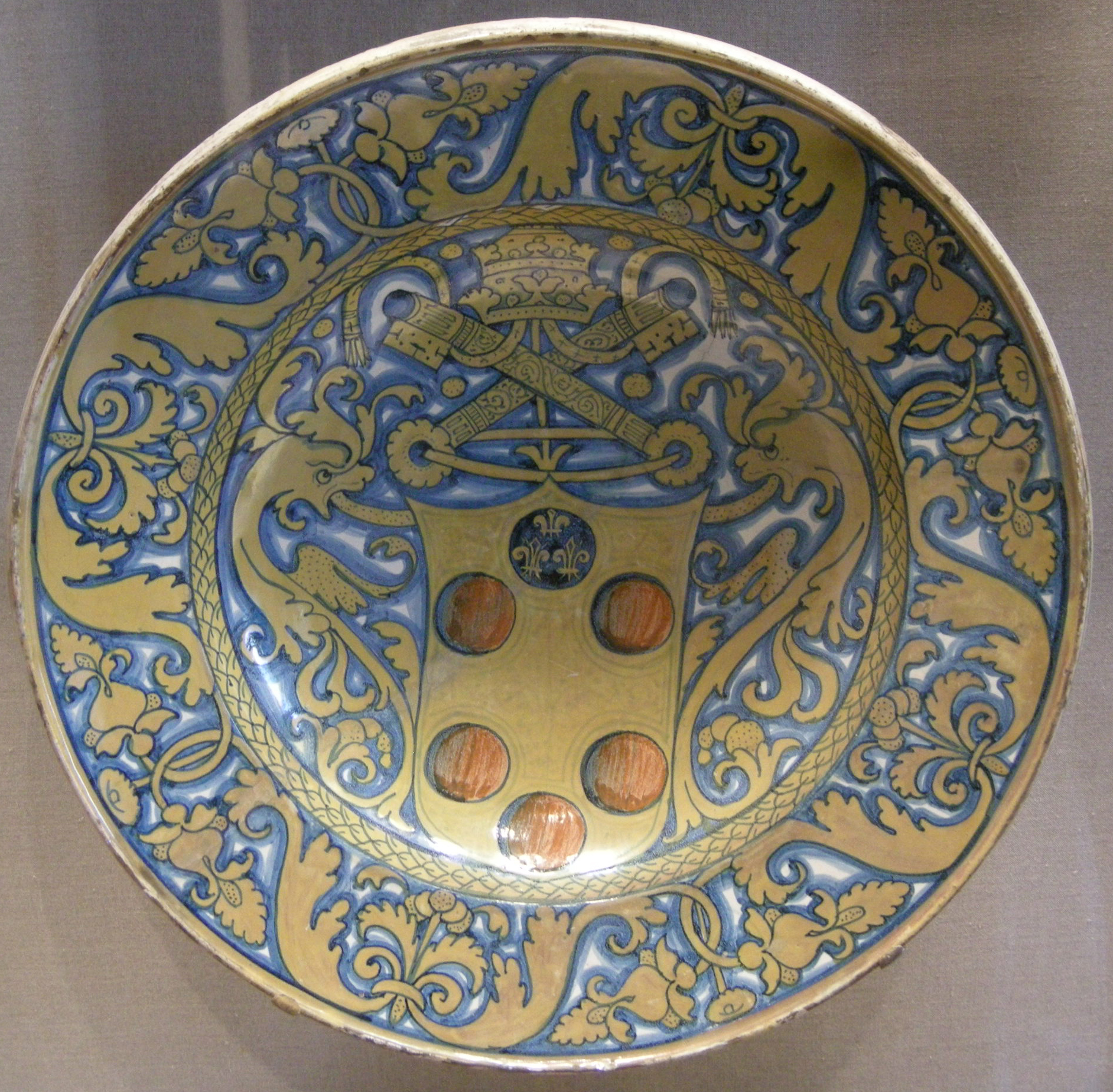
г. Дерута, блюдо 1534 г.
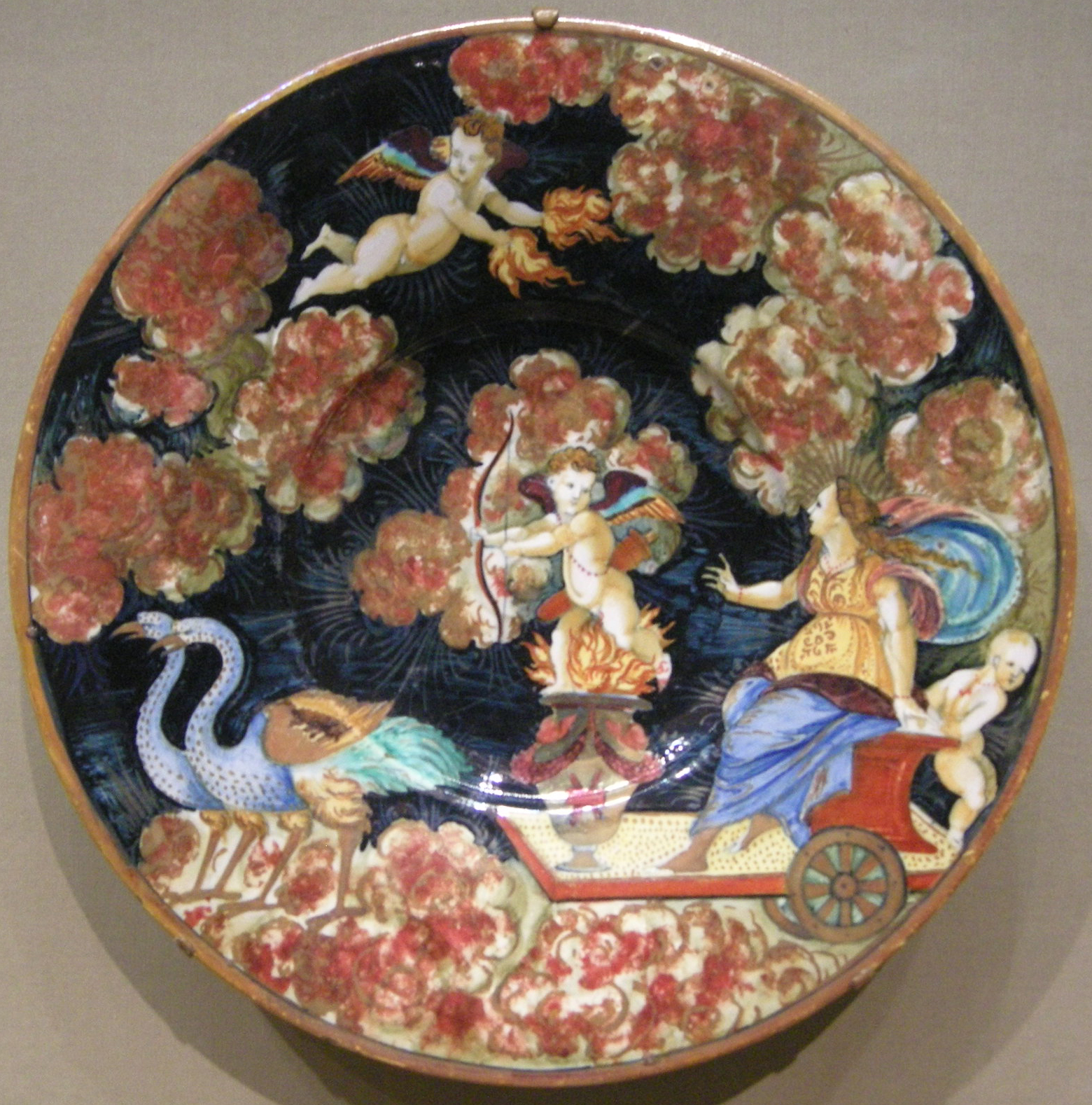
Николо да Урбино, «Венера», до 1535 г.
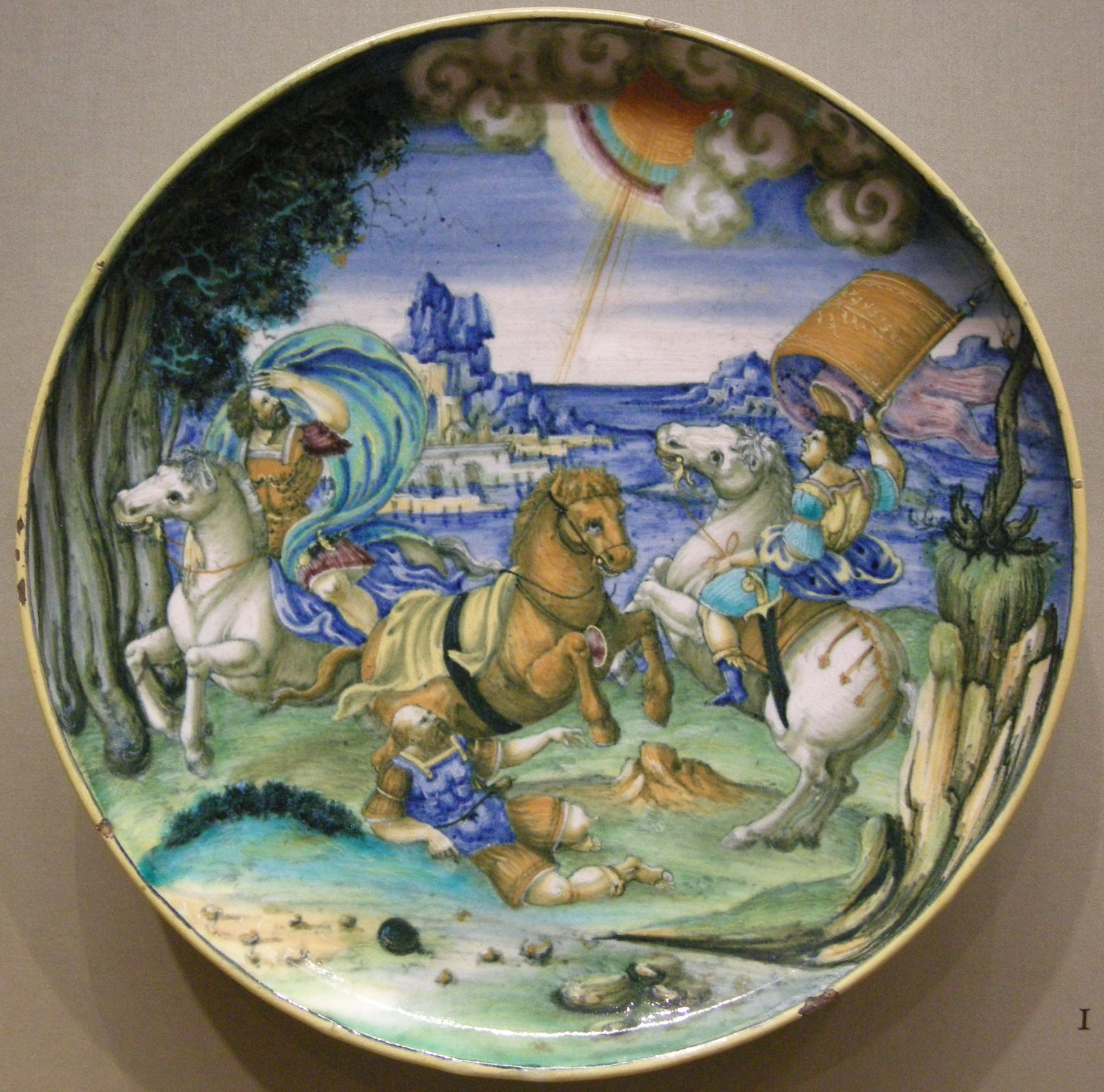
Франческо Ксанто Авелли, 1525 г.

## Итальянское искусство 20 века

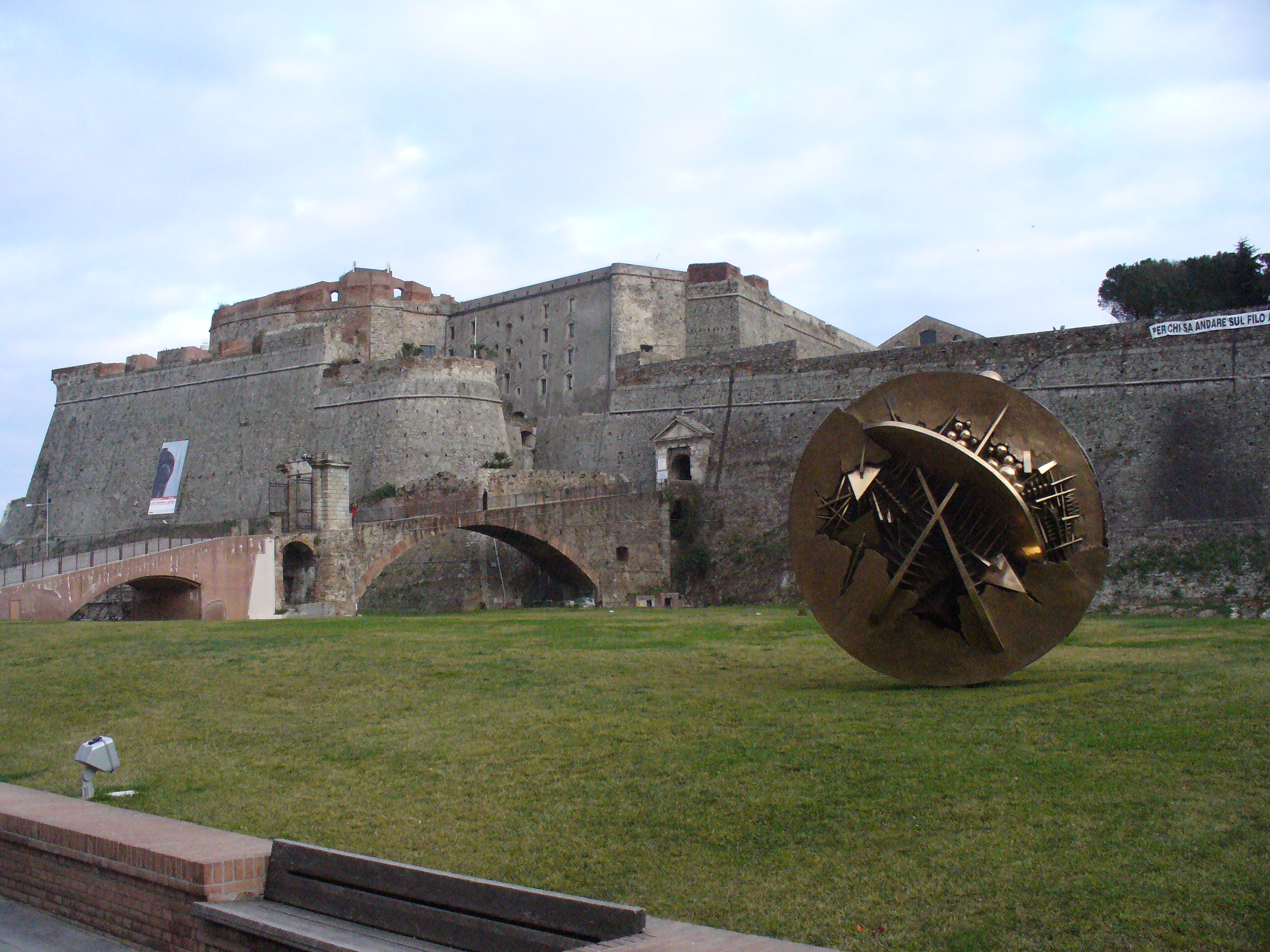
Город Савона. Старая крепость и авангардная скульптура

### Авангардные течения
Трагические события XX века не лучшим образом отразились на искусстве, где с невероятной быстротой распространились авангардные и разрушительные тенденции. В начале XX в. известным центром авангардных тенденций стал Париж, где сосуществуют сецессия, поздний символизм, кубизм, сюрреализм и т. д. Именно в Париже работают такие разные художественные личности, как итальянцы Больдини и Амедео Модильяни. Авангардные течения возникают и в Италии, а творчество Джакомо Балла (1871—1958), Умберто Боччони (1882—1916), Карло Карра (1881—1966), Джино Северини (1883—1966) внесло значительный вклад в искусство 20 века.
Распад форм изобразительных искусств нашёл крайнее проявление в абстракционизме и эпигонских от него, мелких художественных направлениях, деятельно поддержанных буржуазными дельцами, медиа, галеристами и аукционами в попытке заработать на искусстве значительные денежные средства. Две мировые войны обусловили перенос художественного центра из Парижа в Великобританию и Соединённые Штаты Америки.

### Режим Муссолини
Местные художественные особенности имело искусство Италии в эпоху правления Бенито Муссолини. В тот период было создано немало сооружений, пусть и различной художественной ценности (новые сооружения Римского университета, современное здание Министерства иностранных дел и др.). В 1960-е годы к власти в парламент Италии пришла команда образованных и высококультурных политиков, которая стояла за сохранение памятников культуры и истории как прошлого, так и XX века.
И хотя со стороны левых политиков слышались призывы к уничтожению сооружений режима Муссолини, были приняты соответствующие законы о полном запрете изменений исторических сооружений, которые признали памятниками истории или архитектуры.

### Реалистические традиции в XX в
На фоне борьбы с политически реакционным режимом вызревало реалистическое искусство Ренато Гуттузо и ряда итальянских скульпторов нового поколения, среди которых:
- Джанни́но Кастильо́ни (1884—1971)
- Франческо Мессина (1900—1995)
- Джакомо Манцу (1908—1991)
- Аугусто Мурер
- Эмилио Греко (1913—1995).

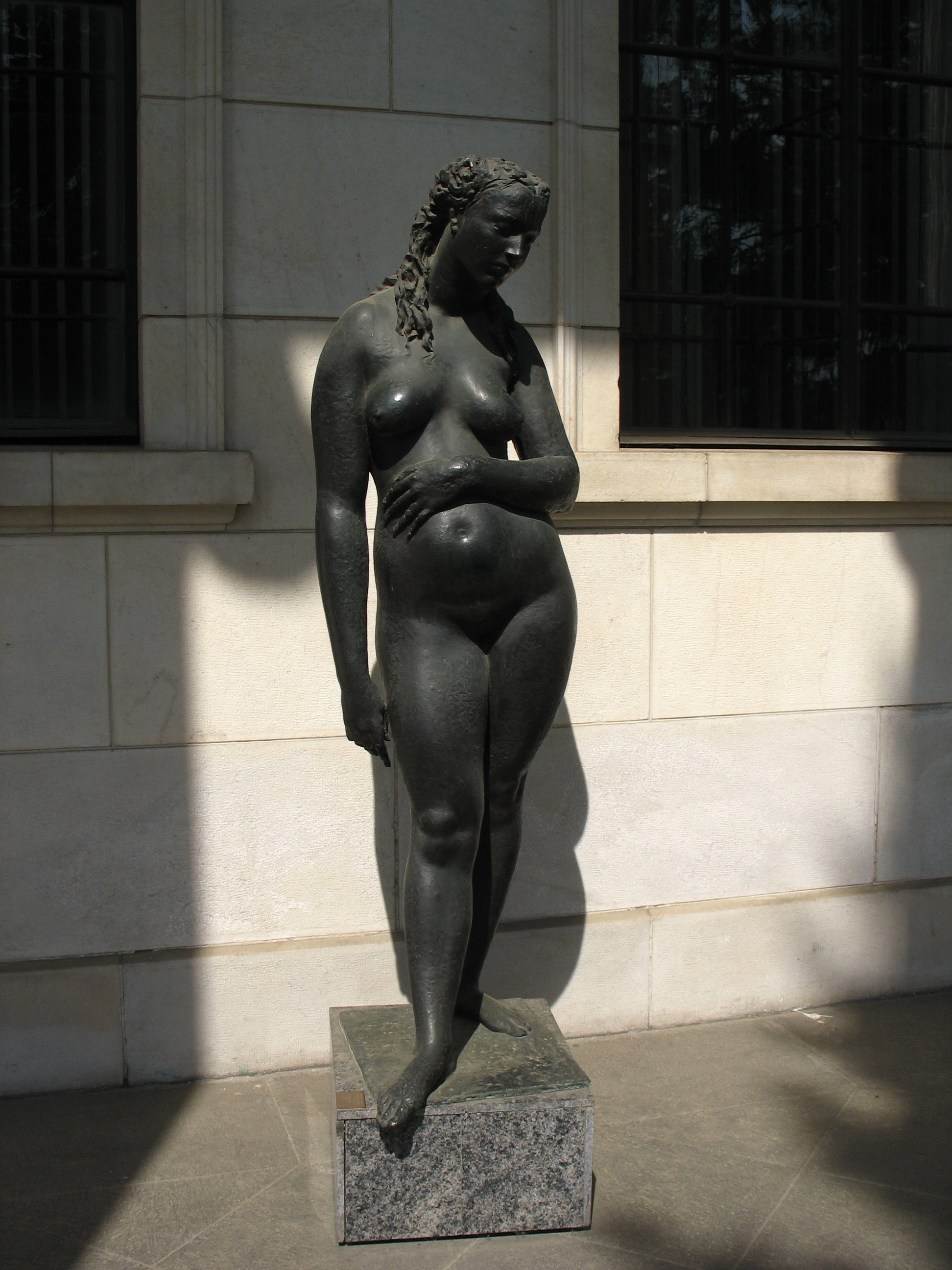
Франческо Мессина. «Мария»
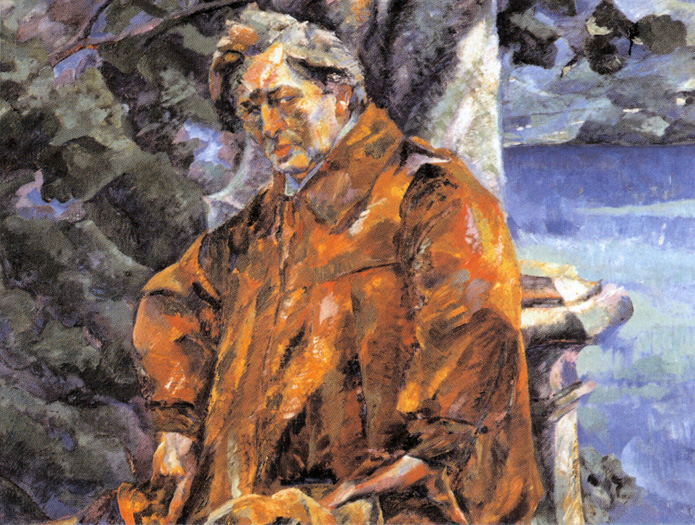
Умберто Боччони. «Портрет Ферручо Бузони».

Абстрактные формы в живописи и скульптуре культивируют Эмилио Ведова, Арнальдо Помодоро и др.